# الدولة العثمانية
الدَّوْلَةُ العُثمَانِيَّة أو الدَّوْلَةُ العَلِيَّةُ العُثمَانِيَّة (بالتركية العثمانية: دَوْلَتِ عَلِيّهٔ عُثمَانِيّه؛ بالتركية الحديثة: Yüce Osmanlı Devleti)، أو الخِلَافَةُ العُثمَانِيَّة، هي دولة إسلامية أسسها عثمان الأول بن أرطغرل، واستمرت قائمة لأكثر من 600 سنة، وبالتحديد من 27 يوليو 1299م حتى 29 أكتوبر 1923م. نشأت الدولة العُثمانيَّة بدايةً كإمارة حُدود تُركمانيَّة تعمل في خدمة سلطنة سلاجقة الروم، وترد الغارات البيزنطيَّة عن ديار الإسلام، وبعد سُقُوط السلطنة سالفة الذِكر استقلَّت الإمارات التُركمانيَّة التابعة لها، بما فيها الإمارة العُثمانيَّة، التي قُدِّر لها أن تبتلع سائر الإمارات بِمُرور الوقت. عبر العُثمانيُّون إلى أوروبا الشرقيَّة لأوَّل مرَّة بعد سنة 1354م، وخلال السنوات اللاحقة تمكَّن العُثمانيُّون من فتح أغلب البلاد البلقانيَّة، فتحوَّلت إمارتهم الصغيرة إلى دولة كبيرة، وكانت أوَّل دولةٍ إسلاميَّة تتخذ لها موطئ قدم في البلقان، كما قُدِّر لِلعُثمانيين أن يفتتحوا القسطنطينية سنة 1453م، ويُسقطوا الإمبراطوريَّة البيزنطيَّة بعد أن عاشت أحد عشر قرنًا ونيِّفًا، وذلك تحت قيادة السُلطان محمد الفاتح.
بلغت الدولة العثمانية ذروة مجدها وقوتها خلال القرنين السادس عشر والسابع عشر؛ فامتدَّت أراضيها لتشمل أنحاء واسعة من قارات العالم القديم الثلاث: أوروبا وآسيا وإفريقيا؛ حيث خضع لها كامل آسيا الصغرى، وأجزاء كبيرة من جنوب شرق أوروبا، وغربي آسيا، وشمالي إفريقيا. وصل عدد الولايات العثمانية إلى 29 ولاية، وكان للدولة سيادة اسمية على عدد من الدول والإمارات المجاورة في أوروبا، التي أضحى بعضها يُشكِّل جزءًا فعليًّا من الدولة مع مرور الزمن، بينما حصل بعضها الآخر على نوع من الاستقلال الذاتي. وعندما ضمَّ العُثمانيُّون الشَّام ومصر والحجاز سنة 1517م، وأسقطوا الدولة المملوكية بعد أن شاخت وتراجعت قوتها، تنازل آخر الخلفاء العباسيين المُقيم في القاهرة مُحمَّد المتوكل على الله عن الخلافة لِلسُلطان سليم الأول، ومُنذ ذلك الحين أصبح سلاطين آل عُثمان خُلفاء المُسلمين. كما كان للدولة العثمانية سيادة على بضع دول بعيدة، إما بحكم كونها دولًا إسلامية تتبع شرعًا سلطان آل عثمان كونه يحمل لقب «أمير المؤمنين» و«خليفة المسلمين»؛ كما في حالة سلطنة آتشيه السومطرية، التي أعلنت ولاءها للسلطان في سنة 1565م، أو عن طريق استحواذها عليها لفترة مؤقتة؛ كما في حالة جزيرة «أنزاروت» في المحيط الأطلسي، والتي فتحها العثمانيون سنة 1585م.
أضحت الدولة العثمانية في عهد السلطان سليمان الأول «القانوني» (حكم منذ عام 1520م حتى عام 1566م)، قوّة عظمى من الناحيتين السياسية والعسكرية، وأصبحت عاصمتها القسطنطينية تلعب دور همزة الوصل بين العالمين: الأوروبي المسيحي والشرقي الإسلامي، كما كان لها سيطرة مُطلقة على البحار: المُتوسط والأحمر والأسود والعربي، بالإضافة للمحيط الهندي. كان التوجه الأكاديمي السابق ينص على أنَّه بعد انتهاء عهد السلطان سالف الذكر، الذي يُعدُّ عصر الدولة العثمانية الذهبي، أصيبت الدولة بالضعف والتفسخ، وأخذت تفقد ممتلكاتها شيئًا فشيئًا، على الرغم من أنَّها عرفت فترات من الانتعاش والإصلاح، إلا أنَّها لم تكن كافية لإعادتها إلى وضعها السابق، غير أنَّ التوجُّه المُعاصر يُخالف هذا الرأي؛ إذ حافظت الدولة على اقتصادها القوي والمرن، وأبقت على مُجتمعها مُتماسكًا طيلة القرن السابع عشر، وشطرًا من القرن الثامن عشر. لكن، بدايةً من سنة 1740م، أخذت الدولة العُثمانيَّة تتراجع وتتخلَّف عن ركب الحضارة، وعاشت فترةً طويلةً من الخمود والركود الثقافي والحضاري، فيما أخذ خصومها يتفوقون عليها عسكريًّا وعلميًّا، وفي مُقدمتهم مملكة هابسبورغ النمساويَّة والإمبراطورية الروسية. عانت الدولة العثمانية من خسائر عسكرية قاتلة على يدِّ خصومها الأوروبيين والروس خلال أواخر القرن الثامن عشر وأوائل القرن التاسع عشر، وتغلغلت القوى الأوروبية في البلاد العثمانية، وتدخَّلت في شؤون الدولة، وفرض بعضها الحماية على الأقليات الدينية، مما أدَّى إلى ازدياد أوضاع الدولة سوءًا. وقد حثَّت هذه الحالة السلاطين العُثمانيين كي يتصرفوا ويُحاولوا انتشال السلطنة مما آلت إليه، فكان أن أُطلقت التنظيمات التي طالت الجيش والإدارة والتعليم وجوانب الحياة، فأُلبست الدولة حُلَّةً مُعاصرة، وتماسكت وأصبحت أكثر قُوَّةً وتنظيمًا من ذي قبل، رَغم أنَّها لم تسترجع البلاد التي خسرتها لصالح الغرب وروسيا، بل خسرت مزيدًا منها، وخصوصًا في البلقان.
تحول نظام الحكم في الدولة العثمانية من الملكيِّ المطلق إلى الملكيِّ الدستوري في بدايات عهد السلطان عبد الحميد الثاني، بعد أن افتتح المجلس العمومي، وتمثَّلت فيه كل الولايات عن طريق نوابٍ مُنتخبين، ووضع هؤلاء دستورًا للدولة. لكن ما لبث السُّلطان أن عطَّل العمل بالدستور لأسبابٍ مُختلفة، فعادت البلاد إلى النظام الملكيِّ المُطلق طيلة 33 سنة، عُرفت باسم «العهد الحميدي»، الذي تميَّز بكونه آخر عهد سُلطاني فعلي؛ نظرًا لأن عبد الحميد الثاني كان آخر سلطانٍ فعليٍّ للدولة، كون من تلوه كانوا مُجردين من القوة السياسية. وقد تميَّز العهد الحميدي بتوسُّع نطاق التعليم، وازدياد المؤسسات التعليمية في الدولة، وازدياد الانفتاح على الغرب، كما برزت فيه المطامع الصهيونية بأرض فلسطين، وظهرت الأزمة الأرمينية. أُعيد العمل بالدستور العُثماني سنة 1908م، وسيطر حزب الاتحاد والترقِّي على أغلب مقاعد البرلمان، فعادت السلطنة للنظام الملكي الدستوري، وبقيت كذلك حتى انهارت بعد عشر سنوات. شاركت الدولة العثمانية بالحرب العالمية الأولى إلى جانب الإمبراطورية الألمانية، في محاولة لكسر عزلتها السياسية المفروضة عليها من قبل الدول الأوروبية مُنذ العهد الحميدي، وعلى الرَّغم من تمكنها من الصُمُود على عدَّة جبهات عانت من الثورات الداخليَّة التي أشعلتها الحركات القوميَّة في الداخل العُثماني، ردًّا على عنصريَّة حزب الاتحاد والترقي من جهة، وبسبب التحريض الأجنبي من جهةٍ أُخرى، وفي نهاية المطاف لم تتمكن السلطنة من الصُمود بوجه القوى العظمى، فاستسلمت لِلحُلفاء سنة 1918م. انتهت الدولة العثمانية بصفتها السياسية بتاريخ 1 نوفمبر سنة 1922م، وأزيلت بوصفها دولة قائمة بحكم القانون في 24 يوليو سنة 1923م، بعد توقيعها على معاهدة لوزان، وزالت نهائيًّا في 29 أكتوبر من نفس السنة عند قيام الجمهورية التركية، التي تعتبر حاليًا الوريث الشرعي للدولة العثمانية. كما أدَّى سقوط الدولة العُثمانيَّة إلى ولادة مُعظم دُول الشرق الأوسط المُعاصرة، بعد أن اقتسمت المملكة المتحدة وفرنسا التركة العُثمانيَّة في العراق والشام، بعد أن انتزعت منها سابقًا مصر وبلاد المغرب.
عُرفت الدولة العثمانية بأسماء مختلفة في اللغة العربية، لعلَّ أبرزها هو «الدولة العليّة»، وهو اختصار لاسمها الرسمي «الدولة العليّة العثمانية»، كذلك كان يُطلق عليها محليًّا في العديد من الدول العربية، وخصوصًا بلاد الشام ومصر، «الدولة العثمليّة»، اشتقاقًا من كلمة عثملى - Osmanlı التركية، التي تعني «عثماني». ومن الأسماء الأخرى التي أضيفت للأسماء العربية نقلًا من تلك الأوروبية: «الإمبراطورية العثمانية» (بالتركية: Osmanlı İmparatorluğu)، كذلك يُطلق البعض عليها تسمية «السلطنة العثمانية»، و«دولة آل عثمان». تركت الدولة العثمانية إرثًا حضاريًّا غنيًّا في البلاد العربية وفي البلقان؛ إذ دخلت عدة كلمات ومصطلحات تركية إلى اللغة العربية وغيرها من اللغات التي كانت شائعة في الدولة العثمانية، وامتزجت مع المعاجم اللغوية المحلية، وأصبحت بمرور الزمن تشكل جُزءًا مهمًّا منها، ونزلت الكثير من العائلات والأُسر التُركيَّة في البلاد العربية والأوروبية الشرقية، وتمازجت مع أهلها وذابت في وسطهم بمرور الزمن، وكان انتشار الإسلام في أوروبا الشرقية إحدى النتائج الحتمية للفتوحات العثمانية في تلك البلاد. كما ترك العثمانيون عدة آثار معمارية شهيرة في المشرق العربي والبلقان، فضلًا عن تركيا نفسها، كما دخلت عدَّة مأكولات ومشروبات تركية عثمانية إلى المطابخ البلقانية والعربية. بالمُقابل، تأثرت الثقافة التركية بِالثقافتين العربية والفارسية تأثراً كبيراً خلال هذه الفترة، لدرجة أن 88% من مصطلحات اللغة التركية العثمانية كانت ذات أصولٍ عربية وفارسية، وكانت هذه اللغة سالفة الذِّكر ضحية سقوط الدولة العُثمانية؛ إذ زالت تدريجيًّا بعد ذلك ما إن قامت الجمهورية التركية، بعد أن أُزيلت منها المُصطلحات الفارسية والعربية، وطُعمت بِمُصطلحات تركية خالصة، فتحولت إلى اللغة التركية المعاصرة.
تركت سياسة الاتحاديين، بالإضافة إلى الاستعمار الغربي الذي تلا سُقُوط الدولة العُثمانيَّة، العلاقة العُثمانيَّة العربيَّة في حالة جدال؛ فقد زعم الغرب والعديد من المؤرخين العرب والبلقانيين الذين داروا في فلكهم، أنَّ العُثمانيين كانوا مُستعمرين للبلاد العربية والبلقانية، فيما أنكر آخرون هذا الكلام، على اعتبار أنَّ العُثمانيين يُشكلون امتدادًا لِلدول الإسلاميَّة السابقة، وأنهم ساروا على نهجهم، وأنَّ وصولهم إلى شرقي أوروبا قضى على استغلالية الملوك لشعوبهم، وأقام مقامها الحرية الفردية، وقضى على التدخل الكاثوليكي في شؤون الأرثوذكس.

## التاريخ

### أصل العثمانيين وموطنهم الأول
العثمانيون قومٌ من التُرك؛ يُنسبون إثنيًّا إلى العرق الأصفر أو المغولي، وهو عرقٌ تُنسب إليه  شعوب آسيا الشرقية كالمغول والصينيين وغيرهم. عاش التُرك قبائل وعشائر عدّة، وكان موطنهم الأوّل بوادي آسيا الوسطى، ما بين جبال آلطاي شرقًا وبحر قزوين غربًا، فأصلُ العثمانيين يعود لقبيلةٍ من قبائل التُرك هي «قبيلة قايى». عندما استولى المغول بقيادة جنكيز خان على خراسان، نزحت وزعيمها «كندز ألب» نحو المراعي شماليّ غربي أرمينيا قُرب مدينة خلاط. وعاشوا هنالك زمنًا، دلّت عليهم أحجارٌ وقبور تُنسب لأجداد بني عثمان، سوى ذلك، لا يُعلم من سياسة أمرهم إلا حكاياتٍ وأخبار، هي للأساطير أقرب منها للحقيقة. ويُستفاد من المعلومات المتوافرة أن هذه القبيلة تركت منطقة خلاط حوالي سنة 1229م تحت ضغط الأحداث العسكرية التي شهدتها المنطقة، بفعل الحروب التي أثارها السلطان جلال الدين الخوارزمي، وهبطت إلى حوض نهر دجلة.

### قيام الدولة العثمانية (1299–1453)
توفي «كندز ألب» في العام التالي لنزوح عشيرته إلى حوض دجلة، فترأس العشيرة ابنه سليمان، ثم حفيده «أرطغرل» الذي ارتحل مع عشيرته إلى مدينة إرزنجان، وكانت مسرحًا للقتال بين السلاجقة والخوارزميين، فالتحق بخدمة السلطان علاء الدين سلطان قونية، إحدى الإمارات السلجوقية التي تأسست عقب انحلال دولة السلاجقة العظام، وسانده في حروبه ضد الخوارزميين، فكافأه السلطان السلجوقي بأن أقطع عشيرته بعض الأراضي الخصبة قرب مدينة أنقرة. وظل أرطغرل حليفًا للسلاجقة حتى أقطعه السلطان السلجوقي منطقة في أقصى الشمال الغربي من الأناضول، على الحدود البيزنطية، في المنطقة المعروفة باسم «سُكُود»، حول مدينة أسكي شهر، حيث بدأت العشيرة هناك حياة جديدة إلى جانب إمارات تركمانية سبقتها إلى المنطقة. علا شأن أرطغرل لدى السلطان بعد أن أثبت إخلاصه للسلاجقة، وأظهرت عشيرته كفاءة قتالية عالية في كل معركة، ووجدت دومًا في مقدمة الجيوش، وكان النصر يتم على أيدي أبنائها، فكافأه السلطان بأن منحه لقب «أوج بكي»؛ أي: محافظ الحدود، اعترافًا بعظم أمره. غير أن أرطغرل كان ذا أطماع سياسية بعيدة، فلم يقنع بهذه المنطقة التي أقطعه إياها السلطان السلجوقي، ولا باللقب الذي ظفر به، ولا بمهمة حراسة الحدود والحفاظ عليها؛ بل شرع يهاجم باسم السلطان ممتلكات البيزنطيين في الأناضول، فاستولى على مدينة أسكي شهر وضمها إلى أملاكه، واستطاع أن يوسع أراضيه خلال مدة نصف قرن قضاها كأمير على مقاطعة حدودية، وتوفي في سنة 1281م، عن عمر يُناهز التسعين عامًا، بعد أن منح لقبا كبيرا آخر هو «غازي»، تقديرًا لفتوحاته وغزواته.

#### التأسيس

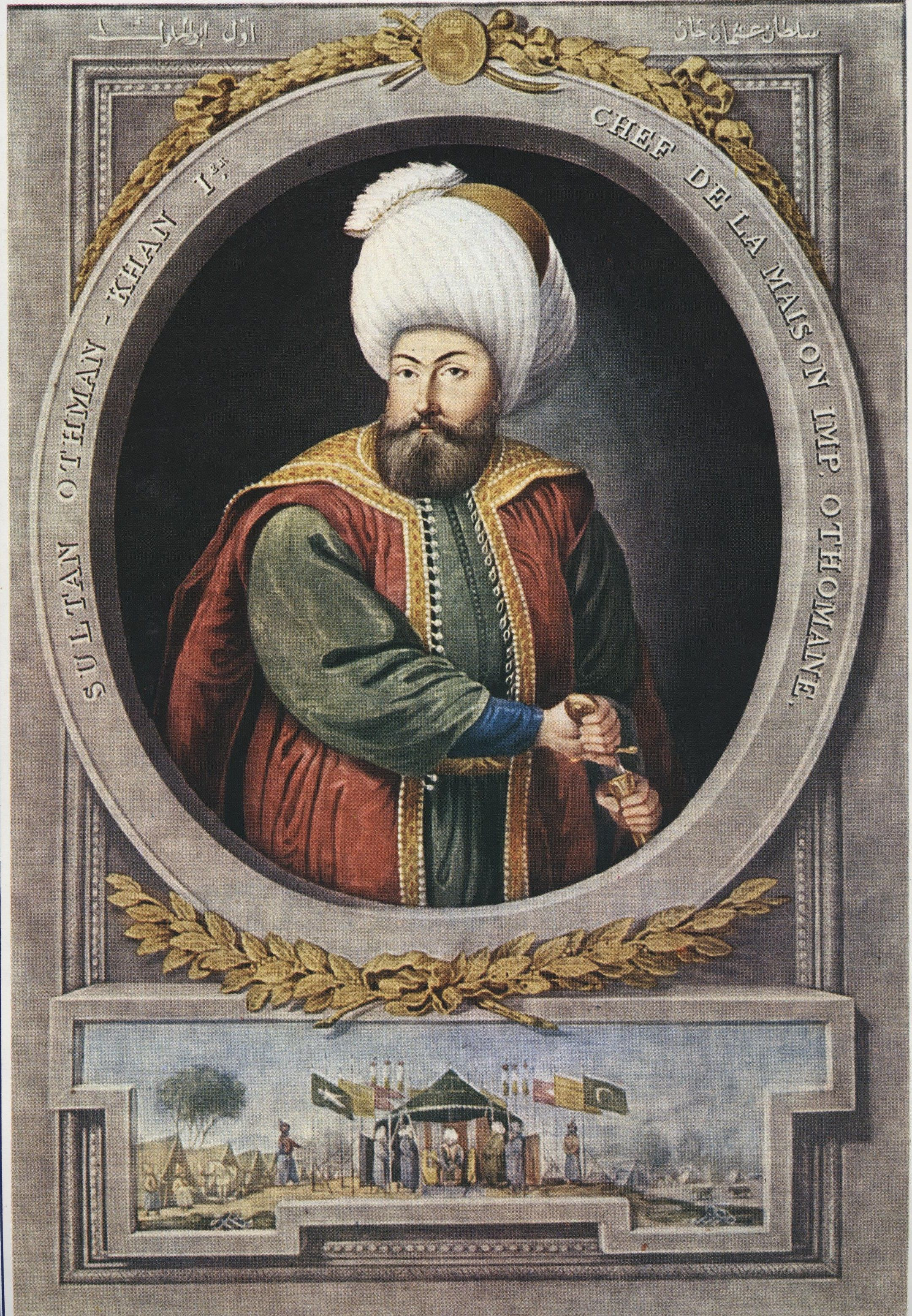
السلطان الغازي عثمان خان الأول، مؤسس الدولة العثمانية.

تولّى زعامة الإمارة بعد أرطغرل ابنه البكر عثمان، فأخلص الولاء للدولة السلجوقية على الرغم مما كانت تتخبط فيه من اضطراب، وما كان يتهددها من أخطار. أظهر عثمان في بداية عهده براعة سياسية في علاقاته مع جيرانه؛ فعقد تحالفات مع الإمارات التركمانية المجاورة، ووجه نشاطه العسكري نحو الأراضي البيزنطية لاستكمال رسالة دولة سلاجقة الروم بفتح الأراضي البيزنطية كافة، وإدخالها ضمن الأراضي الإسلامية، وشجعه على ذلك حالة الضعف التي دبت في جسم الإمبراطورية البيزنطية وأجهزتها، وانهماكها بالحروب في أوروبا، فأتاح له ذلك سهولة التوسع باتجاه غربي الأناضول، وفي عبور الدردنيل إلى أوروبا الشرقية الجنوبية. ومن الناحية الإدارية؛ فقد أظهر عثمان مقدرة فائقة في وضع النظم الإدارية لإمارته، حيث قطع العثمانيون في عهده شوطًا كبيرًا على طريق التحول من نظام القبيلة المتنقلة إلى نظام الإدارة المستقرة، ما ساعدها على توطيد مركزها وتطورها سريعًا إلى دولة كبرى. وقد أبدى السلطان السلجوقي علاء الدين كيقباد الثالث تقديره العميق لخدمات عثمان، فمنحه لقب «عثمان غازي حارس الحدود العالي الجاه، عثمان باشا». أقدم عثمان بعد أن ثبّت أقدامه في إمارته على توسيع حدودها على حساب البيزنطيين؛ ففي عام 1291م فتح مدينة «قراجة حصار» الواقعة إلى الجنوب من سُكُود، وجعلها قاعدة له، وأمر بإقامة الخطبة باسمه، وهو أول مظهر من مظاهر السيادة والسلطة، ومنها قاد عشيرته إلى بحر مرمرة والبحر الأسود.

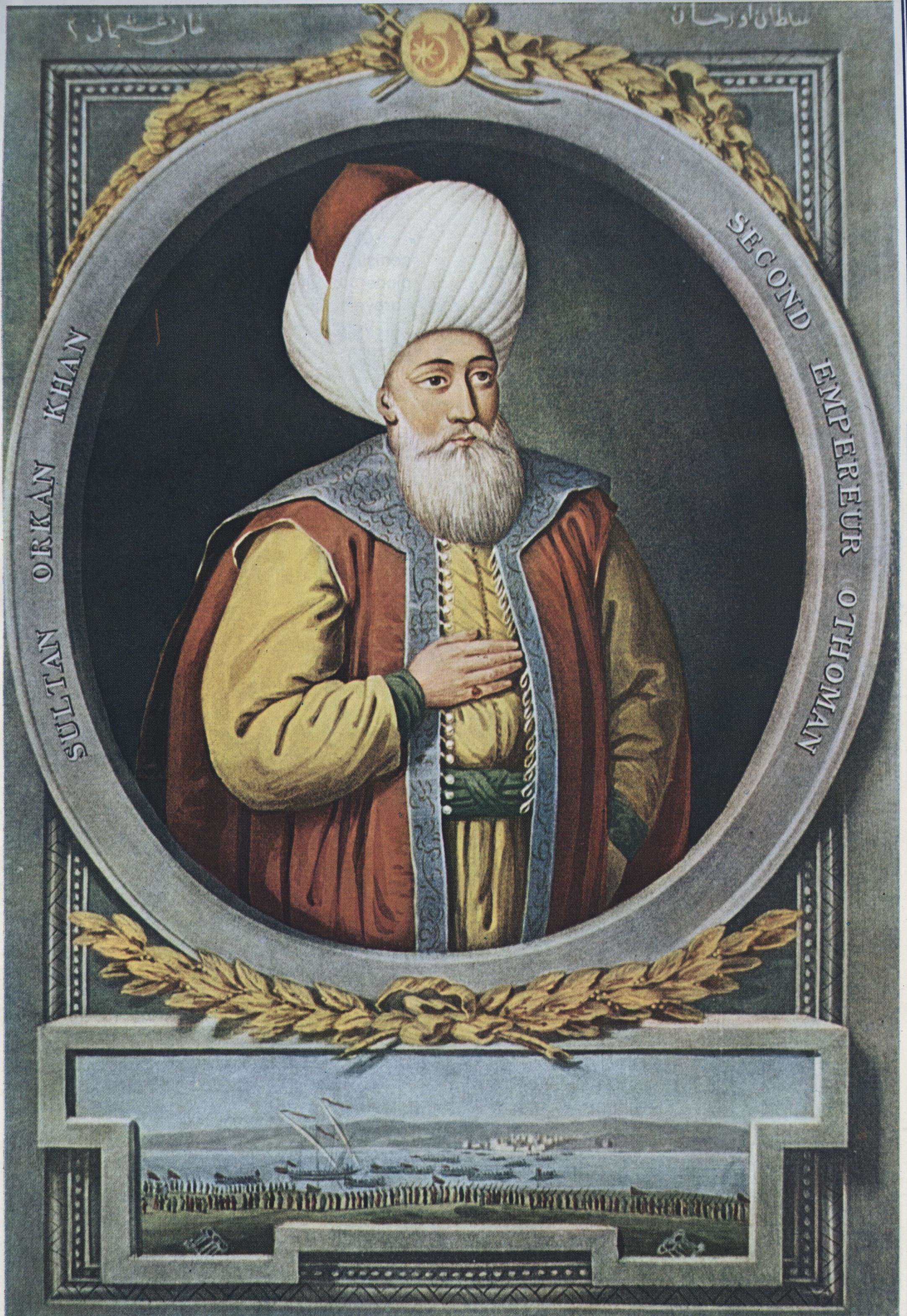
السلطان الغازي أورخان الأول.

وحين تغلب المغول على دولة قونية السلجوقية، سارع عثمان إلى إعلان استقلاله عن السلاجقة، ولقّب نفسه «پادشاه آل عثمان»؛ أي: عاهل آل عثمان، فكان بذلك المؤسس الحقيقي لهذه الدولة التركية الكبرى، التي نُسبت إليه لاحقًا. وظلّ عثمان يحكم الدولة الجديدة بصفته سلطانًا مستقلًّا حتى تاريخ 6 أبريل سنة 1326م، الموافق 2 جمادى الأولى سنة 726هـ، عندما احتل ابنه «أورخان» مدينة بورصة الواقعة على مقربة من بحر مرمرة، وفي هذه السنة توفي عثمان عن عمر يناهز السبعين عامًا، بعد أن وضع أسس الدولة، ومهد لها درب النمو والازدهار، وخُلع عليه لقب آخر هو «قرة عثمان»، وهو يعني «عثمان الأسود» باللغة التركية الحديثة، لكن يُقصد به «الشجاع» أو «الكبير» أو «العظيم» في التركية العثمانية. عُنِيَ أورخان بتنظيم مملكته تنظيمًا محكمًا؛ فقسمها إلى سناجق أو ولايات، وجعل من بورصة عاصمةً لها، وضرب النقود باسمه، ونظّم الجيش، فألّف فرقًا من الفرسان النظاميين، وأنشأ من الفتيان المسيحيين الروم والأوروبيين الذين جمعهم من مختلف الأنحاء جيشًا قويًا عُرف بجيش الإنكشارية. وقد درّب أورخان هؤلاء الفتيان تدريبًا صارمًا، وخصّهم بامتيازات كبيرة، فتعلقوا بشخصه وأظهروا له الولاء. وعمل أورخان على توسيع الدولة، فكان طبيعيًّا أن ينشأ بينه وبين البيزنطيين صراعٌ عنيف، كان من نتيجته فتح مدينتيْ إزميد ونيقية، وفي عام 1337م شنّ هجومًا على القسطنطينية عاصمة البيزنطيين نفسها، ولكنه أخفق في فتحها، ومع ذلك أوقعت هذه الغزوة الرعب في قلب إمبراطور الروم «أندرونيقوس الثالث»، فسعى إلى التحالف معه وزوجه ابنته، ولكن هذا الزواج لم يحل بين العثمانيين وبين الاندفاع إلى الأمام، وتثبيت أقدامهم سنة 1357م في شبه جزيرة غاليبولي، وهكذا اشتد الخطر العثماني على القسطنطينية من جديد. شهد المسلمون في عهد أورخان أوّل استقرار للعثمانيين في أوروبا، وأصبحت الدولة العثمانية تمتد من أسوار أنقرة في آسيا الصغرى إلى تراقيا في البلقان، وشرع الدعاة يدعون السكان إلى اعتناق الإسلام. توفي أورخان الأول في سنة 1360م، بعد أن أيّد الدولة الفتيّة بفتوحاته الجديدة وتنظيماته العديدة، وتولّى بعده ابنه «مراد الله»، الملقب بمراد الأول.

#### التوسُّع الأوَّل

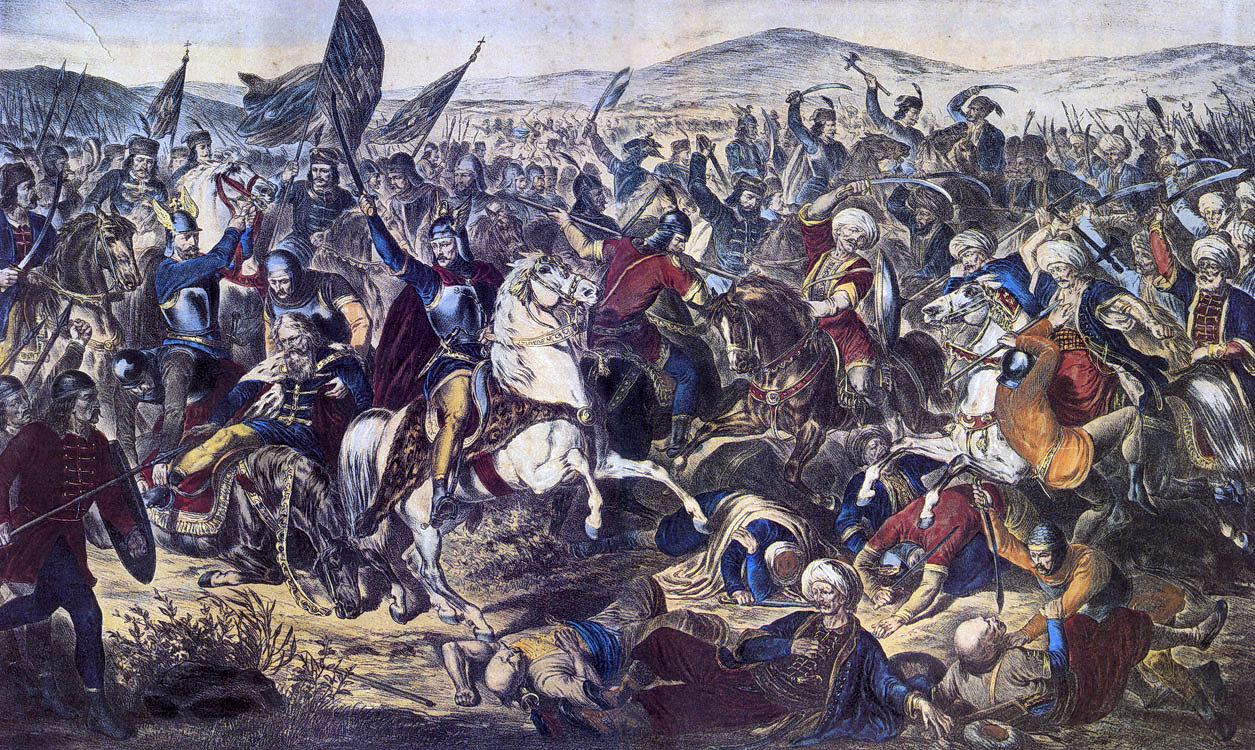
معركة قوصوه، بريشة آدم ستيفانوڤيتش، (1870).

كانت فاتحة أعمال مراد الأول ضم مدينة أنقرة مقر إمارة القرمان؛ ذلك أن أميرها، واسمه علاء الدين، أراد انتهاز فرصة انتقال المُلك من السلطان أورخان إلى ابنه مراد لإثارة حَمِيَّة الأمراء المجاورين، وتحريضهم على قتال العثمانيين، ليقوضوا أركان ملكهم الآخذ في الامتداد يومًا بعد يوم، فكانت عاقبة دسائسه أن فقد أهم مدنه. وتحالف مراد مع بعض أمراء الأناضول مقابل بعض التنازلات لصالح العثمانيين، وأجبر آخرين على التنازل له عن ممتلكاتهم، وبذلك ضمّ جزءًا من الممتلكات التركمانية إلى الدولة العثمانية، ثم وجّه اهتمامه نحو شبه جزيرة البلقان، التي كانت في ذلك الحين مسرحًا لتناحر دائم بين مجموعة من الأمراء الثانويين، ففتح مدينة أدرنة سنة 1362م، ونقل مركز العاصمة إليها لتكون نقطة التحرك والجهاد في أوروبا. وقد ظلت عاصمة للعثمانيين حتى فتحوا القسطنطينية في وقت لاحق، كما فُتحت عدّة مدن أخرى؛ مثل: صوفيا وسالونيك، وبذلك صارت القسطنطينية محاطة بالعثمانيين من كل جهة في أوروبا. وفي 12 يونيو سنة 1385م، الموافق 19 جمادى الآخرة سنة 791هـ، التقت الجيوش العثمانية بالقوى الصربية -تساندها قوًى من المجر والبلغار والألبانيين- في إقليم «قوصوة»، المعروف حاليًا باسم «كوسوڤو»، فدارت بين الطرفين معركة عنيفة انتصر فيها العثمانيون، إلا أن السلطان قتل في نهايتها على يد جندي تظاهر بالموت.

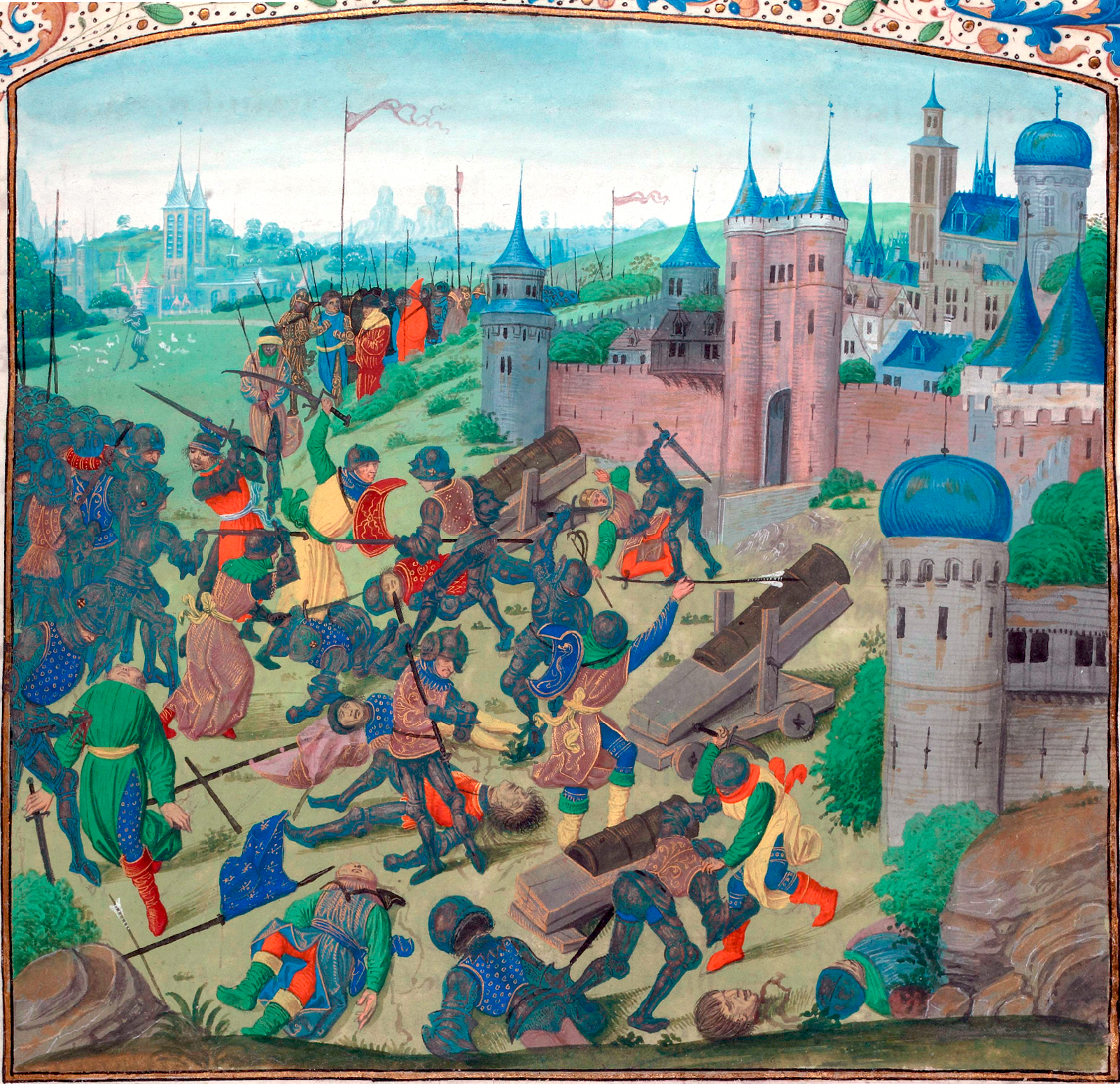
معركة نيقوبولس بين العثمانيين والأوروبيين. يعتبر العديد من المؤرخين هذه المعركة آخر حملة صليبية كبرى نُظمت في القرون الوسطى.

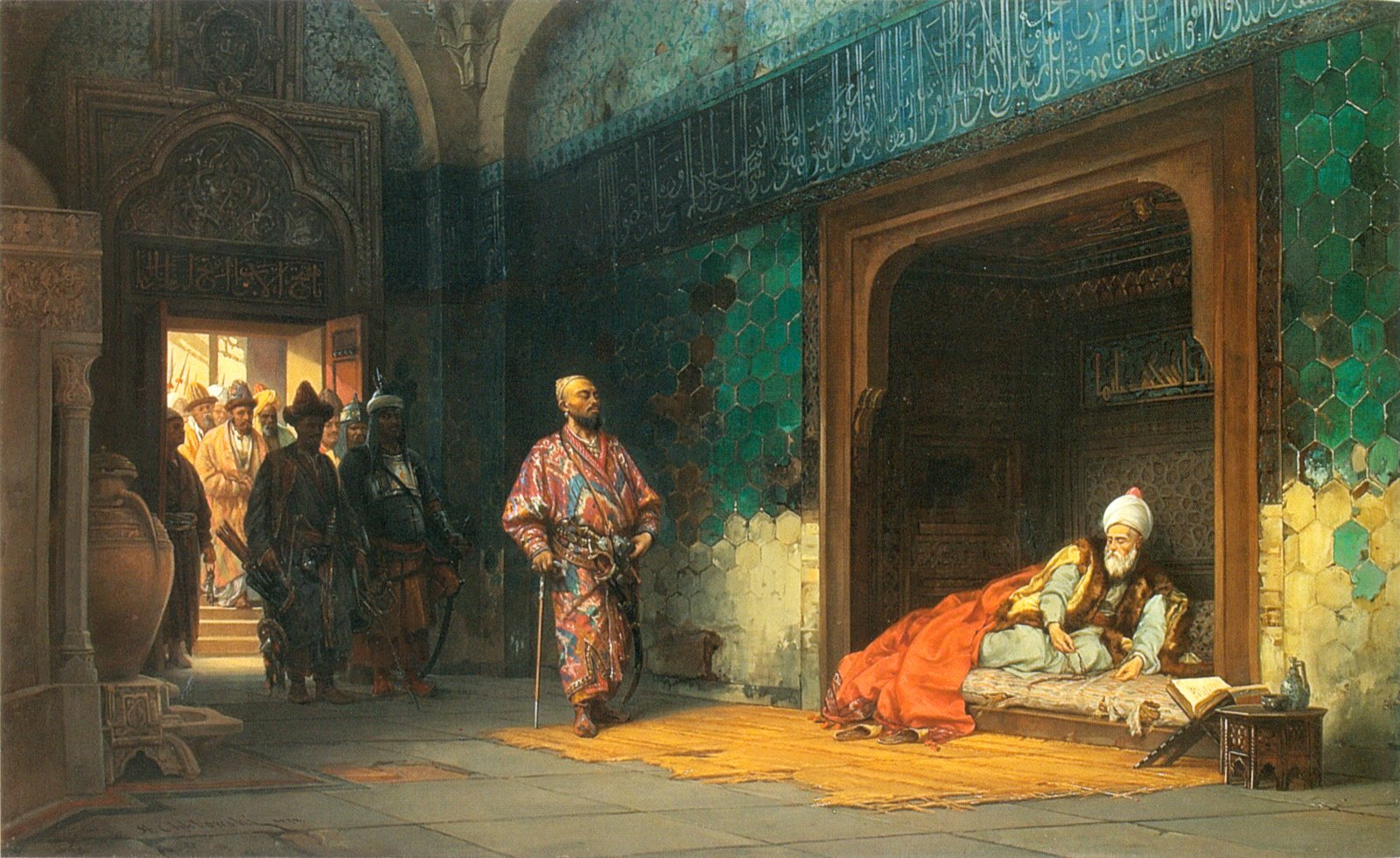
السلطان بايزيد الأول أسيرًا لدى تيمورلنك، بريشة ستانيسلو تشلبوسكي، 1878.

تولّى عرش آل عثمان بعد مراد الأول ابنه بايزيد، وعند ذلك كانت الدولة قد اتسعت حدودها اتساعاً كبيراً، فانصرف إلى تدعيمها بكل ما يملك من وسائل، وانتزع من البيزنطينيين مدينة آلاشهر، وكانت آخر ممتلكاتهم في آسيا الصغرى، وأخضع البلغار عام 1393م إخضاعًا تامًا، فجزع «سيگسموند» ملك المجر من هذا التوسع العثماني، خصوصًا بعد أن تاخمت حدود بلاده مناطق السيطرة العثمانية، فاستنجد بأوروبا الغربية؛ فدعا البابا «بونيفاس التاسع» إلى حملة صليبية جديدة ضد العثمانيين لمنعهم من التوغل في قلب أوروبا، فلبّى الدعوة ملك المجر سالف الذكر، وعدد من أمراء فرنسا وباڤاريا والنمسا وفرسان القديس يوحنا في رودس وجمهورية البندقية، وقدمت إنگلترا مساعدات عسكرية. تقابل الجيشان العثماني والأوروبي في 25 سبتمبر سنة 1396م، الموافق 21 ذي الحجة سنة 798هـ، ودارت بينهما رحى معركة ضارية هُزم فيها الأوروبيون وردوا على أعقابهم. حاصر بايزيد القسطنطينية مرتين متواليتين، ولكن حصونها المنيعة صمدت في وجه هجماته العنيفة، فارتد عنها خائبًا. ولم ينس بايزيد، وهو يوجه ضرباته الجديدة نحو الغرب، أن المغول يستعدون للانقضاض عليه من جهة الشرق، وخاصةً بعد أن ظهر فيهم رجلٌ عسكري جبّار هو تيمورلنك الشهير، المتحدّر من سلالة جنكيز خان. لذلك عمل بايزيد على تعزيز مركزه في آسيا الصغرى استعدادًا للموقعة الفاصلة بينه وبين تيمورلنك، وهكذا خف الضغط العثماني على البيزنطيين، وتأخر فتح القسطنطينية خمسين سنة ونيفًا. وفي ربيع سنة 1402م، تقدّم تيمورلنك نحو سهل أنقرة لقتال بايزيد، فالتقى الجمعان عند «جُبق آباد»، ودارت معركة طاحنة انهزم فيها العثمانيون، وأُسر السلطان بايزيد، وحمله المغول معهم عائدين إلى سمرقند عاصمة الدولة التيمورية، حيث عاش بقية أيامه، ومات في سنة 1403م.

#### عهد الفترة
بعد موت السلطان بايزيد تجزأت الدولة إلى عدّة إمارت صغيرة، كما حصل بعد سقوط الدولة السلجوقية؛ لأن تيمورلنك أعاد إلى أمراء قسطموني وصاروخان وكرميان وآيدين ومنتشا وقرمان ما فقدوه من البلاد، واستقل في هذه الفترة كل من البلغار والصرب والفلاخ، ولم يبق تابعًا للراية العثمانية إلا قليل من البلدان. ومما زاد الخطر على الدولة عدم اتفاق أولاد بايزيد على تنصيب أحدهم؛ إذ كان كل منهم يدعي الأحقية لنفسه، فنشبت بينهم حروب ضارية، ولكن النصر كان آخر الأمر من نصيب محمد بن بايزيد، المُلقب بمحمد الأول، أو «محمد چلبي»، الذي استطاع أن يعيد للدولة بعض ما فقدته من أملاكها في الأناضول.

#### عودة التوسُّع وفتح القُسطنطينيَّة
بعد محمد الأول تولّى عرش السلطنة العثمانية مراد الثاني، فاستمر بإخضاع المدن والإمارات التي استقلت عن الدولة العثمانية، وحاصر القسطنطينية، ولكنه لم يُوفق إلى فتحها. ثم حاول أن يعيد إخضاع البلقان لسيطرته، ففتح عدّة مدائن وقلاع، وحاول أن يضم إليها مدينة بلغراد لكنه فشل في اقتحامها، فكان هذا الهجوم إنذارًا جديدًا لأوروبا بالخطر العثماني، فقامت قوات مجرية -وعلى رأسها يوحنا هونياد- بالالتحام مع العثمانيين وهزمتهم هزيمة قاسية؛ كان من نتائجها بعث الروح الصليبية في أوروبا، وإعلان النضال الديني ضد العثمانيين.

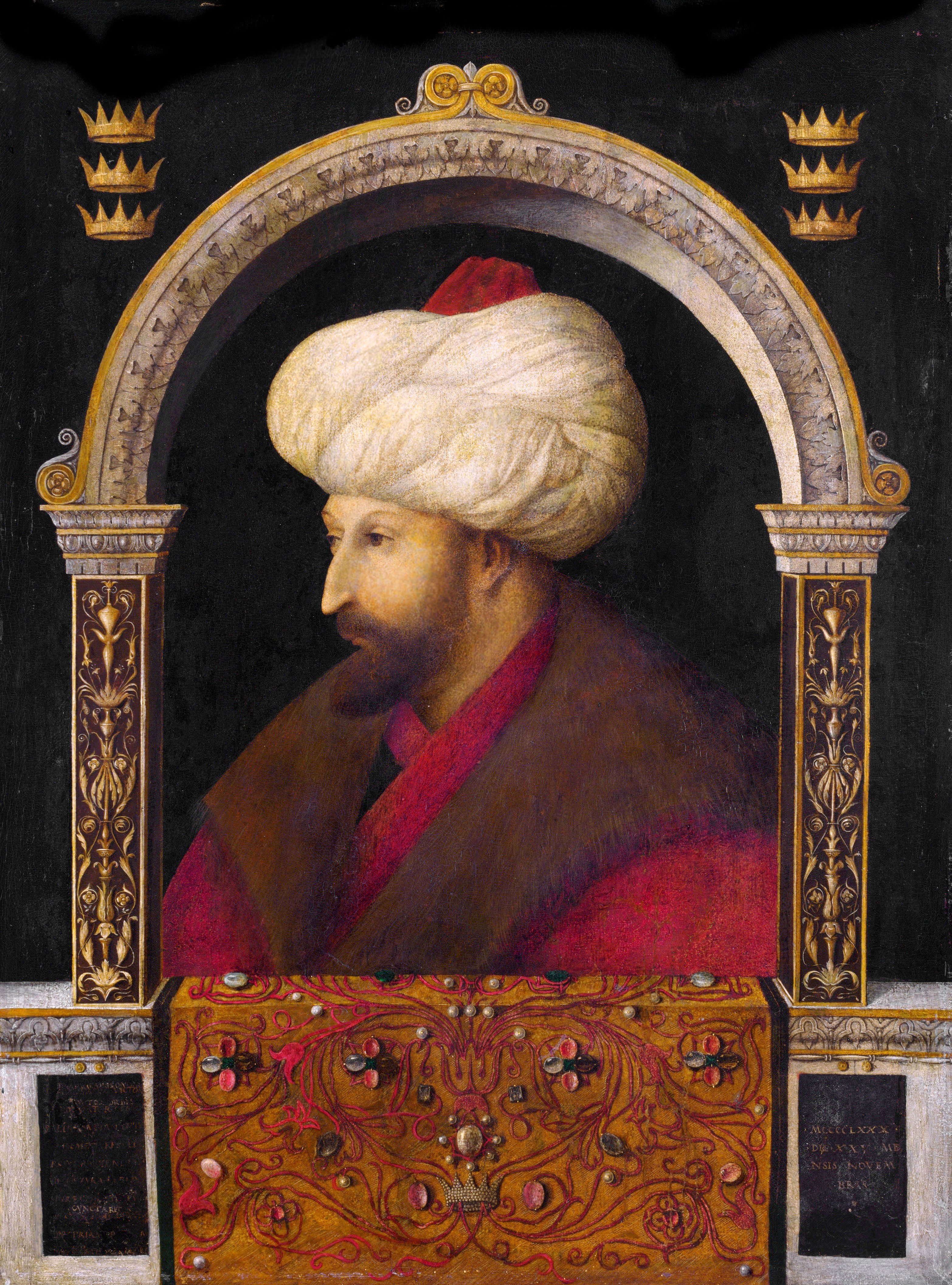
السلطان الغازي محمد الثاني الفاتح.

ولمّا توفي السلطان مراد الثاني ارتقى عرش العثمانيين ابنه محمد، فكان عليه بادئ الأمر أن يُخضع ثورة نشبت ضده في إمارة قرمان بآسيا الصغرى، فاستغل الإمبراطور البيزنطي قسطنطين الحادي عشر هذا الأمر، وطلب من السلطان مضاعفة الجزية التي كان والده يدفعها إلى البيزنطيين لقاء أسرهم الأمير أورخان حفيد سليمان بن بايزيد المطالب بالعرش العثماني، فاستاء السلطان محمد من هذا الطلب لما كان ينطوي عليه من تهديد بتحريض أورخان هذا على العصيان، فأمر بإلغاء الراتب المخصص له، وراح يتجهّز لحصار القسطنطينية والقضاء على هذه المدينة في أقرب فرصة ممكنة. وكان أوّل ما قام به في هذا السبيل تشييده عند أضيق نقطة من مضيق البوسفور قلعة «روملي حصار» القائمة على بعد سبعة كيلومترات من أبواب القسطنطينية، وعندئذ أرسل الإمبراطور قسطنطين بعثة من السفراء إلى السلطان محمد لتحتجّ لديه على ذلك، فلم يلقَوا منه جوابًا شافيًا، بل أصرّ على البناء لما في القلعة من أهمية إستراتيجية. واستنجد الإمبراطور قسطنطين بالدول الأوروبية فلم تنجده إلا بعض المدن الإيطالية، أما البابا فقد أبدى استعداده لمساعدة الإمبراطور شرط أن تتحد الكنيستان الشرقية والغربية، فوافق قسطنطين على المشروع، ولكنّ تعصّب الشعب حال دون تحقيق ذلك.

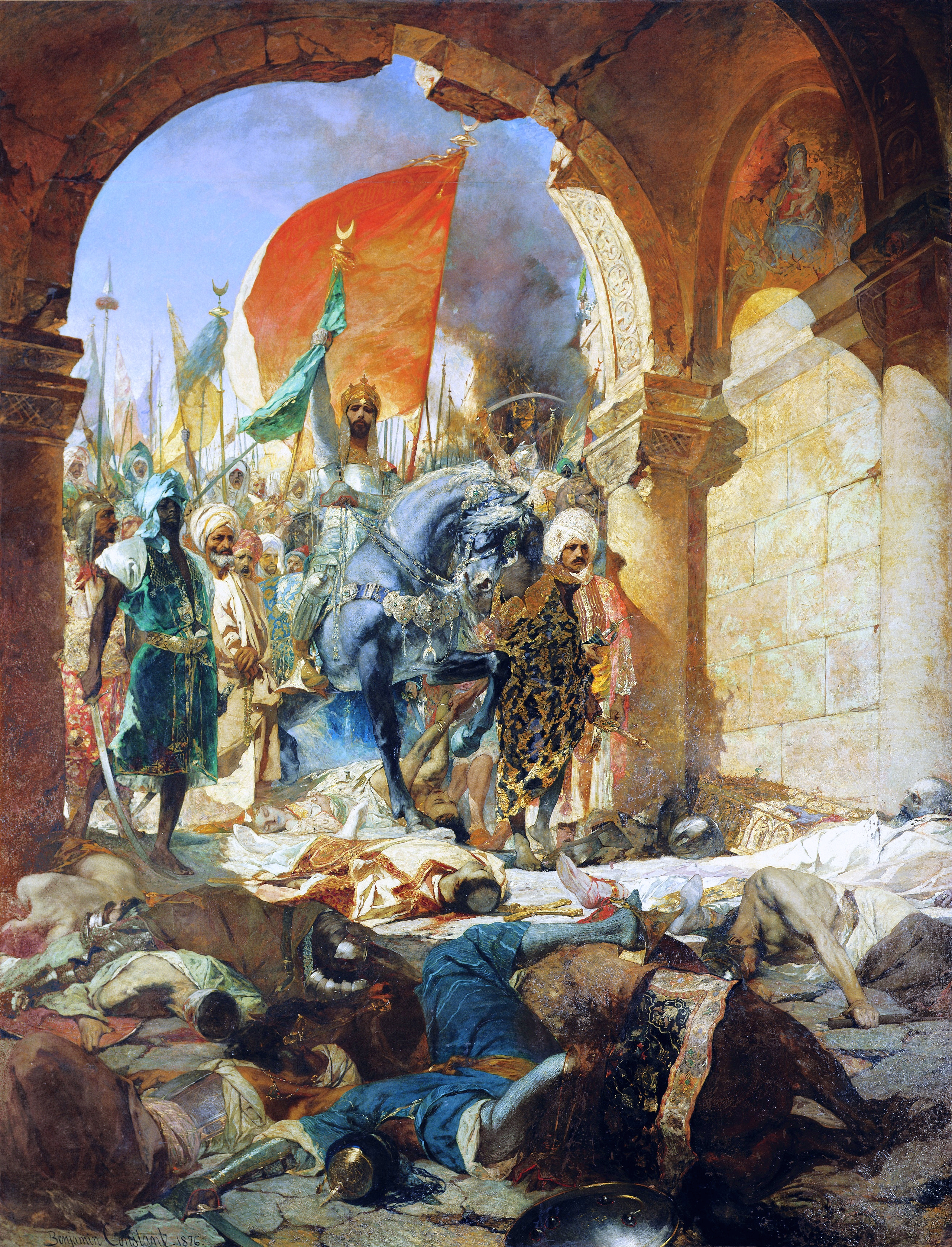
محمد الثاني يدخل القسطنطينية، بريشة جوزيف بنيامين.

وكان السلطان قد حشد لقتال البيزنطيين جيشًا عظيمًا مزودًا بالمدافع الكبيرة وأسطولًا ضخمًا، وبذلك حاصرهم من ناحيتيّ البر والبحر معًا. والواقع أن البيزنطيين استماتوا في الدفاع عن عاصمتهم، لكن ما إن مضى 53 يومًا على الحصار كان العثمانيون قد دخلوا المدينة، بعد أن هُدمت أجزاء كبيرة من أسوارها بفعل القصف المدفعي المتكرر، واشتبكوا مع البيزنطيين في قتال عنيف جدًا دارت رحاه في الشوارع، وذهب ضحيته الإمبراطور نفسه وكثير من جنوده، حتى إذا انتصف النهار دخل محمد المدينة، وأصدر أمره إلى جنوده بالكف عن القتال، بعد أن قضى على المقاومة البيزنطية، ونَشْرِ راية السلام. اتخذ السلطان محمد لقب «الفاتح» بعد فتح المدينة، وأضاف إليه لقب «قيصر الروم»، على الرغم من عدم اعتراف بطريركية القسطنطينية ولا أوروبا الغربية بهذا الأمر، ونقل مركز العاصمة من أدرنة إلى القسطنطينية التي غيّر اسمها إلى «إسلامبول»، أي مدينة الإسلام أو تخت الإسلام، وأعطى للمسيحيين الأمان وحرية إقامة شعائرهم الدينية، ودعا من هاجَر منهم خوفًا إلى العودة إلى بيوتهم. سقطت الإمبراطورية البيزنطية عند فتح المدينة بعد أن استمرت أحد عشر قرنًا ونيفًا، وتابع السلطان محمد فتوحاتِه في أوروبا خلال السنوات اللاحقة التي أعقبت فتح القسطنطينية، فأخضع بلاد الصرب، وقضى على استقلالها، وفتح بلاد المورة في جنوب اليونان، وإقليم الأفلاق وبلاد البشناق وألبانيا، وهزم البندقية، ووحد الأناضول عبر قضائه على إمبراطورية طرابزون الرومية وإمارة قرمان. وقد حاول السلطان محمد أيضًا فتح إيطاليا، لكن وافته المنية سنة 1481م، فانصرف العثمانيون عن هذه الجهة.

### دور التوسع والقوة (1453–1683)
يُمكن تقسيم هذه الفترة في التاريخ العثماني إلى حقبتين مميزتين: حقبة النمو والازدهار العسكري والثقافي والحضاري والاقتصادي، وهي تمتد حتى سنة 1566م، وحقبة شهدت بأغلبها ركودًا سياسيًا وعسكريًا، وتخللتها فترات إصلاح وانتعاش، وقد دامت حتى سنة 1683م.

#### انتقال الخلافة إلى العُثمانيين

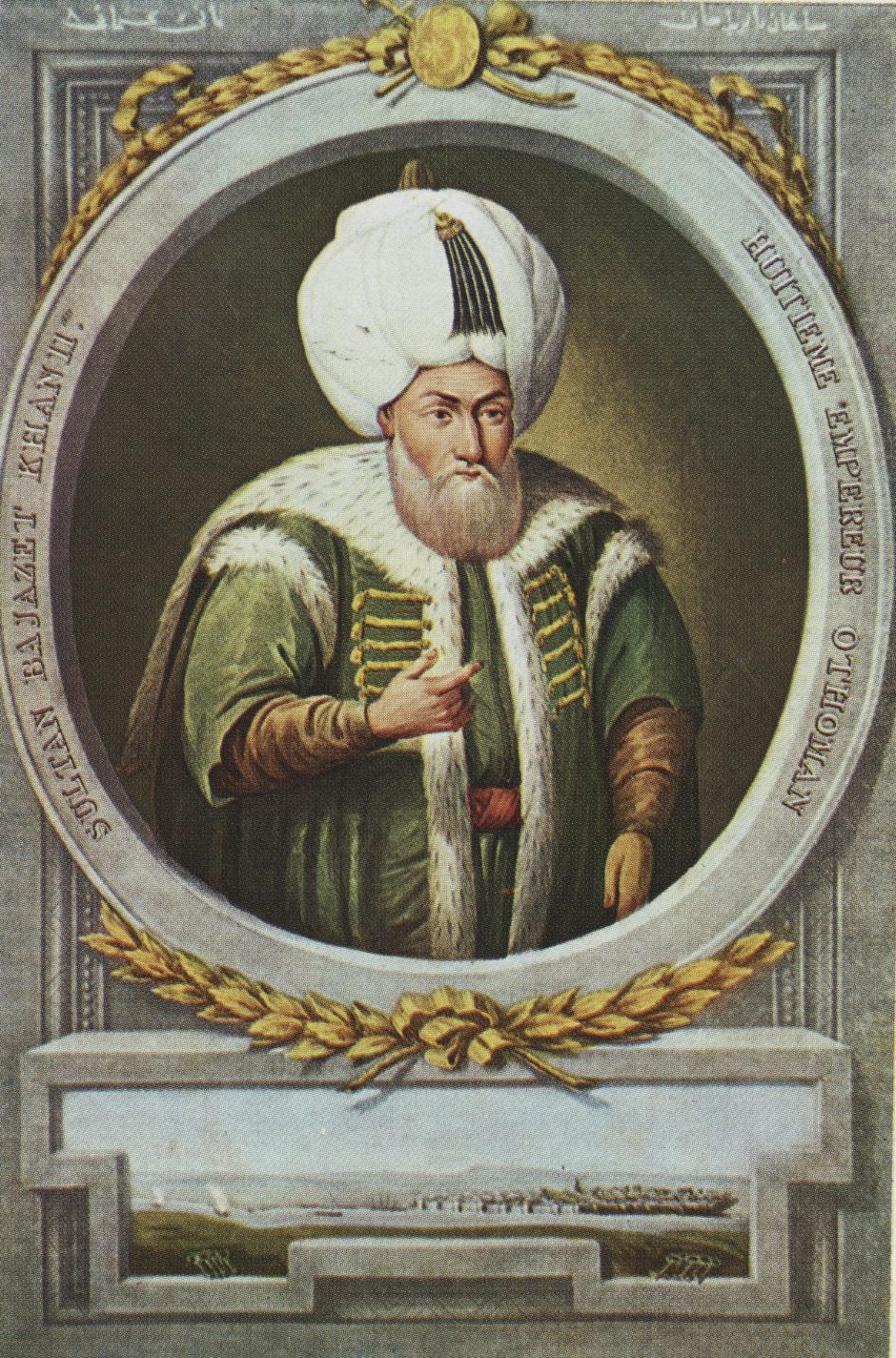
السلطان الغازي بايزيد خان الثاني المُلقب «بالصوفي»، لجنوحه إلى السلم وابتعاده عن الحرب.

بعد موت السلطان محمد الفاتح تنازع ابناه «جم» و«بايزيد» على العرش، ولكن الغلبة كانت من نصيب بايزيد، ففر جم إلى مصر حيث احتمى بسلطان المماليك «قايتباي»، ثم إلى رودس؛ حيث حاول أن يتعاون مع فرسان القديس يوحنا والدول الغربية على أخيه، لكن بايزيد استطاع إقناع دولة الفرسان بإبقاء الأمير جم على الجزيرة مقابل مبلغ من المال، وتعهد بأن لا يمس جزيرتهم طيلة فترة حكمه، فوافقوا على ذلك، لكنهم عادوا وسلموا الأمير إلى البابا «إنوسنت الثامن» كحل وسط، وعند وفاة الأخير قام خليفته بدس السم للأمير بعد أن أجبره الفرنسيون على تسليمهم إياه، فتوفي في مدينة ناپولي، ونقل جثمانه فيما بعد إلى بورصة ودُفن فيها. اتصف السلطان بايزيد بأنه سلطان مسالم لا يدخل الحروب إلا مدافعًا؛ فقاتل جمهورية البندقية بسبب الهجمات التي قام بها أسطولها على بلاد المورة، وحارب المماليك حين قرر السلطان قايتباي السيطرة على إمارة ذي القدر ومدينة ألبستان التابعتين للدولة العثمانية، وعدا ذلك كان يفضل مجالسة العلماء والأدباء. وفي عهده سقطت غرناطة آخر معاقل المسلمين في الأندلس؛ فبعث بعدّة سفن لتحمل الأندلسيين المسلمين واليهود إلى القسطنطينية وغيرها من مدن الدولة، وفي عهده أيضًا ظهرت سلالة وطنية شيعية في بلاد فارس، هي السلالة الصفوية، التي استطاعت بزعامة الشاه إسماعيل بن حيدر، أن تهدد بالخطر إمبراطورية العثمانيين في الشرق.

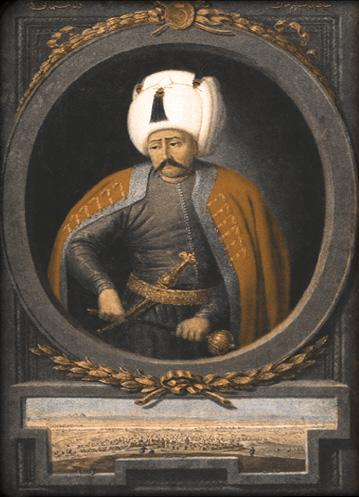
السلطان الغازي سليم الأول "القاطع"، أول خليفة للمسلمين من آل عثمان.

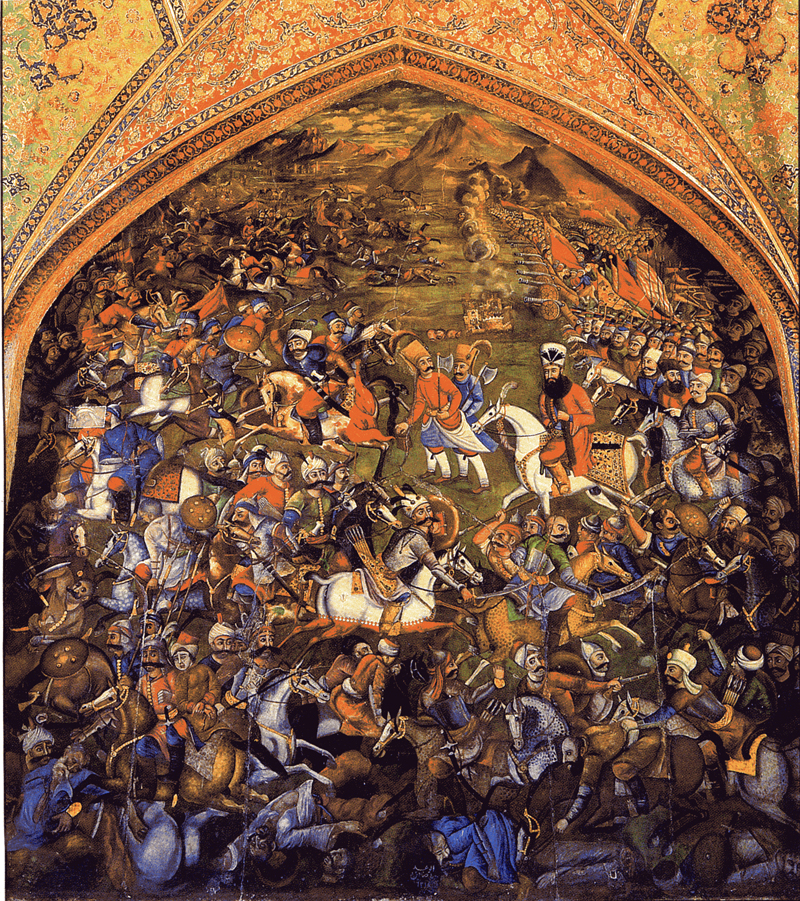
معركة چالديران بين العثمانيين والصفويين، جدارية من إحدى القصور في أصفهان.

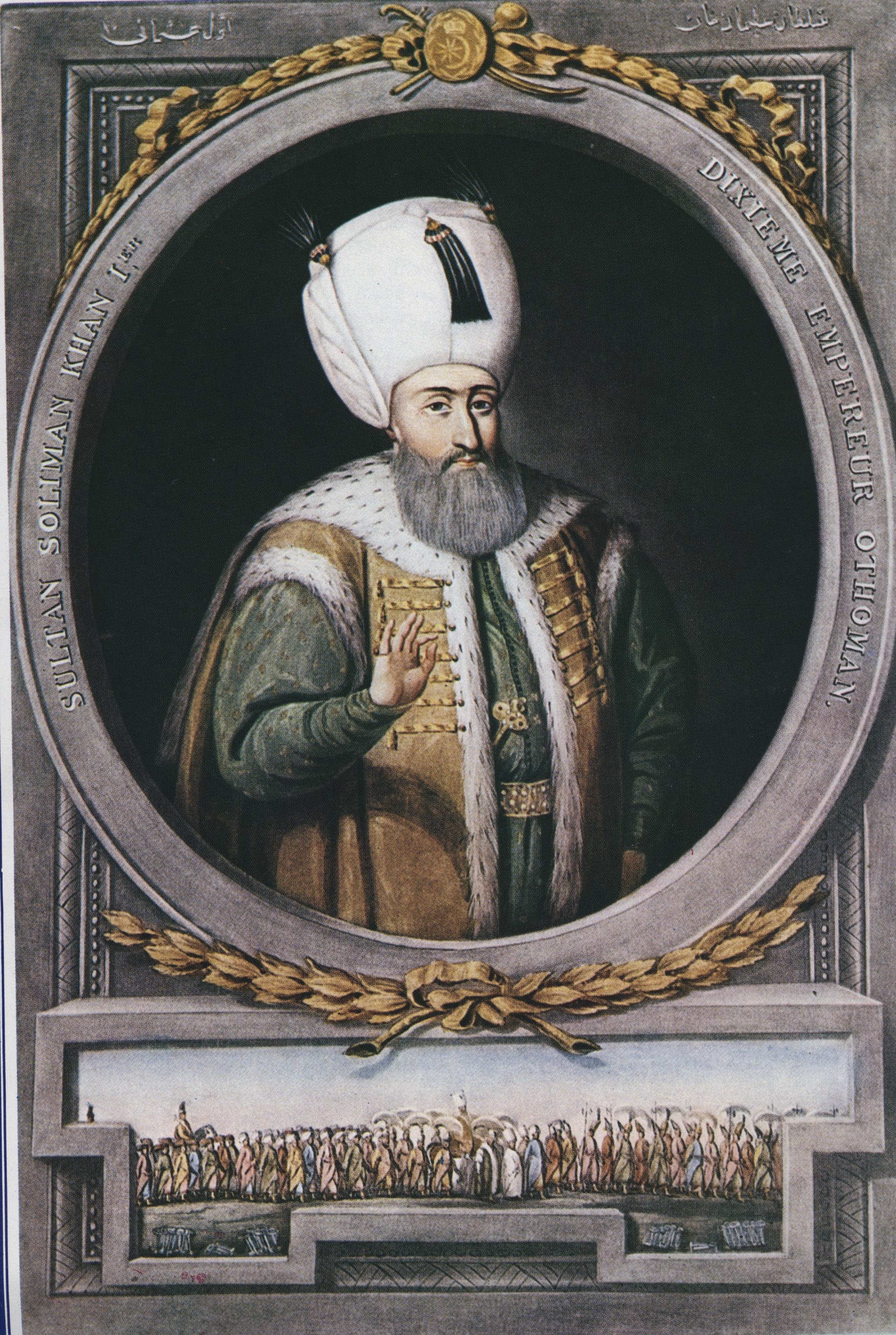
السلطان الغازي سليمان القانوني.

وفي أواخر عهد بايزيد دبّ النزاع بين أولاده بسبب ولاية العهد؛ ذلك أن بايزيد اختار ابنه أحمد لخلافته، فغضب ابنه الآخر سليم، وأعلن الثورة على والده، وكان لثورة سليم أسباب سياسية ومذهبية وتجارية وعرقية، ذلك أن الصفويين كانوا يعملون على نشر المذهب الشيعي في الأناضول على حساب المذهب السني، وقطعوا طريق التجارة مع الهند والشرق الأقصى، ومنعوا نزوح المزيد من قبائل التركمان من آسيا الوسطى إلى الأناضول وأوروبا الشرقية، وكان الشاه إسماعيل يدعم الأمير أحمد للوصول إلى سدة الحكم ولم يحرك الأخير ساكنًا لمنع التدخل الصفوي في الشؤون العثمانية؛ نتيجة لكل ما سلف ثار سليم على والده وشقيقه، ثم استولى على أدرنة، فما كان من بايزيد إلا أن انبرى لقتال ابنه سليم، فهزمه وقرر نفيه، لكن الجنود الإنكشارية قاموا بالضغط على السلطان، وأرغموه على التنازل عن العرش لصالح ابنه سليم. وقد مات بايزيد يوم 26 مايو سنة 1512م، الموافق10 ربيع الأول، سنة 918هـ، وقد اختلف المؤرخون في سبب الوفاة. كان على سليم، بعد اعتلائه العرش، تثبيت أقدامه في الحكم، والتفاهم مع الدول الأوروبية الفاعلة ليتفرغ لأخطر أزمة واجهتها الدولة منذ أعقاب معركة أنقرة، ألا وهي القضية الصفوية؛ فأقدم على قتل إخوته وأولادهم حتى لا يبقى له منازع في الحكم، ثم أبرم هدنة طويلة مع الدول الأوروبية المجاورة، وحوّل انتباهه إلى الجبهة الشرقية لمواجهة الصفويين والمماليك.
وكان السلطان سليم يهدف إلى السيطرة على طرق التجارة بين الشرق والغرب، والتوسع على حساب القوى في المشرق، والقضاء على المد الشيعي، وتوحيد الأمصار الإسلامية الأخرى حتى تكون يدًا واحدة في مواجهة أوروبا، وخاصة بعد سقوط الأندلس وقيام البرتغاليين بالتحالف مع الصفويين، وإنشائهم مستعمرات في بعض المواقع في جنوب العالم الإسلامي. وكان الشيعة المقيمون في آسيا الصغرى قد ثاروا على الدولة العثمانية اعتمادًا على تأييد الصفويين، فأخضع سليم هذه الثورة، وعمد إلى اضطهاد الشيعة، فذهب ضحية هذه السياسة أربعون ألفًا منهم، ثم انبرى لقتال الشاه، فالتقى الفريقان في سهل چالديران، والتحما في معركة كبيرة كان النصر فيها لصالح السلطان سليم، وفرّ الشاه ناجيًا بحياته، أما سليم فتقدم إلى تبريز عاصمة خصمه الصفوي، فاستولى عليها ورجع عائدًا إلى بلاده. تقدم العثمانيون، بعد انتصارهم على الصفويين، لإخضاع السلطنة المملوكية، فنشبت بينهم وبين المماليك معركة على الحدود الشاميّة التركية، تُعرف بمعركة مرج دابق؛ انتصر فيها العثمانيون، وقُتل سلطان المماليك «قنصوه الغوري»، ثم تابعوا زحفهم نحو مصر، والتحموا بالمماليك من جديد في معركة الريدانية التي قررت مصير مصر كلها، وانتصروا عليهم مجددًا، ودخلوا القاهرة فاتحين. وفي أثناء ذلك قدّم شريف مكة مفاتيح الحرمين الشريفين إلى السلطان سليم اعترافًا بخضوع الأراضي المقدسة الإسلامية للعثمانيين، وتنازل في الوقت ذاته آخر الخلفاء العباسيين، محمد الثالث المتوكل على الله، عن الخلافة لسلطان آل عثمان، فأصبح كل سلطان منذ ذلك التاريخ خليفة للمسلمين، ويحمل لقب «أمير المؤمنين» و«خليفة رسول رب العالمين». وعند نهاية حملته الشرقية؛ كان السلطان سليم قد جعل من الدولة العثمانية قوة إقليمية كبرى، ومنافسًا كبيرًا للإمبراطورية البرتغالية على زعامة المنافذ المائية العربية.

#### العصر الذهبي للدولة

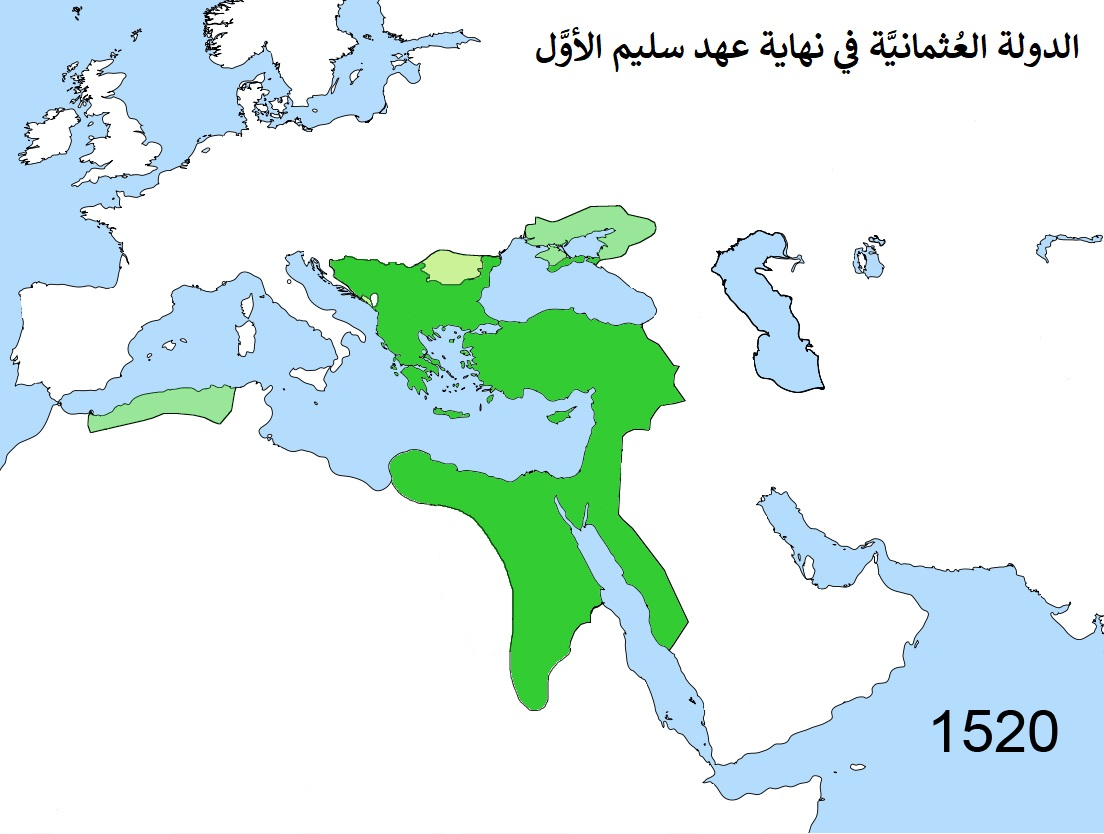
الدولة العثمانية عند نهاية عهد السلطان سليم الأوّل سنة 1520.

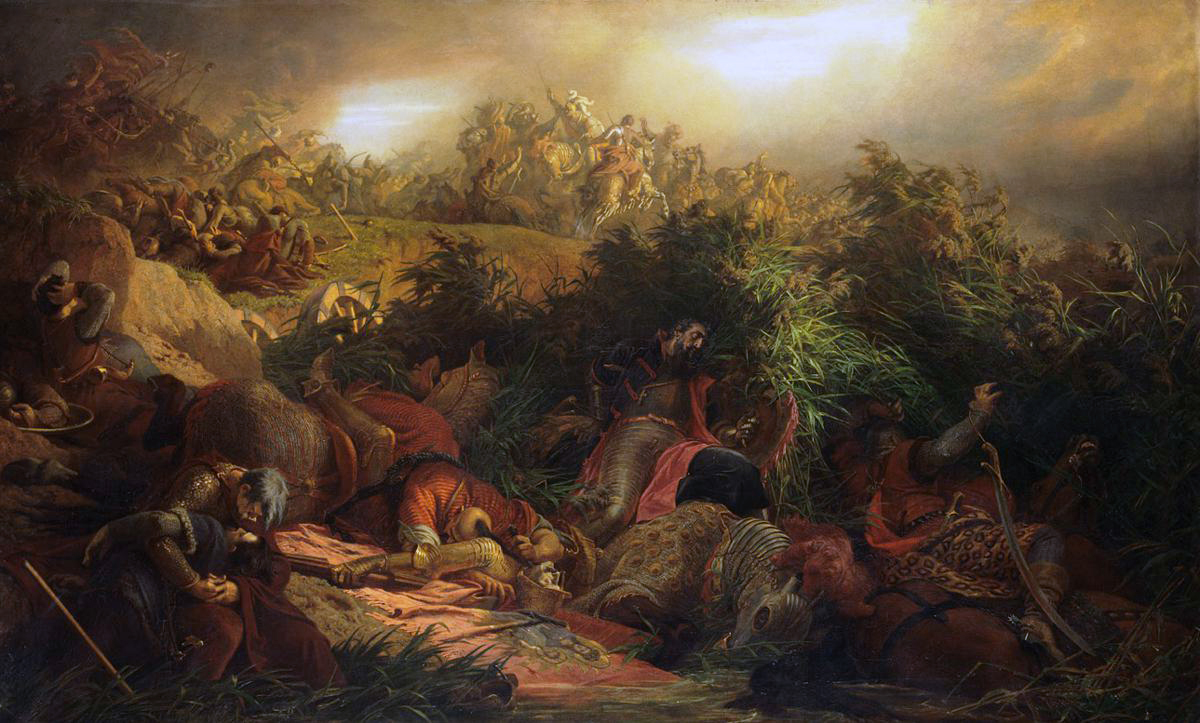
معركة موهاج والغزو العثماني للمجر، بريشة بيرطلان سيزيكيلي.

توفي السلطان سليم في 22 سبتمبر سنة 1520م، الموافق 9 شوّال سنة 926هـ، وهو على أُهْبَة الاستعداد لقتال فرسان القديس يوحنا في رودس، فارتقى العرش من بعده ابنه سليمان، الذي يُعرف في الشرق باسم «القانوني»، ويُعرف في الغرب باسم «العظيم». والواقع أن الفتوح في الشرق شغلت السلطان سليم طوال أيام حكمه، فكان طبيعيًّا أن ينصرف السلطان سليمان إلى ناحية الغرب ليُتم الفتوح التي كان أسلافه قد بدؤوها من قبلُ؛ ففتح سليمان مدينة بلغراد في سهولة، عام 1521م، وعقد العزم على ما كان أبوه السلطان سليم قد شرع يستعد له قبل وفاته؛ أي: فتح جزيرة رودس، فتمكن من ذلك في سنة 1523م، ثمّ ضمّ إلى الأملاك العثمانية القسم الجنوبي والأوسط من مملكة المجر، بعد أن استغل الأوضاع الداخلية المضطربة للمملكة، والأوضاع الخارجية الملائمة
اشتبكت الجيوش العثمانية مع نظيرتها المجرية في وادي موهاج بالمجر، بتاريخ 26 أغسطس سنة 1526م، في معركة دامت لساعتين تقريبا، وانتصر فيها العثمانيون نصرًا كبيرًا، وثبتوا أقدامهم في البلاد لفترة طويلة من الزمن، وعين السلطان «جان زابوليا» ملك ترانسلڤانيا حاكمًا عليها، عندئذ أرسل فرديناند ملك النمسا، وفدًا إلى السلطان يلتمس منه الاعتراف به ملكًا على المجر، فسخر سليمان من الوفد وزجّ أعضاءه في السجن فترة من الزمن، ولمّا أفرج عنهم حمّلهم رسالة إلى الملك ليستعد لملاقاته؛ فقاتل سليمان فرديناد بجيش عظيم، فلم يصمد في وجهه، فراح سليمان يتعقبه حتى ڤيينا العاصمة، وهنا ضرب سليمان الحصار على هذه المدينة القائمة في قلب أوروبا، وأحدثت الجنود العثمانية ثغرًا في أسوارها إلا أن الذخيرة والمؤن نفدت منهم، وأقبل فصل الشتاء فقفل السلطان إلى بلاده.

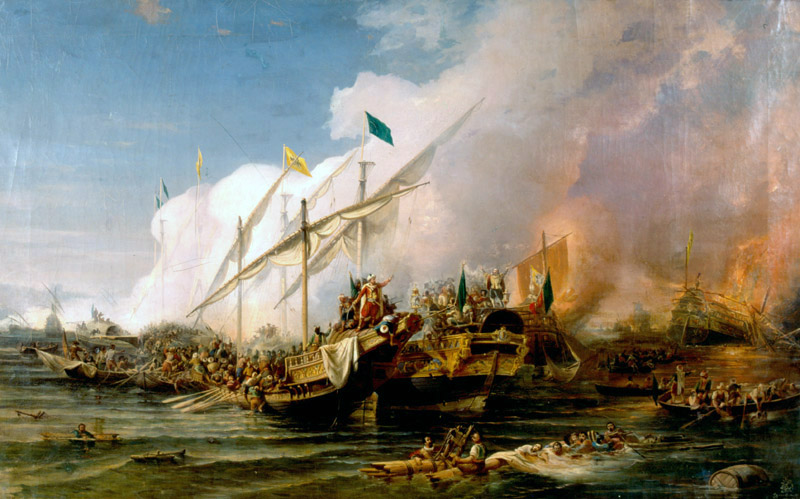
خير الدين بربروس باشا يهزم الأساطيل الحليفة في معركة بروزة سنة 1538م.

وفي عام 1532م، عاود سليمان الكرّة؛ فحاصر ڤيينا من جديد، ولكن التوفيق خانه في حملته الثانية هذه أيضًا، فعقد مع فرديناند صلحًا احتفظ بموجبه بجميع ما استولى عليه من الأراضي المجرية. وكان مما رغّب سليمان في عقد الصلح اضطراره إلى الالتفات صوب الشرق، بعد أن توترت العلاقات بينه وبين «طهماسب بن إسماعيل الصفوي»؛ شاه فارس. وتفصيل ذلك أن عامل بغداد من قبل طهماسب خان مولاه الصفوي وانحاز إلى العثمانيين، بناءً على إلحاح الشعب بسبب سياسة التطرف المذهبي التي انتهجها الصفويون، فسار إليه طهماسب يريد تأديبه، فلم يكن من السلطان سليمان إلا أن اغتنم هذه الفرصة للانقضاض على بلاد فارس، وهكذا احتل تبريز عاصمة الفرس، ثم سيطر على بغداد ودخلها في أبّهة بالغة.
حقق العثمانيون أيام السلطان سليمان عدّة فتوحات بحرية مهمة، وذلك بفضل البحّار اليوناني الأصل، خير الدين بربروس، الذي كان قد ضمّ الجزائر من قبل للدولة العثمانية، أيام السلطان سليم. عيّن السلطان سليمان خير الدين هذا أميرًا للبحر عام 1533م، فنهض بالأسطول العثماني نهضة جبارة مكنته من انتزاع تونس من أيدي الإسبان وإخضاعها للسلطة العثمانية، ولو لفترة قصيرة من الزمن. وفي سنة 1538م حقق خير الدين للدولة العثمانية نصرًا بحريًّا كبيرًا؛ فقد وفّق إلى إنزال هزيمة قاسية بأندريا دوريا، الذي كان يقود أساطيل شارلكان ملك إسبانيا والبابا بولس الثالث والبندقية مجتمعة، وذلك قرب بروزة، الواقعة على خليج آرتا في الشمال الغربي من اليونان. ومن الفتوح المُهِمَّة التي حققها الأسطول العثماني في عهد السلطان سليمان، فتح طرابلس الغرب، وتحريرها من الإسبان وفرسان القديس يوحنا، على يد القبطان «درغوث بك». توفي السلطان سليمان في 5 سبتمبر سنة 1566م، الموافق 20 صفر سنة 974هـ، وكانت الدولة العثمانية آنذاك قد بلغت أعلى درجات الكمال، وأصبح وجودها ضروريًّا لحفظ التوازن السياسي في الشرق الأوسط وأوروبا، ووصل عدد سكانها إلى 15,000,000 نسمة بحسب بعض المصادر.

#### حقبة الركود والانتعاشات (1566–1683)

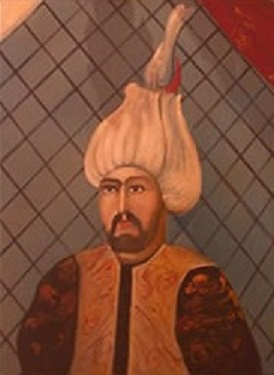
الصدر الأعظم محمد باشا صقللي، ربّان السفينة العثمانية خلال عهد السلطان سليم الثاني.

يُعتبر عصر سليمان القانوني عصر الدولة العثمانية الذهبي، وما إن انقضى هذا العصر أصاب الدولة الضعف والتفسخ؛ فقد كان سليم الثاني، خليفة سليمان، سلطانًا ضعيفًا، لا يتصف بما يؤهله للقيام بحفظ فتوحات أبيه، فضلًا عن إضافة شيء إليها، بالإضافة إلى أنه كان حاكمًا منحلًّا خاملًا، وكان ماجنًا سكّيرًا. وما يميّز عهد هذا السلطان هو أن وظيفة الصدر الأعظم أصبحت تجعل من يتقلدها الحاكم الفعلي وقائد الجيوش؛ فلولا وجود الصدر الأعظم محمد باشا صقلِّي المخضرم في الأعمال السياسية والحربية للحق بالدولة الفشل، لكن حسن سياسة هذا الرجل، وعظم اسم الدولة ومهابتها في قلوب أعدائها، حفظها من السقوط مرة واحدة. ومن أعمال محمد باشا صقلِّي أن أرسل جيشًا كبيرًا إلى اليمن، سنة 1569م، بقيادة عثمان باشا، يسانده سنان باشا والي مصر، لقمع ثورة الأهالي، وتمكن الجيش من إخماد الثورة، ودخل مدينة صنعاء بعد أن فتح جميع القلاع. ومن أعمال الصدر الأعظم أيضًا فتح جزيرة قبرص، وانتزاعها من أيدي البنادقة. وقد شنّت الدولة العثمانية في عام 1569م أيضًا حملة على مدينة أستراخان، الواقعة على مصب نهر الڤولغا في بحر قزوين، بهدف استرداد الإمارة، ووضع حد لامتداد روسيا من ناحية الجنوب، خشية أن يؤدي توسعها إلى استيلائها على الطرق التجارية والأسواق الكبرى، وإلى هيمنتها على تجارة البلدان الإسلامية، إلا أن هذه الحملة كان مصيرها الفشل، بسبب امتناع خاقان القرم، «دولت گراي الأول»، عن التعاون مع الجيش العثماني، وسعيه شخصيًّا لأن يقوم بالاستيلاء على أستراخان وقازان، كما تعذر ضرب الحصار على المدينة لأن الروس بنوا قلعة قوية إلى الجنوب منها، على الطريق المؤدية إليها حالت دون تقدم الجيش العثماني.

معركة ليبانت بين الأسطول العثماني والأوروبي.

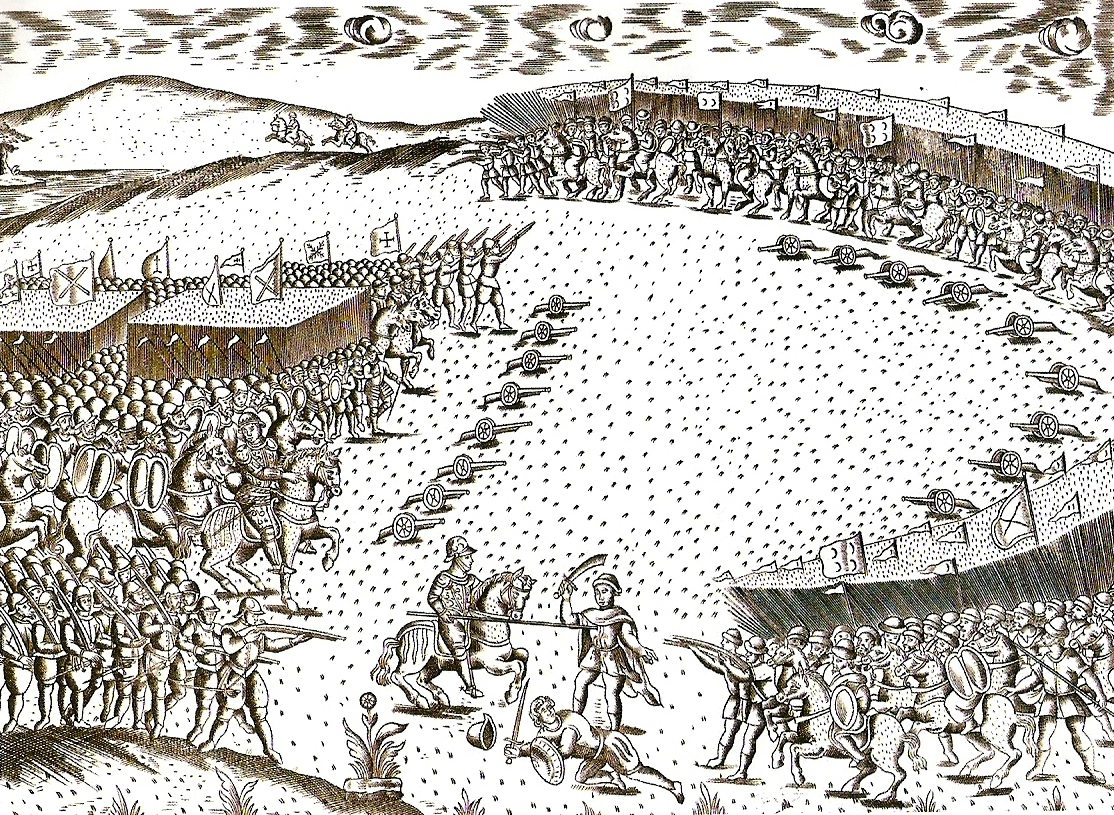
معركة وادي المخازن عام 1578 بين الدولة المغربية في يمين الصورة، بمشاركة 15 ألف إنكشاري أرسلتهم الدولة العثمانية كمساعدة عسكرية، والإمبراطورية البرتغالية في يسار الصورة، بمشاركة متطوعين من قشتالة وإيطاليا، ومرتزقة من الإقليم الفلامندي وألمانيا وحلفاء مغاربة.

وفي عهد السلطان سليم الثاني جرت موقعة ليبانت البحرية التي هزّت صورة البحرية العثمانية والجيش العثماني الذي اعتبره كثيرون لا يُقهر. وتفصيل ذلك أنه بعد ازدياد الخطر العثماني في البحر المتوسط على أوروبا، وخاصة بعد فتح جزيرة قبرص، وبعض المواقع على البحر الأدرياتيكي، تحالف فيليب الثاني ملك إسبانيا مع البابا بيوس الخامس وجمهورية البندقية لوقف التقدم العثماني باتجاه إيطاليا من جهة، واسترداد جميع المواقع التي فتحوها على حساب أوروبا، وبخاصة في شمال أفريقيا، من جهة أخرى؛ فجمعوا مائتين وثلاثين سفينة وثلاثين ألف جندي، وسلموا لواء القيادة إلى الدون يوحنا النمساوي، الذي أبحر إلى خليج پاتراس، أحد فروع البحر الأيوني، وهناك اشتبك الأسطولان العثماني والأوروبي في معركة بحرية طاحنة؛ هي إحدى أكبر المعارك في التاريخ الحديث، أسفرت عن انتصار الأوروبيين وانهزام العثمانيين هزيمة منكرة. ولم تُقعد هذه الحادثة همّة الصدر الأعظم محمد باشا صقلي؛ فقد انتهز فرصة الشتاء وعدم إمكانية استمرار الحرب لتجهيز أسطولٍ جديد، وبذل النفس والنفيس في تجهيزه وتسليحه، حتى إذا أقبل صيف سنة 1572م كان قد تمّ بناء 250 سفينة بما فيها 8 غلايين حديثة، وأعلم الصدر الأعظم البنادقة باستعداده للجولة الثانية،  ففضلت البندقية أن تجنح للسلام، ووقعت مع الدولة العثمانية معاهدة بذلك سنة 1573م، فتفرغ العثمانيون لمحاربة إسبانيا التي عادت لاحتلال تونس، وكذلك هزموا أمير البغدان الذي تمرّد على الدولة طلبًا للاستقلال.
توفي السلطان سليم الثاني يوم 12 ديسمبر سنة 1574م، الموافق 27 شعبان سنة 982هـ، وتولّى بعده ابنه مراد الثالث. وفي عهد هذا السلطان تدخلت الدولة العثمانية في انتخاب حليفها «أتيين باتوري»، أمير ترانسلڤانيا، ملكًا على بولندا بعد شغور العرش، وبذا تحولت الحماية العثمانية على بولندا من حماية اسمية إلى حماية فعلية. وساعد العثمانيون سلطان مراكش لإخماد ثورة اندلعت في بلاده، فاصطدموا مع الثوّار والبرتغاليين الذين ساندوهم في موقعة القصر الكبير، وانتصروا عليهم، وأعادوا السلطان إلى الحكم. أما أهم ما حصل في عهد السلطان مراد الثالث فهو التوسع العثماني في الشرق، على حساب الدولة الصفوية؛ فبعد وفاة الشاه طهماسب الأول من غير أن يسمي من سيخلفه، تنازع أبناؤه على السلطة، فأرسل الصدر الأعظم محمد باشا صقلِّي حملة عسكرية إلى بلاد فارس لفتح ما تيسر من مدنها، فضموا إليهم من أملاكها بلاد الكرج، ثم أذربيجان الشمالية، ثم بلاد داغستان. تعرضت الدولة العثمانية بعد هذه الغزوات لخضّة سياسية عنيفة، عندما تقلّص نفوذ الصدر الأعظم محمد باشا صقلِّي، ومن ثم قُتل في سنة 1579م، فعمّت الفوضى بعد موته بفعل ضعف حلفائه وتمرّد الإنكشارية، وراح الولاة يتنافسون فيما بينهم على منصب الصدارة العظمى. وفي عام 1590م أبرم العثمانيون صلحًا مع الصفويين، اعترفوا فيه بما تم ضمه إلى الدولة العثمانية، إضافةً إلى جنوب أذربيجان بما فيها العاصمة تبريز. وبعد إبرام الصلح استتب الأمن على حدود الدولة في الشرق والغرب، فثار الإنكشارية في القسطنطينية وفي الولايات، نظرًا لهبوط قيمة أجورهم، الأمر الذي دفع الصدر الأعظم الجديد، سنان باشا، أن يشغلهم بالحروب مع النمسا في المجر، ونظرًا لما وصل إليه الإنكشارية من فوضى توالت عليهم الهزائم، وفقدوا بعض القلاع، وعلى الرغم من أن سنان باشا استطاع أن يستردها لاحقًا، استغل أمراء الأفلاق والبغدان وترانسلڤانيا الموقف وانتصروا على الجيوش العثمانية في بضع معارك، واستردوا منهم بعض المدن. وتوفي السلطان مراد الثالث مساء 19 يناير سنة 1595، الموافق 8 جمادى الأولى سنة 1003هـ، بعد أن أصيب بداء عياء.

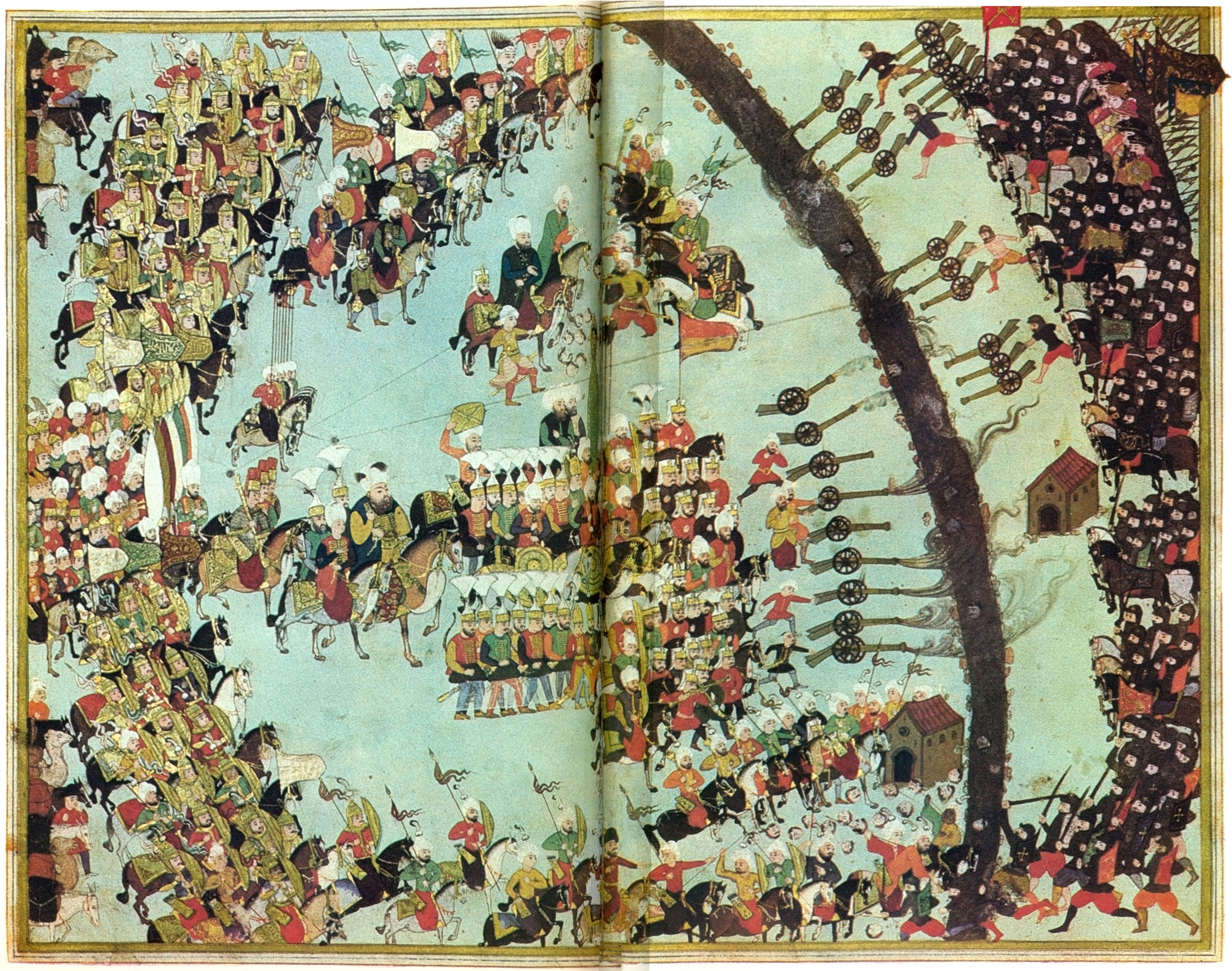
موقعة كرزت بين الدولة العثمانية والحلف النمساوي المجري.

تولّى عرش آل عثمان بعد مراد الثالث ابنه محمد الثالث، الذي خرج عن القاعدة التي استفحلت منذ أيام جده سليم الثاني، وهي تولي الصدر الأعظم قيادة الجيش؛ فقاد الجيوش بنفسه، وخرج لقتال المجر والنمسا، وانتصر عليهم في موقعة كرزت سنة 1596م. وفي بداية القرن السابع عشر حصل في الأناضول ثورة داخلية كادت تكون عاقبتها وخيمة على الدولة، خصوصًا أن نار الحروب كانت مشتعلة على حدود المجر والنمسا، وخلاصتها أن قائد إحدى فرق الإنكشارية التي نفيت إلى الأناضول عقابًا لها لعدم ثباتها في موقعة كرزت، ادعى أنه رأى النبي محمد في منامه يبشره بالنصر على العثمانيين، فأعلن العصيان وثار على الدولة، وقام بعدد من الفتن إلى جانب شقيقه، ثم مات بعد أن أصيب بجراح في إحدى المعارك، لكن شقيقه استمر يعصي الدولة إلى أن أعطته ولاية البوسنة ليحارب الأوروبيين حتى هلكت جيوشه عن آخرها في المناوشات المستمرة بينها وبين النمسا والمجر. وأعقبت هذه الثورة الكبيرة ثورة أخرى في القسطنطينية؛ هي ثورة الخيالة، الذين طالبوا بتعويضهم عما لحق بهم من أضرار جرّاء الثورة السابقة، فاستعانت الدولة عليهم بجنود الإنكشارية وأدخلتهم في طاعتها مجددًا.

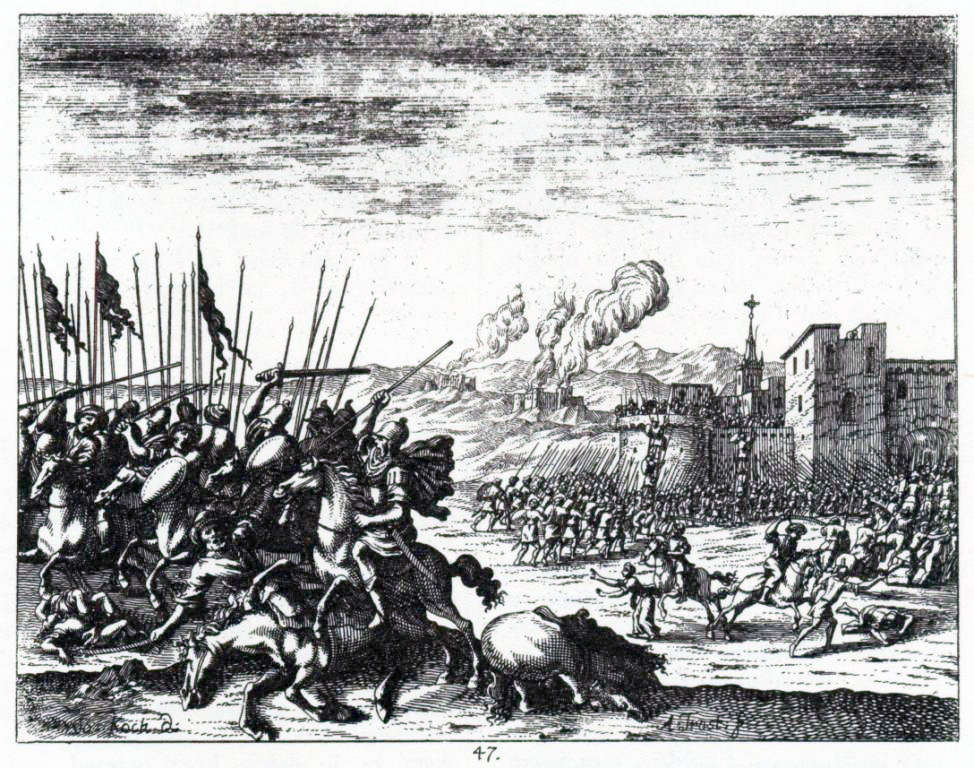
الجيش العثماني يقاتل الجيش النمساوي المجري في سلوڤينيا خلال عهد آل كوبريللي.

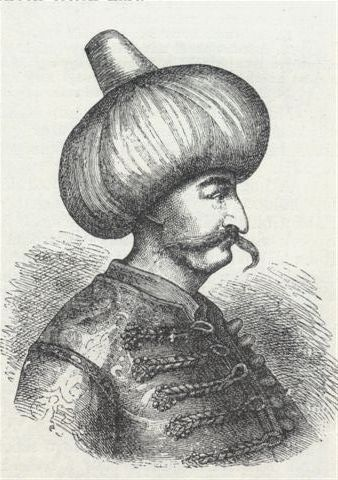
المُصلح الكبير فاضل أحمد باشا الكوبريللي.

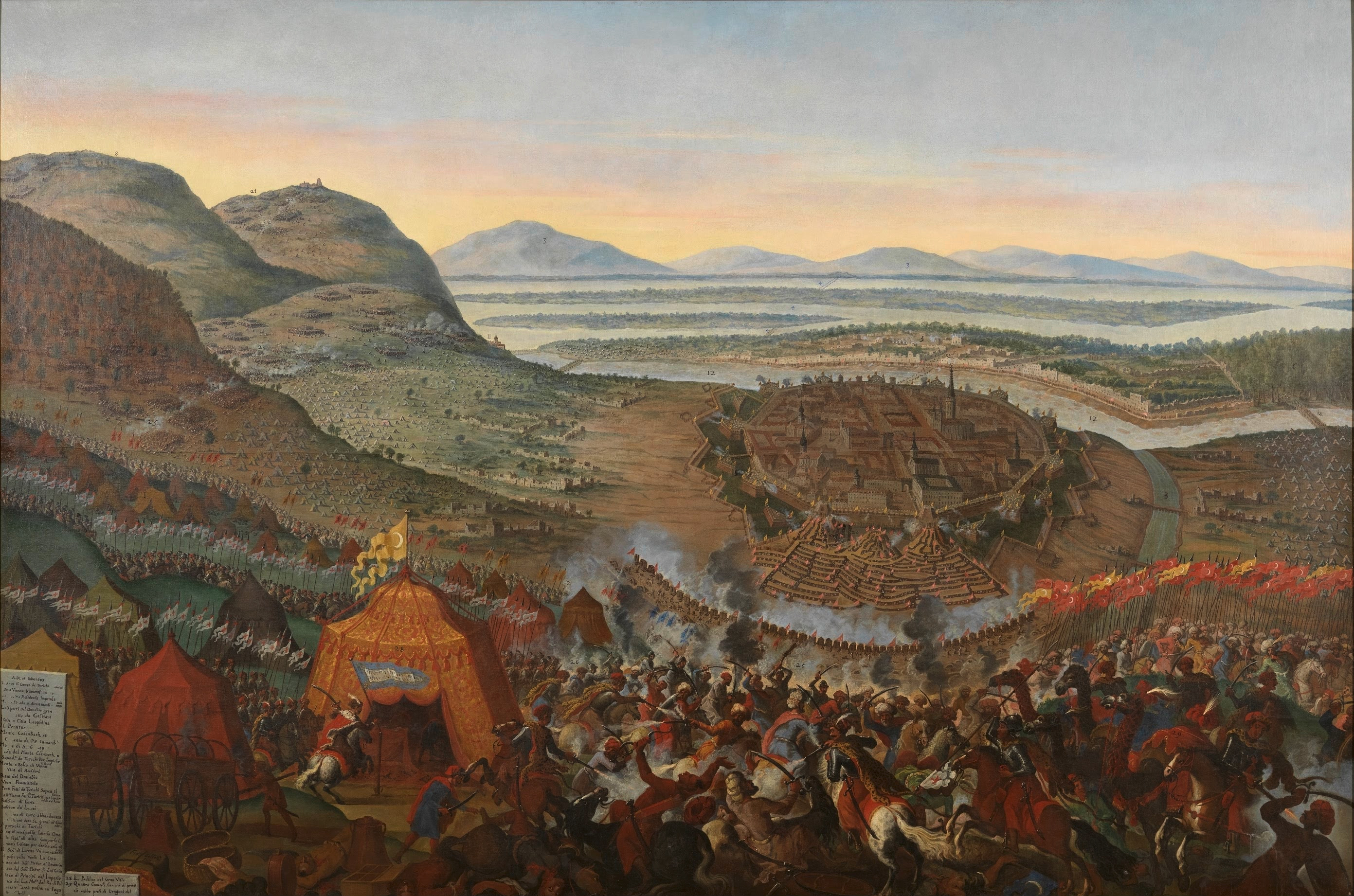
حصار ڤيينا من قبل الجيش العثماني للمرة الأخيرة سنة 1683.

تميزت المدة الممتدة على مدار القرن السابع عشر بمظهر أقل روعة من مظهر مدة القرن السادس عشر، بالنسبة للدولة العثمانية؛ فبعد وفاة السلطان محمد ظهر سلاطين أكثر ضعفًا وانغماسًا في الملذات، على الرغم من بروز بعض الشخصيات القوية منهم؛ مثل السلطان عثمان الثاني ومراد الرابع، وبعض الوزراء الذين عملوا على صون هيبة وسلطان الدولة، ومن هؤلاء مراد باشا القويوجي، الذي كان عونًا وعضدًا للسلطان أحمد الأول، الذي تولّى وهو لم يتجاوز الرابعة عشرة إلا بقليل. وفي تلك الفترة تنازلت الدولة العثمانية عن عراق العجم للدولة الصفوية؛ فكانت تلك أول معاهدة تركت فيها الدولة فتوحاتها، وكانت فاتحة الانحطاط. وبعد أحمد الأول تولّى أخوه مصطفى العرش لثلاثة أشهر فقط، قبل أن يُعيّن عثمان الثاني بدلًا منه، وقد حدث في عهده سابقة كانت الأولى من نوعها، وتدل على مدى الانحطاط الذي وصلت إليه الدولة آنذاك؛ إذ تخاذل الإنكشارية في القتال، فأراد أن يؤدبهم ويستبدل بهم جنودًا أجِدَّاءَ مدربين، فثاروا عليه وقتلوه وأعادوا عمه مصطفى إلى الحكم، وما إن انتشر خبر قتل الخليفة عمت الفوضى والثورات أرجاء الدولة العثمانية، وقام الولاة يعلنون الاستقلال عن الدولة، فأشار الصدر الأعظم المعين بواسطة الإنكشارية بعزل مصطفى الأول وتعيين ابن أخيه مراد الرابع. استطاع مراد الرابع أن يُطهّر الدولة من بعض الثورات؛ مثل ثورة أباظة باشا والي أرضروم، وثورة قام بها الإنكشارية، وحركة أمير لبنان فخر الدين المعني الثاني الاستقلالية، كما استرجع بغداد وهمدان وتبريز ويريڤان وكامل أذربيجان من الصفويين. وفي عهد خليفته إبراهيم الأول، انتعشت الدولة بعض الانتعاش؛ فدخل الأسطول العثماني جزيرة كريت من غير أن يلقى مقاومة تذكر، وبعد هذا العهد عرف العثمانيون فترةً من الضعف والعجز لم ينتشلهم منها إلا المصلح الكبير «محمد الكوبريللي»، الذي تولّى منصب الصدارة العظمى عام 1656م، في عهد السلطان محمد الرابع؛ فنهض بالدولة نهضة جديدة وطهرها من آفاتها الفتاكة، وهكذا اشتد ساعدها من جديد. وبعد محمد الكوبريللي تولّى ابنه «فاضل أحمد» ذات المنصب، وسار على نهج أبيه؛ فقامت القوات العثمانية سنة 1663م بهجوم على بلاد المجر، وهددت ڤيينا نفسها بالسقوط. وفي سنة 1672م استولى العثمانيون على أوكرانيا، وكانت تابعة لملك بولندا. وفي 17 يوليو سنة 1683م، حاصرت جيوش السلطان محمد الرابع ڤيينا للمرة الأخيرة، ولكنها صُدّت عنها.

### دور الركود (1683–1827)

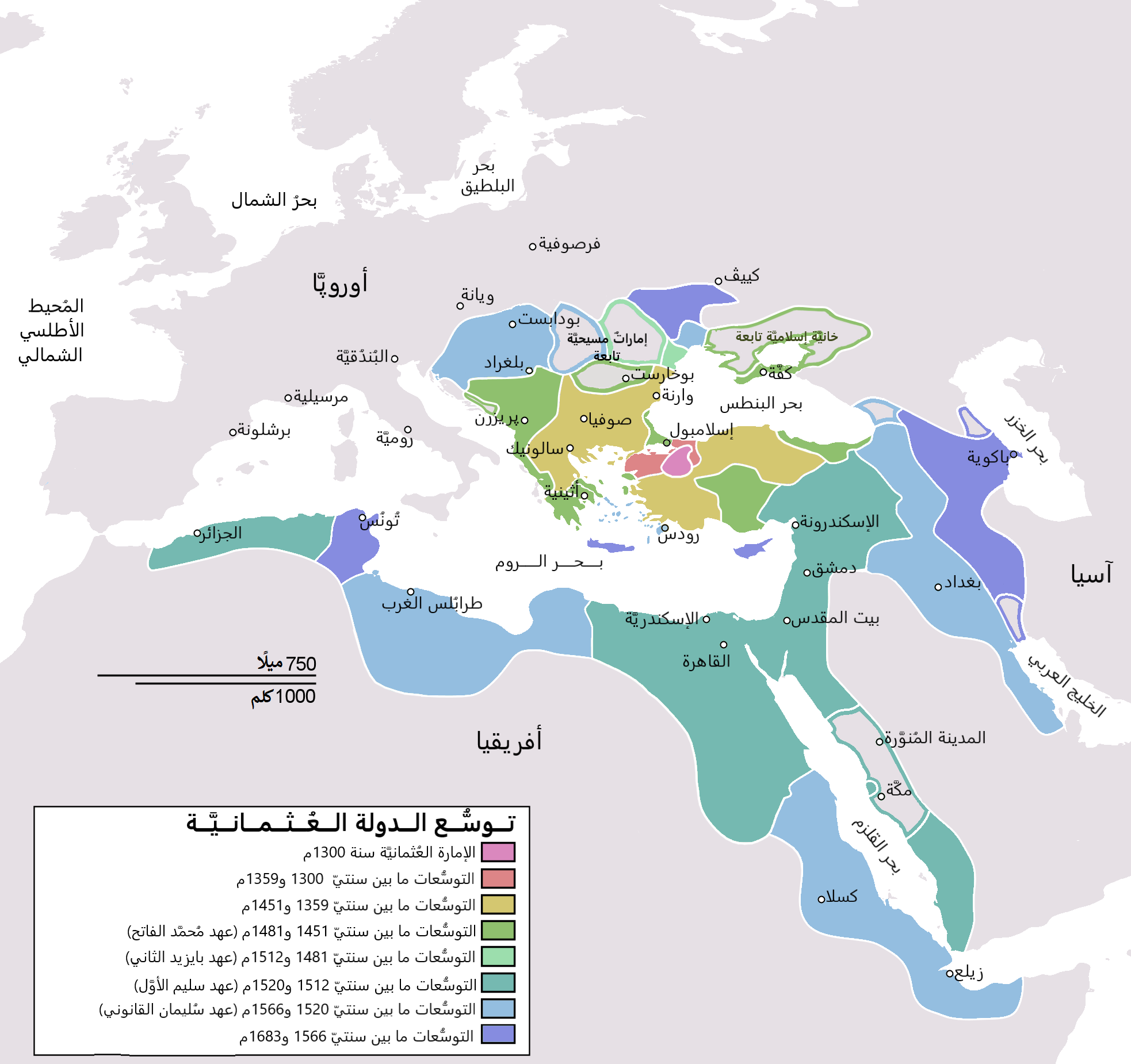
توسّع الدولة العثمانية منذ قيامها حتى بداية دور الركود في سنة 1683، تزامُنًا مع الحصار الأخير لمدينة ڤيينَّا.

عُزل السلطان محمد الرابع بتاريخ 8 نوفمبر سنة 1687م، الموافق 2 محرم سنة 1099هـ، فعمّت الفوضى بعد عزله، وتوالت الهزائم على الدولة العثمانية؛ فاحتلت النمسا بلغراد وأجزاء من بلاد الصرب، واحتلت البندقية أجزاء كثيرة من كرواتيا ودلماسيا وأكثر أجزاء المورة، ولم يُنقذ الدولة من تلك المشاكل إلا «مصطفى الكوبريللي باشا»، الابن الآخر للمصلح الكبير محمد الكوبريللي؛ فبذل جهده في بث روح النظام في الجنود، وأحسن للنصارى إحساناً كبيراً، حتى استمال جميع مسيحيي الدولة، واستطاع استرجاع بلغراد وإقليم ترانسلڤانيا، وعلى الرغم من ذلك؛ لم تحقق الدولة العثمانية أي فتوحات جديدة وراء الحدود التي رسمها السلطان سليمان القانوني، فكانت حروبها وفتوحاتها خلال هذه الحقبة لاسترداد ما سُلب منها إجمالًا؛ ففي عهد السلطان مصطفى الثاني، انتصر العثمانيون على بولندا، وأجبروا قيصر الروس بطرس الأكبر على فك الحصار عن مدينة آزوف، واستعادوا البوسنة وبعض الجزر في بحر إيجة، لكن الروس ما لبثوا أن عادوا لاحتلال آزوف، وانتصر النمساويون مرة أخرى على العثمانيين في معركة زانطة، وتحالفوا مع بضع دول أوروبية ضد الدولة العثمانية، وأجبروها على توقيع معاهدة «كارلوڤتش»، التي فقدت فيها مدينة آزوف لصالح روسيا، وما بقي لها من بلاد المجر للنمسا، وأوكرانيا وبودوليا لبولندا، وساحل دلماسيا وبعض جزر بحر إيجة للبندقية.

#### الحروب مع روسيا

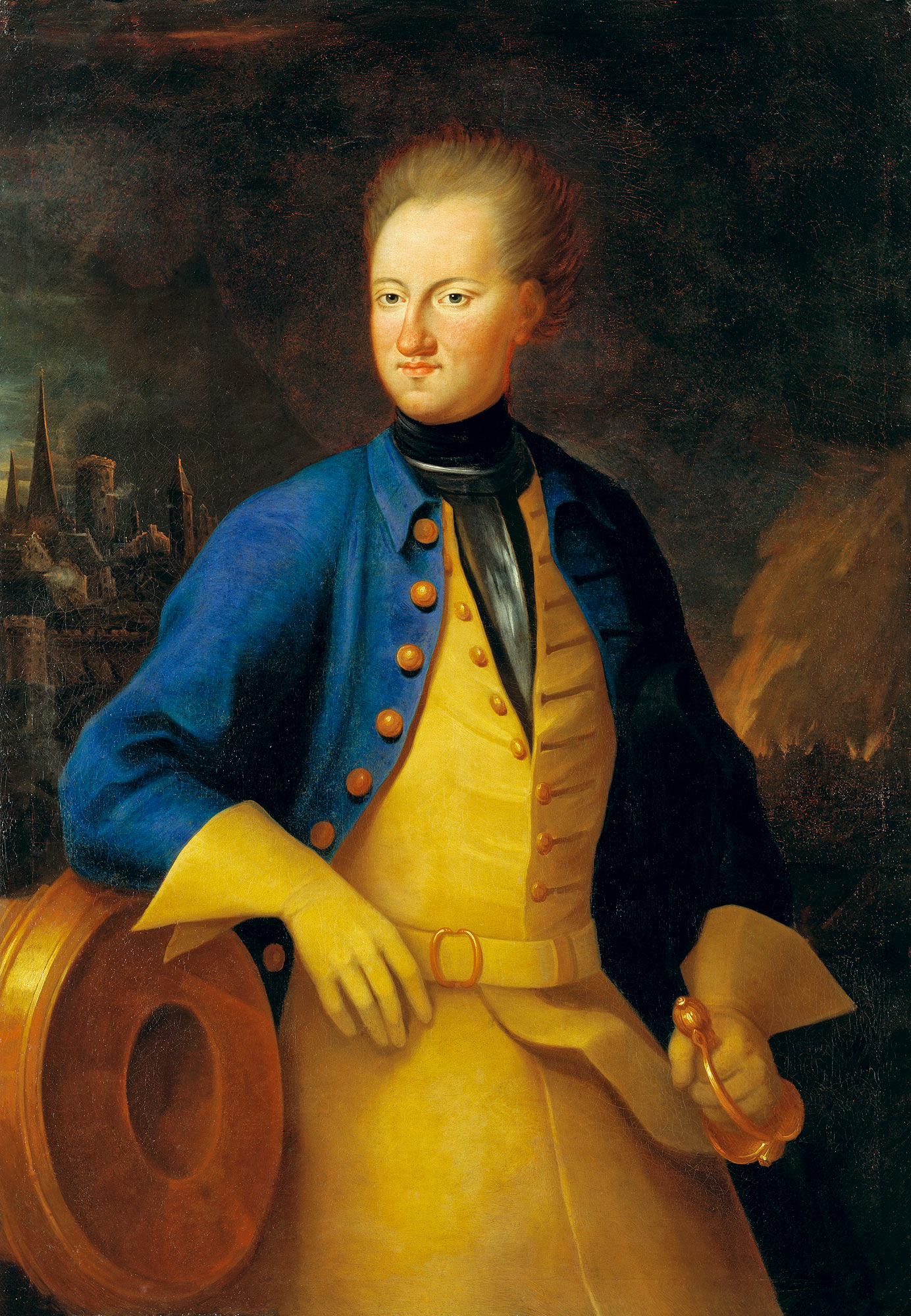
ملك السويد كارل الثاني عشر، المعروف أيضًا باسم "شارل الثاني عشر". لجأ إلى الدولة العثمانية بعد هزيمته على يد الروس في سنة 1709، في عهد السلطان أحمد الثالث.

ازداد وضع الدولة العثمانية سوءًا، خلال السنوات القليلة اللاحقة؛ ففي أوائل القرن الثامن عشر، وفي عهد السلطان أحمد الثالث تحديدًا، طلبت السويد دعم العثمانيين في حربها ضد الروس، لكن الأخيرة رفضت في بداية الأمر، فمالت كفة الميزان لصالح الروس الذين هزموا السويد، وأرغموا ملكها على الفرار ملتجئًا إلى بلاد الترك، وعندما قررت الدولة العثمانية خوض الحرب أخيرًا، سنحت لها الفرصة أن تقضي على القيصر بطرس الأكبر، لكن الصدر الأعظم رفع الحصار عنه، بعد تلقيه رشوة من خليلة القيصر كاترين. كذلك أُجبِر العثمانيون على توقيع معاهدة جديدة، هي معاهدة بيساروفتش، وذلك بعد أن استنجدت البندقية بالنمسا، لتجبر الأخيرة العثمانيين على إعادة جزيرة كريت إلى البندقية، واضطرت الدولة في هذه المعاهدة أن تستغني عن بلغراد، ومعظم بلاد الصرب، وجزءٍ من الأفلاق للنمسا، وأن تظل البندقية مسيطرة على سواحل دلماسيا، مقابل عودة بلاد المورة للعثمانيين. استرجعت الدولة العثمانية أيضًا بعض المدن التي فقدتها سابقًا لصالح الصفويين؛ مثل همدان وتبريز وإقليم لورستان، لكنهم عادوا وهزموا وتنازلوا عن كل ما أخذوه من الصفويين.
سجّلت هذه المرحلة بداية اليقظة العثمانية بالانفتاح على الغرب، وبدأت ترجمة بعض المؤلفات الغربية، وسُمح بإنشاء مكتب للطباعة في العاصمة، وجرت الاستعانة بمجريٍّ اعتنق الإسلام، لبناء المطبعة وتشغيلها. وأخذت وجهة الإصلاح تتجه نحو الاقتباس من الغرب الأوروبي، مع المحافظة على الأصول العثمانية الإسلامية؛ إذ كانت الحضارة الغربية تتسرب، بطريقة أو بأخرى، إلى الدولة ولكن ببطء، وظهر عدد من المثقفين العلمانيين، كما وفد إلى البلاد عدد من الخبراء الأجانب، الذين وضعوا خبراتهم في خدمة الدولة.
قامت الحرب مجددًا بين روسيا والدولة العثمانية، خلال عقد الثلاثينيات من القرن الثامن عشر، بسبب استرداد الأخيرة لبولندا بدعم من النمسا، فاتحدت الدولة العثمانية مع الفرس، واستطاعت دحر الجيش الروسي والنمساوي، وثأرت لنفسها من النمسا بعد أن أرغمتها على توقيع معاهدة بلغراد، التي نصت على عودة بلغراد، وما استحوذت عليه النمسا من أراضي الصرب والأفلاق إلى الدولة العثمانية، وأن تلتزم روسيا بهدم قلاع مدينة آزوف، وألا تبحر أية سفينة حربية أو تجارية تابعة لها في البحر الأسود. لكن نيران الحرب عادت لتستعر مجددًا بين الروس والعثمانيين، خلال عقد السبعينيات من القرن الثامن عشر، عندما فقد العثمانيون عدة مدن لصالح الإمبراطورية الروسية، إلى جانب إقليمي الأفلاق والبغدان. وحاول الروس احتلال طرابزون ولكنهم لم يستطيعوا، ولكنهم استطاعوا لاحقًا فصل القرم عن الدولة العثمانية، وقاومت الدولة العثمانية بكل ما أتيح لها من وسائل، حتى أجلت الروس عن كثير من المناطق التي احتلوها. وعند هذه النقطة لجأت الإمبراطورية الروسية إلى أسلوب آخر لزعزعة كيان الدولة العثمانية، وهو أسلوب الفتنة الداخلية؛ فقامت بإثارة مسيحيي المورة على العثمانيين، واتجه الأسطول الروسي إلى المورة لدعم الثورة، ولكنه مُني بالهزيمة، ولكن بعض السفن التي أفلتت تمكنت من إحراق جزء كبير من الأسطول العثماني، ثم اتجهت لاحتلال جزيرة «لمنوس»، فأجبرتها البحرية العثمانية على التقهقر، وأخمدت الثورة في المورة. وفي 10 يونيو سنة 1772م، الموافق 9 ربيع الأول سنة 1186هـ، تهادن الفريقان مقابل بعض الامتيازات لصالح روسيا، لعلّ أهمها هو حقها في حماية جميع المسيحيين الأرثوذكس في الدولة العثمانية. وفي غضون الحرب العثمانية الروسية، ظهرت حركتان استقلاليتان عن الدولة العثمانية؛ هما: حركة علي بك الكبير في مصر، وحركة الشيخ ظاهر العمر في فلسطين، وقد تمكن العثمانيون من القضاء عليهما.

#### مُحاولات الإصلاح الأولى

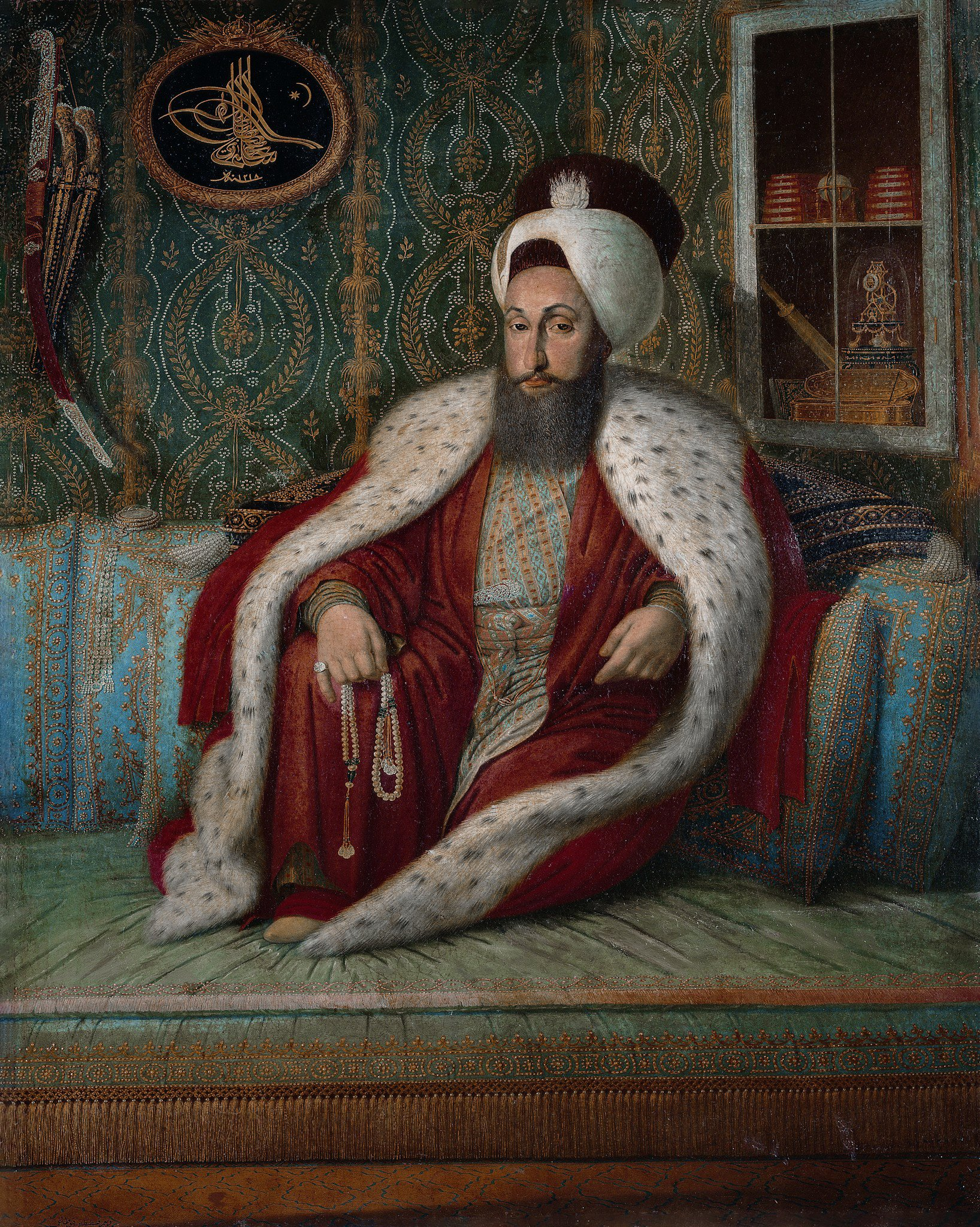
السلطان الغازي سليم خان الثالث، رائد الحركة الإصلاحية في الدولة العثمانية.

ابتدأت محاولات الإصلاح الجدية في عهد السلطان سليم الثالث، الذي يُعد من أوائل المصلحين والروّاد الحقيقيين في التاريخ العثماني كله، وقد قلّده من جاء بعده، واستهدفت إصلاحاته نواحي الحياة كافة؛ إدارية وثقافية واقتصادية واجتماعية وعسكرية. كانت ثقافة هذا السلطان أكثر اكتمالًا من ثقافة من سبقه من السلاطين؛ إذ تلقَّى بعض التدريب على الأفكار الغربية، كما تلقى تعليمًا خاصًّا بالطرق الأوروبية، واطّلع على كتابات المؤلفين الأوروبيين، ويبدو أنه استوعب الحالة المتدنية للدولة بدرجة أفضل من أسلافه. وعندما اعتلى هذا السلطان العرش كانت ثروات البلاد قد وصلت إلى حالة متدنية، وكان العثمانيون قد عادوا للحرب مع روسيا والنمسا، ولم يكن باستطاعة أي سلطان أن يقوم بحملة إصلاحات ورحى الحرب دائرة، لكن جاءت عناية القدر، عندما ظهرت الثورة الفرنسية، وانشغل الإمبراطور النمساوي بها، وخاف أن تمتد إلى بلاده، فعقد صلحًا مع العثمانيين؛ أعاد إليهم بموجبه بلاد الصرب وبلغراد. واجهت السلطان سليم الثالث، في بداية حياته السياسية، المشكلات التقليدية القديمة، المتمثلة في: تفوّق الغرب، والاتجاه المحافظ لشعبه، وكان بطبعه ميالًا للإصلاح؛ فلم يتردد في الأخذ ببعض الأنماط الغربية، بعد أن حصل على معلومات عن المؤسسات المدنية والعسكرية لدول أوروبا الغربية، وأسباب تفوقها على العثمانيين؛ فجاء بفكرة الجنود النظامية ليتخلص من الإنكشارية الذين أصبحوا منبعًا للفتن والهزائم، وأصلح الثغور وبنى القلاع الحصينة لحمايتها، وجعل إنشاء السفن على الطريقة الفرنسية، واستعان بالسويد في وضع المدافع، وترجم المراجع العلمية في الرياضيات والفن العسكري. كما وضع نظامًا هرميًّا للقيادة العسكرية، وأخضع التجنيد لقواعد أكثر صرامةً، ووضع نظامًا للجنود المشاة؛ تضمن تعليمات لمساعدة الجنود على التصرف كوحدة، ودُعي هذا النظام «بالنظام الجديد». كان من الطبيعي أن تبرز المعارضة لإصلاحات السلطان سليم الثالث العسكرية، من جانب المحافظين عند إدراكهم لنتائجها؛ فنظر الإنكشارية إلى هذه الإصلاحات نظرة ارتياب، خاصة بعد فصل السلطان الأسطول والمدفعية عن فرقتهم، فثاروا ومعهم الجنود غير النظاميين، وأجبروا الخليفة على إلغاء النظام العسكري الجديد، ولم يكتفوا بذلك بل عزلوا السلطان وقاموا بقتله لاحقًا بناءً على أمر خليفته، ويُعتبر سليم الثالث السلطان العثماني الوحيد الذي قُتل بسلاح أبيض.

#### الحركات الاستقلالية في البلقان والفتن في المشرق

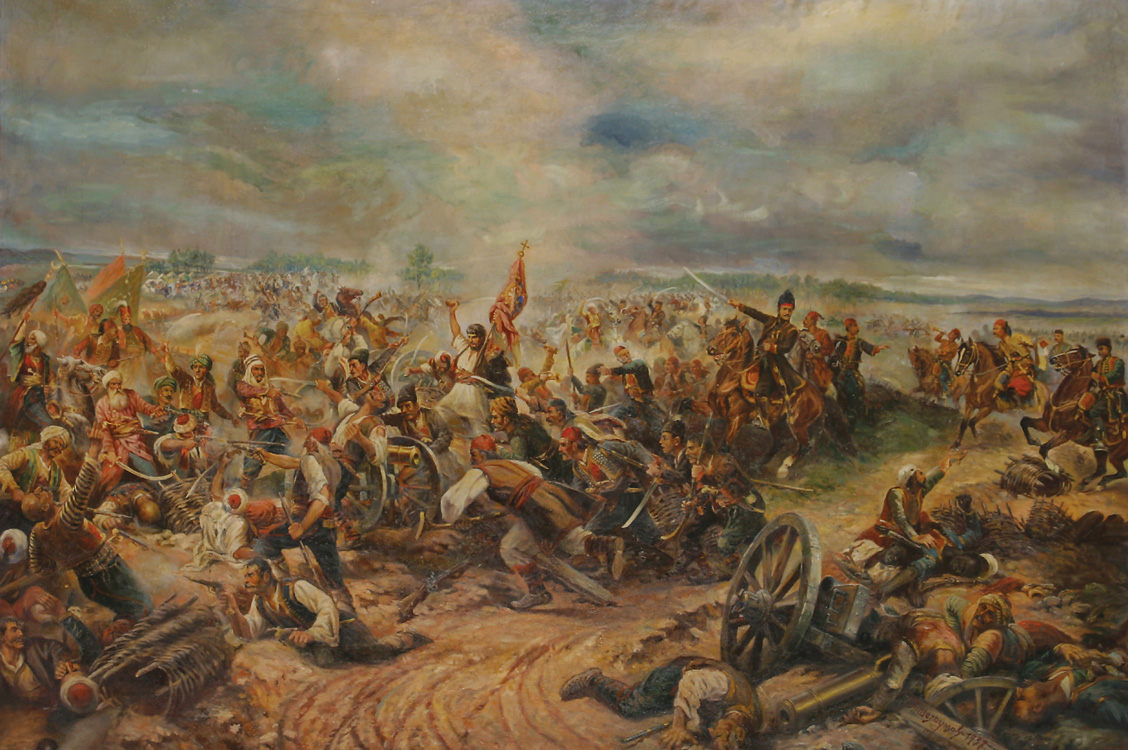
معركة ميشار (1806) بين الثوّار الصربيين تساندهم النمسا وروسيا، والدولة العثمانية، بريشة «أفاناسيج شيلوموڤ».

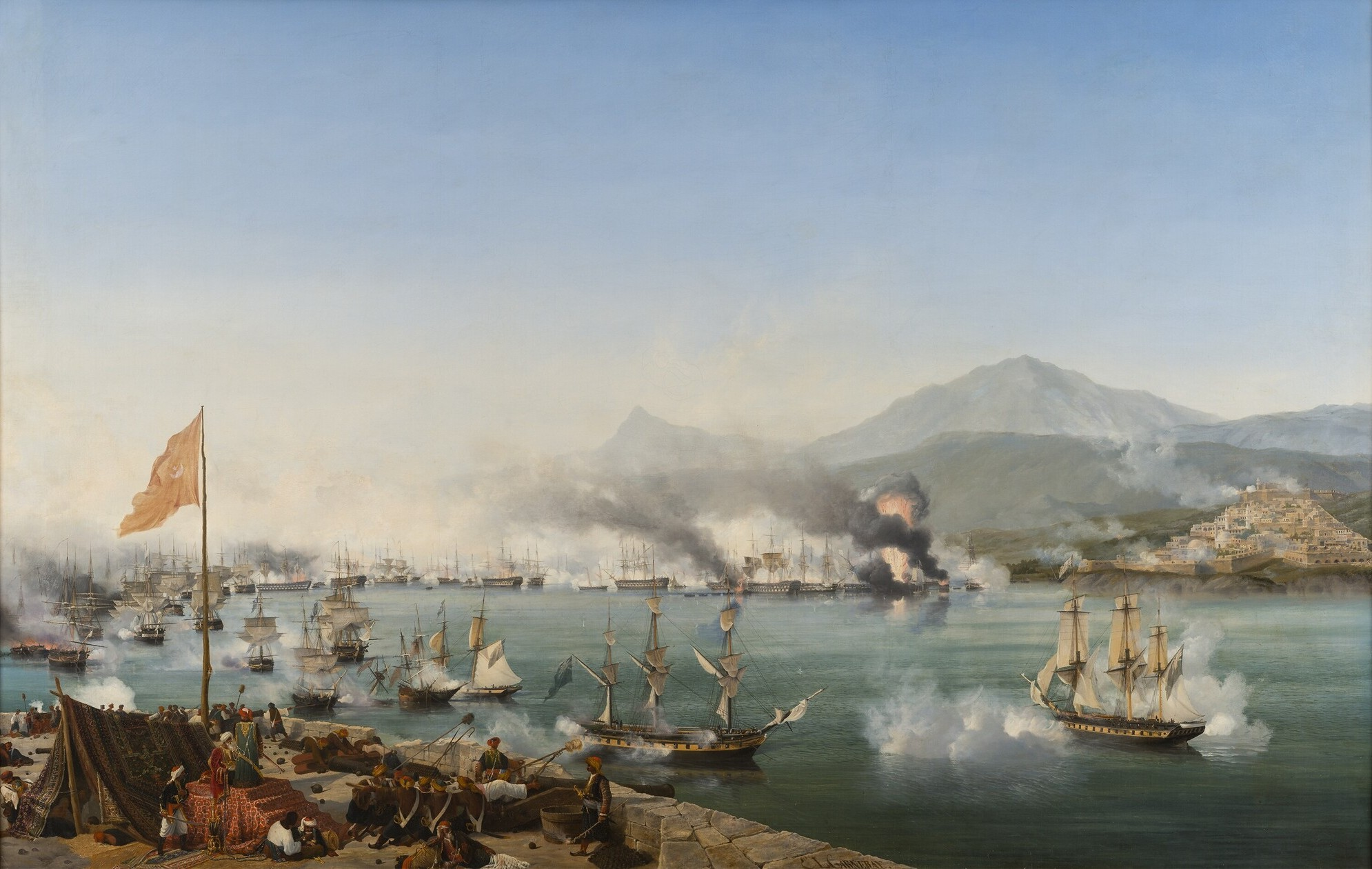
معركة ناڤارين (1827) بين الأسطول العثماني والأوروبي، بريشة لويس أمبرواز گرناري.

وكان من أبرز الأحداث التي حصلت في عهد سليم الثالث قيام الحملة الفرنسية على مصر، بقيادة نابليون بونابرت الأول، فتحول أعداء الأمس إلى حلفاء والعكس صحيح؛ حيث انهارت الصداقة العثمانية الفرنسية التي قامت منذ عهد السلطان سليمان القانوني، وتحالفت روسيا وبريطانيا مع الدولة العثمانية لإخراج الفرنسيين من مصر. وفي عهده أيضًا تكونت جمهورية مستقلة في اليونان، تحت حماية الدولة العثمانية. وبعد سليم الثالث تولّى مصطفى الرابع عرش آل عثمان، ولم يدم ملكه طويلًا، قبل أن تثور الإنكشارية عليه، ويقوموا بعزله، وتنصيب أخيه محمود بدلًا منه. امتلأ عهد محمود الثاني بأحداث مهمة، على الصعيدين: الداخلي والخارجي على حد سواء؛ فنتيجة للضعف الشديد الذي دب في أوصال الدولة العثمانية ظهر فيها اتجاهان: الاتجاه الأول الذي أرجع ما وصلت إليه الدولة العثمانية من ضعف إلى الابتعاد عن الإسلام، والذي ما كان للمسلمين أن تقوم لهم قائمة في الأرض إلا بالتمسك به، والاتجاه الثاني الذي يقوم على ضرورة تقليد أوروبا تقليدًا أعمى، لكي يصل العثمانيون إلى ما وصلت إليه من تقدم وازدهار. وكان من نتيجة الإيمان بالاتجاه الأول أن قامت الحركة الوهابية في شبه الجزيرة العربية، واجتذبت إليها الكثير من أهلها، ودعت إلى تطهير الإسلام من كامل الشوائب التي تعلقت به عبر القرون. ولما رأى السلطان محمود أنه من الضروري قمع هذه الفئة التي يخشى من امتدادها على تفريق كلمة الإسلام، كلّف محمد علي باشا، والي مصر ومؤسس أسرتها الخديوية العلوية، بمحاربتها والقضاء عليها، ففعل ما طُلب منه وأباد الحركة الوهابية، ثمّ شرع في إصلاح مصر وتنظيمها وفق النظام الأوروبي.
وفي بداية عهد محمود الثاني استقلّت عدّة دول أوروبية عن الدولة العثمانية، وكانت بداية انشقاق أوروبا الشرقية عن الدولة العثمانية، عندما ثار الصربيون وطالبوا باستقلالهم، فقمعتهم الدولة العثمانية مرتين، وتعهدت ألا تتدخل في شؤون الصرب الداخلية، وأن تكون السيطرة للعثمانيين في الصرب على القلاع فقط. وسرعان ما أعقب هذه الثورة عصيان «علي باشا» والي مدينة يانية الألبانية؛ حيث امتنع عن دفع الخراج واحترام الأوامر التي تُرسل إليه من الآستانة، فأرسل إليه السلطان جيشًا تمكن قائده من القبض عليه وإعدامه. وما فتئت المشاكل تنهال على الدولة العثمانية؛ فقد ثار اليونانيون طلبًا للاستقلال، وهزموا فرقة عسكرية عثمانية أرسلت لقمعهم، فلم يجد السلطان لإخماد الثورة في اليونان غير محمد علي باشا والي مصر، فاستجاب الأخير لطلبه، وأرسل سفنًا حربية محملة بالجنود إلى اليونان، استطاعت أن تحقق انتصارات كاسحة على الثوّار. غير أن ثورة اليونانيين نجحت، واستطاع الثائرون أن يستقلوا ببلدهم عن الدولة العثمانية بعد المساعدات التي تلقوها من الدول الأوروبية. كذلك كان الأسطول العثماني قد تحطم في معركة ناڤارين عام 1827م، على يد السفن البريطانية والروسية.

### دور الأفول والتنظيمات (1828–1908)

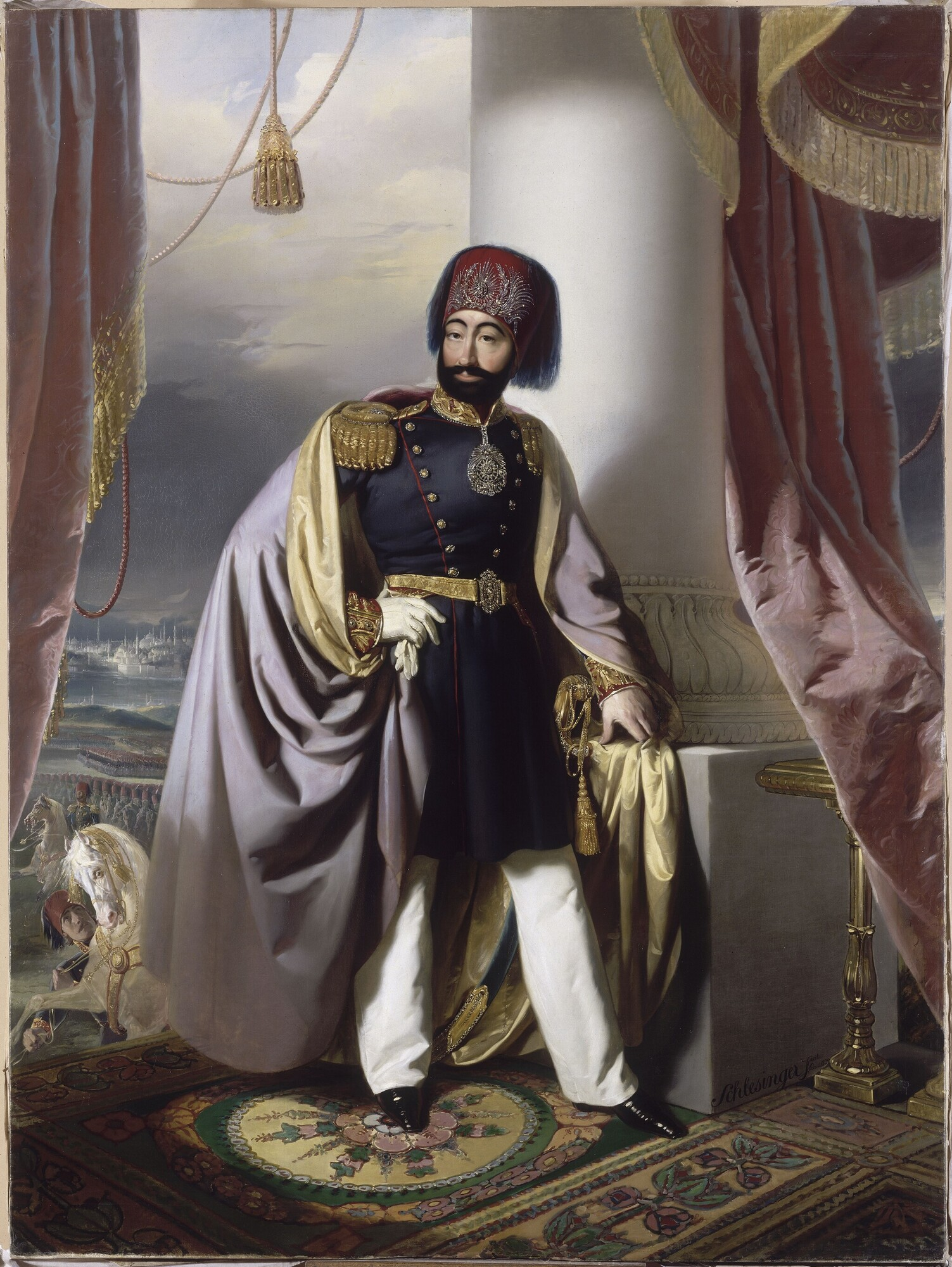
السلطان الغازي محمود خان الثاني "أبو الإصلاح"، بعد إقراره اعتماد اللباس الأوروبي لباسًا رسميًا.

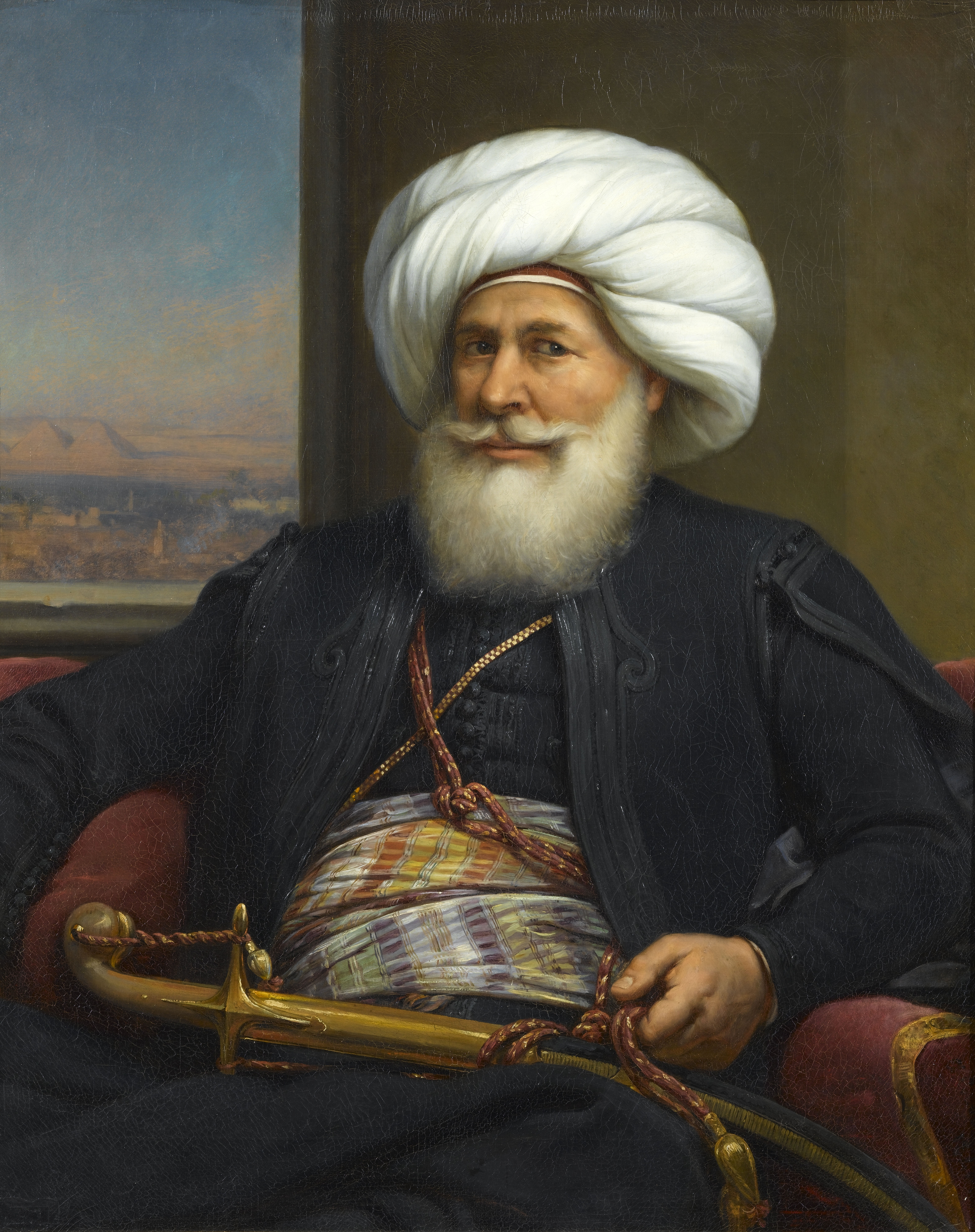
محمد علي باشا، أبرز ولاة المشرق العربي العثماني في أواسط القرن التاسع عشر، وأشهر من أعلن العصيان على الدولة العثمانية في ذلك الوقت.

تتميز هذه المرحلة بانحدار الدولة العثمانية سريعًا وفقدانها لمعظم ممتلكاتها الباقية في أوروبا، وقيام السلطان محمود الثاني بعدد من الإصلاحات الكبيرة الهادفة لجعل الدولة تواكب أوروبا الغربية في التطور والازدهار. وأوّل ما قام به السلطان محمود الثاني في هذا المجال كان إلغاءه طائفةَ الإنكشارية، بعد أن أصبحت إحدى عوامل تخلّف وتراجع الدولة يقينًا، فاعترض الإنكشارية على ذلك وحاولوا التمرد وتجمعوا في أحد ميادين الآستانة، فحصدتهم المدفعية العثمانية حصدًا. أعلن السلطان بعد قضائه على الإنكشارية نظامًا جديدًا للجند قلّد فيه الأوروبيين، كذلك قام بعدد من الإصلاحات المدنية؛ مثل إقامة المدارس الحديثة، ورفع يد الهيئة الإسلامية عن الإشراف على التعليم، وإرسال بعثات طلابية إلى الخارج، واتجه بالبلاد إلى تقليد أوروبا حتى إنه تزيا بزيهم، واستبدل بالعمامة الطربوش، وبالعباءة والجلبابِ البذلةَ الغربية.

#### المسألة الشرقيَّة
أعلنت روسيا الحرب على العثمانيين، بعد أن رفضت الدولة العثمانية الاعتراف بقرارات مؤتمر لندن الذي نص على استقلال اليونان، وتمكنت من احتلال البغدان والأفلاق، بل وصلت إلى مدينة أدرنة وهددت الآستانة بالسقوط، فتدخلت بريطانيا وفرنسا لوقف تقدم روسيا خوفًا على مصالحها في الشرق، فعُقدت بين الروس والعثمانيين معاهدة أدرنه التي نصت على عودة المناطق التي احتلها الروس إلى الدولة العثمانية مقابل تمتع روسيا ببعض الامتيازات وتعويضها عن الخسائر التي تكبدتها في الحرب، واستقلال بلاد الصرب وتسليم ما تحتفظ به الدولة من قلاعها.

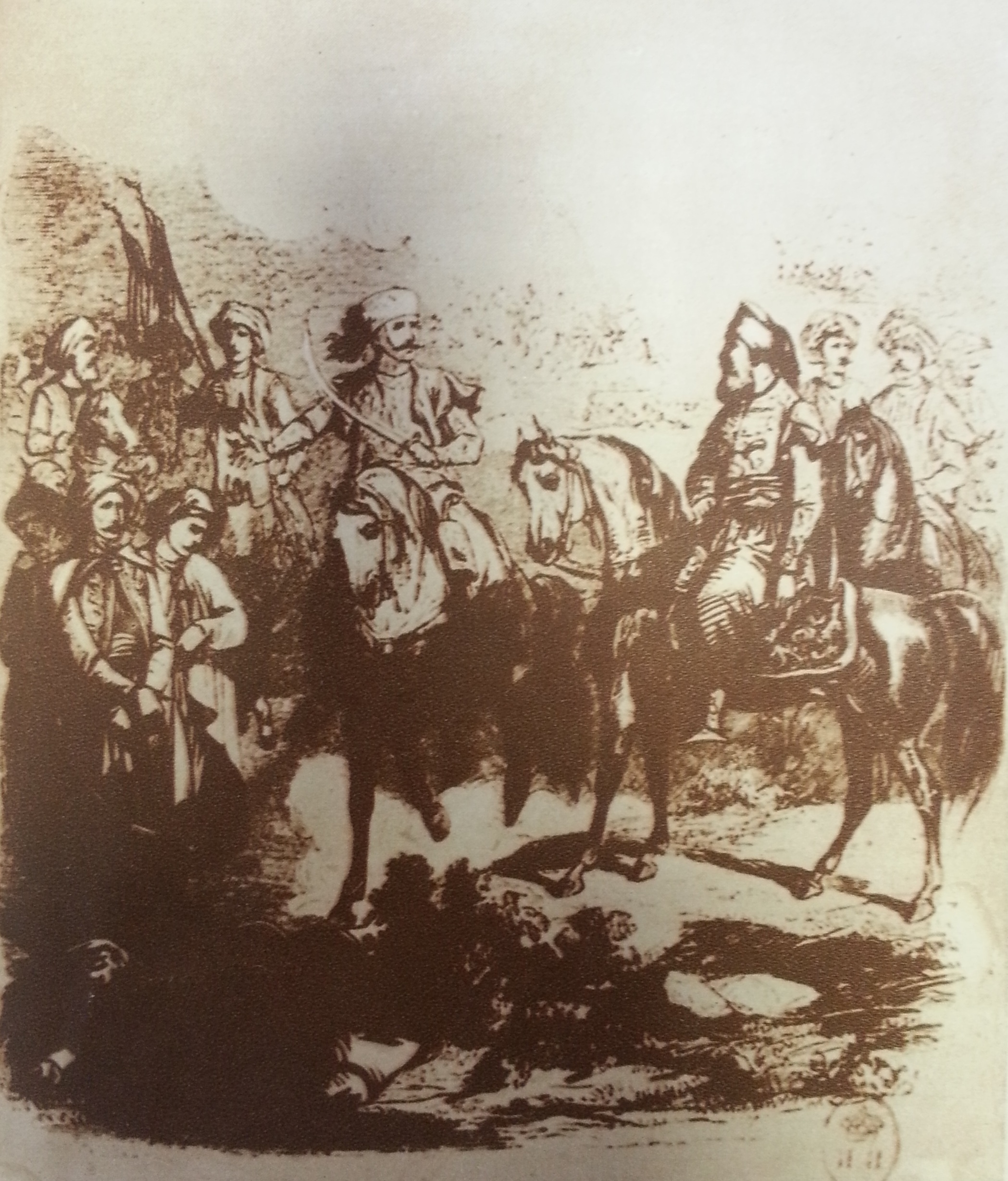
رسمٌ لإبراهيم باشا بعد معركة نصيبين.

وفي أواسط سنة 1830م، ساءت العلاقات بين الدولة العثمانية وفرنسا مجددًا، بعد أن نفذت الأخيرة ما كانت تنويه من مدّة، ألا وهو الاستيلاء على ولاية الجزائر، بدعوى منع تعدي القراصنة المسلمين على مراكبها التجارية، وبذلك فقدت الدولة العثمانية الجزائر إلى الأبد، على الرغم من استبسال المقاومة بقيادة الأمير عبد القادر الجزائري، الذي اضطر للاستسلام بعد أن دافع عن بلاده مدة سبع عشرة سنة. استمرت المشاكل تنهال على الدولة العثمانية بعد سقوط الجزائر، وذلك أن والي مصر محمد علي باشا طمع في توسيع رقعة نفوذه بعد أن غدا أقوى ولاة السلطان العثماني في الشرق العربي، وكان السلطان محمود الثاني قد وعد محمد علي بأن يوليه على بلاد الشام لقاء خدماته الجليلة التي قدمها للدولة، لكنه عاد وأخلف وعده؛ إذ شعر أن وجود محمد علي في الشام خطرٌ على كيان السلطنة نفسها، فقرر محمد علي أن يجتاح بلاد الشام بالقوة، فوجه جيشه إلى فلسطين وأخضعها، ثم زحف على مدن الساحل اللبناني وفتحها الواحدة تلو الأخرى، وسرعان ما لحقت بها سوريا الوسطى والشمالية، وامتد زحف الجيش المصري إلى الأناضول؛ حيث هزم الجيش العثماني حديث النشأة في قونية، وأصبح قاب قوسين أو أدنى من الآستانة، حتى خُيل للعالم في ذلك الوقت أن نهاية الدولة العثمانية أصبحت قريبة. عقب هزيمة قونية، استنجد السلطان محمود الثاني بالدول الأوروبية للوقوف في وجه الخطر المداهم، فلم ينجده إلا روسيا، التي أرسلت 15 ألف جندي إلى الآستانة للدفاع عنها، فخشيت بريطانيا وفرنسا من امتداد النفوذ الروسي، وتوسطتا للصلح مع محمد علي؛ حيث أقر له السلطان بولاية مصر وجزيرة كريت وفلسطين ولبنان وأضنة، لقاء نفس الأموال التي كان يؤديها عن الشام الولاة العثمانيون من قبل. وفي غضون ذلك توسّع النفوذ الروسي في الدولة، خصوصًا بعد أن أبرم السلطان معاهدة مع روسيا تعهدت فيها الأخيرة بالدفاع عن الدولة العثمانية لو هاجمها المصريون أو غيرهم. عمل السلطان محمود الثاني في أواخر أيامه على استعادة الشام ومصر؛ فجمع جيشًا جديدًا، ونشط عملاؤه في الشام يحرضون الشعب للثورة على المصريين، ثم سار الجيش وقام بهجوم عبر الفرات أسفر عن كارثة نزلت به؛ إذ بدده الجيش المصري في معركة نصيبين عام 1839م. ولم تصل أنباء هذه الهزيمة إلى السلطان محمود الثاني؛ إذ توفي قبل ذلك بأيام.

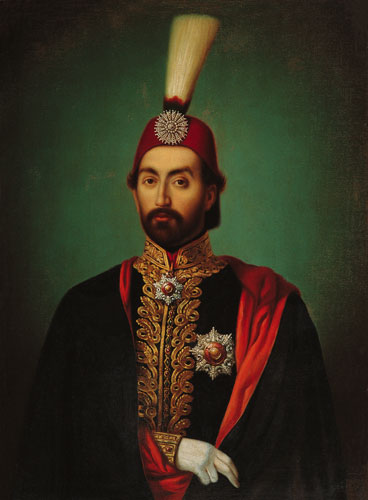
السلطان الغازي عبد المجيد خان الأول.

خلف السلطان عبد المجيد الأول أباه السلطان محمود الثاني، وهو صبيٌّ لم يبلغ الثامنة عشرة من عمره، وكانت الدولة العثمانية على شفير الانهيار؛ إذ أصبحت بلا جيش، بفعل خسارة الجيوش العثمانية أمام المصريين، وتشتيت القوى المسلحة، وبلا أسطول، بفعل انضمام الأسطول العثماني طواعية إلى الأسطول المصري في الإسكندرية، فسارع السلطان الفتى إلى إجراء مفاوضات مع محمد علي، فاشترط الأخير، لعقد الصلح، أن يكون الحكم في الشام ومصر حقًّا وراثيًّا في أسرته. وكاد السلطان عبد المجيد يقبل شروط محمد علي لو لم تصله مذكرة مشتركة من الدول الأوروبية الكبرى، عدا فرنسا، تطلب منه ألَّا يتخذ قرارًا يتعلق بمحمد علي إلا بمشورتهم، ووعدوه بالتوسط بينه وبين محمد علي، فوافق على ذلك. ثم اجتمعت كل من بريطانيا وروسيا وبروسيا والنمسا وعقدوا اتفاقية صدق عليها العثمانيون، وعرضوها على محمد علي، وهي تنص على بقاء ولاية مصر وراثية في عائلته، وولاية عكا مدى حياته، فرفض محمد علي ذلك، وطرد المندوبين الأوروبيين والمندوب العثماني من مصر، وبناءً على ذلك هاجمت البوارج الحربية البريطانية والنمساوية والعثمانية مدن الساحل الشامي، واستطاعت أن تحرز انتصارًا كبيرًا على جيوش محمد علي بقيادة ابنه إبراهيم باشا، وأجبرته على العودة إلى مصر والانكماش فيها، وبذلك عادت الشام إلى ربوع الدولة العثمانية، وأصبحت سيادة الدولة على مصر سيادةً اسميّة. توصلت الدول الأوروبية الكبرى، بعد انتهاء الأزمة العثمانية - المصرية، إلى عقد اتفاقية جماعية مع الدولة العثمانية، أُطلق عليها: «معاهدة المضائق» أو «اتفاقية لندن للمضائق»، وقد أرست هذه الاتفاقية نظامًا للمضائق العثمانية، ظل مطَبَّقًا بدون إدخال تعديلات جوهرية عليه حتى قيام الحرب العالمية الأولى. حدث في عهد السلطان عبد المجيد عدد من الفتن الداخلية في الولايات العثمانية، وازدادت الدولة ضعفًا على ضعف، مما زاد من أطماع الدول الأوروبية فيها، فدُعيت باسم «الرجل المريض»، وأخذ الأوروبيون يخططون لاقتسام تركتها مستقبلًا.

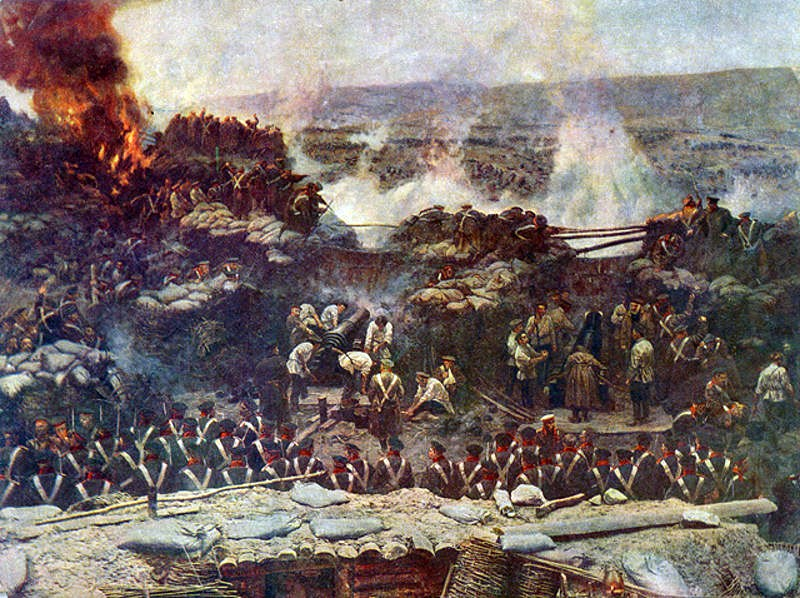
حصار سيڤاستوبول من قبل الجيوش العثمانية والأوروبية خلال حرب القرم، بريشة فرانز روبو.

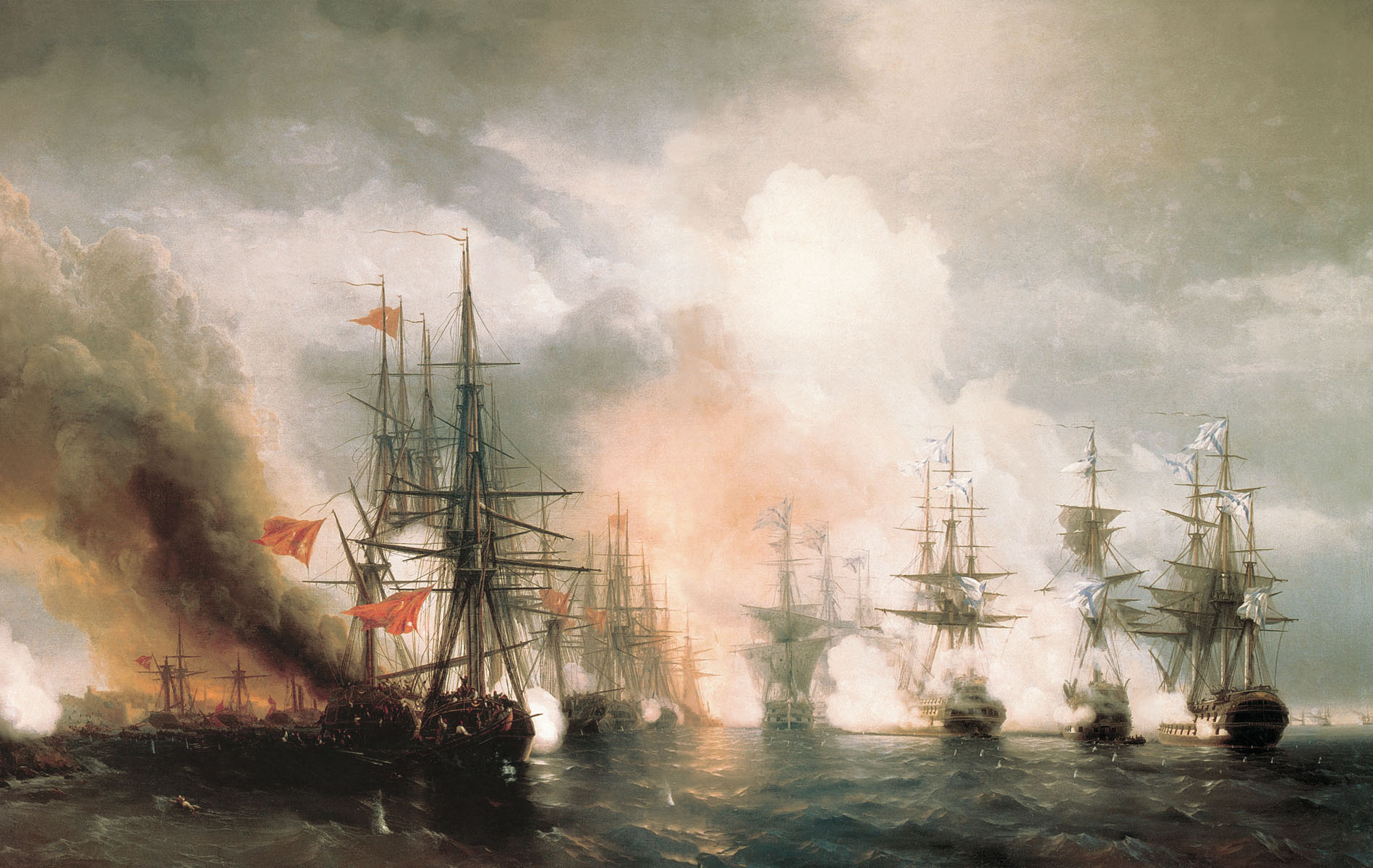
واقعة سينوب البحرية أثناء حرب القرم، التي نجم عنها انتصار الروس وانهزام العثمانيين، بريشة إيڤان آيڤازوڤسكي.

اتخذت المسألة الشرقية في أواخر القرن الثامن عشر، شكلها الحديث، وبرزت مع بداية انحسار المد التوسعي العثماني عن أوروبا، ومع اتجاه العثمانيين المتزايد نحو فقدانهم تفوقهم العسكري أمام الدول الأوروبية، وبخاصة روسيا والنمسا، وقد تحكمت بها ثلاثة عوامل؛ هي: ضعف الدولة العثمانية المتزايد، وظهور عدد من القوميات المسيحية الصغيرة في شبه جزيرة البلقان، والفتن الداخلية المستمرة في بعض الولايات. وقد سمحت جميع هذه العوامل للدول الأوروبية أن تتدخل في الشؤون الداخلية للدولة، وتسيرها حسب مصالحها. ومن أبرز الأحداث التي استغلتها أوروبا للتدخل في الشؤون العثمانية كانت الفتن الطائفية التي وقعت في بلاد الشام خلال عقد الأربعينيات من القرن التاسع عشر، وبلغت ذروتها في جبل لبنان، فتدخلت فرنسا بحجة حماية الكاثوليك وبدرجة رئيسة الموارنة، وتدخلت بريطانيا لدعم الدروز، وروسيا لدعم الأرثوذكس، فوقعت في البلاد مذابح عظيمة تخللتها سنوات قليلة من السلام.
كما اتجهت الدولة نحو سياسة نقل أمور الولايات إلى سلطة داخلية؛ فأنهوا حكم مماليك العراق في بغداد والبصرة، وآل جليلي في الموصل، في ثلاثينيات القرن التاسع عشر، كما قضوا على الإمارات الكردية شبه المستقلة في حكاري وسوران وبادينان، إثر ضغط دولي عقب مجازر بدر خان في الأربعينيات من نفس القرن.
تُعدّ حرب القرم التي ابتدأت عام 1854م، بين روسيا والدولة العثمانية، من أهم مراحل المسألة الشرقية؛ فقد دفعت هذه الحرب بالعلاقات الدولية نحو التأزم، وغيّرت التحالفات السياسية؛ فوقفت بريطانيا وفرنسا إلى جانب الدولة العثمانية للدفاع عن سلامة أراضيها ضد الروس. وتتلخص هذه الحرب في أن القيصر الروسي نيقولا الأول اعتقد أن بإمكانه أن يطرح قضية إنهاء المسألة الشرقية إنهاءً جدرياً، وأبدى نيته في اقتسام أملاك الدولة العثمانية، فعرض على بريطانيا تقسيم الدولة العثمانية بينهما، فرفضت، فحاول إغراء فرنسا بنفس الإغراء، فرفضت أيضًا، فهددت روسيا باحتلال الأفلاق والبغدان إن لم تُعِد الدولة العثمانية للإمبراطورية الروسية حق حماية المسيحيين الأرثوذكس الذي فقدته وفق نص معاهدة المضائق، فلم يعرها السلطان أي اهتمام بعد أن وعدته بريطانيا وفرنسا بالدفاع عن الدولة ضد أي هجوم محتمل، فأقدمت روسيا على تنفيذ تهديدها، فتحالف العثمانيون مع بريطانيا وفرنسا والنمسا ومملكة البيمونت بإيطاليا والسويد، وقصفت أساطيلهم ميناء سيڤاستوبول في شبه جزيرة القرم، وضربت الكثير من قلاعه، بالإضافة إلى الإغارة على الكثير من موانئ روسيا على البحر الأسود، وتوغلت القوات المتحالفة في أراضي روسيا حتى طلبت الصلح، فعُقدت معاهدة سلام في باريس أنهت الحرب، وأنقذت الدولة العثمانية من الخطر الروسي الذي كان يتهددها، وبات من المنتظر أن تغدوَ بلدًا متحدًا يأخذ بركب الحياة الدستورية كما عرفها الغرب، وتنضم إلى سائر أعضاء المنظمة الدولية على قدم المساواة.

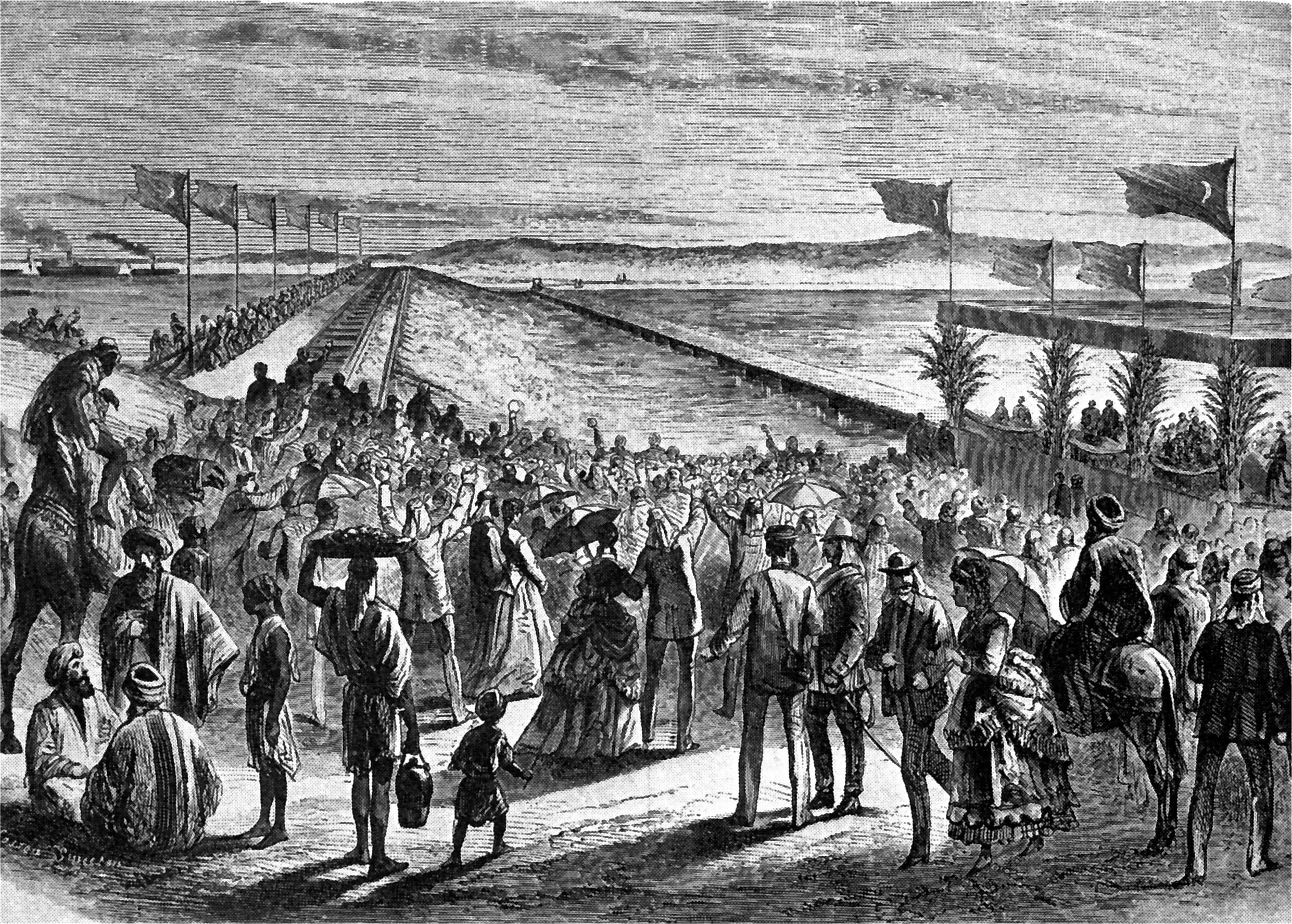
حفل افتتاح قناة السويس في مدينة بور سعيد سنة 1869، خلال عهد السلطان عبد العزيز الأول.

وفي أواخر عهد السلطان عبد المجيد الأول، نشبت فتنة طائفية كبرى في الشام، وتحديدًا في دمشق وسهل البقاع وجبل لبنان، بين المسلمين والمسيحيين عمومًا، والدروز والموارنة خصوصًا، فوقعت مذابح مؤلمة، وبلغ عدد القتلى اثني عشر ألفًا، وكان ممثلو بريطانيا وفرنسا يشجعون الفريقين على الانتقام، ويساعدونهم على الثأر، فخشي السلطان أن تؤدي هذه الفتنة إلى تدخل الدول الأجنبية العسكري، فأوعز إلى المسؤولين العثمانيين في بيروت ودمشق بوجوب إخمادها حالًا، وأوفد في الوقت ذاته وزير الخارجية فؤاد باشا الذي عُرف بالدهاء والحزم، وخوله سلطات مطلقة لمعالجة الموقف، فقام بمهمته خير قيام، وأعدم معظم الذين تسببوا بالمذابح، وسجن الباقين، ونفى بعضهم، وأعاد بعض المسلوبات إلى أصحابها من المنكوبين المسيحيين، وجمع تبرعات كثيرة أنفقها على ترميم القرى. وكانت الدول الأوروبية قد ضغطت على السلطان، وحملته على القبول بتشكيل لجنة دولية يوكل إليها أمر إعادة الهدوء إلى جبل لبنان ودمشق، وتصفية ذيول الفتنة. توفي السلطان عبد المجيد يوم 6 يونيو سنة 1861م، الموافق 17 ذي الحجة سنة 1277هـ، عن أربعين سنة، بعد أن قام ببعض الإصلاحات الكبيرة في الدولة؛ أبرزها فرمانه الشهير الصادر سنة 1856م، الذي ساوى فيه بين جميع رعايا الدولة مهما اختلفت عقيدتهم الدينية، فتحسن وضع المسيحيين تحسناً كبيراً، وازدادت نسبة المتعلمين منهم، الأمر الذي أسهم في إنعاش اقتصاد الدولة لاحقًا.
بويع السلطان عبد العزيز الأول بالخلافة وعرش آل عثمان، بعد وفاة أخيه عبد المجيد، ومما يذكر في عهده: افتتاح قناة السويس، وقيام ثورة في جزيرة كريت جرى إخمادها. وكان هذا السلطان كثير التجوال في البلاد الخارجية؛ فزار مصر وزار فرنسا، وحاول تقريب روسيا إليه حتى تخافه دول أوروبا، لكنه عُزل بناءً على فتوى شرعية بسبب تبذيره أموال الدولة، كما تنص بعض المصادر، وعُثر عليه ميتًا في غرفته؛ فقيل إنه انتحر، وقيل إنه قُتل. وتولّى بعده ابن شقيقه عبد المجيد الأول مراد، ولم يستمر عهده أكثر من 3 أشهر، وعُزل بسبب اختلال عقله.

#### العهد الحميدي

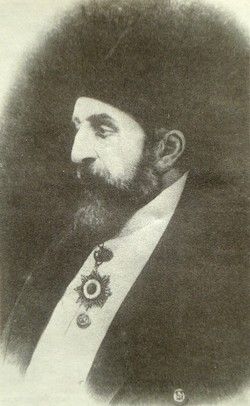
السلطان الغازي عبد الحميد خان الثاني "الكبير"، آخر سلطان فعليّ للدولة العثمانية.

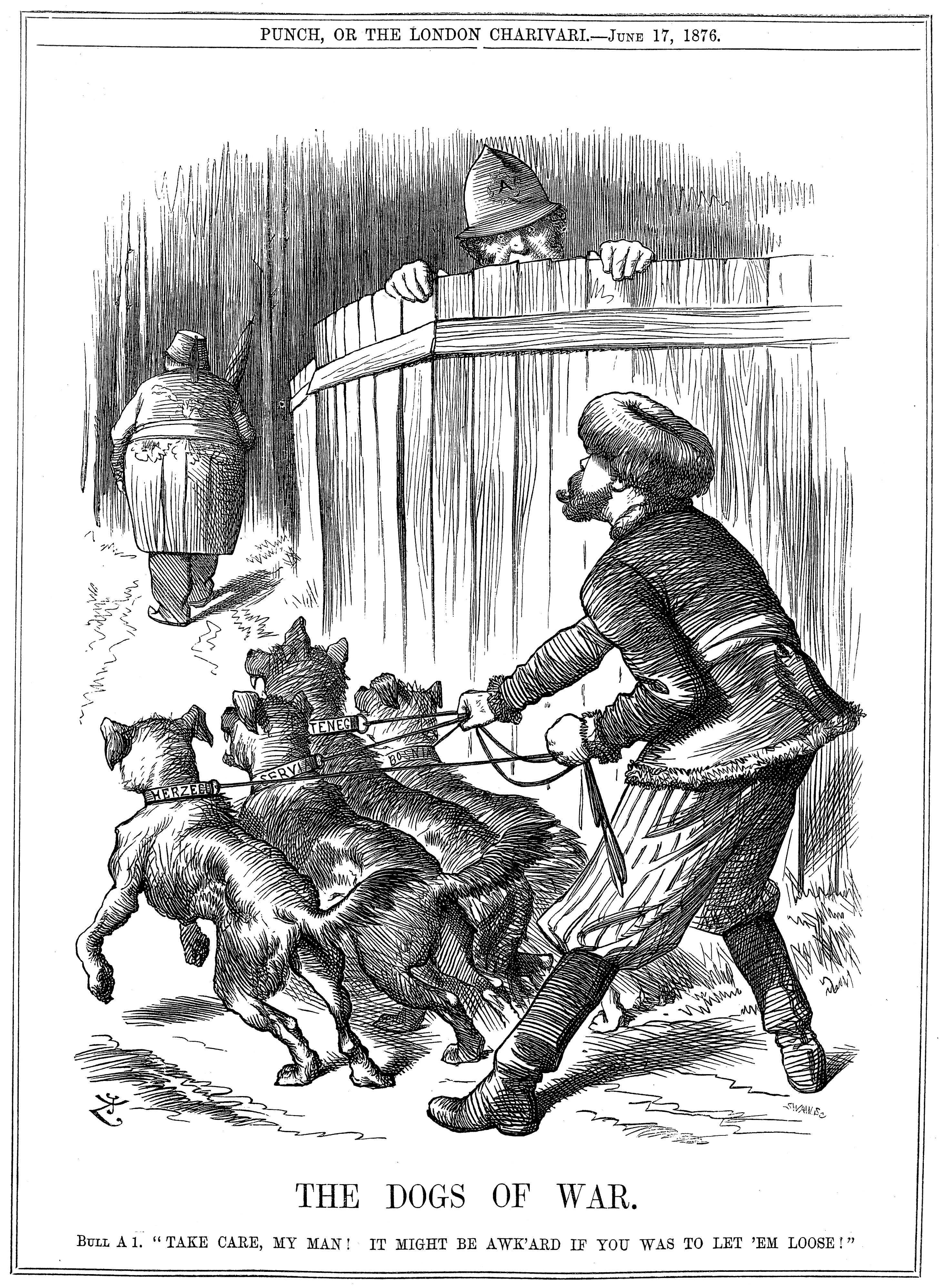
رسم هزلي من مجلة اللكمة البريطانية يعود لتاريخ 17 يونيو سنة 1876، يصوّر الإمبراطورية الروسية بهيئة رجل، على وشك أن تُطلق «كلاب الحرب» البلقانية على الدولة العثمانية، بينما بريطانيا، ممثلة بهيئة شرطي، تحذرها من مغبة عملها. أعلنت الصرب والجبل الأسود الحرب على الدولة العثمانية في اليوم التالي لنشر هذا العدد من المجلة.

وبعد مراد الخامس بويع عبد الحميد الثاني بالخلافة وعرش السلطنة، وفي ذلك الحين كانت البلاد تمر بأزمات حادة ومصاعب مالية كبيرة، وتشهد ثورات عاتية في البلقان؛ تقوم بها عناصر قومية تتوثَّب لتحقيق انفصالها، وتتعرض لمؤامرات سياسية بهدف اقتسام تركة «الرجل المريض». ومنذ اليوم الأول لارتقائه العرش، واجه السلطان عبد الحميد موقفًا دقيقًا وعصيبًا؛ فقد كانت الأزمات تهدد كيان الدولة، وازدادت سرعة انتشار الأفكار الانفصالية، وأصبح للوطنية معنى جديد أخذت فكرته تنمو وتترعرع في الولايات العثمانية، ووجد السلطان نفسه مشبعا بالثورة والاضطراب؛ فقد تجددت الثورة في إقليميْ البوسنة والهرسك، واستمرت في بلغاريا، وكان الصرب والجبل الأسود في حالة حرب مع الدولة. ولهذه الأسباب تدخلت الدول الأوروبية لاستغلال الموقف بغية تحقيق مصالحها، بحجة إحلال السلام، فشجعت روسيا والنمسا الصرب والجبل الأسود على حرب العثمانيين؛ حيث رغبت النمسا في ضم البوسنة والهرسك، بينما رغبت روسيا في ضم الأفلاق والبغدان وبلغاريا، ووعدت روسيا النمسا والصرب والجبل الأسود بالوقوف بجانبهم إذا قامت حرب بينهم وبين العثمانيين. وبالفعل قامت الحرب بين الدولة العثمانية وتلك الدول، واستطاعت الجيوش العثمانية الانتصار، ووصلت إلى مشارف بلغراد، غير أن تدخل أوروبا أوقف الحرب. قدّمت الدول الأوروبية الكبرى لائحة للدولة العثمانية تقضي بتحسين الأحوال المعيشية لرعاياها المسيحيين، ومراقبة الدول الأوروبية لتنفيذ إجراءات التحسين، فرفضت الدولة اللائحة؛ لأن هذا يعتبر تدخلًا صريحًا في شؤونها، فاستغلت روسيا الرفض واعتبرته سببًا كافيًا للحرب، وفي هذه المرة أطلقت أوروبا العنان لروسيا لتتصرف كيفما تشاء مع العثمانيين، فاحتلت الأفلاق والبغدان وبلغاريا، ووصلت أدرنة وأصبحت على بعد 50 كيلومترًا فقط من الآستانة، كذلك دخلت جيوشها الأناضول، وعاد كل من الصرب والجبل الأسود يعلنان الحرب على الدولة العثمانية، فاضطرت الأخيرة إلى طلب الصلح، وأبرمت معاهدة سان ستيفانو مع روسيا، التي اعترفت فيها باستقلال الصرب والجبل الأسود والأفلاق والبغدان وبلغاريا، ثمّ تمّ تعديل هذه المعاهدة في مؤتمر عُقد في برلين تمّ بموجبه سلخ المزيد من الأراضي عن الدولة العثمانية. كشفت قرارات مؤتمر برلين عن ضعف الدولة العثمانية، فاستغلت الكيانات السياسية والقومية هذا الضعف، وقامت بانتفاضات على الحكم المركزي بهدف الحصول على الاستقلال الكامل، ودعمتها أوروبا في سبيل تحقيق ذلك، وهكذا توالت الأزمات السياسية في وجه السلطان عبد الحميد الثاني بعد الحرب العثمانية الروسية ومؤتمر برلين. انضمت تونس إلى قائمة الأقاليم التي فقدتها الدولة العثمانية لصالح أوروبا في عهد عبد الحميد الثاني، عندما احتلتها فرنسا، ثم لحقتها قبرص التي احتلتها بريطانيا، وأتبعتها بمصر والسودان، بحجة حماية الدولة العثمانية من أي اعتداء.

#### الأزمة الأرمنية والحركة الصهيونية

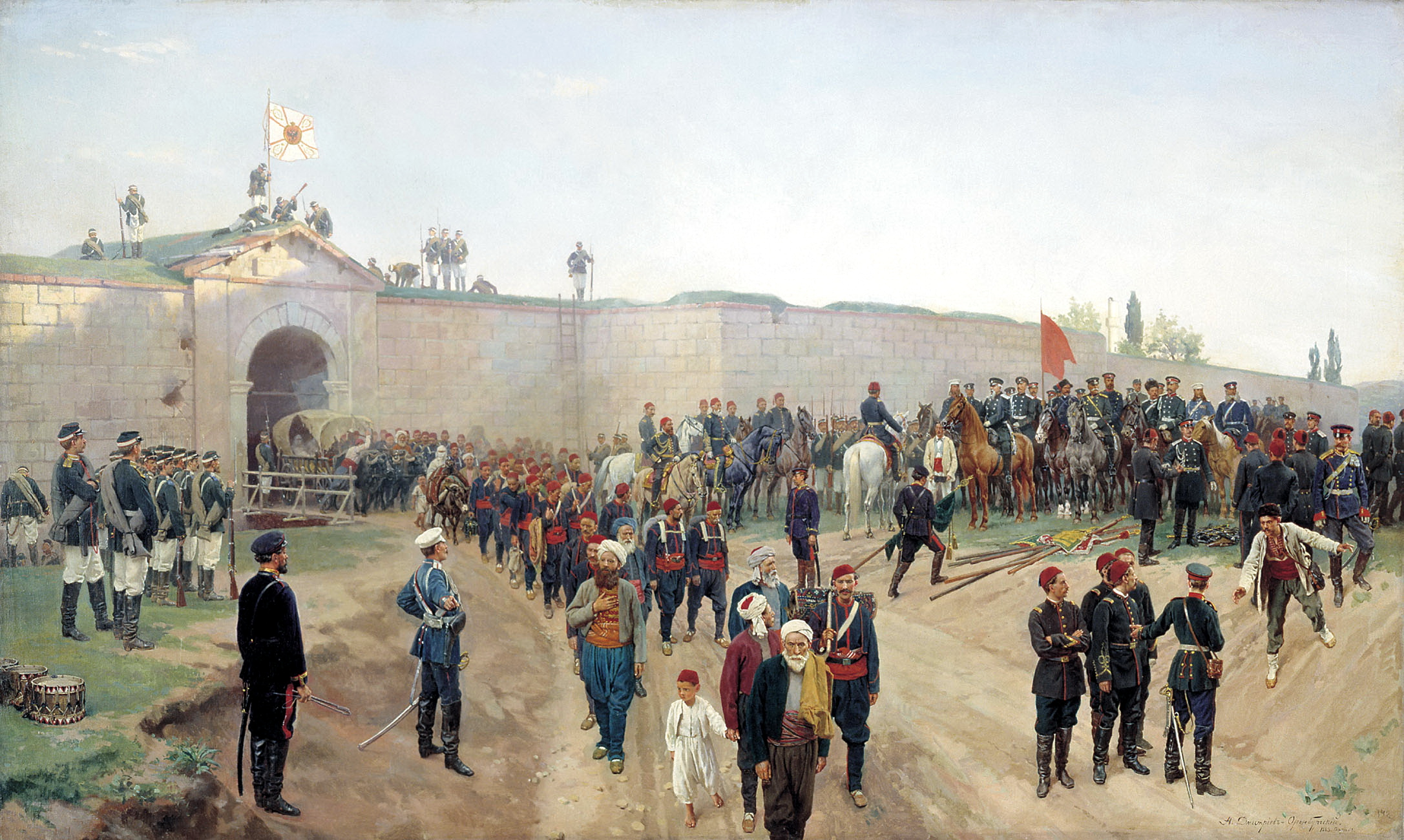
إخلاء المسلمين لمدينة نيقوبولس البلغارية بعد سقوطها بيد روسيا، وفق ما نصت عليه معاهدة سان ستيفانو.

لعلَّ أهم الأحداث التي جرت في عهد عبد الحميد هي الأزمة الأرمنية وقيام الحركة الصهيونية، ويتفق المؤرخون، المسلمون منهم خاصةً، أن هذين الحدثين هما ما أسهم في تشويه صورة الدولة العثمانية والسلطان عبد الحميد الثاني. وتفصيل الأزمة الأرمنية أن الأرمن طالبوا بعد مؤتمر برلين باستقلالهم، خاصة أن السلطان لم يقم بتطوير يُذكر لأوضاعهم، وعملت البعثات التبشيرية الأوروبية والأمريكية على إذكاء الشعور القومي الأرمني، وفي الوقت نفسه اعتقدت الدوائر الحاكمة في الآستانة أن بعض الأرمن يعملون كعملاء لروسيا وبريطانيا، وساورها الشكوك حول ولائهم، ومن ثم نظرت إليهم على أنهم خطر يهدد كيان الدولة ومستقبلها وأمنها. وتصاعد التوتر في بلاد الأرمن، ولم تلبث أن عمّت الاضطرابات، فخرج حوالي 4000 أرمني عن طاعة السلطان في بدليس بعد تأخر الإصلاحات الموعودة، فقام العثمانيون بالرد على ثورة الأرمن بأن أرسلوا جيشًا مؤلفًا معظمُه من الأكراد إلى مناطق الثورة؛ حيث دمّروا العديد من القرى الأرمنية، وقتلوا كثيرًا من الثوّار ومن ساندهم، فيما أصبح يُعرف باسم «المجازر الحميدية»، وتطور العنف ليشمل المسيحيين عموماً كالسريان؛ كما في مجازر ديار بكر. أما الحركة الصهيونية، فنشأت بقيادة ثيودور هرتزل، ودعت إلى إنشاء وطن قومي ليهود العالم في فلسطين الخاضعة للدولة العثمانية، وتشجيع اليهود على الهجرة إليها، فأصدر السلطان عبد الحميد فرمانًا يمنع هجرة اليهود إلى الأراضي المقدسة، لكنه اضطر في نهاية المطاف إلى التهاون معها تحت ضغط الدول الأوروبية، وخاصةً بريطانيا.

### دور الانحلال وخاتمة الدولة (1908–1922)

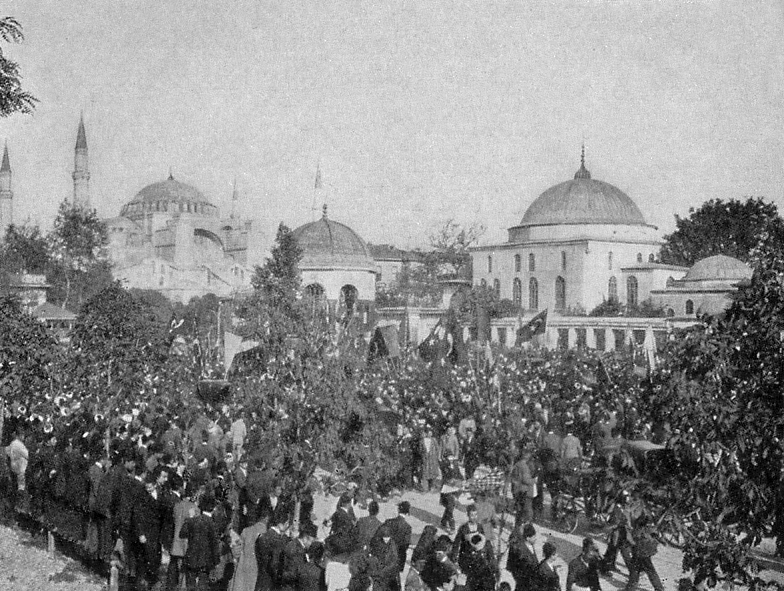
مظاهرة لمؤيدي جمعية تركيا الفتاة في ناحية السلطان أحمد من الآستانة في سنة 1908.

كانت الأفكار القومية قد تغلغلت تغلغلاً كبيراً في جسم الدولة العثمانية، أواخر عهد السلطان عبد الحميد الثاني، وأنشأ الداعون لهذه المفاهيم المؤسسات والجمعيات التي تحمل أفكارهم، وكان من أهم هذه الجمعيات جمعية تركيا الفتاة، التي تأسست في باريس، وكان لها فروع أخرى في برلين، وفي أنحاء الدولة العثمانية؛ في سالونيك والآستانة، واستطاعت أن تضع لها قدمًا في الجيش العثماني، وكان لها جناح عسكري عرف بتنظيم الاتحاد العثماني، وكان لها جناح مدني هو الانتظام والترقي، واتفق الفريقان أن تكون جمعيتهم باسم «الاتحاد والترقي». وامتد نفوذ الاتحاد والترقي في الدولة؛ فضم إليه الكثير من ضباط الفيلق الأول المسيطر على الآستانة، وكذلك ضم الفيلقين الثاني والثالث، المرابطين في الولايات العثمانية الباقية في أوروبا. وقد حاول السلطان عبد الحميد مقاومة هذه الجمعيات؛ فنادى وتمسّك بفكرة الجامعة الإسلامية، لكنه فشل أمامهم، خصوصًا بعد أن سيطروا على أكثر الجيش. فرض الاتحاديون على السلطان إعلان دستور جديد للبلاد يخلف الدستور الأول أو «القانون الأساسي» الذي أعلنه سنة 1876م، فأذعن لمطلبهم وأعلن الدستور، فسيطر الاتحاديون على معظم مقاعد المجالس النيابية، ووجدوا أن السلطان سيكون عائقًا في تحقيق أهدافهم، فعزلوه وولوا أخاه محمد الخامس مكانه.

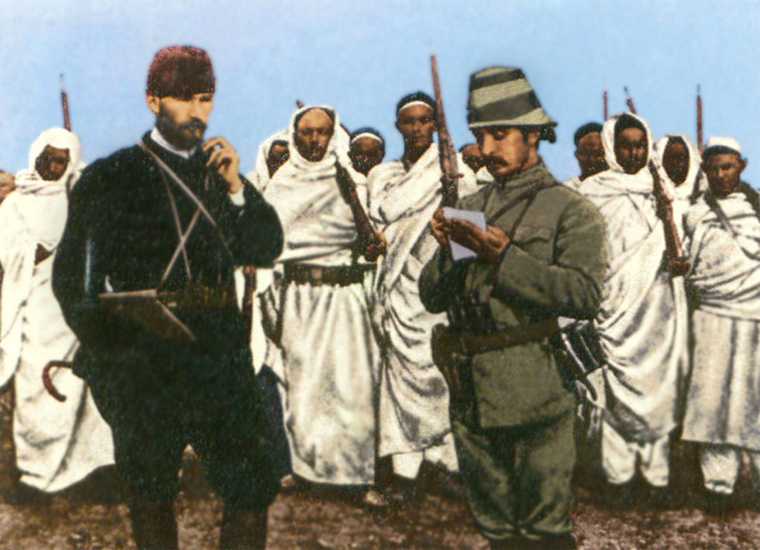
مصطفى كمال "أتاتورك"، رئيس الجمهورية التركية مستقبلاً، إلى جانب بعض المقاومين الليبيين، أثناء الحرب العثمانية الإيطالية.

تولّى محمد "رشاد" الخامس العرش والدولة في احتضار، ولكنها كانت لاتزال متماسكة، وأصبح الاتحاديون هم الحكام الفعليين للبلاد، أما السلطان فكان مجرّد ألعوبة في أيديهم، وفي ذلك الوقت كانت الدولة قد أضاعت كثيرًا من بلادها في أوروبا، والأفكار القومية تنتشر يومًا بعد يوم، والبلاد في حالة إفلاس بسبب الحروب المتواصلة، والأوروبيون قد تسلطوا على مالية الدولة لاستيفاء ما لهم عليها من ديون. وفي نفس السنة لاعتلاء محمد رشاد العرش، سيطرت الإمبراطورية النمساوية المجرية على البوسنة والهرسك، وبعد ثلاث سنوات هاجمت إيطاليا ليبيا، آخر الممتلكات العثمانية الفعلية في شمال أفريقيا، فقاومها العثمانيون بكل طاقتهم، لكنهم لم يستطيعوا شيئًا، فسقطت البلاد بعد سنة من المعارك الشديدة. ثم جاءت حرب البلقان الأولى التي تولّى كبرها كل من مملكة صربيا ومملكة الجبل الأسود ومملكة اليونان ومملكة بلغاريا، وفقدت فيها الدولة العثمانية ما تبقى لها من ممتلكات في البلقان، عدا تراقيا الشرقية ومدينة أدرنة، وانسحب حوالي 400,000 مسلم من سكّان تلك البلاد إلى تركيا خوفًا مِمَّا قد يُقْدم عليه جنود العدو. وفي تلك الفترة ظهرت النزعة التركية الطورانية بقوة وعنف، وسعى حزب الاتحاد والترقي إلى تتريك الشعوب غير التركية المشتركة مع الأتراك في العيش تحت ظل الدولة العثمانية؛ مثل العرب والشركس والأكراد والأرمن. وفي سنة 1913م عقد الوطنيون العرب مؤتمرًا في باريس، واتخذوا مقررات أكدوا فيها على رغبة العرب في الاحتفاظ بوحدة الدولة العثمانية بشرط أن تعترف الحكومة بحقوقهم، كون العرب أكبر الشركاء في الدولة، وطالب هؤلاء أن تُحكم الأراضي العربية حكمًا ذاتيًّا وفق نظام اللامركزية، وقد وعد الاتحاديون الزعماء العرب الأحرار بقبول مطالبهم، لكن ذلك لم يتحقق بفعل نشوب الحرب العالمية الأولى.

#### الحرب العالمية الأولى (1914–1918)

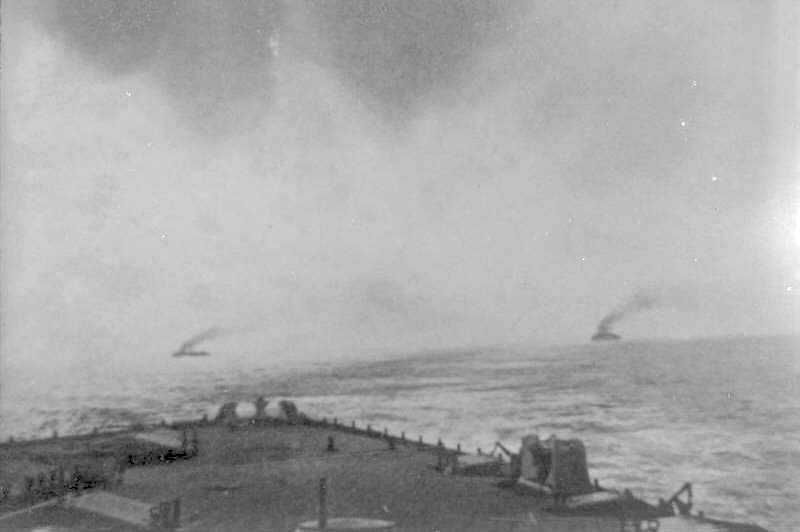
إحدى البوارج الألمانية تفر هاربة إلى داخل البحر الأسود، وتبدو في الخلفية السفن البريطانية في إثرها.

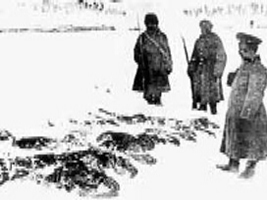
جنود روس يتفقدون جثث جنود عثمانيين قضوا أثناء حملة القوقاز على الجبهة الشرقية.

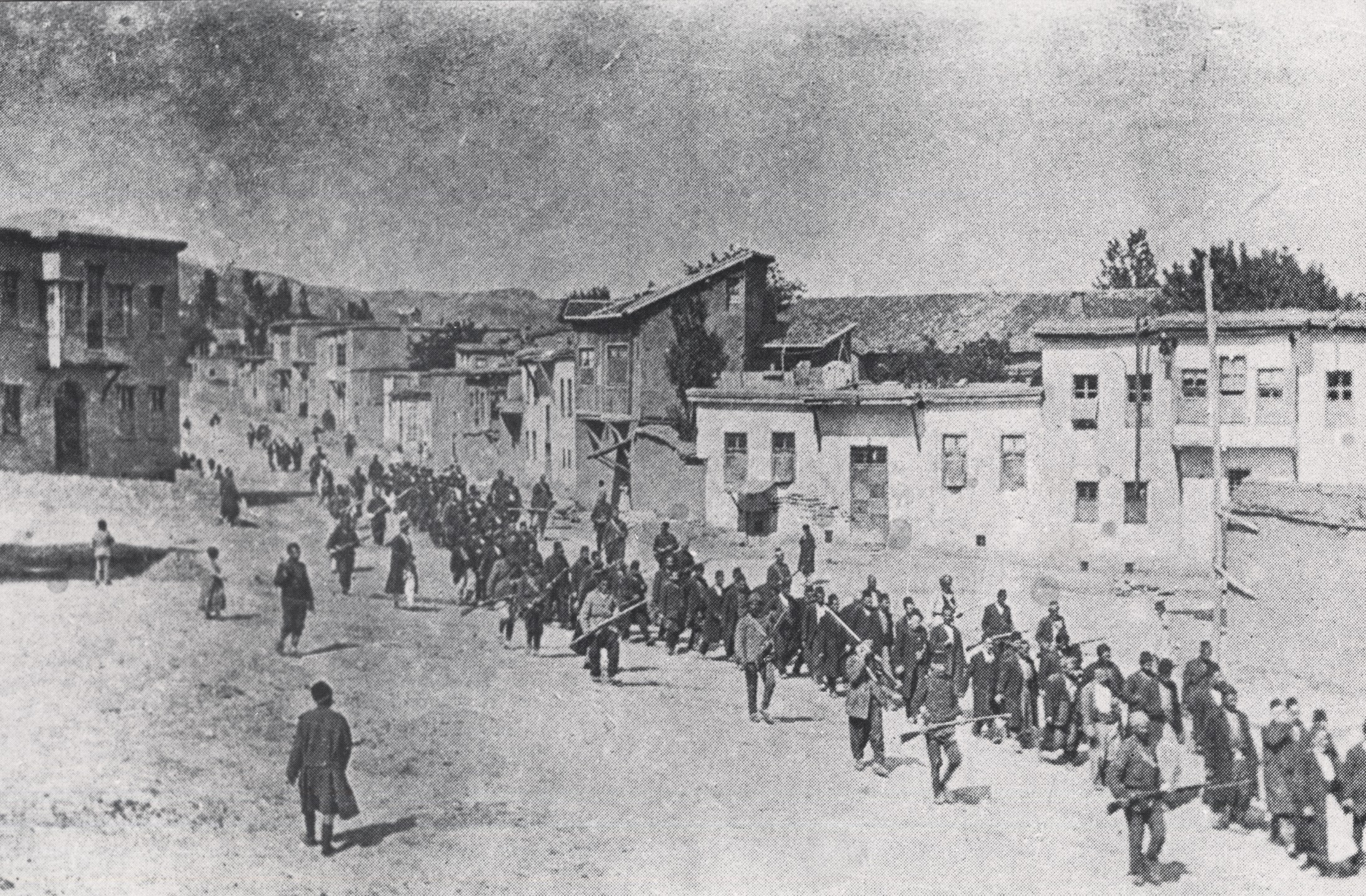
ترحيل أرمن من معمورة العزيز بالأناضول الشرقية إلى الشام، خلال شهر أبريل 1915م.

انطلقت شرارة الحرب الأولى في 28 يونيو عام 1914م، عندما كان الأرشيدوق فرانز فرديناند، وليّ عهد العرش النمساوي المجري، يقود سيارته في مدينة سراييڤو في البوسنة الخاضعة للنمسا، فاغتاله أحد القوميين الصرب، فاعتبرت الإمبراطورية النمساوية المجرية صربيا مسؤولة عن هذا الاغتيال، فتدخلت روسيا لدعم صربيا مدعومة من فرنسا، وتحركت ألمانيا ضدهما، وما لبثت أن دخلت بريطانيا الحرب بعد ذلك بفترة قليلة، ومن ثم تشكلت الأحلاف، فدخلت الدولة العثمانية الحرب إلى جانب معسكر دول المحور؛ أي: ألمانيا والنمسا وبلغاريا، بعد أن فقد العثمانيون الأمل في محاولات التقارب مع بريطانيا وفرنسا، وفشلوا في الحصول على قروض عاجلة منهما لدعم الخزينة، وعُزلت الدولة سياسيًّا بعد حروب البلقان وإيطاليا؛ فلم يكن لهم سوى خيار التقارب مع ألمانيا التي رأت مصلحتها في «الانتشار نحو الشرق». وفي 10 أغسطس سنة 1914م، دخلت الدولة العثمانية الحرب دخولاً فعلياً، بعد أن سمحت لبارجتين ألمانيتين كانتا تطوفان البحر المتوسط، بعبور مضيق الدردنيل نحو البحر الأسود، هربًا من مطاردة السفن البريطانية. وخطا الباب العالي خطوة هامة باتجاه الاشتراك بالحرب؛ حيث أعلن الصدر الأعظم إلغاء الامتيازات الأجنبية، ملبيًا بذلك أحد المطالب الرئيسية للقوميين الأتراك، ثم اتخذ خطوة أخرى في طريق التحدي بإغلاقه المضائقَ بوجه الملاحة التجارية، كما ألغى مكاتب البريد الأجنبية وجميع السلطات القضائية غير العثمانية. بعثت الانتصارات الألمانية الخاطفة على الجبهة الروسية الأمل في نفوس الاتحاديين، بشأن إمكانية استعادة الأراضي العثمانية المفقودة لصالح روسيا المهزومة، فهاجم الأسطول العثماني الموانئ الروسية في البحر الأسود، وقد شكّل ذلك أمرًا واقعًا زج بالدولة العثمانية في الحرب، فأعلنت روسيا الحرب على الدولة العثمانية، واقتدت بها كل من بريطانيا وفرنسا، وردّ السلطان محمد الخامس بإعلان الحرب، ودعا المسلمين إلى الجهاد، إلا أن ذلك لم يتحقق؛ فأغلب مسلمي العالم كانوا يرزحون تحت نير الاستعمار البريطاني أو الفرنسي، وكانت السلطات الاستعمارية قد جندت بعضًا منهم أيضًا في جيوشها. خاضت الجيوش العثمانية الحرب على جبهات متعددة من دون استعداد كامل؛ فعلى الجبهة الروسية مُنيت الحملة العثمانية بهزيمة فادحة، حيث فتك القتال والصقيع والوباء بتسعين ألف جندي عثماني، وفي الجنوب نزل البريطانيون في الفاو على الخليج العربي واستولوا على العراق، أما عملية قناة السويس فجرت قبل الموعد المحدد، وفيها اتفق العثمانيون مع المصريين على قتال البريطانيين، لكنها أسفرت عن هزيمة العثمانيين، وأودت بحياة الكثيرين دون طائل. وقام أسطول الحلفاء بمهاجمة مضيق الدردنيل في خطوة للاستيلاء على الآستانة وإخراج الدولة العثمانية من الحرب، وإمداد الجبهة الروسية، لكن هذا الأسطول الضخم عجز عن اجتياز المضيق وهزم العثمانيون طاقمه هزيمة كبيرة في معركة بريّة، كانت النجاح الوحيد لهم في مقابل سلسلة من الإخفاقات، وبرز في هذه المعركة القائد مصطفى كمال.

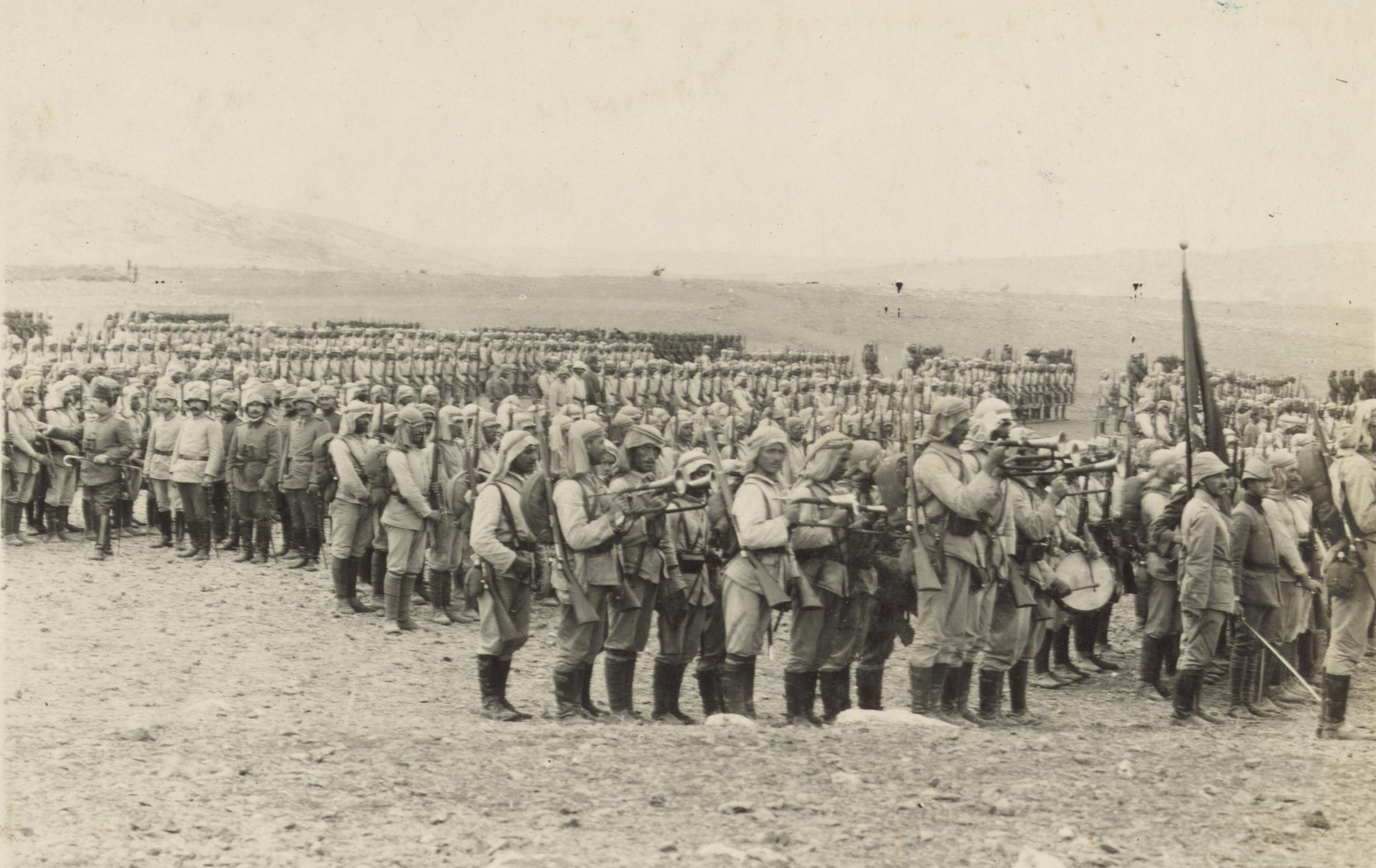
الجيش العثماني قبل هجومه على قناة السويس بوقت قصير.

وأثير في أثناء المعارك، التي اندلعت على الجبهة الشرقية وهجوم الحلفاء في الدردنيل وغاليبولي، قضية الأرمن مرة أخرى؛ إذ قام الاتحاديون بنقل سكان المناطق الأرمنية في ولايات الشرق وكيليكيا والأناضول الغربية إلى بلاد الشام، بهدف تأمين حياة السكان المدنيين، وحماية القوات المسلحة من خيانة محتملة من جانب العناصر الموالية لروسيا. وكان بعض الأرمن قد تطوع في الجيش الروسي، وقتلوا عددًا من السكان المسلمين في الأناضول الشرقية، ونتيجة لذلك تعرّض المرحلون لعمليات تعذيب وقتل فيما أصبح يُعرف باسم «مذابح الأرمن». بعد فشل الحملة العثمانية على مصر، جرت اتصالات سريّة بين البريطانيين في مصر وشريف مكة حسين بن علي الهاشمي، وبعض الزعماء العرب، واتفق الفريقان على أن يثور العرب على الأتراك، وينضموا إلى الحلفاء مقابل وعد من هؤلاء بمنح العرب الاستقلال وإعادة الخلافة إليهم. وتنفيذًا لهذا الاتفاق أعلن شريف مكة حسين في يونيو سنة 1916م الثورة العربية على الأتراك، فأخرجهم من الحجاز، وأرسل قوّاته شمالًا بقيادة ولديه فيصل وعبد الله لتشارك القوات البريطانية في السيطرة على بلاد الشام. وفي غضون ذلك سُحقت المقاومة البلغارية في البلقان، مما أرغم حكومة صوفيا على طلب الهدنة، فأدرك الباب العالي خطورة الموقف، لأن الحرب أضحت قريبة من الأراضي التركية، ويمكن للعدو أن يتغلغل بحريّة في تراقيا الشرقية ويزحف حتى أبواب الآستانة، فأبرم العثمانيون معاهدة مودروس مع الحلفاء، خرجوا بموجبها من الحرب.

#### حرب الاستقلال التركية (1919–1922)

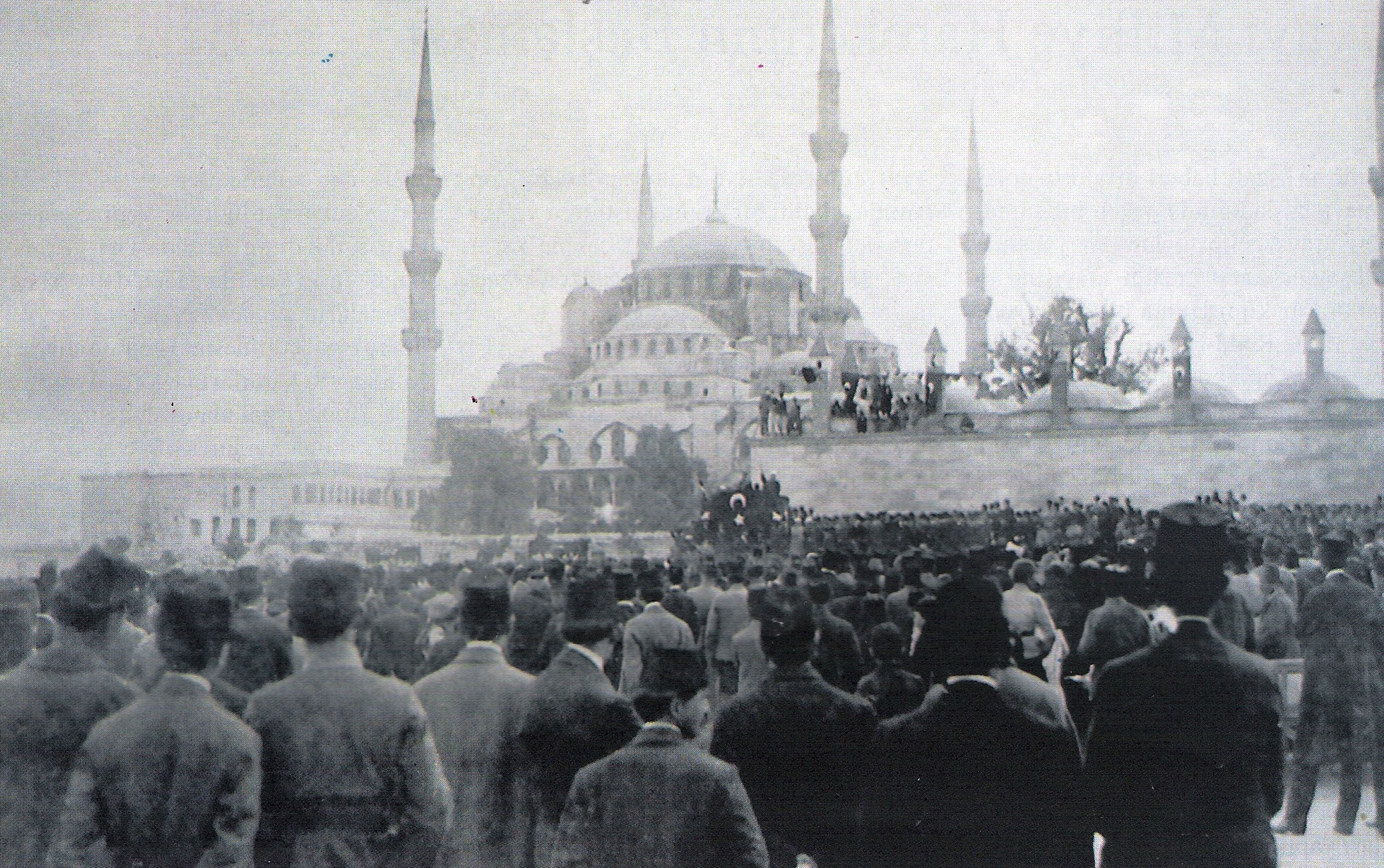
مظاهرة في الآستانة منددة بالاحتلال بتاريخ 23 مايو سنة 1919.

توفي السلطان محمد الخامس قبل أشهر من انتهاء الحرب، وخلفه أخوه محمد "وحيد الدين" السادس، وبعد مرور شهر على توقيع هدنة مودروس، دخلت البحرية الملكية البريطانية والفرنسية والإيطالية ثم الأمريكية إلى القرن الذهبي، وأنزلت قواتها في الآستانة التي حوّلتها إلى قاعدة لنشاط الحلفاء في المنطقة كلها؛ سيطر الحلفاء على موانئ البحر الأسود كلها، واقتسموا الأراضي التركية؛ فاحتل الفرنسيون مرسين وأضنة، والإيطاليون أنطاكية وكوسه داسي وقونية، واحتل اليونانيون القسم الغربي من الأناضول، بالإضافة إلى تراقيا. كان ردّ الفعل الداخلي لاتفاق الهدنة سلبيًّا؛ فقد رفض الأتراك الخضوع للاحتلال والقبول بمشاريعه، فقامت ثورة وطنية في جميع أنحاء البلاد، احتضنتها الحركة الوطنية بزعامة القائد مصطفى كمال، والتي عُرفت باسمه «الحركة الكماليّة»، لتواجه خضوع الحكومة لرغبات الحلفاء، وتعاون السلطان محمد السادس مع المحتلين، ومحاولات اليونان توسيع المناطق التي احتلتها، وازدياد الثورات الأرمنية. وعقدت الحركة الكمالية مؤتمرات عديدة في طول البلاد وعرضها، لاستنهاض الوعي القومي وإنقاذ البلاد من التقسيم، وتشكّلت حكومة وطنية برئاسة مصطفى كمال، بهدف إقامة دولة تركية مستقلة؛ ألغت جميع القوانين والتعليمات التي أصدرتها الحكومة السابقة، ووضعت السلطان وحكومته خارج إطار القانون. وقد حاول السلطان القضاء على هذه الحركة فلم يُفلح.

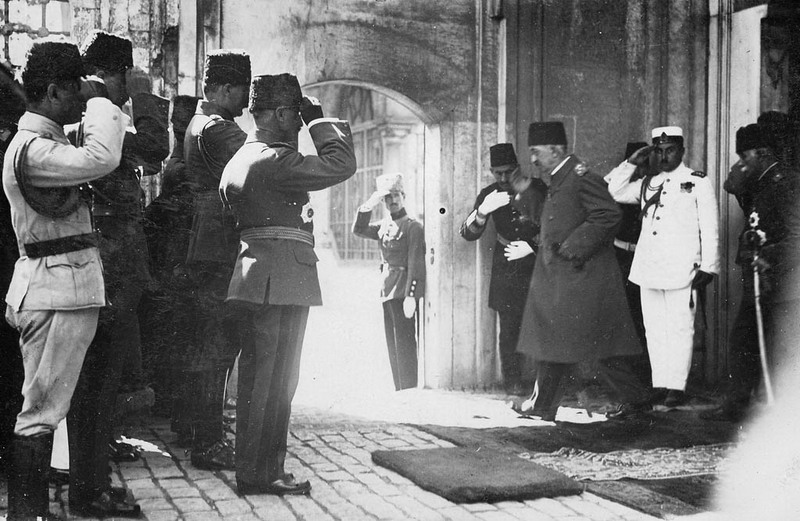
السلطان محمد "وحيد الدين" السادس، آخر سلاطين بني عثمان، يغادر البلاد إلى المنفى في سنة 1922.

وفي تلك الفترة فُرضت معاهدة سيڤر على السلطان، تلك المعاهدة التي مزّقت أوصال الدولة، وقد وقّع عليها مرغمًا، في حين رفضتها الحكومة الكمالية، ووضعت مخططًا لإنقاذ تركيا بمعزل عن السلطان. تمكّن مصطفى كمال بعد جهود مضنية، واصطدامات شديدة مع اليونانيين، من الانتصار؛ فاستعاد كمال الأراضي التي احتلوها، وفرض على الحلفاء توقيع هدنة جديدة اعترفت فيها اليونان بانتصارات تركيا، فأضحى مصطفى كمال بطلًا قوميًّا، وبرز في الواجهة السياسية، في حين ظل السلطان في الظل، فما كان منه إلا أن تنازل عن العرش، واعتزل الحياة السياسية، وغادر البلاد على ظهر بارجة بريطانية نقلته إلى جزيرة مالطة، في 17 أكتوبر سنة 1922م، الموافق 27 ربيع الأول سنة 1341هـ.
اعتلى عرش السلطنة العثمانية، بعد تنازل السلطان محمد السادس، وليّ العهد عبد المجيد الثاني، وبعد أن أصبح مصطفى كمال سيد الموقف، وقّع معاهدة لوزان مع الحلفاء، تلك المعاهدة التي تنازل بمقتضاها عن باقي الأراضي العثمانية غير التركية، ثم جرّد السلطان من السلطة الزمنية وجعله مجرّد خليفة؛ أي أشبه بشيخ الإسلام، ولكن من غير سلطة روحيّة أيضًا، ثم ألغى الخلافة سنة 1924م، وطرد عبد المجيد من البلاد، وبهذا سقطت الدولة العثمانية فعليًّا، بعد أن استمرت لما يقرب من 600 سنة، وانهارت معها الخلافة الإسلامية، بعد أن استمرت ما يزيد عن ألف سنة. وقد رثا أمير الشعراء أحمد شوقي الدولة العثمانية والخلافة الإسلامية بأبيات من الشعر؛ قال فيها:

#### المُدَّعُونَ بالحق في عرش آل عثمان

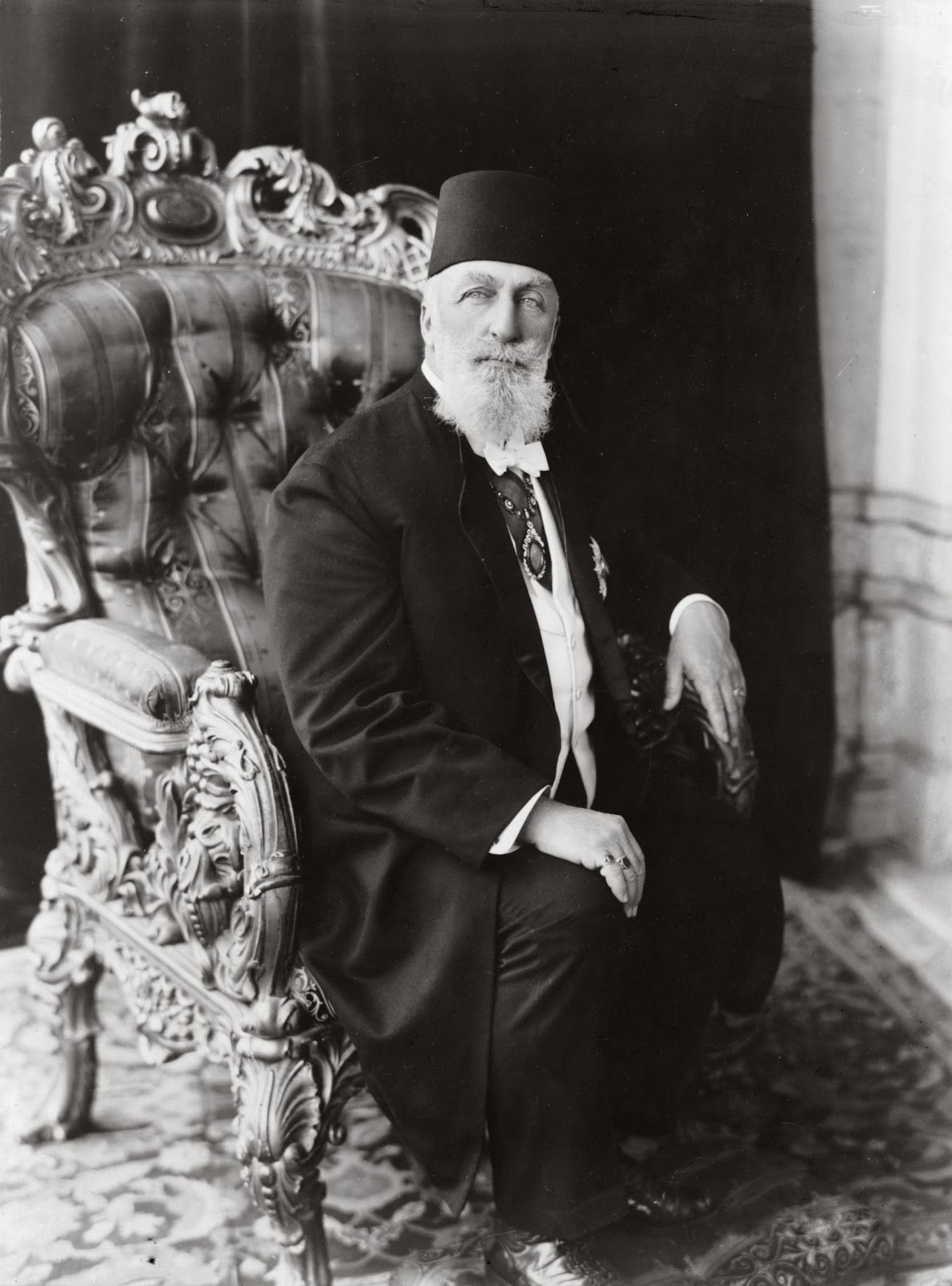
عبد المجيد الثاني، آخر خُلفاء المُسلمين.

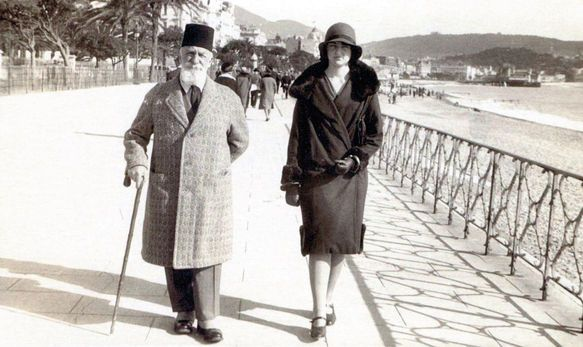
عبد المجيد الثاني آخر خليفة من السلالة العثمانية مع ابنته در الشهوار.

عندما طرد مصطفى كمال عبدَ المجيد الثاني من البلاد، طرد معه كامل أفراد الأسرة العثمانية وصادر أملاكهم، فذهب هؤلاء ليعيشوا في المنفى، ومنعوا من العودة إلى تركيا. وفي سنة 1974م، أصدر البرلمان التركي قرارًا نص على جواز منح الجنسية التركية للمنفيين المتحدرين من نسل عثمان الأول، وجرى إعلامهم بذلك عن طريق السفارة التركية في كل بلد يعيشون فيه. يندرج ضمن قائمة المدعين بالحق في العرش العثماني: «محمد أورخان» ابن الأمير محمد عبد القادر، الذي توفي في سنة 1994م، و«أرطغرل عثمان» أصغر أحفاد السلطان عبد الحميد الثاني.
يشتهر أرطغرل عثمان برفضه حمل الجنسية التركية، رغم عرضها عليه عدّة مرّات، قائلًا إنه «مواطن عثماني»، وعلى الرغم من ذلك قال إنه لا يتمنى نهوض الدولة العثمانية من جديد، وأفاد أن «الديمقراطية تسري سريانًا جيدًا في تركيا». عاد أرطغرل عثمان إلى تركيا في سنة 1992م، وكانت تلك المرة الأولى التي تطأ فيها قدماه أرض وطنه الأم، منذ نفيه وأفراد الأسرة الحاكمة في عشرينيات القرن العشرين الميلادي، وحصل على الجنسية والهوية التركية في سنة 2002م. توفي أرطغرل عثمان في 23 سبتمبر سنة 2009م في إسطنبول عن عمر يناهز 97 عامًا ولم يخلف أولادًا، وبموته لم يتبق أحد من المدعين بالحق في العرش العثماني من الذين وُلدوا في الفترة التي كانت الدولة فيها لاتزال قائمة. كان الأتراك يُلقبون أرطغرل عثمان باسم «العثماني الأخير» (بالتركية: Son Osmanlı)، ولو قُدّر له أن يحكم بصفته سلطانًا، لكان أكبر سلاطين الدولة سنًّا منذ نشأتها، ولعُرف باسم السلطان عثمان الخامس أو السلطان أرطغرل الأول.
يُعتبر «إبراهيم توفيق»، وهو ابن حفيد السلطان عبد المجيد الأول الوريث الأول لعرش آل عثمان، كذلك تقول الحكومة التركية أن أحد المواطنين الأمريكيين من أصل تركي، واسمه «عدنان گلكور»، هو الوريث الأصغر لعرش الدولة العثمانية. وبجميع الأحوال فإن رأس العائلة العثمانية الحالي هو هارون عثمان أوغلي، وهو ابن حفيد السلطان عبد الحميد الثاني، ولو قُدّر له أن يحكم بصفته سلطانًا، لعُرف باسم السُلطان هارون الأول.

## الاقتصاد

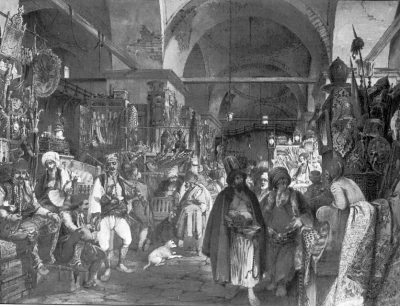
رسم للسوق الكبير المغطى في الآستانة خلال العهد العثماني. بنى السلطان محمد الفاتح هذا السوق لإنعاش اقتصاد المدينة بعد أن فتحها لا سيما وأنها كانت تعاني من التدهور الاقتصادي.

اعتنى العثمانيون بالعواصم المختلفة لدولتهم عناية خاصة؛ فجعلوا من مدن بورصة وأدرنة والقسطنطينية مراكز صناعية وتجارية مهمة في الشرق الأوسط وأوروبا الشرقية، بل في العالم عندما بلغت الدولة ذروة مجدها وقوتها، واستقطبوا إليها الصنّاع والحرفيين والتجّار المهرة من مختلف أنحاء الأراضي الخاضعة لهم. ومن أبرز السلاطين الذين عملوا على تنمية الدولة العثمانية من الناحية الاقتصادية: محمد الفاتح وخليفته بايزيد الثاني وحفيده سليم الأول؛ فخلال عهد هؤلاء السلاطين فُتحت مناطق كثيرة في أوروبا الشرقية والعالم العربي، وكان العثمانيون ينقلون معهم غالبًا أمهر الصنّاع والحرفيين إلى عاصمتهم، كما فعل السلطان سليم الأول عندما فتح تبريز ومن ثم القاهرة. وفي ذلك العهد أيضًا كان عدد من المسلمين واليهود الأندلسيين قد غادر شبه الجزيرة الأيبيرية بسبب اضطهاد الإسبان لهم بعد سقوط الأندلس، فاستقبلهم العثمانيون وقدموا لهم الكثير من التسهيلات ليستقروا في البلاد، ويُسْهِمُوا في نهضتها الاقتصادية.
نظّم العثمانيون ماليّة دولتهم وخزينتها بطريقة أفضل وأكثر فعاليّة من أية دولة إسلامية سابقة، واستمر نظامهم المالي أفضل نظم عصره، وفاق جميع النظم المالية لكل الدول من إمبراطوريات وجمهوريات وممالك وإمارات معاصرة، حتى القرن السابع عشر، عندما أخذت الدول الأوروبية الغربية تتفوق عليها في هذا المجال. ويُعزى ازدهار الخزينة العثمانية خلال العصر الذهبي للدولة إلى إنشائهم وزارةً خاصة تختص بالأمور المالية للدولة من إنفاق واستدانة وإدانة، عُرفت لاحقًا باسم «وزارة المالية»، وكان يرأسها شخص مختص؛ هو «الدفتردار» الذي أصبح يُعرف لاحقًا باسم «وزير المالية»، وكان لحسن تدبير بعض وزراء المالية أثر كبير في نجاح فتوحات السلاطين وحملاتهم العسكرية؛ إذ استطاعوا بفضل هؤلاء وسلامة سياستهم المالية التي رسموها للدولة، أن يصرفوا على الجيش ويزودوه بكامل المعدات اللازمة وأحدث أسلحة العصر.

### العملة

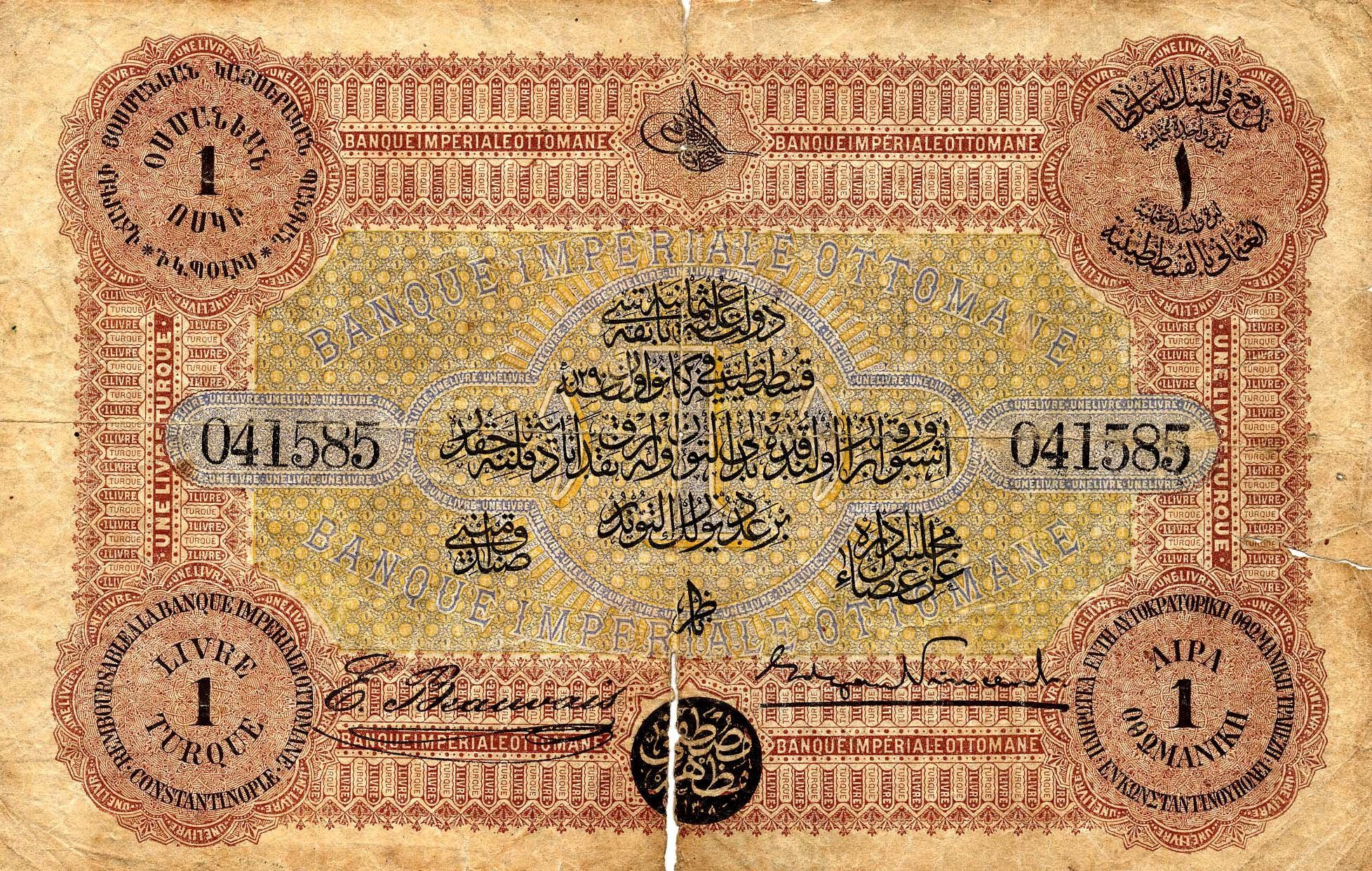
عملة ورقية عثمانية من فئة ليرة واحدة.

كانت العملة العثمانية في بداية عهد الدولة تُعرف باسم «الغروش» أو «القروش»، وكانت تُسك من معدن البرونز النحاس، وفي أواخر عهد الدولة أصبحت «الليرة» مرادفًا لاسم العملة العثمانية، وكان يُضاف إليها اسم السلطان الذي صدرت في عهده؛ فكان يُقال «ليرة مجيدية» و«ليرة رشادية»، على سبيل المثال. وكانت الليرة العثمانية تساوي مائة واثنين وستين قرشًا، وأطلق عليها العرب اسم «العثمليّة». وكانت الليرات العثمانية نقودًا ذهبية في بادئ الأمر، ثم أصدرت الدولة في عهد الحرب العالمية الأولى أوراقًا نقدية لأول مرة في تاريخ البلاد، بسبب المبالغ الطائلة التي أنفقتها على الحرب، وأكثرت من الكميات التي أنزلتها إلى السوق، فهبطت قيمة هذه العملة بالنسبة للنقد الذهبي والفضي، هبوطًا كبيرًا، ولكن الحكومة كانت تصرّ على اعتبار الليرة الورقية مساوية لليرة الذهبية، وكانت تجبر الناس على قبضها والتعامل بها. تعامل الشوام في أواخر العهد العثماني أيضًا بالعملة المصرية، ومنها اكتسبت النقود تسمية «مصاري» و«مصريات» اللتين لاتزالان تستعملان في بلاد الشام إلى يومنا هذا للإشارة إلى النقود.

### التجارة

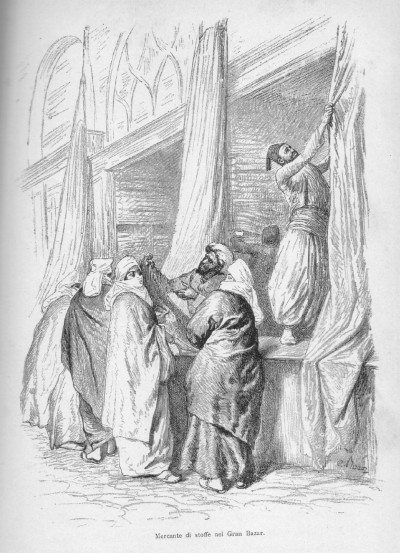
رسم لسوق أقمشة في الآستانة سنة 1878م.

بنى العثمانيون الكثير من المراكز التجارية والأسواق الكبيرة والخانات على الطرق الرئيسية للتجارة، لينزل فيها التجّار المسافرون والقوافل. وكان هناك مراكز تُجمع فيها البضائع التجارية، وتقوّم قيمها وتُثبت أسعارها؛ أي كانت تعمل عمل البورصة حاليًا، وكان يُطلق على هذه المراكز التجارية اسم «بَدَسْتان». تأسست هذه المراكز أولًا في مدينة بورصة وفي أدرنة، ثم انتشرت منهما إلى سائر أرجاء الدولة العثمانية، وكانت جميع أنواع السلع والبضائع تباع وتشترى في هذه المراكز التجارية، وكان بعضها يتخصص في بيع أنواع معينة من البضائع؛ مثل المجوهرات أو البُسط أو الأقمشة أو البهارات أو الكتب أو العطورات، وكان يوجد حول تلك المراكز بائعو الحاجيات اليومية من أغذية أو وقود أو مواد خام.
كانت التجارة الدولية في القرن الرابع عشر بيد البرتغاليين والبنادقة، وكانت البضائع الثمينة تتجمع في الموانئ؛ حيث تتم التجارة فيها عن طريق النقل البحري، بواسطة السفن. كانت الدولة العثمانية على وعي بأن ازدهار التجارة في أي بلد يساعد على ازدهاره، وتخلفها يعني تخلفه، لذا قامت بإحياء طريق الحرير التاريخي، وأمّنت بذلك تحول التجارة إلى الطريق البري مرة أخرى، لذا بنت الخانات ومراكز التجارة على الطرق التجارية المهمة، وأنشأت هذه المراكز في داخل المدن أيضًا، واستطاعت الدولة -بتحقيقها الأمنَ والأمان للتجارة والتجار في أراضيها الواسعة، وتيسير سبل التجارة أمامهم- السيطرة على التجارة الدولية بدءًا من القرن الرابع عشر، حتى القرن السابع عشر.
كان التجّار في العهد العثماني على نوعين: التجار المتجولون، والتجار المقيمون في المدن؛ فكانت مباني البَدستان محلَّ عمل التجار المقيمين في المدن، ومركزًا لتعيين أسعار البضائع، كما كانت دائرة لاستيفاء الضرائب. وكان الموظفون الرسميون الذين يعيّنون الأسعار ويستوفون الضرائب يقيمون هناك، لذا لم يكن يُسمح بزيادة الأسعار خارج الحد المعقول؛ أي لم يكن يُسمح بالتعامل بالسوق السوداء. وكان أصحاب الحرف المختلفة يعملون في البدستان كعائلة واحدة، وكانت لهم منظمات ذات تقاليد عريقة ومستقرة؛ مثل «نقابة الأخوة»، ولم يكن يؤخذ إلى هذه النقابة من أصحاب المهن من لم يمر بمرحلة التدريب والتعليم، التي تتدرج من مرحلة المتعلم الناشئ أو العامل المبتدئ إلى المتدرب إلى المعلم أو «الأسطة».

### الزراعة والصناعة

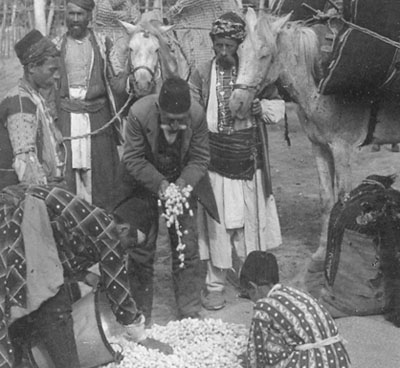
تاجر حرير يبتاع شرانق ديدان قز في أنطاكية قرابة سنة 1895م.

كانت الدولة العثمانية تسيطر على أراض زراعية خصبة جدًّا موزعة في جميع أنحائها، ومنها السهول الخصبة في بلاد الشام، وحوض نهر الدانوب، وحوضيْ دجلة والفرات، ووادي النيل، وسهول آسيا الصغرى وشمال أفريقيا. وقد اشتهرت جميع هذه المناطق، في سائر العصور، بخصب تربتها ووفرة مياهها وغنى إنتاجها، وكان الإنتاج الزراعي متنوعًا؛ فالقمح والحبوب الأخرى كان يُعتمد في إنتاجها على سهول الشام ومصر والأناضول، وزيت الزيتون كان يُنتج في الشام والأناضول والبلقان، واشتهرت اليونان وسوريا ولبنان وفلسطين وبعض أنحاء شمالي أفريقيا بالفاكهة والثمار؛ كالعنب والتين والكرز والخوخ والإجاص والتفاح والدراق والسفرجل واللوز وغير ذلك.
ولم تكن الثروة الحيوانية أقل أهمية من الإنتاج الزراعي؛ فقد كانت قطعان الغنم والماعز والبقر والإبل وجواميس الماء سارحة في هضاب البلقان وآسيا الصغرى وبوادي الشام ووادي النيل، كما انتشرت في الكثير من أنحاء الدولة الصناعات الغذائية والمستخرجة من مصادر حيوانية ونباتية، وأبرزها صناعة الحرير والصوف والصابون.
وفي عصر الدولة الذهبي نشطت الصناعة العسكرية، لتلبي حاجة الجيوش الفاتحة، وفي مقدمتها صناعة الأسلحة النارية، من بنادق ومسدسات ومدافع، وفي الكثير من الأحيان تولّى هذه الصناعة مهندسون مجريون ونمساويون وفرنسيون وسويديون، وتليها صناعة الأسلحة البيضاء من سيوف ورماح ونبال، وصناعة الدروع، وقد تضاءلت أهمية هذه الصناعة مع ازدياد ضعف الدولة، وتراجعها مقابل تقدم أوروبا الغربية.

## نظام الحكم
اتبع العثمانيون تنظيمًا بسيطًا لدولتهم؛ حيث ابتكروا جهازين إداريين للحكم: جهاز إداري مركزي، وجهاز إداري محلي، وكان يُتَّبَع هرميّة معينة في كل جهاز منهما، وكان السلطان بوصفه حاكمَ البلاد، وخليفةَ المسلمين، يتربَّع على قمّة هذا الهرم، وقد أخذ العثمانيون بالكثير من العادات العربية والفارسية والبيزنطية في تنظيمهم للأجهزة الإدارية، ودمجوا معها بعض العادات التركية القديمة، وصهروها كلها في بوتقة واحدة مميزة، مما جعل الدولة العثمانية تظهر بمظهر الوريث الشرعي لجميع تلك الحضارات التي سبقتها.

### الجهاز الإداري المركزي

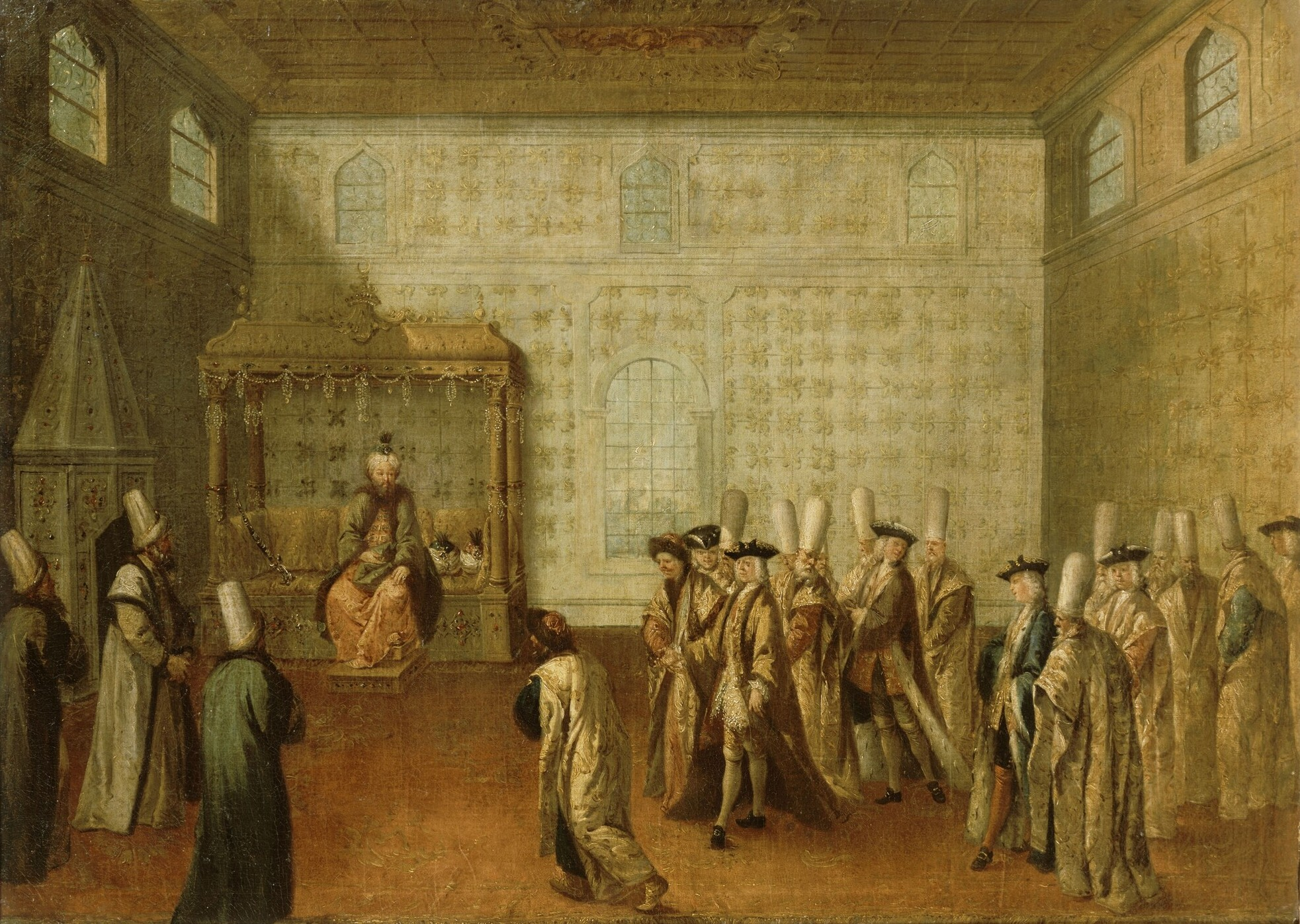
السلطان مصطفى الثاني يستقبل السفير الفرنسي «شارل آل فريول» في الديوان السلطاني سنة 1699، بريشة «جان بابتيست ڤامور».

كان الجهاز الإداري المركزي يتكوّن من السلطان وحاشيته، وهؤلاء جميعًا يُعرفون باسم «آل عثمان»، ويُعاونهم في الحكم ما يُعرف باسم «الديوان»، وهو جهاز إداري مضمّن؛ يتكوّن من الصدر الأعظم وأفراد الطبقة الحاكمة. ومنصب الصدر الأعظم هو أعلى مناصب الدولة، بعد منصب السلطان، وكان من يتبوأ هذا المنصب يلعب دور رئيس الوزراء ورئيس الديوان، ومن صلاحياته تعيين قادة الجيش وجميع أصحاب المناصب الإدارية المركزية أو الإقليمية. أما الطبقة الحاكمة فكان يُشار إلى أفرادها باسم «العساكرة» أو «العسكر»، ومفردها «عسكري»، وهي تشمل: الدفتردار؛ أي الشخص المُكلف بالشؤون المالية وحساب موارد الدولة ومصاريفها، والكيخيا باشي، وهو الموظف العسكري الذي يتكلف بتسيير الشؤون العسكرية للدولة، والشاويش باشي (بالتركية العثمانية: چاويش پاشى؛ نقحرة: تشاويش پاشى) وهو موظف ينفذ الأحكام القضائية التي يصدرها القضاة، ورئيس الكتّأب، وشيخ الإسلام وطبقة العلماء. وكان السلطان العثماني هو صاحبَ القرار النهائي الفاصل في أغلب الأحيان، وقد استمر الأمر على هذا المنوال حتى عهد السلطان مراد الرابع، عندما ازداد نفوذ الديوان وأخذ السلاطين لا يشاركون في جلساته أكثر فأكثر. وقد جرت العادة منذ العهد العثماني على إطلاق تسمية «الباب العالي» على الحكومة العثمانية، وهي تسمية تعني في الأصل قصر السلطان، ومع مرور الوقت أصبح المقصود بالباب العالي: أعلى سلطة تتجسد في قوة السلطان المستمدة من قوة جيشه.

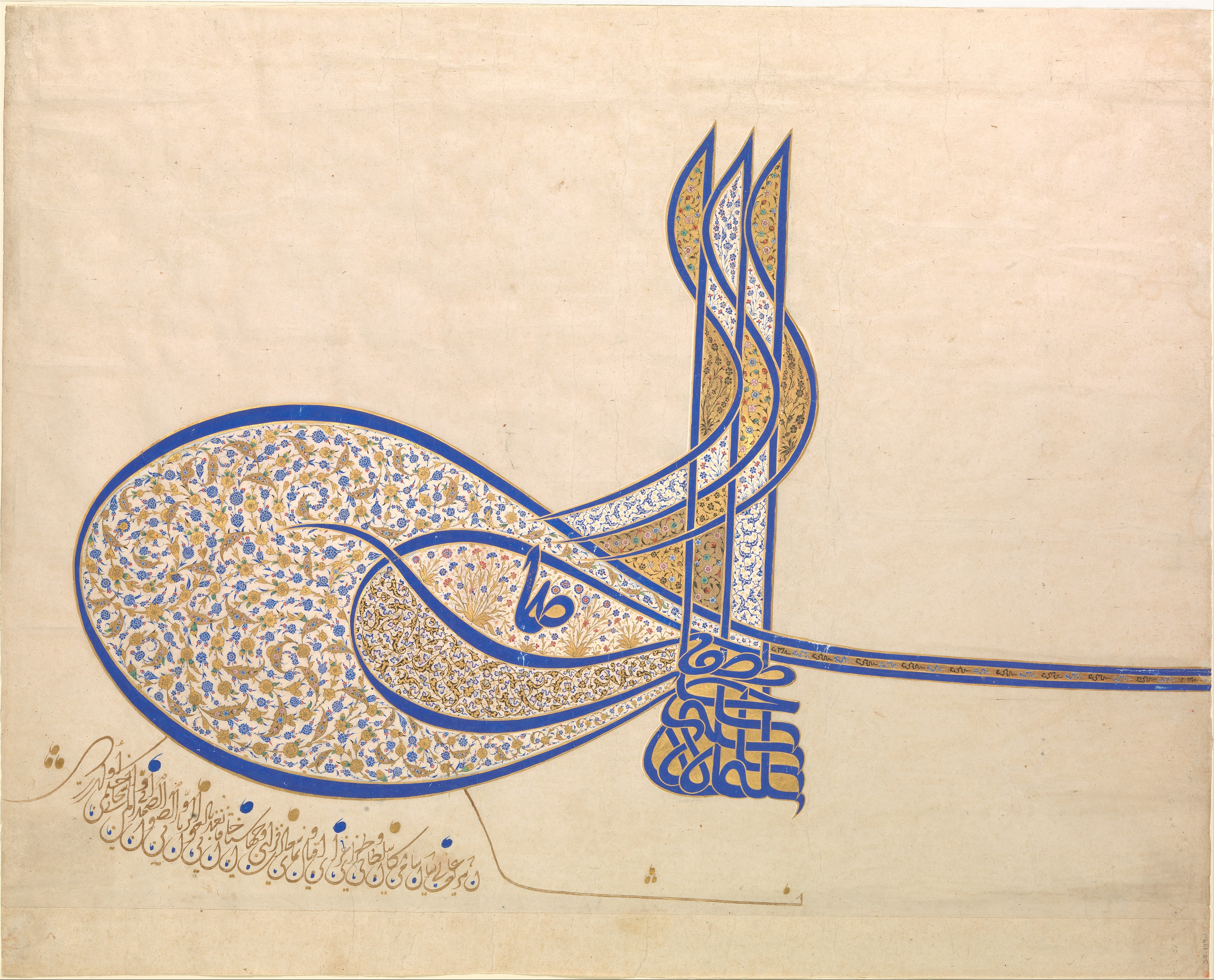
طغراء السلطان سليمان القانوني (1520).

تعتبر السلالة العثمانية أطول سلالات الأسر الإسلامية الحاكمة عمرًا، وكان رأس الأسرة هو السلطان، وهو في نفس الوقت رأس الدولة، وخليفة المسلمين، وكان يُشار إليه باسم «پادشاه» بمعنى «ملك الملوك» أو «سيّد الملوك»، وكان يحكم الدولة حكمًا مطلقًا، ولا يقيده إلا حدود الشريعة الإسلامية؛ حيث كان شيخ الإسلام يتمتع بسلطة عزل السلطان لو ثبت أنه تخطى حدود الشريعة أو أصيب بعاهة عقلية أو جسدية تمنعه من ممارسة عمله والاهتمام بشؤون العباد على أكمل وجه. وقد كان السلاطين الأوائل، الذين بلغت الدولة في عهدهم ذروة مجدها وقوتها، ملتزمين بحدود الشريعة عادةً، أما بعد عهد السلطان سليمان القانوني، أصيب البلاط العثماني بفساد شديد استمرّ حتى تولّي السلطان مصطفى الرابع العرش؛ فقد حكم خلال هذه المدة ثمانيةَ عشرَ سلطانًا، لم يكن أحد منهم على مستوى يؤهله لأن يمارس الحكم إلَّا بواسطة وزراء كانوا أحيانًا مثالًا للفساد، وأحيانًا أخرى مشفقين على الدولة من الانهيار، كما كانوا يقومون بإصلاحات تعطي الدولة حيوية تمكنها من إدارة أمورها لسنوات عدّة. وكانت الأسرة العثمانية أسرة تركية من الناحية العرقية والإرثية فقط، وفي واقع الأمر أصبح البيت العثماني في ذروة اتساع الدولة مزيجًا ثقافيًّا واسعًا للحضارات والثقافات المجاورة، الأمر الذي جعل العنصر التركي للدولة يفقد هيمنته مع مرور الزمن، وأصبحت الدولة ككل يُشار إليها في أوروبا باسم «المشرق». وكان لكل سلطان ختم خاص به يُصنع في بداية عهده، ويستخدمه لختم الفرمانات والرسائل التي يبعثها للملوك والأباطرة وغيرهم من الحكّام، ويُعرف هذا الختم باسم «الطغراء»، وقد تطوّر شكل الطغراء منذ أن ابتدعها السلطان أورخان الأول حتى عهد السلطان سليمان القانوني، عندما اتخذت شكلًا ثابتًا استخدمه باقي السلاطين الذين تلوه.

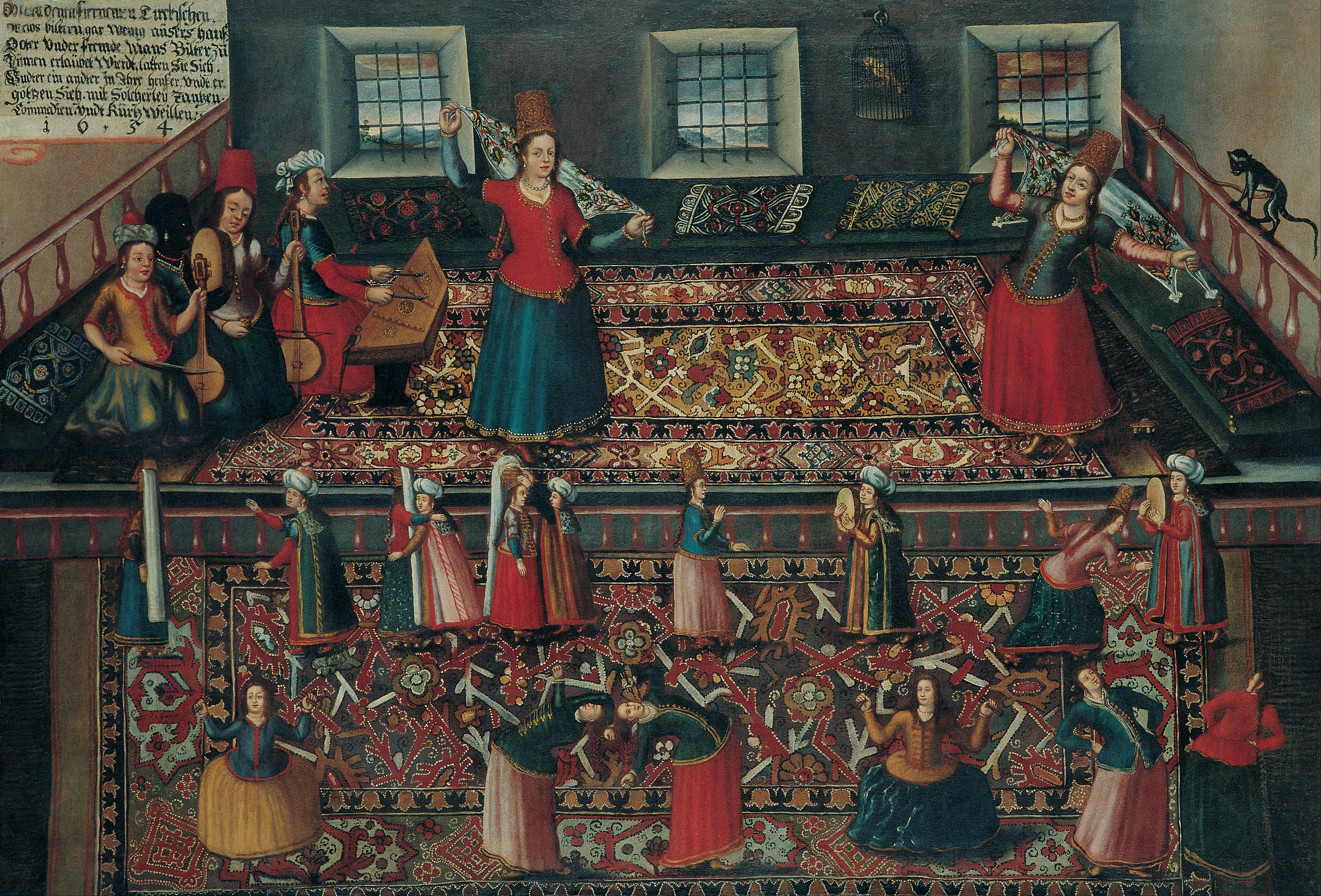
دار الحريم في قصر الباب العالي.

يُلاحظ، خلال مدة القرنين السابعَ عشرَ والثامنَ عشرَ، ضعف اهتمام السلاطين بمزاولة شؤون الدولة، وكان عدد من هؤلاء السلاطين، قبل أن يتولوا العرش، سجناء في دار الحريم أو في أقبية، ما انعكس سلبًا على سلوكهم خلال توليهم الحكم، ومنهم من كان شديد الإسراف في الأبهة والقتل، فيما البعض الآخر شُغل بالقنص ومعاقرة الخمر والفساد، والسطو على مالية الدولة وأخذ الرشوة وبيع المناصب، وكان لنساء القصر تأثيرهنّ القويّ على السلاطين، وخصوصًا في القرن السابع عشر؛ حيث كانت الدولة في بعض الأوقات تحت حكمهنّ.

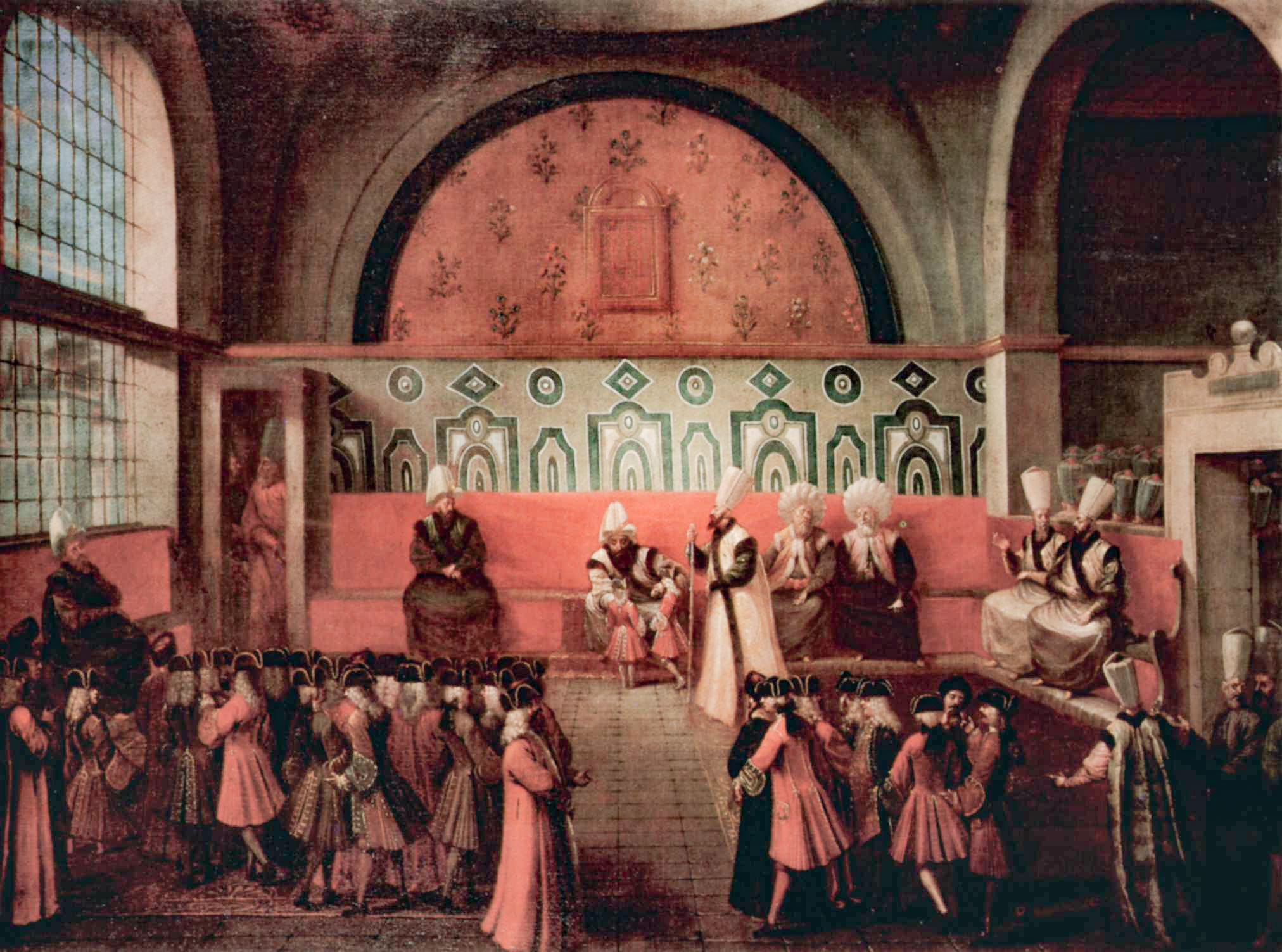
الصدر الأعظم «إبراهيم باشا» يستقبل أعضاء الوفد الفرنسي إلى الباب العالي بتاريخ 10 أكتوبر سنة 1724م. بريشة جان بابتيست ڤانمور.

استمر السلاطين هم الحكّام الفعليين للدولة، منذ عهد مصطفى الرابع حتى عهد عبد الحميد الثاني، عندما أصبح تسيير أمور البلاد بيد جمعية الاتحاد والترقي، وأصبح السلطان مجرّد أداة في أيديهم يسيرونها كما يشاؤون، وتحوّل لقبه إلى «سلطان العثمانيين وخليفة المسلمين»، بعد أن كان لقب السلطان من أطول ألقاب الحكّام في العالم سابقًا؛ فالسلطان سليمان القانوني مثلًا كان لقبه: «سلطان السلاطين، وبرهان الخواقين، وأمير المؤمنين، وخليفة رسول رب العالمين، متوّج الملوك، وظلّ الله في الأرضين، وسلطان البحرين، وخادم الحرمين الشريفين، ملك الأناضول والروملي وقرمان الروم وولاية ذي القدريّة وديار بكر وكردستان وأذربيجان والعجم والشام وحلب ومصر وجميع ديار العرب واليمن وممالك كثيرة أخرى، السلطان سليمان خان بن السلطان سليم خان بن السلطان بايزيد خان»، وكان لقب «الوزير» هو المستخدم خلال المراحل الأولى للدولة العثمانية، وأوّل من لُقب بالصدر الأعظم كان الوزير «خليل خير الدين باشا» وزير السلطان مراد الأول، وكان الغرض من اللقب الجديد هو تمييز حامل الختم السلطاني من الوزراء الآخرين، ثم بدأ اللقب الجديد «صدر أعظم» يحل محل اللقب القديم «وزير أعظم» تدريجيًّا، وإن كانا لهما نفس المعنى والرتبة. وخلال التاريخ العثماني ظهرت ألقاب جديدة للصدر الأعظم؛ مثل الصدر العالي، والوكيل المطلق، وصاحب الدولة، والسردار الأكرم، والسردار الأعظم، والذات العالي. وقد برزت أهمية الصدور العظام بعد عهد السلطان سليمان القانوني، عندما أصبحوا يتولَّوْن شؤون الدولة، ومن أشهرهم آل «كوبريللي». وبعد فترة التنظيمات في القرن التاسع عشر، أصبح من يتولّى منصب الصدر الأعظم يقوم بدور أكبر ممن هو في منصب رئيس الوزراء في الملكيات الغربية، وبعد إقرار دستور سنة 1908م أصبح الصدر الأعظم مسؤولًا عن أعماله أمام البرلمان.

### الجهاز الإداري المحلي

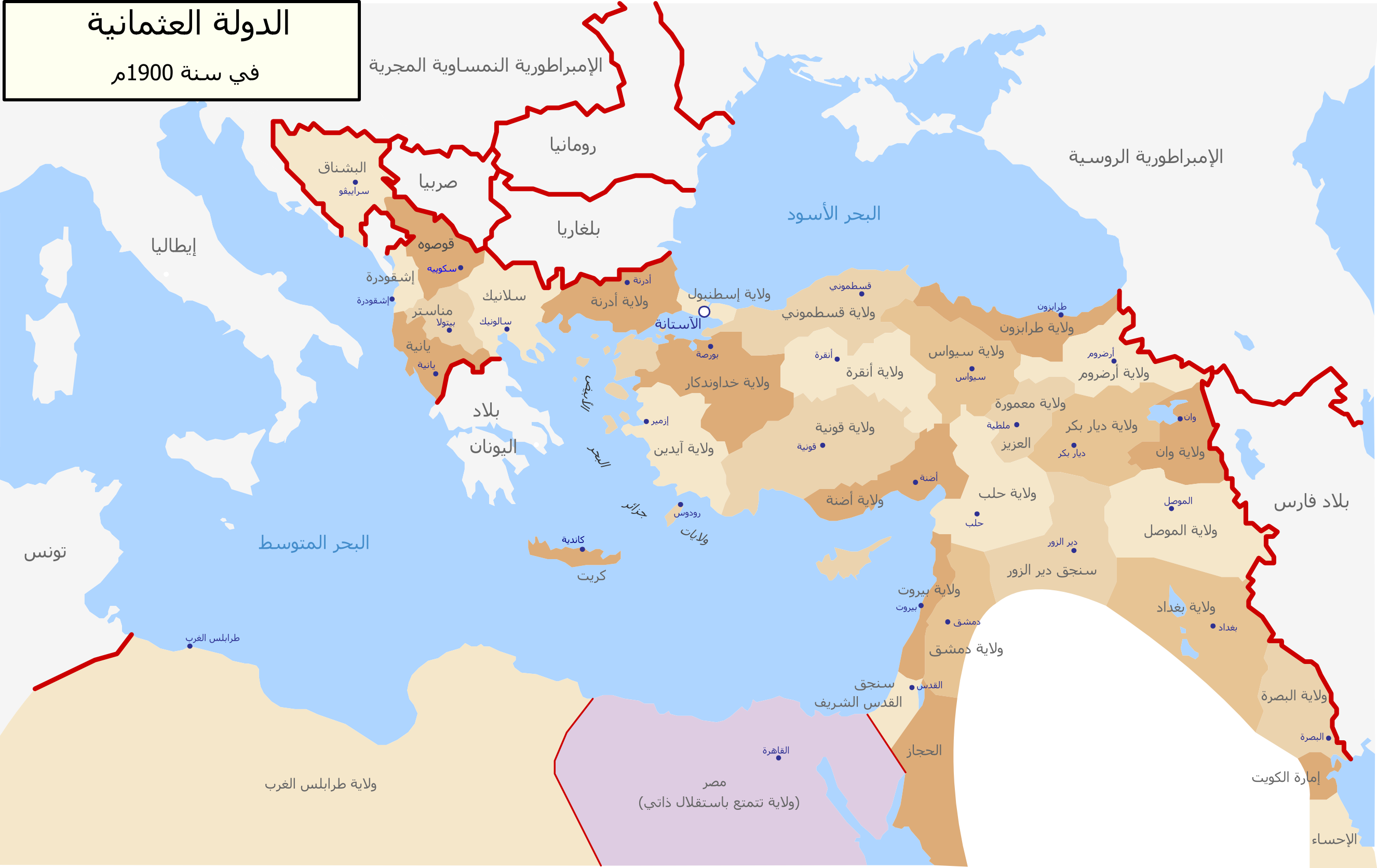
الولايات العثمانية سنة 1900.

نظرًا لاتساع رقعة الدولة قسمها العثمانيون إلى ولايات أو إيالات، ثم قسموا كل ولاية إلى سناجق أو مقاطعات، وكلّ سنجق إلى نواح، وكل ناحية إلى أحياء وحارات. وكان حاكم الولاية، أو الوالي ولقبه «الباشا»، تابعًا للحكومة المركزية في الآستانة، في حين كان حاكم السنجق، أو «الحكمدار» ولقبه «البك»، تابعًا للباشا، ويساعده ديوان و«صوباشي»؛ أي ضابط أمن، وكان حاكم الناحية، ولقبه «الآغا» تابعًا للبك، وكان على رئس كل حي أو حارة «مختار» تابع للآغا. وكان الوالي يُعيد شراء منصبه من الصدر الأعظم كل سنة، فكان طبيعيًّا أن يعمد إلى ابتزاز ما دُفع من الضرائب الباهظة التي كان يفرضها على الرعيّة ومن الموظفين الخاضعين لسلطته، كما كان طبيعيًّا أن يعمد هؤلاء الموظفون بدورهم إلى ابتزاز المال بمختلف الوسائل من أفراد الشعب، وعُرف هذا النظام؛ أي: جباية الضرائب السنوية عن مساحة من الأرض من أهلها من الفلاحين، باسم «نظام الالتزام». كان والي الشام متميزًا عن غيره من الولاة بإضافة منصب إمارة الحج عليه، وكانت مهمة «أمير الحج» الإشراف على قافلة الحج الشامي التي تضم حجاجًا من أنحاء بلاد الشام والأناضول والبلقان، وتأمين ما يلزم لسلامة الحجاج، من ماء وجنود ودليل خبير بالطريق أو أكثر من دليل، وغير ذلك من الأمور، وكان عدد ولايات الدولة يتفاوت بين الحين والآخر، وفق ما تكسبه أو تفقده من البلدان، أو بسبب دمج بعض الولايات ببعض.
أنشأ العثمانيون خلال بعض الفترات من تاريخهم تقسيماتٍ إداريةً محلية جديدة؛ ففي عهد التوسع والفتوحات أصبحت الدولة تضم ألوية جديدة كان من الصعب ربطُها بالعاصمة، فاضطرت إلى ضم عدد منها في ولاية واحدة، وعُين على رأس كل ولاية أمير أمراء الألوية، ولقبه «بكلر بك». كذلك أنشأ العثمانيون نظام «المتصرفية»، خلال فترة أفول نجم الدولة، بضغط من الأوروبيين، وهذا النظام يهدف من الأساس لحماية الأقليات الدينية المسيحية في الدولة، وإعطائها نوعًا من الاستقلال الذاتي، كما في حالة متصرفية جبل لبنان، أو لحماية بعض المناطق المقدسة عند أهل الكتاب عمومًا، مثل متصرفية القدس. وكان يُعين على رأس المتصرفية موظف عثماني يُعرف باسم «المتصرّف»، وفي حالة متصرفية جبل لبنان كان يجب أن يكون مسيحيًّا عثمانيًّا غيرَ لبناني أو تركي.

### البرلمان والدستور العثماني

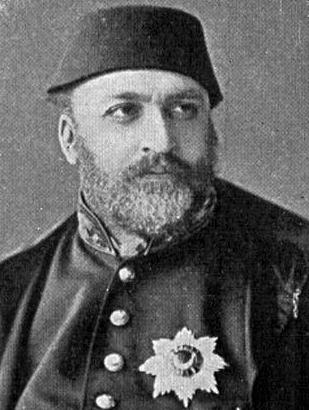
السلطان عبد العزيز خان الأول، السلطان العثماني الذي أسس أول مجلس ذي طابع شبه دستوري للدولة العثمانية.

ترجع بداية الحياة الدستورية في الدولة العثمانية إلى عام 1808م، وهو العام الذي تبوأ فيه السلطان محمود الثاني عرش السلطنة؛ ففي بداية عهده دعا الصدر الأعظم مصطفى باشا البيرقدار إلى عقد مجلس استشاري في الآستانة، وعرض فيه برنامجًا إصلاحيًا؛ أبرز ما جاء فيه إلزام حكّام الولايات بالولاء للسلطان، وتعهّد الدولة المركزية بالطاعة التامة لقراراته، وحدد الاتفاق العلاقات بين حكّام الولايات بعضهم ببعض، وبالتالي بين موظفي الدولة على أساس ضمانات متبادلة قائمة على العدالة. وكان يمكن لهذا الاتفاق أن يكون أساس دستور حقيقي للدولة العثمانية، إلا أنه لم يعش طويلًا؛ فالسلطان لم يوقع عليه إلا مرغمًا، حين رأى نفسه مضطرًا لتصديقه وإصداره، بفعل أنه عدّه انتقاصًا من سلطته، لذا قرر إلغاءه عند سنوح أوّل فرصة، واستطاع ذلك عندما قُتل البيرقدار، وخلال السنوات التالية أخضع السلطان الولايات العثمانية لحكومة مركزية قوية.
صدر في عهد السلطان عبد المجيد الأول قوانين إصلاحية عدّة ذات طابع شبه دستوري؛ مثل منشور الكلخانة ومنشور التنظيمات الخيرية، وينظر بعض المؤرخين إلى هذين المنشورين على أنهما وثيقتان دستوريتان، لاشتمالهما على مبادئ عامّة في الحكم والإدارة، لكنهما في واقع الأمر لا يُعدان قانونين دستوريين بفعل أنهما لم يقيدا حرية السلطان، أو يحدا من صلاحياته، كما أنهما لم يُنشئا المجالس النيابية أو القضائية. وفي عام 1856م أنشأ السلطان عبد المجيد مجلسًا عُرف باسم «مجلس أعيان الولايات»؛ يتكون من عضوين عن كل ولاية، يُختاران من بين أصحاب المعرفة والاحترام، هدفه إبداء الرأي بالإصلاحات الواجب إدخالها على أجهزة الدولة، على أن يُبدي كل منهم وجهة نظره في ذلك؛ كانت هذه التجربة هي الأولى من نوعها في تاريخ الحياة النيابية في الدولة العثمانية، إلا أنها باءت بالفشل لعدم قدرة المندوبين على استيعاب المشكلة برمتها، كما داخلهم الشك في نوايا الحكومة المركزية. وأنشأ السلطان عبد العزيز الأول، في عام 1876م، «مجلس الدولة» أو «شوري دولت»، الذي تميز بطابع شبه دستوري، وشملت اختصاصاته إعداد مشاريع القوانين للدولة وإبداء الرأي للوزارات بالمسائل الخاصة بتطبيق القوانين، كما كان محكمة تنظر في القضايا الإدارية، ويُحاكم الموظفين المتهمين بالانحراف، وقد وُصف هذا المجلس بأنه بداية انطلاق لمجلس النواب.

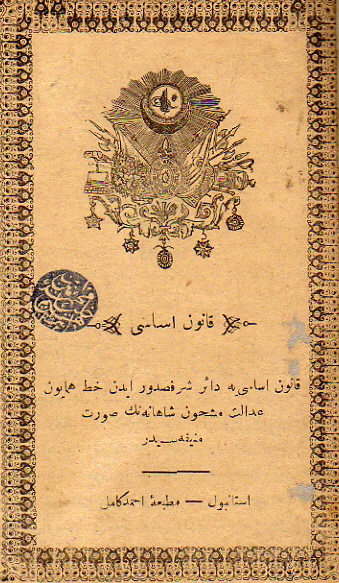
الصفحة الأولى من الدستور العثماني.

اشتهر السلطان عبد الحميد الثاني أنه أوّل سلطان دستوري في تاريخ الدولة العثمانية؛ فقد أعلن دستورًا للبلاد بعد أن أقنعه زعيم تكتل «اتفاق الحمية» مدحت باشا أن الإقدام على هذا العمل يجعل الدول الأوروبية تتوقف عن تدخلها في الشؤون الداخلية للدولة، لاسيما أنه سيُصلح وضع الرعايا المسيحيين في البلقان والشام، وقد تشكلت لجنة عامة برئاسة مدحت باشا، ولجان فرعية لدراسة مشروع الدستور قبل إصداره، وانتهت بعد مداولات طويلة إلى وضع هيكل للنظام البرلماني، يقوم على مجلسين: مجلس شيوخ؛ يُطلق عليه «مجلس الأعيان»، ومجلس نواب؛ يُطلق عليه «مجلس المبعوثان».

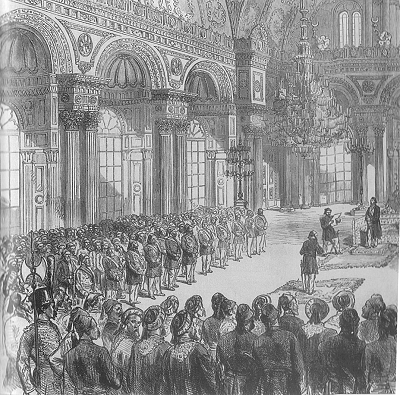
حفل إعلان الدستور العثماني وافتتاح البرلمان.

كان الدستور العثماني ينص على تقييد السلطة المطلقة للسلطان، وأنه حامي الدين الإسلامي، يتمتع شخصه بحرمة قدسية، وهو غير مسؤول عن تصرفاته أمام أحد، وحدد الدولة وعاصمتها، والحقوق العامّة للرعايا، وانتقص الدستور كثيرًا من سلطات الصدر الأعظم التنفيذية وأعطاها للسلطان، وقد جعل الدستور للسلطان الحق في تعيين أعضاء مجلس الأعيان مدى الحياة، على أن لا تقل سن العضو عن أربعين عامًا، أما مجلس المبعوثان فكان أعضاؤه يعينون عن طريق إجراء انتخابات عامّة، وكان المجلسان يجتمعان كل سنة في دورة عاديّة، تبدأ في الأول من شهر نوفمبر، وتنتهي في آخر شهر فبراير، ويحق للسلطان تقديم موعد الدورة أو اختصار مدتها. كانت الحكومة هي التي تقترح التشريعات الجديدة على البرلمان، أما اقتراحات أعضاء المجلسين فيجب أن تُعرض على السلطان، فإذا وافق عليها يُحيلها إلى البرلمان عن طريق مجلس الدولة الذي يوافق عليها، وينتهي الأمر بصدور موافقة السلطان، أما إذا رفض أحد المجلسين مشروع قانون فلا يعيد النظر فيه في دورة انعقاده نفسها.
الواقع أن الحياة الدستورية، بمعناها الحديث، في عهد السلطان عبد الحميد الثاني، كانت تجربة فاشلة قُدّر لها الإخفاق، ومرّت بمرحلتين: بدأت المرحلة الأولى بصدور الدستور في 23 ديسمبر سنة 1876م، الموافق 6 ذي الحجة سنة 1293هـ، وانتهت بحل البرلمان وإيقاف العمل بالدستور في 14 فبراير سنة 1878م، الموافق 11 صفر سنة 1295هـ. وبدأت المرحلة الثانية حين قرر السلطان عبد الحميد إعادة العمل بالدستور، في شهر يوليو من عام 1908م، واستمرت إلى ما بعد عهده؛ حيث انتهت في 18 مارس سنة 1920م، الموافق 26 جمادى الآخرة سنة 1338هـ، حين قرر البرلمان إيقاف جلساته إلى أجل غير مسمّى، ثم أصدر السلطان محمد السادس في 11 أبريل من نفس العام قرارًا بحله.

## المجتمع والثقافة
يكاد المؤرخون يُجمعون على أنه لم تكن ثمّة حضارة عثمانية بالمعنى الدقيق للكلمة؛ فقد كانت الحضارة العثمانية مجرّد مزيج من حضارات الأمم التي سبقتها وحضارات الأمم التي عاصرتها؛ فبرز فيها أثر العرب وأثر الفرس من ناحية، وأثر البيزنطيين وأثر الأوروبيين من ناحية أخرى. والواقع أن خير ما يُمكن أن يُقال في هذا الموضوع هو أن الحضارة العثمانية امتدادٌ للحضارة والخلافة العربية الإسلامية، التي بلغت أوجها في العصر العبّاسي، ولكنه امتداد طبعه العثمانيون بطابعهم التركي، وطعّموه بكثير من المؤثرات البيزنطية أولًا، ثم بكثير من المؤثرات الأوروبية بعد ذلك.

### البنية الاجتماعية

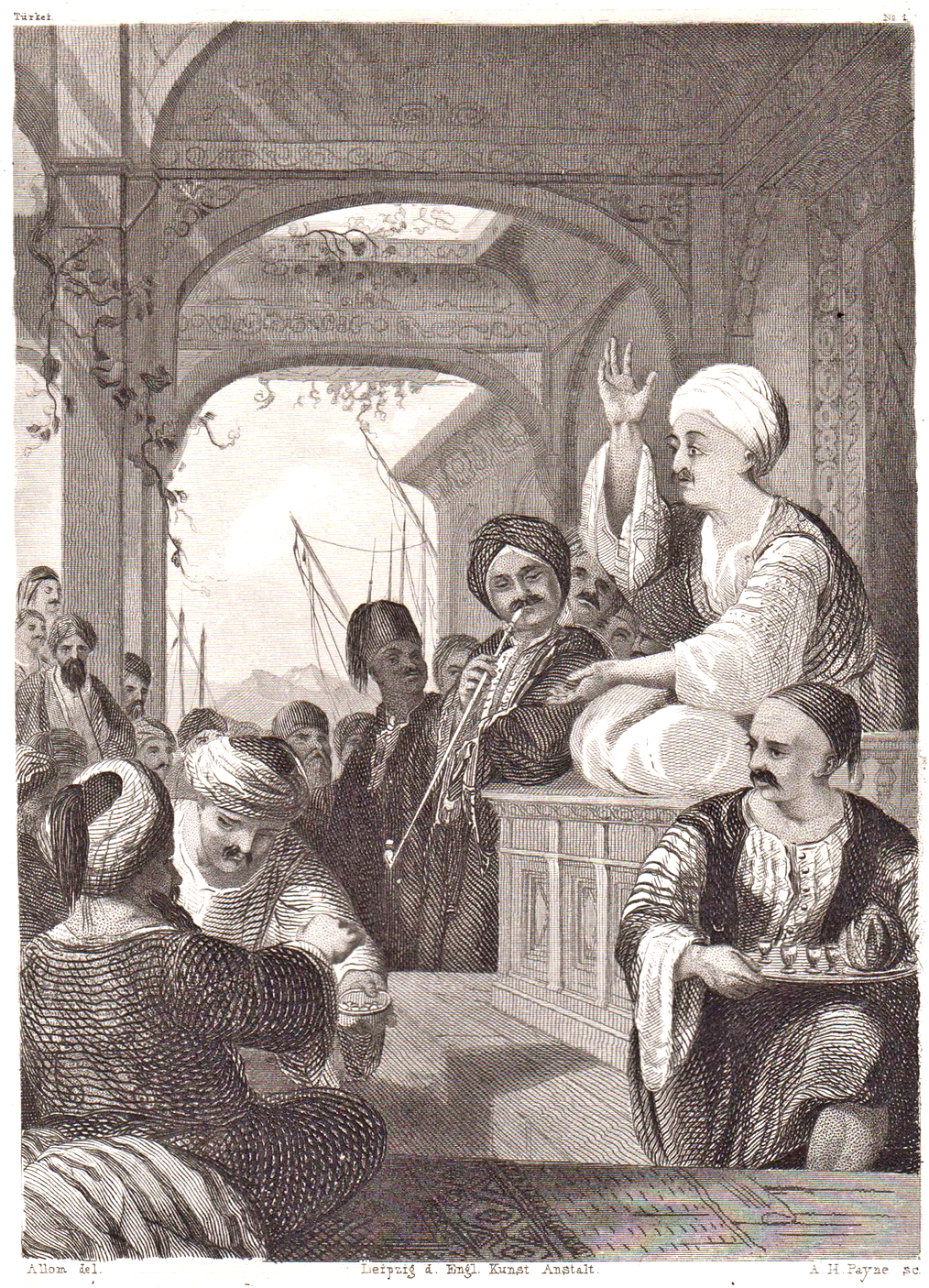
راوي في إحدى المقاهي يروي قصة لتسلية الناس. كانت هذه الظاهرة الثقافية ظاهرة مشتركة بين العديد من المدن في أرجاء الدولة العثمانية.

اتسم العثمانيون بعدم اتباعهم سياسةَ هضم القوميات، الأمر الذي ساعد على نمو العصبات الحاكمة، وحفظ للقوميات طابعها القومي؛ فقد وضع السلاطين نظامًا خاصًّا عُرف بنظام «الملل»، قسموا بمقتضاه الشعوب الخاضعة لهم، ووضعوا كل ملّة أو عصبة تحت حكم زعيم لها، هو المسؤول عنها أمام السلطان؛ يقول بعض المؤرخين إن هذه السياسة هي أحد الأسباب الرئيسية التي أدّت لضعف الدولة، وانفصال بعض القوميات عنها في وقت لاحق، بينما يقول آخرون إن التعددية هي ما كان وراء دوام استمرار الدولة لسنين طويلة. وقد منح السلاطين بعض الأقليات العرقية والدينية حق الإقامة في ربوع الدولة العثمانية، وأعطوهم الأمان، وسمحوا لهم بممارسة شعائرهم الدينية بحريّة لقاء الجزية، كما فعل السلطان محمد الفاتح مع اليهود والروم الفنارية، عندما دعاهم ليسكنوا القسطنطينية.
طُبعت بعض المدن الكبرى في الدولة العثمانية بطابع ثقافي واجتماعي مختلط كما القسطنطينية؛ كونها كانت إما مرافئ تجارية مهمة، أو عواصم ولايات، أو ذات أهمية دينية، ومن هذه المدن التي مازالت تحتفظ بطابع عثماني: سراييفو، سكوبيه، سالونيك، دمشق، بغداد، بيروت، مكة، القدس، والجزائر؛ فلايزال المرء يُشاهد في هذه المدن عددًا من المعالم المعمارية العثمانية الأثرية والحديثة المبنية على هذا الطراز، كما أن العديد من سكان هذه المدن نزح إليها من مناطق أخرى خلال العهد العثماني.
كان للانتماء المجالي تأثير كبير على وضعية ومكانة صاحب منصب ما في الدولة العثمانية، ويتمثل ذلك في ترابية أجهزة الدولة، وفيما يخص بروتوكول الاستقبال؛ فقاضي الروملي كان أقرب وأعلى مكانة للسلطان من قاضي الأناضول، وهذان القاضيان هما أول من يدخل على السلطان، يليهما الصدر الأعظم، ثم رئيس الكتّاب ورئيس بيت المال، ولا يرى غيرهم. وقد اتبع أسلوب التشريفات هذا بعض الحكّام المحليين، وطبقوه كما كان يُطبق في القسطنطينية.

### التعليم

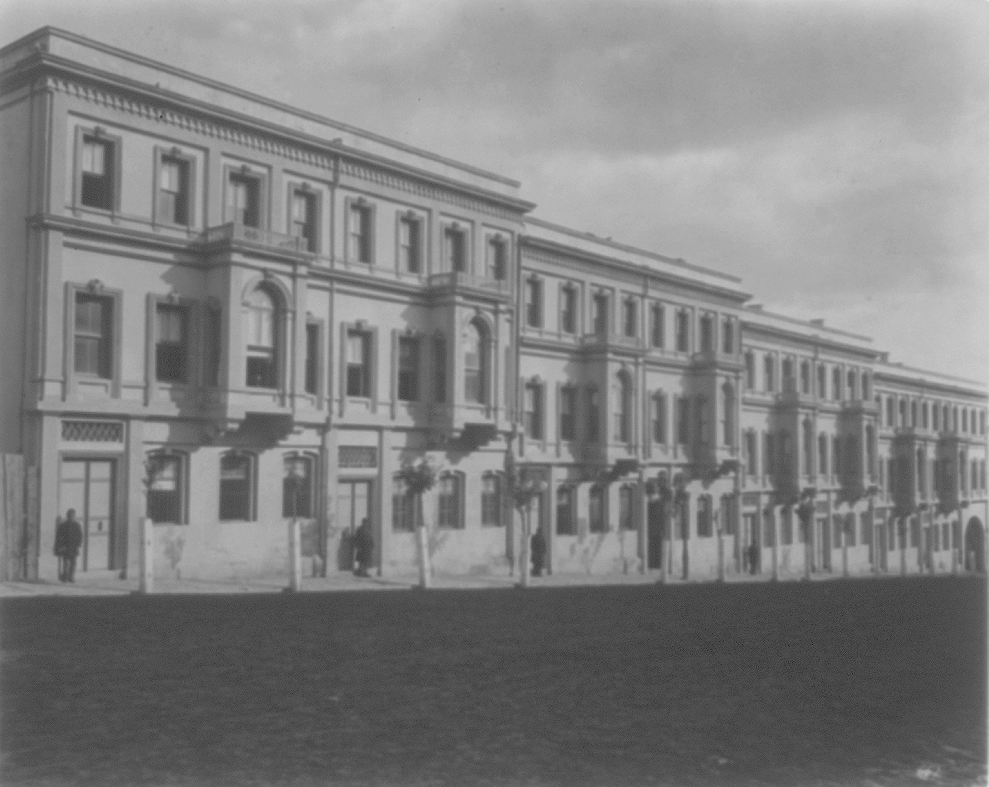
مكتب (مدرسة) العشائر السلطانية، أنشئت في سنة 1892 على يد السلطان عبد الحميد الثاني وأغلقت في سنة 1907. تعود هذه الصورة إلى سنة 1892 أو 1893م.

يرى بعض الكتاب الغربيين أن الدولة العثمانية أهملت تنشيط التعليم المدني، خلال مراحل تاريخها، إلا في نطاق المدارس التابعة للهيئة الدينية الإسلامية، وقام إلى جانب هذه المدارس مدارس الملل، بإشراف الطوائف الدينية غير الإسلامية أو البعثات التبشيرية. ويرى هؤلاء الكتاب أن التعليم لم يتطور في الدولة العثمانية إلَّا في بداية عهد السلطان عبد المجيد الأول وباقي السلاطين الذين تلَوه، وأبرزهم عبد الحميد الثاني.
بينما يرى عدد من المؤرخين الأوروبيين والعرب والأتراك أن الدولة العثمانية منذ نشأتها قد اهتمت بالتعليم وأنشأت المدارس، وكانت المدارس هي التي تمد الدولة بالموظفين؛
فقد كان السلاطين العثمانيون دائمًا ما يطورون نظام التعليم ويقدمون الدعم له. 
وقد اهتمت الدولة العثمانية بتدريس العلوم الدينية والدنيوية، وأنشأت الجامعات لتدريس هذه العلوم؛ فقد أُنشئت أول جامعة للطب في الدولة العثمانية أواخر القرن الرابع عشر، في عهد السلطان يلدرم بايزيد، في مدينة بورصة التي كانت عاصمة الدولة العثمانية وقتها، ثم أُنشئ المجمع الطبي في القرن الخامس عشر، كما أُنشئ العديد من الكليات منذ عهد محمد الفاتح حتى سقوط الدولة العثمانية، وكانت هذه الكليات تدرس مختلف العلوم؛ فإحدى هذه الكليات كانت تدرس العلوم الدينية وعلوم الفضاء والرياضيات والاجتماع والحقوق والآداب والطب، وفي عهد الخليفة عبد الحميد الثاني تطور نظام التعليم؛ حيث أَنشَأ العديدَ من المدارس المتوسطة والعليا والمعاهد الفنية لتخريج الشباب العثماني، وإعداده لتولّي المناصب الحكومية والنهوض بالدولة، واهتم السلطان اهتمامًا بالغًا بالمدرسة التي أنشئت عام 1859م، على عهد السلطان عبد المجيد الأول؛ فأعاد تنظيمها وفق خطة علمية، وتحديثها بمناهج دراسية جديدة، وفتح أبوابها للطلاب القائمين في العاصمة، والوافدين من مختلف الأقاليم العثمانية، حتى غدت مركزًا ثقافيًّا هامًّا. وأنشأ السلطان بدءًا من عام 1878م، المدرسة السلطانية للشؤون المالية، ومدرسة الحقوق، ومدرسة الفنون الجميلة، ومدرسة التجارة، ومدرسة الهندسة المدنية، ومدرسة الطب البيطري، ومدرسة الشرطة، ومدرسة الجمارك، كما أنشأ مدرسة طب جديدة في عام 1898م.

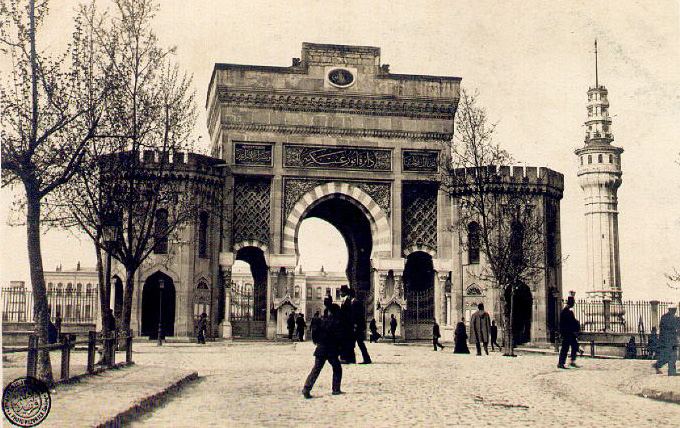
مدخل جامعة إسطنبول سنة 1900.

وتوّج السلطان عبد الحميد الثاني جهوده في الحقل التعليمي بتطوير «مدرسة إستانبول الكبرى»، التي أنشئت في عهد السلطان محمد الفاتح، وأضحت جامعة إسطنبول، وضمّت في أول أمرها أربع كليّات؛ هي: العلوم الدينية، والعلوم الرياضية، والعلوم الطبيعية، والعلوم الأدبية، وعُدّت مدرستا الحقوق والطب كليتين ملحقتين بالجامعة. وتطلبت المدارس الملكية، أو المدنية، بدورها إنشاء عدد من دور المعلمين، لتخريج معلمين أكفاء يتولون التدريس فيها، وكانت أول دار للمعلمين في الدولة قد أنشئت في عام 1848م، على عهد السلطان عبد المجيد الأول، وأضحى عددُها في عام 1908م ثمانيةً وثلاثين دارًا منتشرة في العاصمة وحواضر الولايات والسنجقيات، وأنشأ السلطان عددًا كبيرًا من المدارس الرشدية، التي كانت بمقام مدارس متوسطة. ومن الجامعات الكبرى التي تأسست خارج الحدود التركية، في أواخر العهد العثماني: الكليّة السورية الإنجيلية، التي أصبحت الجامعة الأمريكية في بيروت، سنة 1866م، وجامعة القديس يوسف، سنة 1874م، وجامعة القاهرة، سنة 1908م، وغيرها. ويفيد بعض الأدباء والمؤرخين، الذين عاصروا أواخر العهد العثماني، أن اليوم الدراسي كان يبدأ بتلاوة سورة الفاتحة، عند المسلمين، والمزمور 23، عند المسيحيين، ثم يتلوها عبارة «عاش مولانا السلطان» (بالتركية العثمانية: پادشاه متشوق يا شاه) ثم تتلوها ترتيلة تركية.

### العبودية

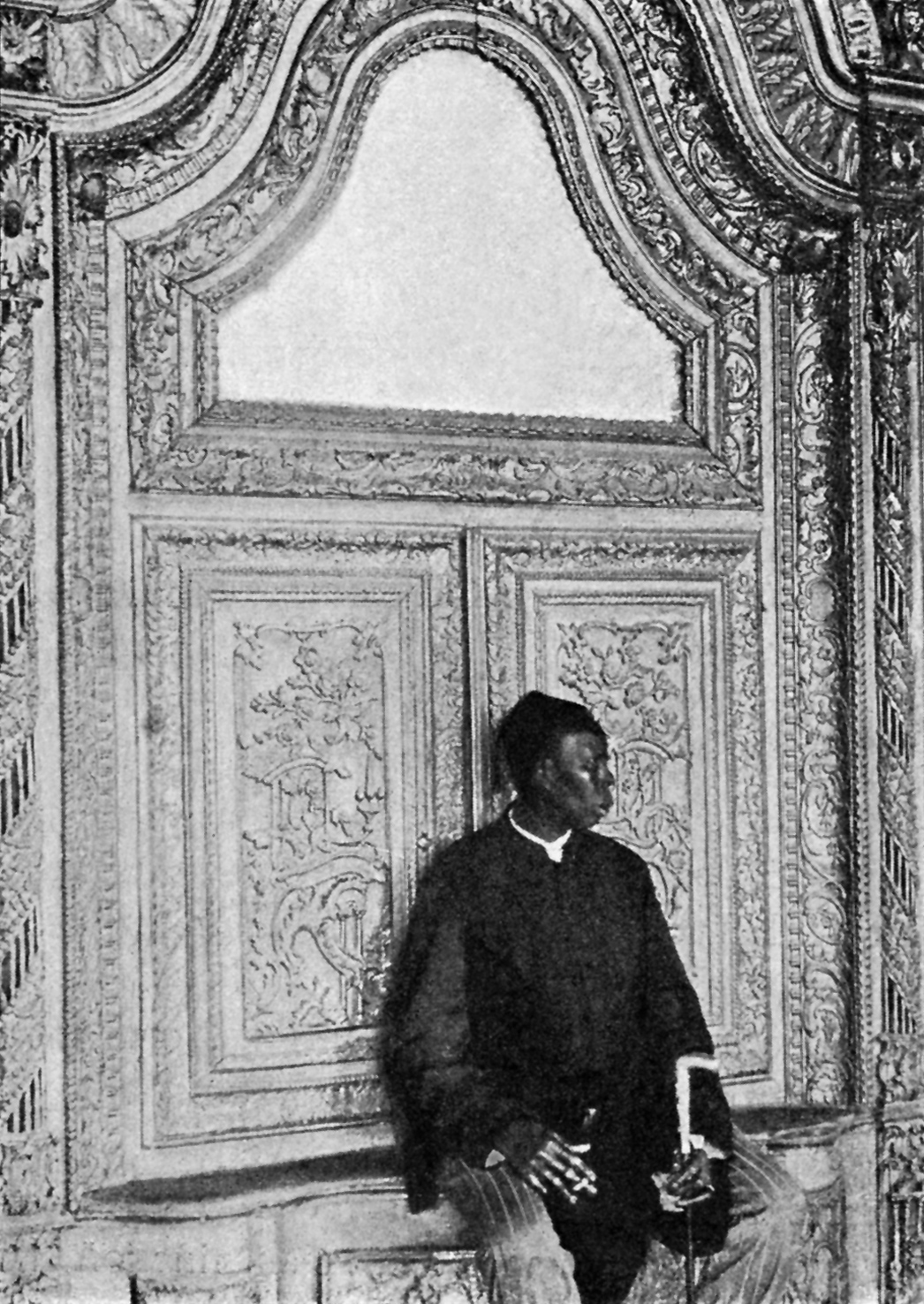
أحد الخصيان السود على باب دار الحريم في قصر السلطان.

كانت طبقة العبيد تُشكل جزءًا مهمًّا لا غنى عنه في المجتمع العثماني، وكانت هذه الطبقة تتألف من الصبية والبنات الأوروبيين، الذين يخطفهم القراصنة أو يَسْبُونهم خلال المعارك والحروب، ومن الأفارقة الذين كان يخطفهم تجّار الرقيق من قراهم جنوب الصحراء الكبرى. وقد منع السلطان محمود الثاني تجارة الرقيق الأبيض في أوائل القرن التاسع عشر، فتحرر جميع العبيد من يونانيين وجورجيين وأرمن وشركس، وأصبحوا مواطنين عثمانيين يتمتعون بسائر الحقوق التي يتمتع بها الأحرار، إلا أن تجارة الرقيق الأسود ظلت قائمة حتى أواخر عهد الدولة العثمانية، ويفيد بعض المؤرخين أن تجارة الإماء ظلت قائمة حتى سنة 1908م.

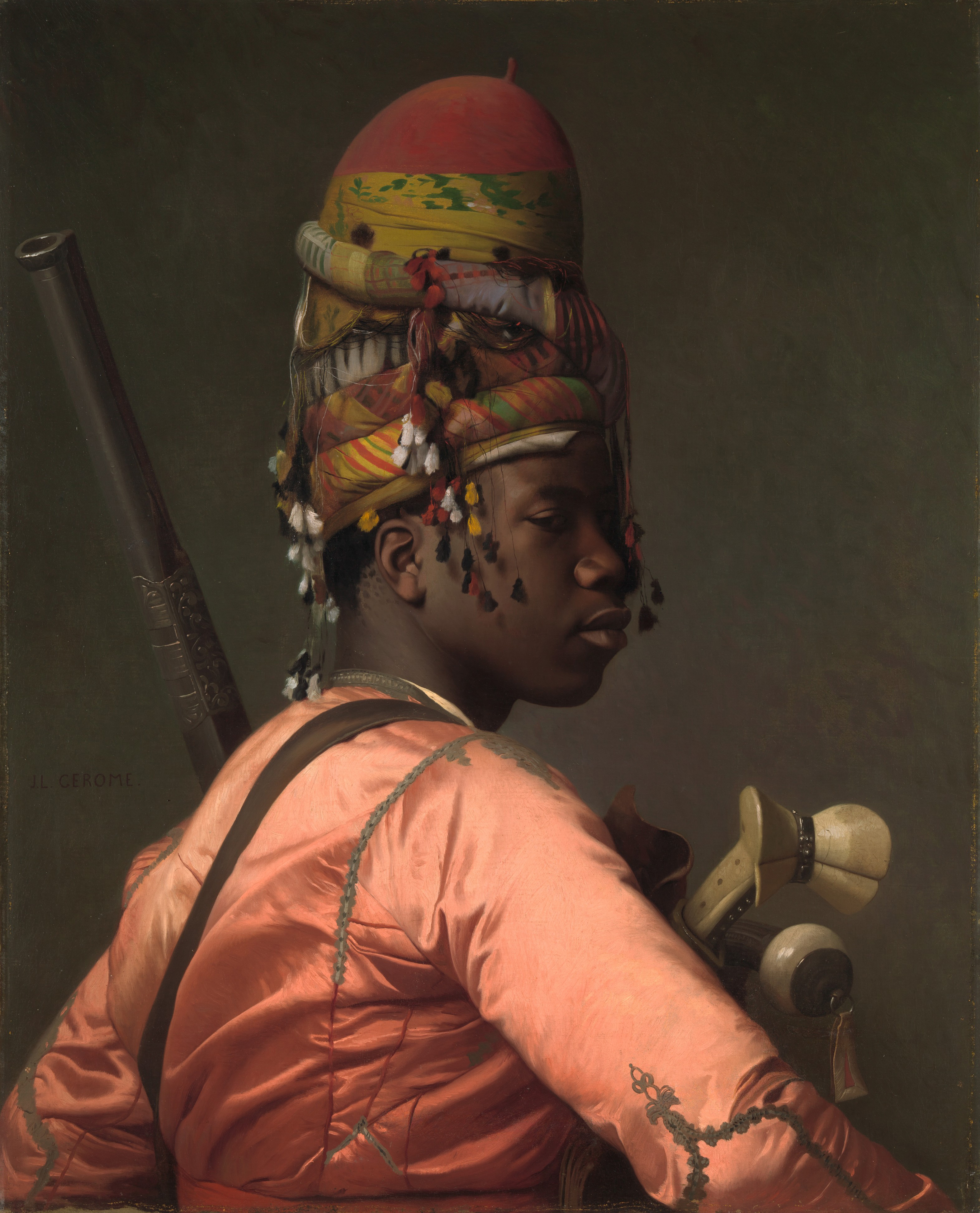
رسمٌ من سنة 1869 يُظهر أحد العبيد الأفارقة من طائفة الباشي بازوق، الذين تحدَّر منهم بعض الأتراك السود المعاصرين.

كان حريم السلطان يتألف بمعظمه من الإماء، وقد تزوّج بعض السلاطين بأمة أو أكثر مما ملكوا؛ مثل السلطان سليمان القانوني، الذي عشق أمته الأوكرانية المدعوة «روكسلانا» عشقًا شديدًا وتزوج بها، فولدت له السلطان سليم الثاني. وقد حقق بعض العبيد العثمانيين شهرة كبيرة، ووصلوا إلى مراكز مهمة، ومنهم علي بك الكبير اليوناني الأصل، الذي كان والي مصر، ثم تمرّد على الدولة العثمانية وسمى نفسه سلطان مصر وخاقان البحرين (الأحمر والمتوسط)، وأحمد باشا الجزار البُشناقي الأصل، الذي أصبح والي عكا، واستطاع صد هجوم نابليون بونابرت على المدينة. وقد أخذت الدولة العثمانية بنظام الخصاء في قصور السلاطين، على الرغم من أن الشريعة الإسلامية تحرّم مبدأ الخصاء، وكان أخذ الدولة بهذا النظام غيرِ الشرعي من الحالات النادرة التي خرجت فيها عن الشريعة الإسلامية، بينما يقول مؤرخون آخرون أن العثمانيين كانوا يشترون العبيد الخصيان من خارج حدود الدولة؛ حيث تكون عملية الإخصاء قد أجريت للعبد في صغره، ليباع في سوق النخاسة إلى الملوك والأمراء؛ حيث كان إخصاء العبيد وبيعهم للخدمة في قصور ملوك الدول المختلفة تجارة رائجة، في العصور القديمة والوسطى وشطر من العصور الحديثة، قبل منع الرق دوليًّا، وكان هناك طائفتان من الخصيان: الخصيان السود، وهم المخصيون خصاءً كاملًا، والخصيان البيض وهم المخصيون خصاءً جزئيًّا، وكان يُطلق على رئيسهم «قبو آغاسي»، في حين كان يُطلق على رئيس الخصيان السود، الذي هو في الوقت نفسه الرئيس الأعلى في القصور السلطانية، «قيزلر آغاسي»؛ أي: «آغا البنات» و«آغا دار السعادة»، ووضعت الدولة أنظمة خاصة تُطبق على خدمتهم في القصور السلطانية، وقد قام تنافس شديد بين هذين النوعين؛ كان مرده رغبة كل فريق في الاستئثار بالنفوذ الأعلى في دوائر القصور السلطانية وفي شؤون الدولة، وقد ارتفع مقام رئيس الخصيان السود نتيجة اتصاله المباشر بالسلطان، ووصل إلى المركز الثالث من حيث الأهمية، بعد الصدر الأعظم وشيخ الإسلام، وأضحى الوزراء يتملقونه والمستوزرون يتقربون منه، يتحدر اليوم جميع الأتراك ذوي الأصل الأفريقي من هؤلاء الأشخاص، الذين عملوا رؤساءَ للخصيان في قصر السلطان.

### العِمران
عُني العثمانيون بالناحية العِمرانية عناية واضحة؛ فأقاموا شبكة واسعة من الطرق والجسور في طول الدولة وعرضها، مستعينين على ذلك بمهرة الصنّاع البيزنطيين البلغار. ومع أن هذه الشبكة أنشئت، في المقام الأول، لأغراض عسكرية، إلا أنها سهّلت حركة المواصلات العامّة، وأسدت إليها خدمة جليلة أيضًا. كذلك عُني العثمانيون بتشييد المدارس ومعاهد التعليم، التي كانت تتسع لسكنى الأساتذة والطلَّاب، وبإقامة المستشفيات والبيمارستانات ودور العجزة، وبإنشاء المطاعم الشعبية والتكايا للفقراء، والخانات التي كان التجّار الغرباء ينزلون فيها، وكذلك عُنُوا ببناء الحمامات الشعبية، والمكتبات العامّة، والمتاحف والقصور، والمساجد، وبخاصة في الآستانة وعواصم الولايات. وقد تأثّر النمط العِمراني العثماني بالأنماط الفارسية والبيزنطية والإسلامية، في بداية عهده؛ فجاء خليطًا بينها، ومطورًا لبعضها؛ فعلى سبيل المثال، اقتبس العثمانيون القبّة الفارسية من الفرس الساسانيين، وأدخلوا عليها بعض التعديلات حتى أصبحت سِمَةً بارزة في معظم آثارهم المعمارية. وقد ازدهرت العِمارة العثمانية في عهد التوسع والفتوحات، ثم أصبح النشاط المعماري راكدًا كما الدولة في فترة الركود، وفي فترة لاحقة أدخل المعماريون أنماطًا معمارية من أوروبا الغربية، ودمجوها مع النمط العثماني، ومن هذه الأنماط: الباروكيه، الروكوكو، والنمط الإمبراطوري.

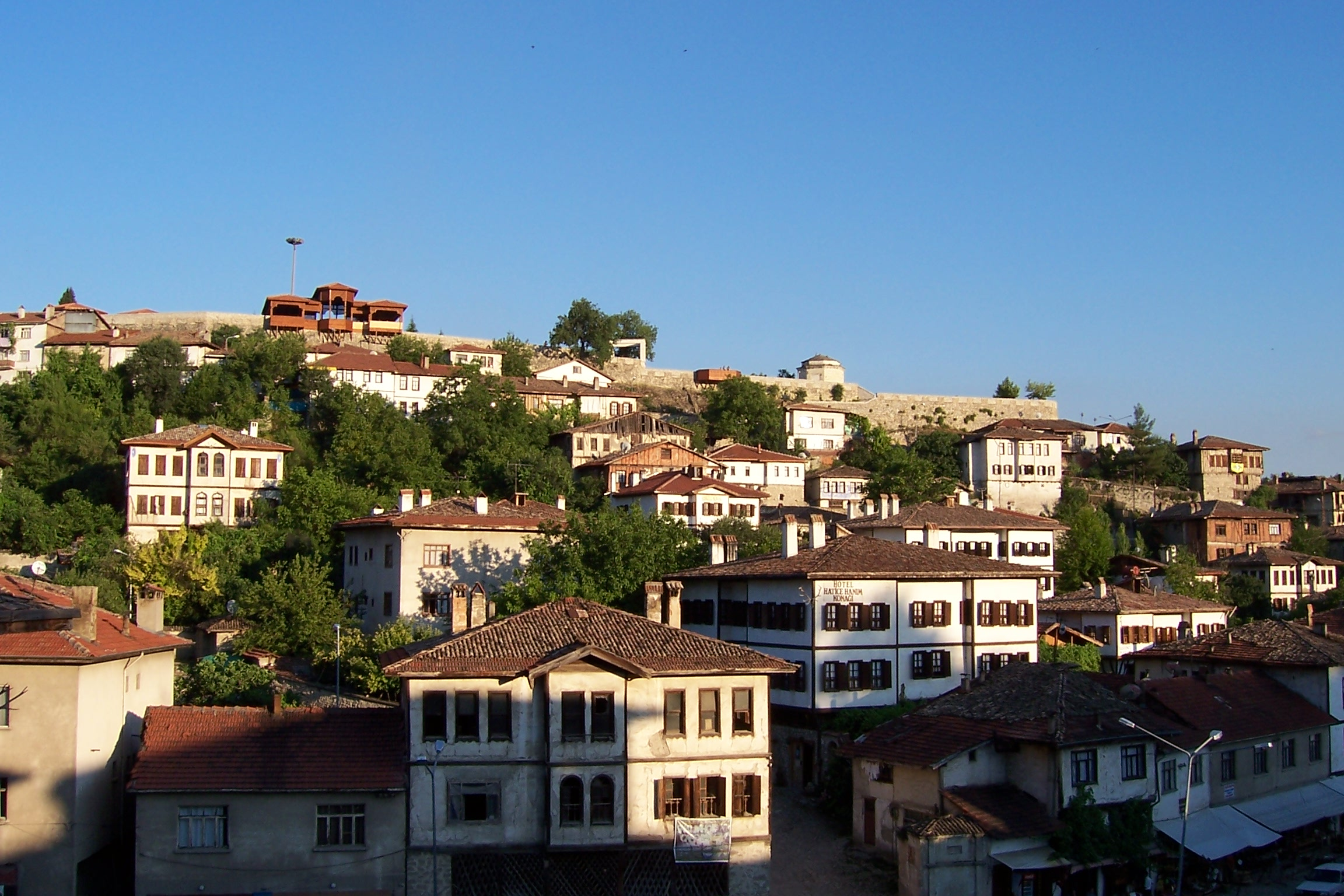
منازل عثمانية تقليدية في قرية "زعفرانبول"، أحد مواقع التراث العالمي.
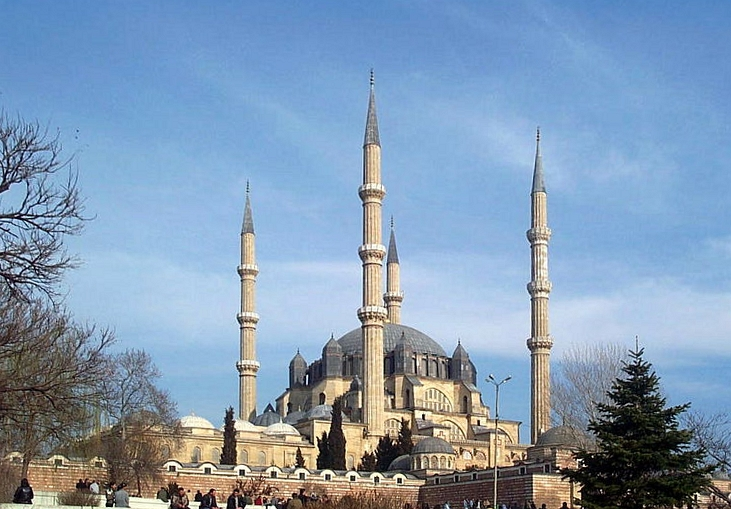
مسجد السلطان سليم الثاني أو مسجد سليمية في أدرنة.
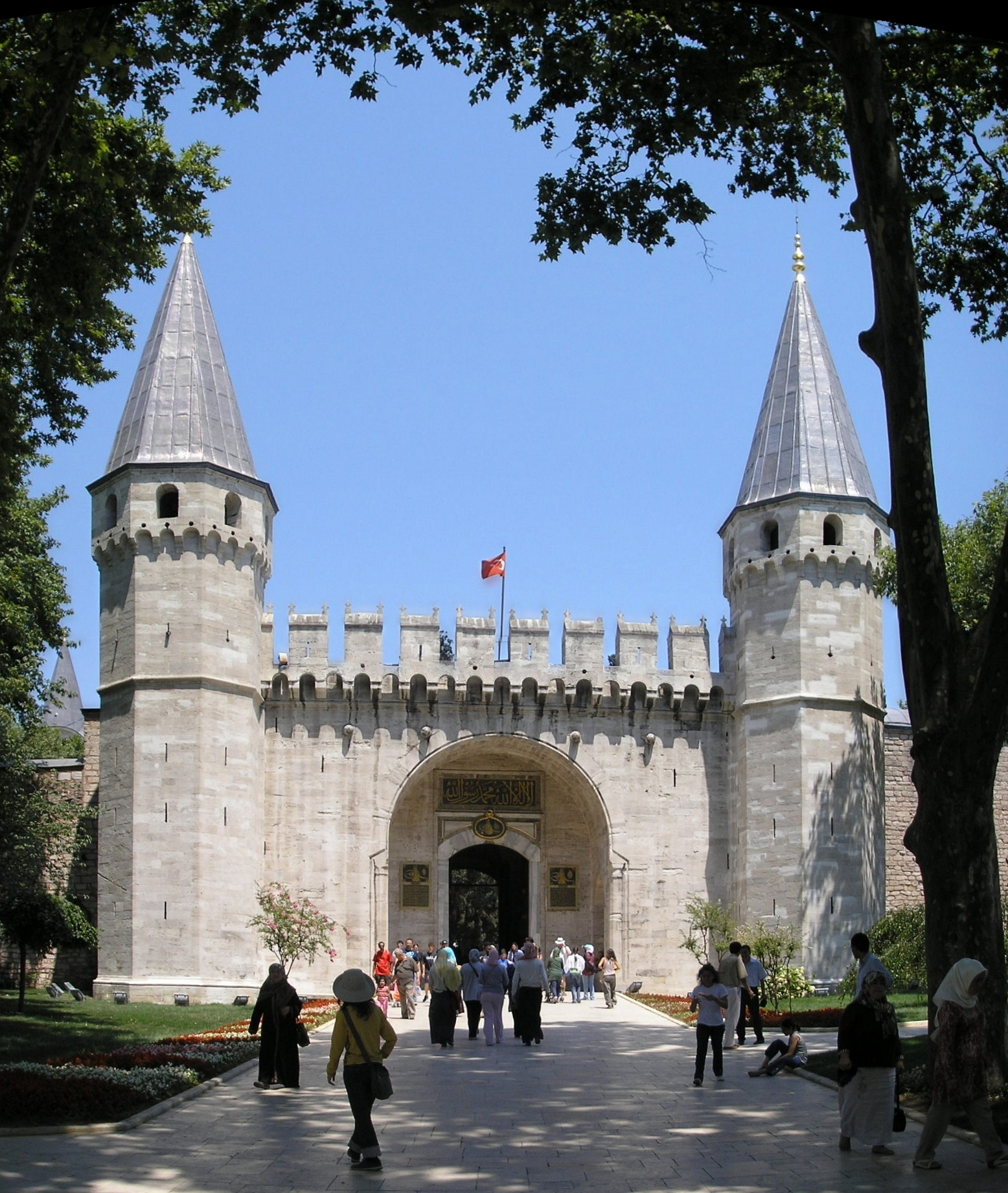
مدخل قصر الباب العالي في إسطنبول.
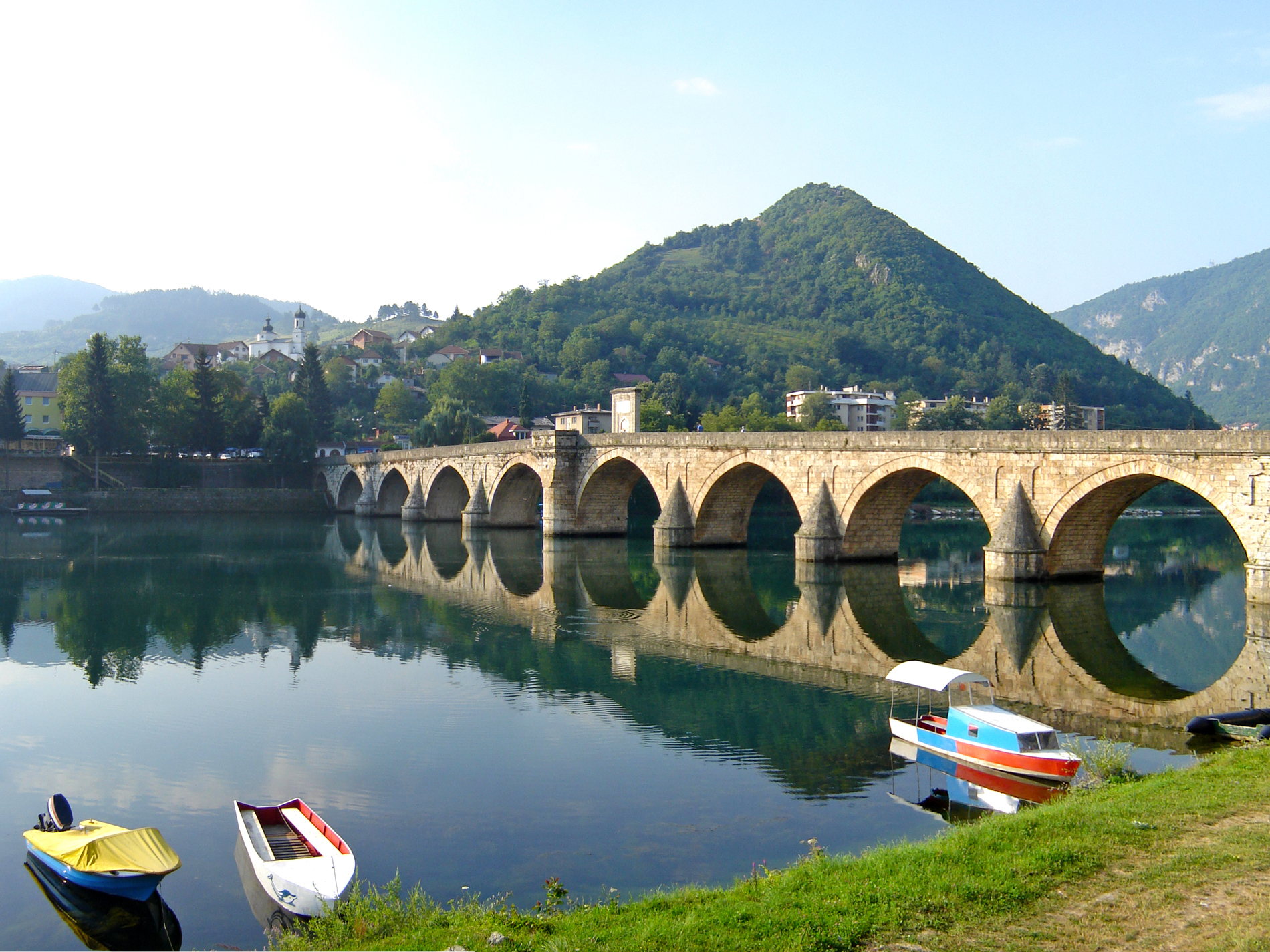
جسر محمد باشا في البوسنة والهرسك. أحد مواقع التراث العالمي.
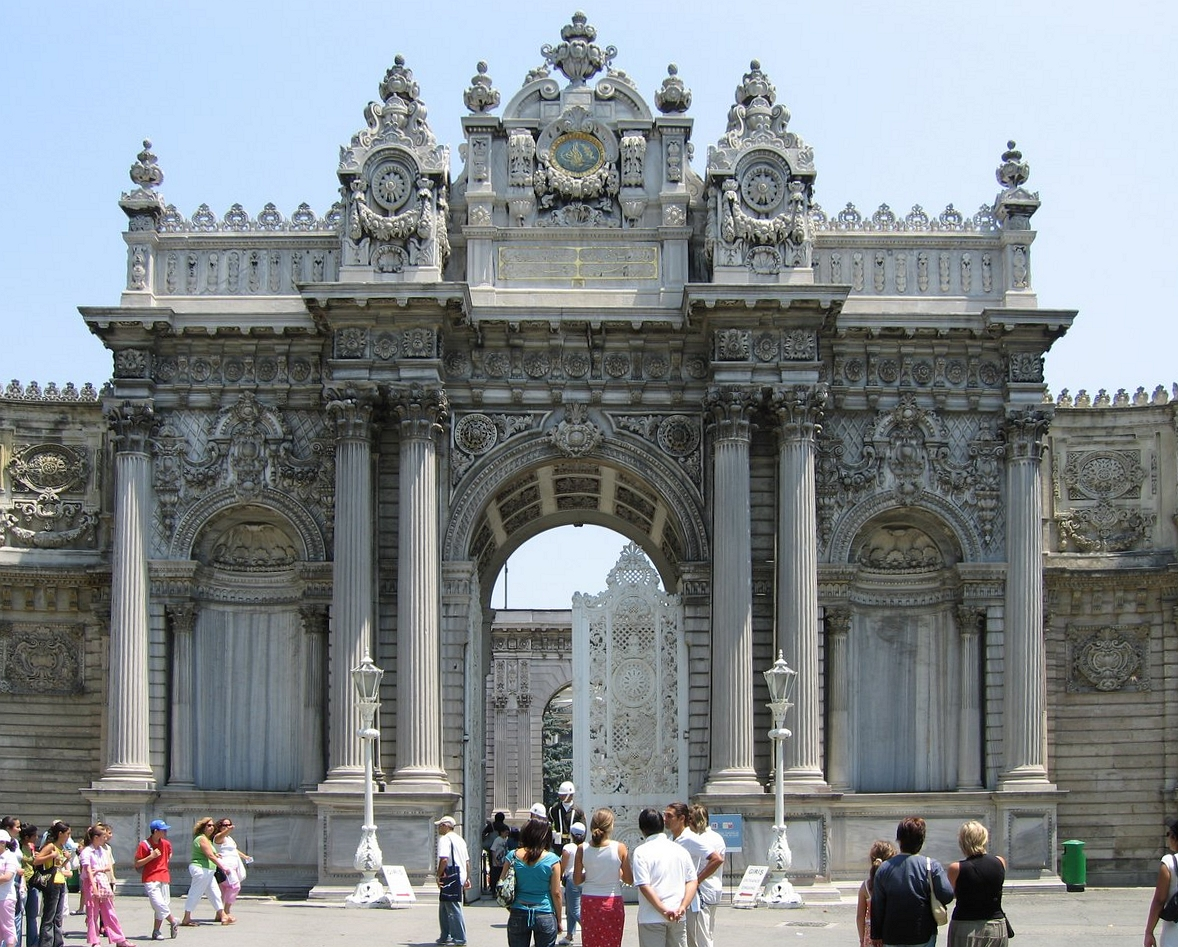
مدخل قصر طولمة باغجة في إسطنبول.
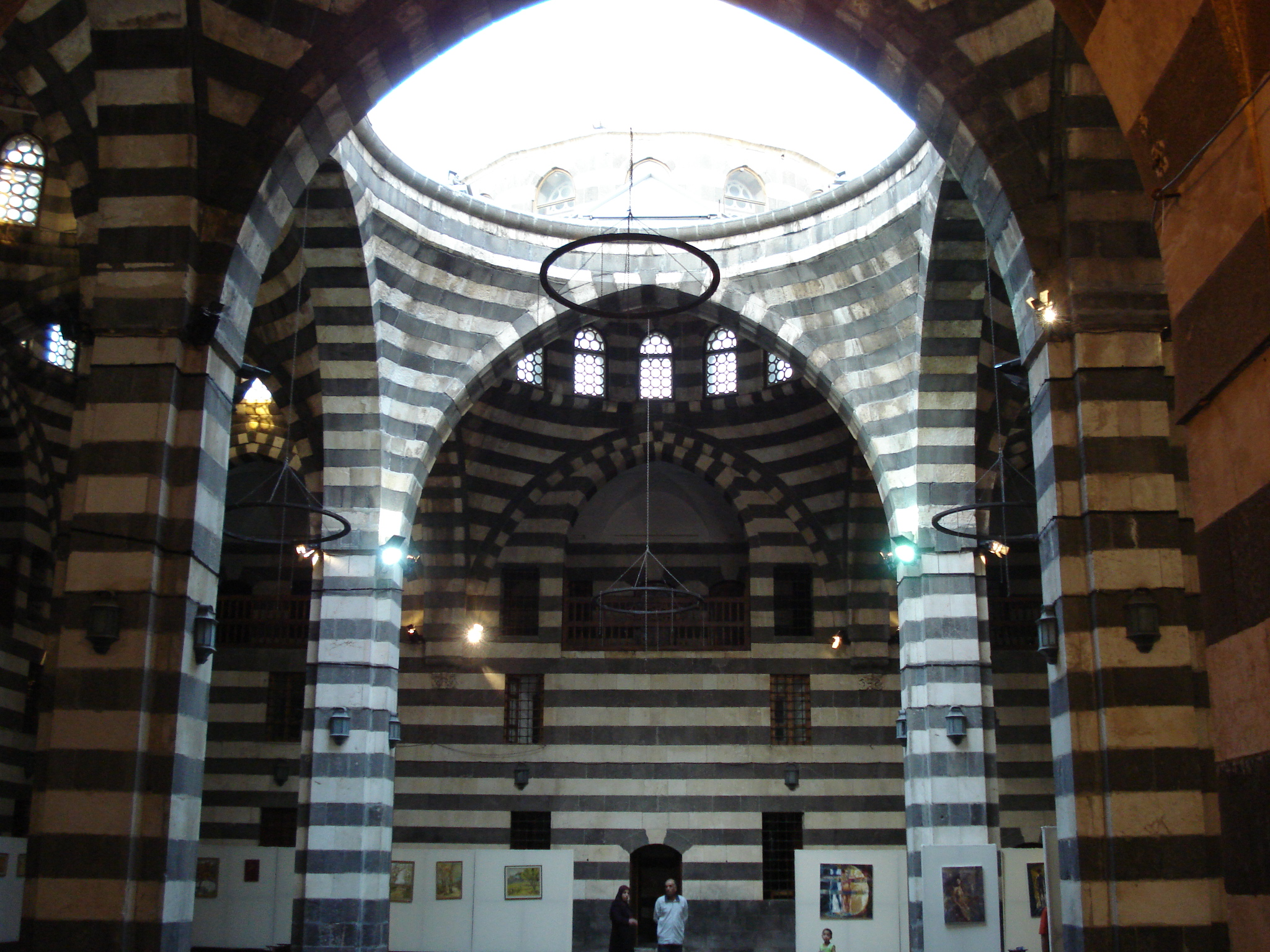
خان أسعد باشا في دمشق، سوريا.
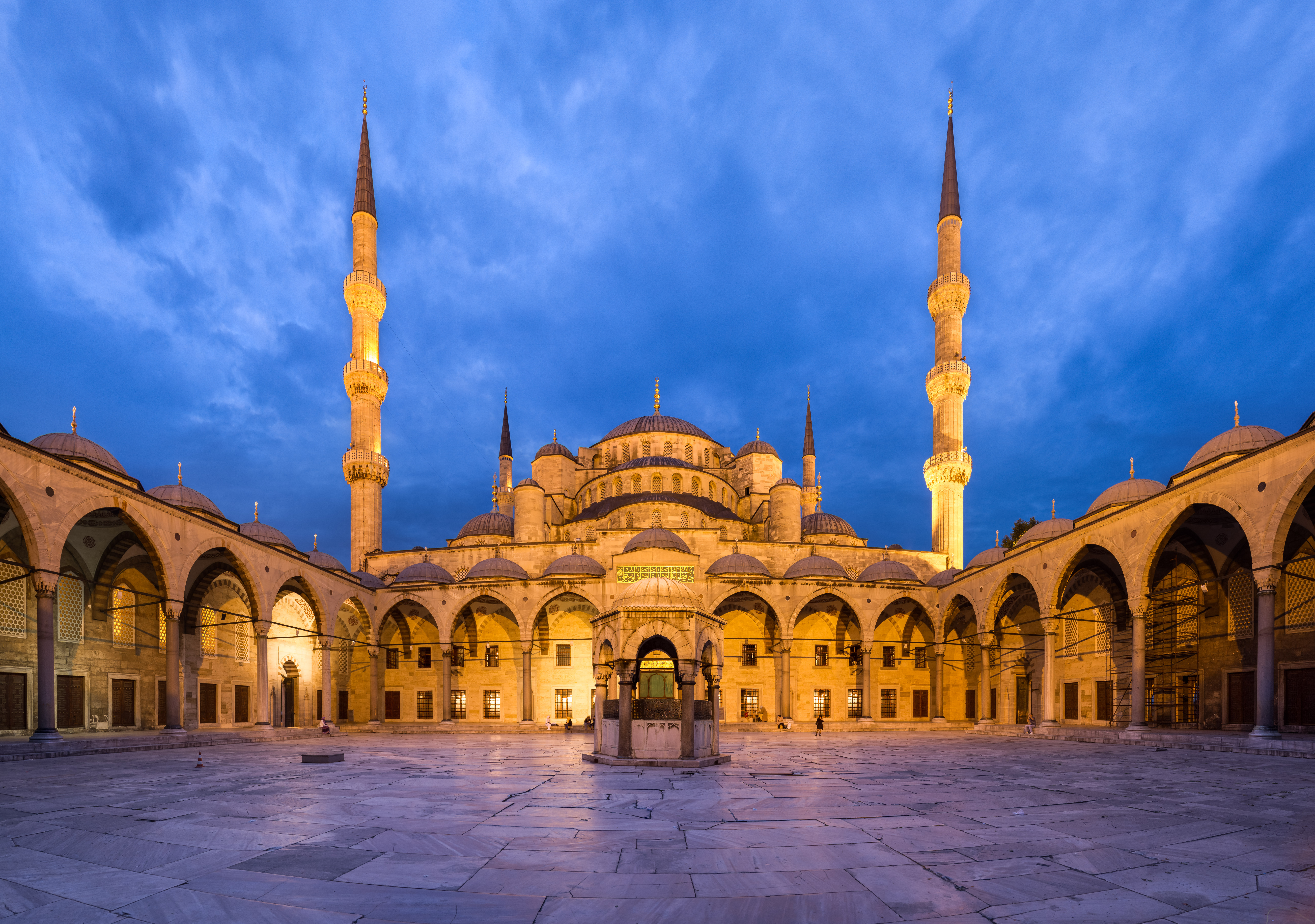
مسجد السلطان أحمد أو المسجد الأزرق.
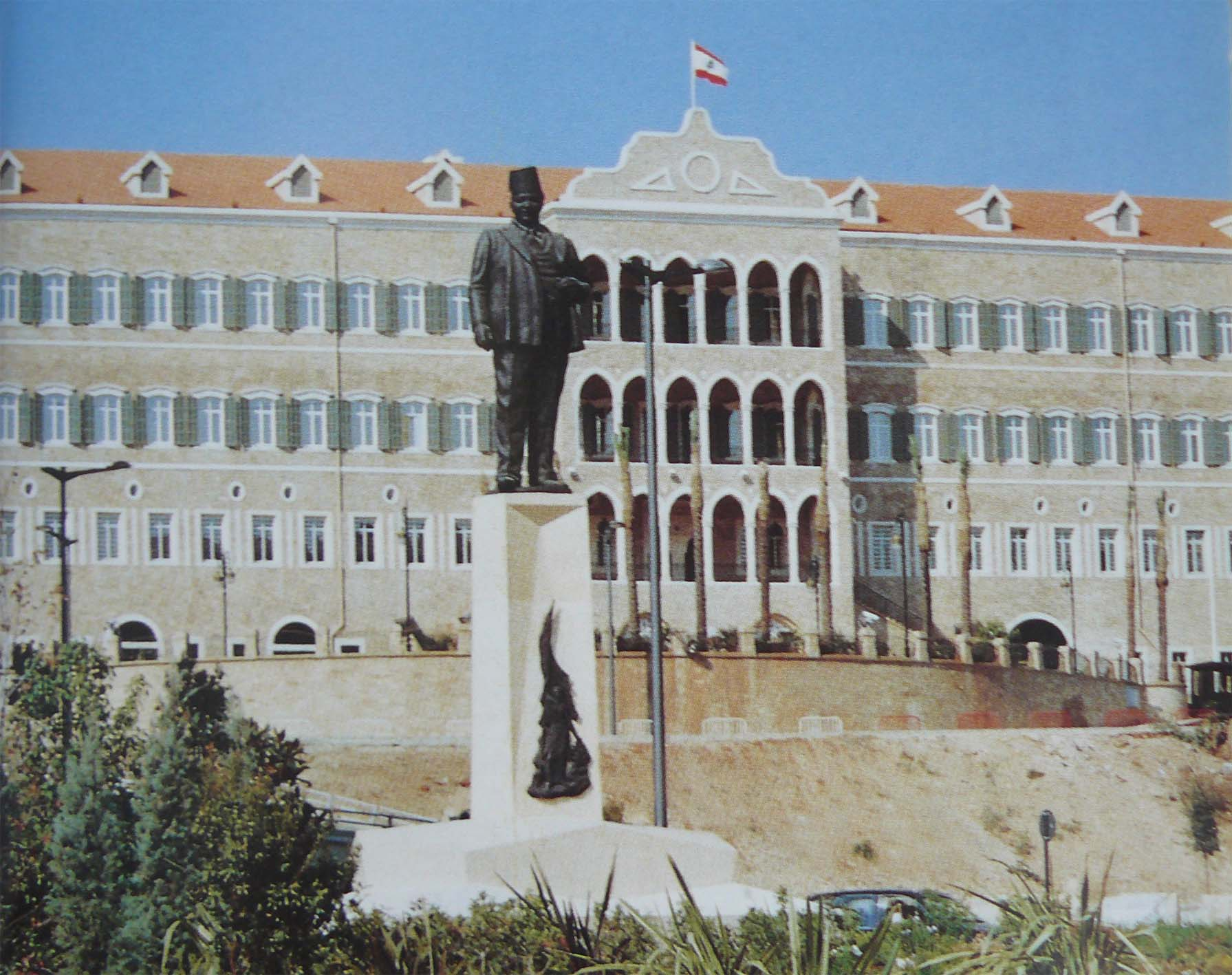
السراي الكبير، مقر الحكومة اللبنانية في بيروت.
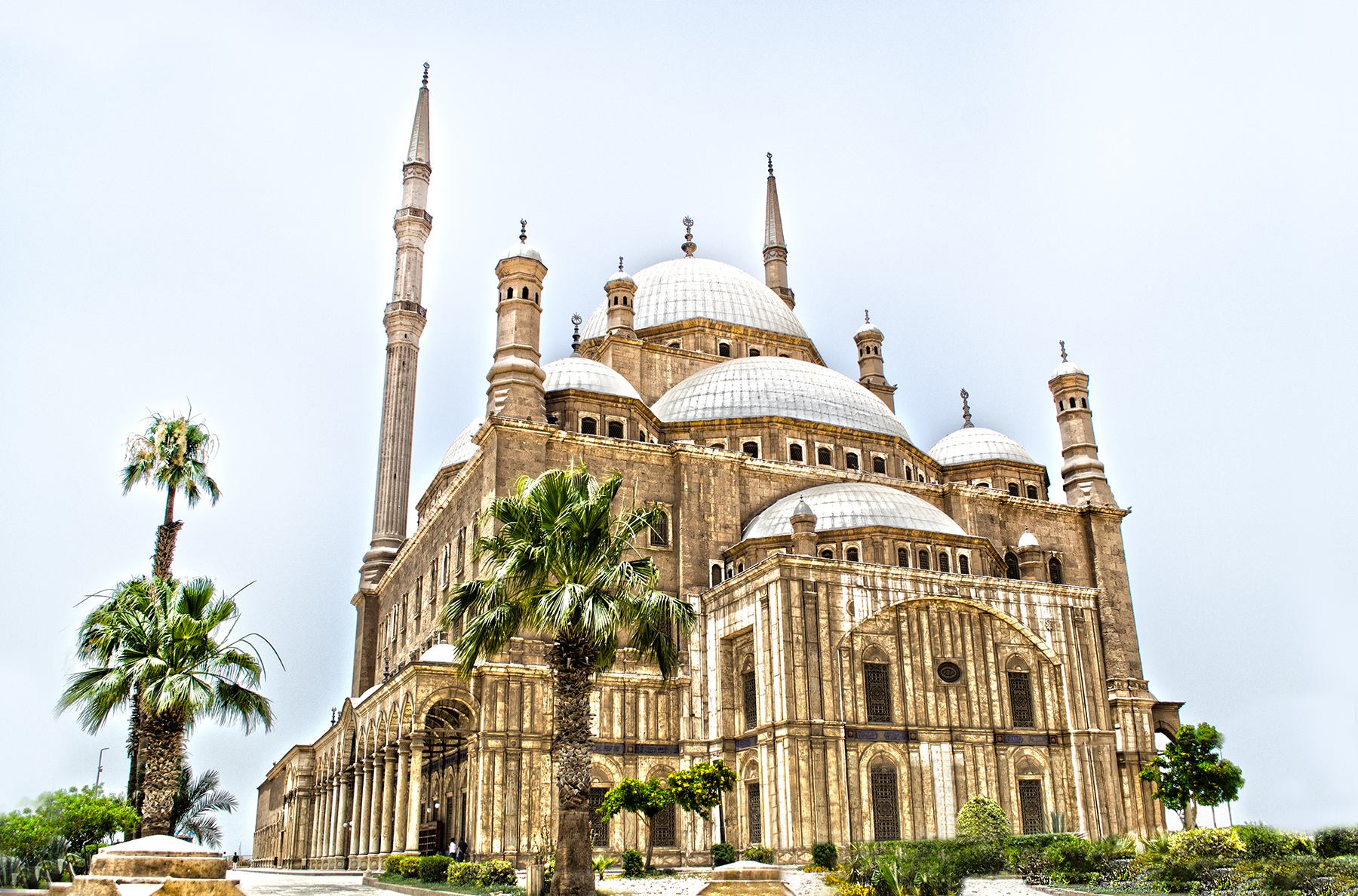
جامع محمد علي باشا في القاهرة.
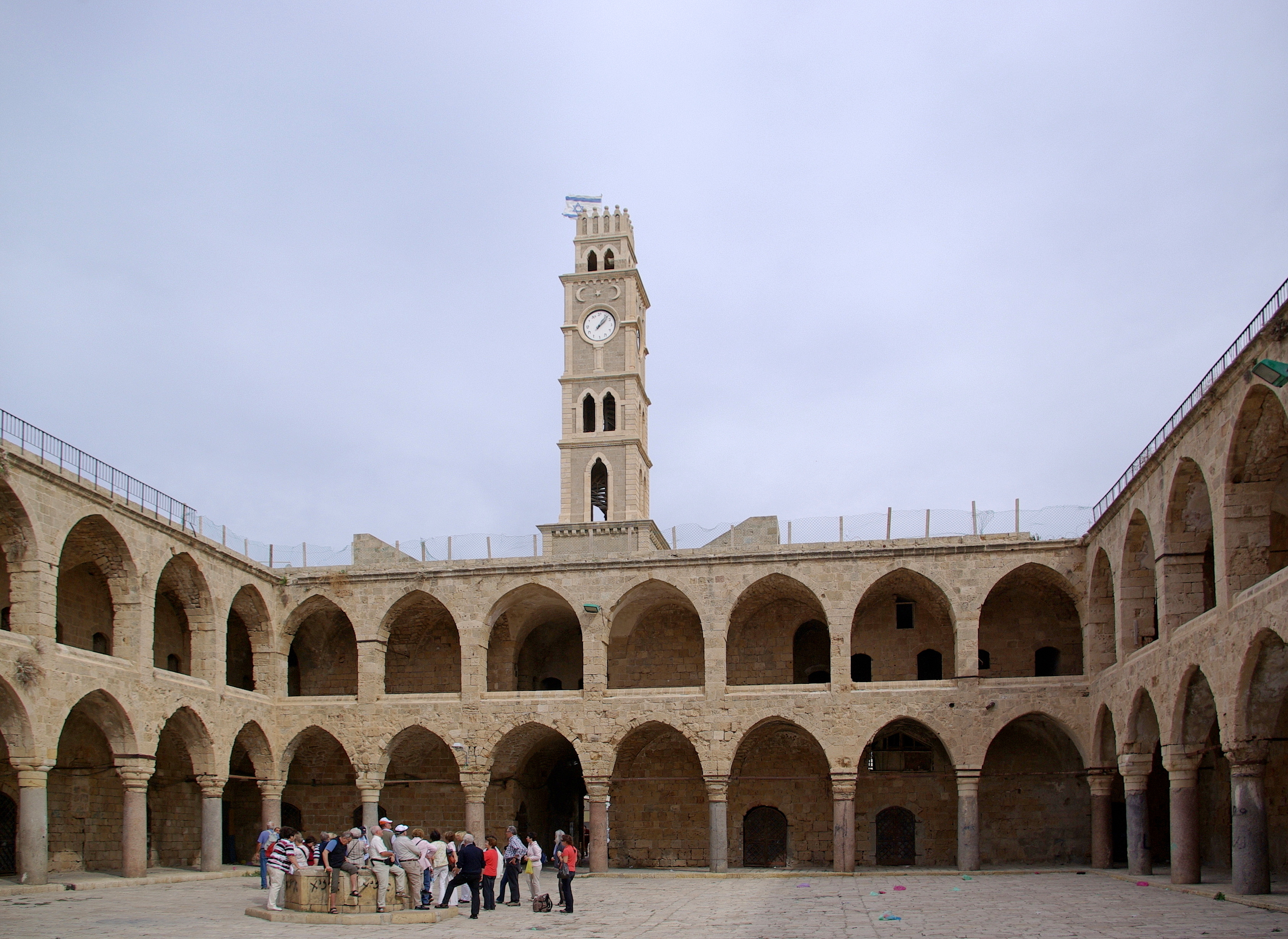
خان العمدان في عكا

تعتبر بعض المساجد من أبرز آثار العِمارة العثمانية، ومنها: مسجد السلطان محمد الفاتح في إسطنبول، وقد عهد السلطان محمد ببنائه إلى مهندس يوناني يُدعى «خريستو دولوس»، وهو من أروع آثار العمارة العثمانية وأقربها إلى الكمال. ومسجد السلطان أحمد في إسطنبول أيضًا، ومسجد السلطان بايزيد الذي يمتاز بفخامة موادّه البنائية وبزخرفته على الطريقة الفارسية. ومسجد السلطان سليمان القانوني، الذي نافس في جماله آيا صوفيا، والذي عُهد بتشييده إلى المهندس العثماني الشهير «سنان آغا». والواقع أن سنان هذا كان أعظم المهندسين العثمانيين على الإطلاق؛ فقد أنشأ، بالإضافة إلى هذا المسجد العظيم، عشرات المساجد الأخرى؛ منها: مسجد السلطان سليم الثاني، أو مسجد سليمية، وخمسًا وخمسين مدرسة، وسبعة عشر مطعمًا عموميًّا، وثلاث مستشفيات، وسبعة جسور، وثلاثة وثلاثين قصرًا، وثمانية عشر خانًا، وخمسة متاحف. وقد بلغ من براعة سنان آغا وبعض المهندسين الذين تلَوه أنهم دمجوا في تصاميمهم النمط البيزنطي بالنمط الصيني.

### الفنون والآداب

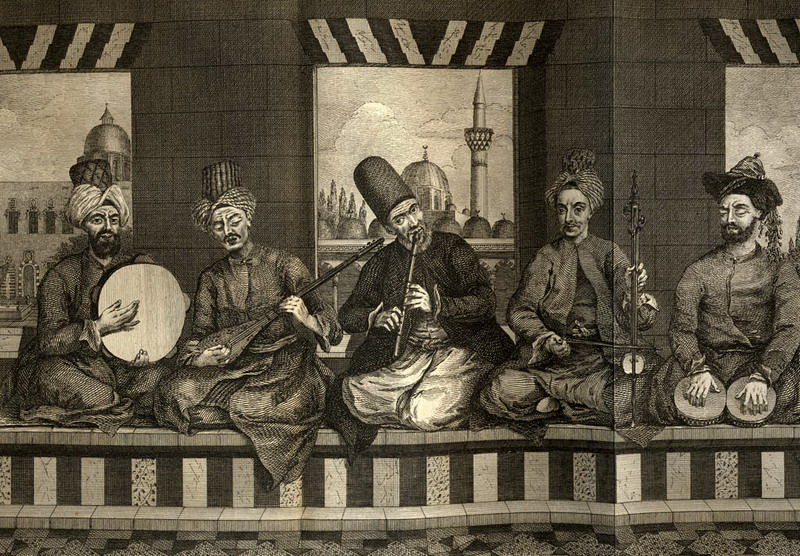
موسيقيون من حلب في أواسط القرن الثامن عشر يعزفون على آلات تركية وعربية هي: (من اليسار إلى اليمين) الدف، التنبور، الناي، الكمانچه، وطبلة النقرة.

اهتمت الطبقة الحاكمة العثمانية بالموسيقى والطرب، وبلغ من درجة اهتمام بعض السلاطين بالموسيقى والغناء أن نظموا بعض المقاطع الموسيقية بأنفسهم ولحنوها، ويعد السلطان سليم الثالث أحد هؤلاء السلاطين. وتتميز الموسيقى العثمانية، كما معظم السمات الحضارية للعثمانيين، أنها خليط من الموسيقى البيزنطية والعربية والفارسية، وكانت تُنظم وفق وحدات إيقاعية تُسمى «أصول»، ووحدات لحنيّة تُسمى «مقام»، وقد استخدم العثمانيون أدواتٍ موسيقيةً ابتُكرت في آسيا الوسطى؛ مثل الساز والكمنجة، وأخرى ابتكرها العرب مثل العود والتنبور والقانون والناي، ومن ثم أضافوا إليها بعض الأدوات الأوروبية؛ مثل الكمان والبيانو، وقد برز نوعان من الموسيقى في الدولة العثمانية، بفعل اتساع رقعة الدولة، وبعد الأقاليم عن بعضها البعض، وهذان النوعان هما: الموسيقى العثمانية التقليدية أو الكلاسيكية، والموسيقى العثمانية الفلكلورية، وكان هناك أشكل مميزة من الموسيقى العثمانية؛ أبرزها: موسيقى الإنكشارية، وموسيقى الغجر، وموسيقى الرقص الشرقي، وموسيقى الترك الفلكلورية، وقد اقتبس اليونانيون والشوام والمصريون وبعض الشعوب الأخرى بعض أشكال الموسيقى العثمانية، ودمجوها في ثقافتهم.
تأثّر الشعر العثماني بنظيره الفارسي تأثراً كبيراً، وبالشعر العربي إلى حد أقل، وكان لهذا الدمج بين اللغتين العربية والفارسية تأثير كبير في نشأة اللغة التركية العثمانية، وقد استمر الشعراء، وبعض السلاطين العثمانيين، في نظم الشعر بالفارسية والعربية، حتى وقت متأخر من القرن التاسع عشر، عندما أخذ الأتراك يلجؤون إلى اللغة التركية في نظم الشعر، وكان النثر العثماني سردًا لأحداث قديمة وقعت بالفعل، واستمر بصفته هذه حتى القرن التاسع عشر، عندما تأثّر بالروايات الأوروبية، وخاصةً الفرنسية، وأخذ الكتّاب يبتدعون قصصًا خيالية.
وقد أهمل العثمانيون فن التمثيل في بداية عهدهم، واستعاضوا عنه بعروض الدمى المتحركة، المعروفة باسم «كركوز وعواظ»، وقد انتشرت هذه الظاهرة الثقافية في معظم البلدان الشرقية الخاضعة للدولة، ولجأ إليها الناس للترفيه عن أنفسهم طيلة العهد العثماني، وظلت قائمة في بعض الأماكن لحين ظهور دور السينما ثم المذياع والتلفاز.

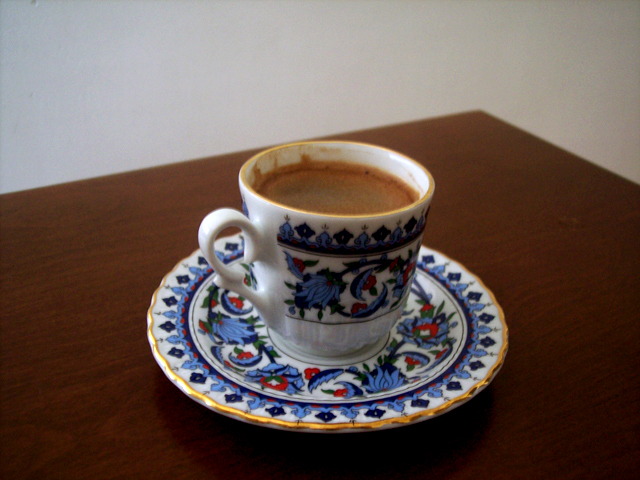
قهوة تركية، من أبرز سمات المطبخ العثماني المشتركة حاليًا بين تركيا وبلاد الشام والبلقان وشمال أفريقيا.

### المطبخ
يُقصد بالمطبخ العثماني ذلك المطبخ الذي كان سائدًا في العاصمة وعواصم الولايات، ومازالت مطابخ هذه المناطق العثمانية السابقة متطابقة أحيانًا، ومشتركة في أنواع معينة من المأكولات في أحيان أخرى، وقد انصهرت هذه المطابخ جميعها في الآستانة؛ ذلك أن السلاطين كانوا يحيطون أنفسهم بعدد من الطبّاخين من مختلف الولايات العثمانية، ويسمحون لهم بتجربة أشكال جديدة من الوصفات، أو خلط تلك الخاصة بهم مع أخرى خاصة بشعب آخر، وكان هؤلاء الطباخون ينشرون المأكولات الجديدة التي تعرفوا عليها في العاصمة في بلدانهم عندما يرجعون إليها، وبهذه الطريقة، بالإضافة إلى الولائم التي كان الولاة أو السلطان يقيمونها للرعايا وللفقراء في شهر رمضان، تعرّفت الشعوب الخاضعة للدولة العثمانية على مطابخ الدولة المختلفة.
ويمكن ملاحظة أثر المطبخ العثماني اليوم في الكثير من المطابخ الأوروبية الشرقية والشامية؛ مثل المطبخ اليوناني والصربي والبوسني والحلبي واللبناني والفلسطيني والدمشقي والأرمني وغيرها، ومن أبرز المأكولات المشتركة بين تركيا وعدد من الولايات العثمانية السابقة: القهوة التركية، واللحم بعجين، والكباب المعروف باسم «الشاورما»، واليبرق أو «ورق العريش» أو «ورق العنب»، والبقلاوة، وراحة الحلقوم، والبوريك، وغيرها كثير.

## الديمغرافيا
يُشكل احتساب عدد سكان الدولة العثمانية موضع جدال بين المؤرخين؛ ذلك أن المصادر الأولى التي تشير لهذه المسألة ضئيلة ومبهمة، ولم تعتمد الدولة العثمانية إحصاءً للسكان باستخدام الأساليب الحديثة حتى سنة 1831م، ولم يظهر الإحصاء الرسمي الأول حتى سنة 1881م، وعلى الرغم من ذلك لا تساعد هذه الإحصاءات على تحديد إجمالي عدد السكان؛ فإحصاء سنة 1831م، على سبيل المثال لا الحصر، احتسب الرجال فقط دون النساء، ولم يُغَطِّ كافة أنحاء الدولة.

### اللغة
كان هناك ثلاث لغات كبرى سائدة في الدولة العثمانية، وهذه اللغات هي: التركية، وهي اللغة الأم للأتراك، وقد تكلّم بها أغلبية سكان الأناضول وتراقيا، بالإضافة إلى المسلمين البلقانيين، عدا الألبان وسكان البوسنة، وبطبيعة الحال انتشرت اللغة التركية بين الأشخاص المثقفين من غير الأتراك، وبدرجة خاصة بين أولئك الموظفين في الدوائر الحكومية. كذلك كان للغة الفارسية انتشار محدود بين المثقفين العثمانيين، أما ثاني لغة من حيث الأهمية فكانت اللغة العربية، وقد تكلمها سكان المناطق العربية الخاضعة للحكم العثماني، بالإضافة إلى الأتراك وباقي الشعوب المسلمة في الدولة؛ كونها لغة الدين الإسلامي، غير أن من أتقنها وتكلمها بطلاقة كما العرب كان من الطبقة المثقفة أيضًا، وكانت اللغة التركية هي اللغة الرسمية للدولة العثمانية، وتختلف اللغة التركية العثمانية عن اللغة التركية الحديثة، من ناحية أنها كانت أكثر تأثرًا باللغتين العربية والفارسية، وقد اقتبست منهما مصطلحاتٍ عديدةً اختفت اليوم من المعجم التركي.
وقد انتشرت بعض اللغات الأخرى على نطاق ضيّق في الدولة العثمانية، ومنها: الكردية، والصربية، واليونانية، والمجرية، والأرمنية، والبلغارية، كذلك كان لبعض الطوائف لغاتها الطقسية الخاصة؛ مثل السريانية والقبطية للمسيحيين الشوام والمصريين، والعبرية بالنسبة لليهود، وقد اقتبس العرب، وخصوصاً الشوام والمصريون، عددًا من الكلمات التركية، وأصبحت تشكل جزءًا من لغة التواصل اليومية في بلادهم، ومن هذه الكلمات: بصمة، وأصلها «باصماق»، وتشير إلى وطأة القدم، و«بلكي» وتعني التوقع والاحتمال، و«بويا»؛ أصلها «بوياغ»، وتعني الطلاء، و«جمرك»، وتعني الضريبة التي تؤخذ على البضائع، و«دوغري»؛ تُلفظ «دوغرو»، وتعني المستقيم، وتُستخدم أيضًا في الإشارة للسير إلى الأمام، و«أوضة»؛ أصلها «أودة»، وتعني غرفة، و«برطمان»؛ أي: إناء زجاجي، وكلمات أخرى كثيرة.

### الدين
نتيجة اتساع رقعة الدولة العثمانية ضمت الكثير من أتباع المذاهب والديانات المختلفة، سواء أكانت إبراهيمية أم كانت غير إبراهيمية؛ فقد عاش في رُبوعها عدة ديانات مميزة لم توجد في مناطق أخرى من العالم، وفي مقدمتها: اليزيدية (الإيزيدية)، والصابئية المندائية، والسامرية، وقد سمح العثمانيون لليهود والمسيحيين أن يمارسوا شعائرهم الدينية بحرية تحت حماية الدولة، وفقًا لما تنص عليه الشريعة الإسلامية، وبهذا فإن أهل الكتاب من غير المسلمين كانوا يعتبرون رعايا عثمانيين، لكن دون أن يُطبق عليهم قانون الدولة؛ أي أحكام الشريعة الإسلامية، وفرض العثمانيون، كجميع الدول الإسلامية من قبلهم، الجزية على الرعايا غير المسلمين مقابل إعفائهم من الخدمة في الجيش.

#### الإسلام

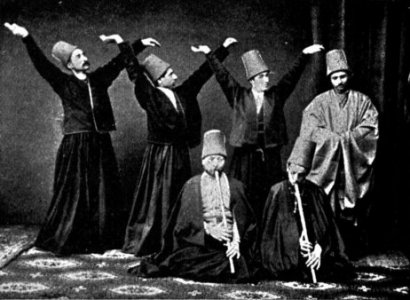
دراويش مولويون من سنة 1887.

كان الإسلام هو الدين الرسمي في الدولة العثمانية، وقد اعتنقته الأغلبية الساحقة من السكان في الولايات الآسيوية والأفريقية، وفي بعض أنحاء البلقان، وفقًا للمذهب السني، وكان هناك أقلية شيعية تنتشر انتشاراً رئيساً في بعض مناطق العراق كالنجف وبعض أنحاء الشام، كذلك كان هناك نسبة قليلة من الدروز والعلويين في لبنان وسوريا وفلسطين والأناضول. اتبع عدد من المسلمين العثمانيين الأتراك، بما فيهم كثير من السلاطين، عدّة طرق صوفية، ومنها الطريقة البكداشية والماتردية والباطنية والمولوية. ظهرت خلال العهد العثماني حركة عقائدية صوفية كبرى ذات أبعاد سياسية واقتصادية، وانطوت على محاولة التقريب بين الإسلام والمسيحية واليهودية، تلك كانت حركة الشيخ «بدر الدين»، وهي تتصدر أهم الحركات الدينية والاجتماعية على مدار التاريخ العثماني، كون الداعي لها قال ببعض الأفكار التي تناقض المعتقدات الإسلامية، ومنها إنكار الجنة والنار ويوم القيامة والملائكة والشياطين، وقصّر الشهادة على قسمها الأول، أي «لا إله إلا الله» وحذف نصفها الثاني، أي «محمد رسول الله»، ودعا إلى الزهد المطلق والمهدي المنتظر. وقد تمكنت هذه الدعوة من جذب الكثير من المسيحيين وقليل من اليهود وعدد من المسلمين، وقد استطاع العثمانيون إيقاف هذه الدعوة وتحجيمها، لكن اتباعها استمروا، وأصبحوا يعرفون باسم «العلاهيين».

#### المسيحية

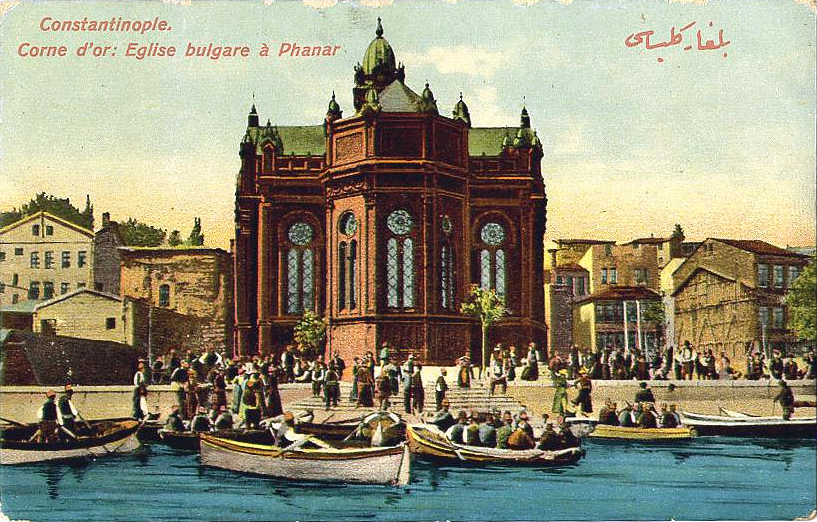
بطاقة بريدية عثمانية من أوائل القرن العشرين تُظهر كنيسة القديس أسطفان البلغارية في الآستانة.

كانت المسيحية الأرثوذكسية أكبر الملل غير الإسلامية في الدولة العثمانية، وقد انقسم أتباعها إلى عدّة كنائس أبرزها كنيسة الروم الأرثوذكس، والأرمن، والأقباط، والبلغار، والصرب، والسريان، وكانت هذه الكنائس تُطبق قانون جستنيان في مسائل الأحوال الشخصية. خصّ العثمانيون المسيحيين الأرثوذكس بعدد من الامتيازات في مجاليّ السياسة والتجارة، وكانت هذه في بعض الأحيان بسبب ولاء الأرثوذكسيين للدولة العثمانية. اتبع بعض المسيحيين الخاضعين للدولة العثمانية المذهب الكاثوليكي، لكنهم كانوا يشكلون أقلية طيلة عهد الدولة، وقد انتمت معظم الكنائس الكاثوليكية إلى الفرع الشرقي، وأبرزها: الكنيسة المارونية والكنيسة الآشورية والروم الكاثوليك وغيرها. كانت علاقة الدولة العثمانية ببعض الكنائس علاقة سلمية أغلب عهدها، فكان الروم الأرثوذكس يذعنون عن طيب خاطر للسلطان طالما لم يتعرض لهم أحد في دينهم، وسمح السلاطين، وأولهم محمد الفاتح، سمحوا للأرمن ببناء كنائسهم داخل حدود الآستانة، فيما كان البيزنطيين يعتقدون أن الأرمن هراطقة ولم يسمحوا لهم بممارسة شعائرهم داخل جدران القسطنطينية، وأعطى العثمانيون للموارنة امتيازًا ميزهم عن سائر الطوائف المسيحية، وهو عدم وجوب طلب البطريرك والمطارنة الفرمان من الباب العالي، كي تعترف الحكومة بسلطتهم على رعاياهم، وأعاد العثمانيون إنشاء الكنيسة البلغارية الأرثوذكسية، بعد أن كانت قد حُلّت سابقًا ودُمجت في جسم كنيسة الروم الأرثوذكس.

#### اليهودية

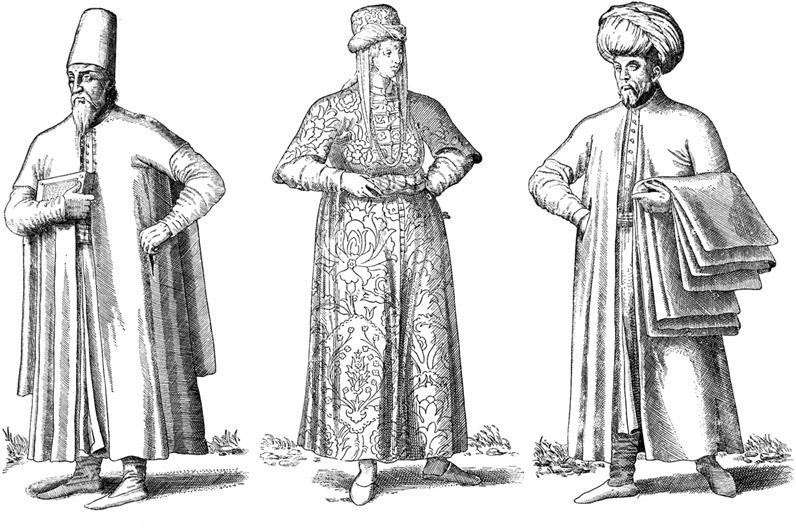
رسم ليهود عثمانيين من القرن السابع عشر.

سكن اليهود مناطق عديدة من الدولة العثمانية، وقد ازداد عدد اليهود السفارديين بعد سقوط الأندلس، عندما وفدت جموع منهم إلى جانب الأندلسيين المسلمين إلى أنحاء مختلفة من الدولة، وخصوصاً الآستانة وسالونيك وبعض مدن الشام ومصر، وكان رئيس الطوائف اليهودية يُعرف باسم «حاخام باشي» أو «باشا الحاخامات». يقول بعض المؤرخين أن اليهود العثمانيين لعبوا دورًا في إسقاط الدولة العثمانية عن طريق تعاونهم مع اليهود الأوروبيين والداعين للصهيونية، كما وساهموا في تشويه صورة الدولة لاحقًا، ويوضح آخرون أن سياسة الدولة العثمانية كانت تقوم على تشجيع اليهود على الهجرة إلى ممتلكاتها، غير أنها كانت تخشى أن يقيم اليهود دولة لهم في منطقة حول القدس، فيؤدي ذلك إلى فصم بلاد الشام منها، والاستئثار بالمدينة المقدسة.
ساءت علاقة العثمانيين بالعديد من الطوائف غير الإسلامية في أواخر عهد الدولة لأسباب مختلفة، منها بروز الحركات القومية التي تبنتها شعوب غالبًا ما كانت تتعاطف معها بعض الطوائف كونها تنتمي لذات القومية أو المذهب الديني، وعند نشوب الحرب العالمية الأولى ضيّق العثمانيون الخناق على الرعايا المسيحيين منعًا لحصول أي اتصال بينهم وبين أعداء الدولة من البريطانيين والروس والفرنسيين، وخلال هذه الفترة ارتكبت الدولة بضعة أعمال واتخذت بعض الإجراءات التي نجم عنها قتل وتشريد الكثير من المسيحيين واليهود، وقد اعتبر البعض هذه الأعمال مجازر ومذابح هادفة لاضطهاد الأقليات الدينية، فيما اعتبرها آخرون أعمالًا قد تقوم بها أي دولة في زمن الحرب للحفاظ على أمنها.

## القانون والقضاء
كانت الشريعة الإسلامية هي أساس القانون العثماني. وفي بادئ الأمر كان «قاضي العسكر» هو رأس الهيئة القضائية. ثم عُيّن إلى جانبه قاضيان آخران أحدهما لأفريقيا والثاني لأوروبا. ولم تكن سلطة قضاة الجيش هؤلاء مقصورة على الشؤون العسكرية، بل تعدتها إلى نواحي القانون بأكمله. وكان هؤلاء القضاة هم الذين يُعينون الموظفين القضائيين والقضاة ونوابهم. وكان يتلو قضاة الجيش في الترتيب «العلماء الكبار» وهم قضاة العاصمة، ثم «العلماء الصغار» الذين كانوا يتولون القضاء في عشر مدن ثانوية من مدن الولايات كبغداد وصوفيا. أما قضاة الدرجة الثانية وما دونها فكانوا ينقسمون إلى طبقات ثلاث وهم: المفتشون، والقضاة، ونواب القضاة. وكانت الهيئات القضائية كلها تخضع لمفتيّ الآستانة الذي كان يحمل لقب «شيخ الإسلام». وكان شيخ الإسلام هذا يُفتي في ما يُرفع إليه من المسائل القضائية، وكثيرًا ما كان السلاطين يستصدرون منه الفتوى كلّما أقدموا على اتخاذ قرار مصيري يتصل بشؤون السلم أو الحرب.

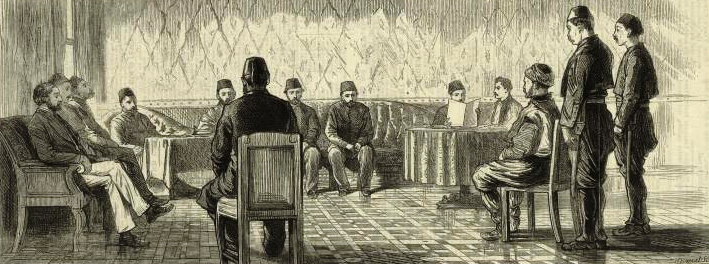
جلسة محاكمة عثمانية من سنة 1877.

اعتمد السلطان عبد المجيد الأول تدوين القانون المدني العثماني كخطوة من خطواته التنظيمية، فجعل كبار الفقهاء والعلماء يجمعون التشريعات في ما أصبح يُعرف بمجلة الأحكام العدلية. تتكون هذه المجلة من ستة عشر كتاب أولها كتاب البيوع وآخرها كتاب القضاء، وكل كتاب يتناول موضوع ومكون من أبواب، وكل باب مكون من فصول. صدرت المجلة سنة 1882م، وهي تعتبر أول تدوين للفقه الإسلامي في المجال المدني في إطار بنود قانونية، على مذهب الإمام أبي حنيفة النعمان. وهي القاعدة التي بُني عليها القانون المدني في أغلب الدول العربية مثل العراق ومصر والأردن.

## الجيش

### القوات غير النظامية (1237–1365)

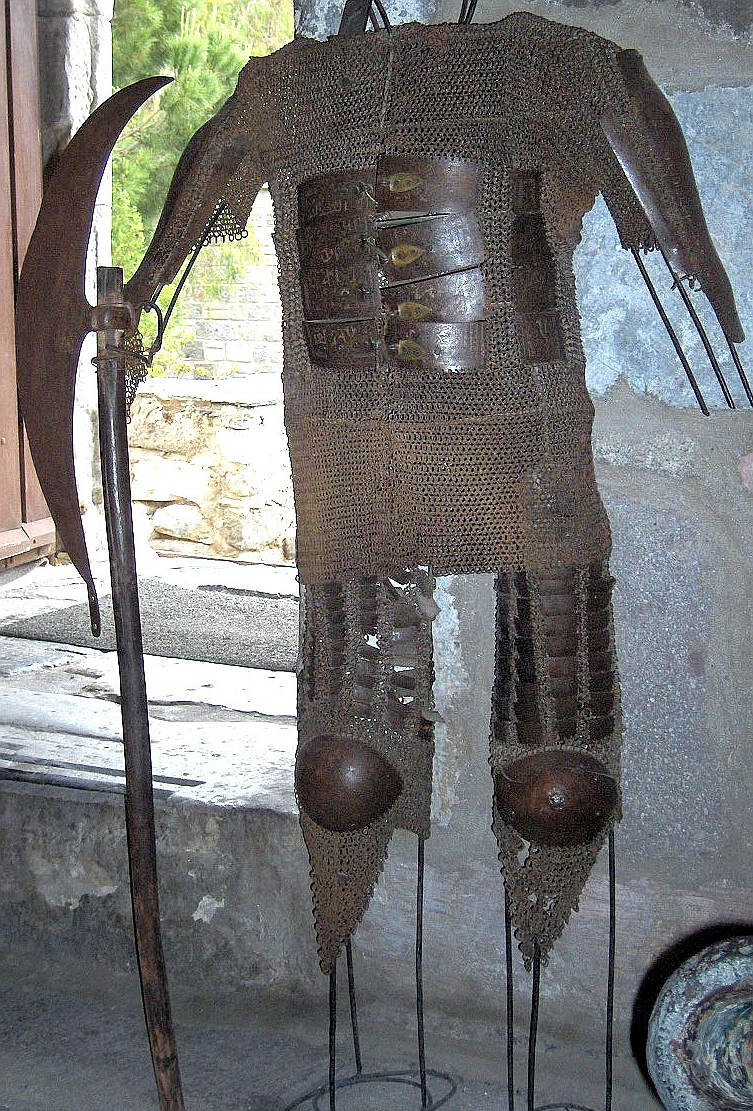
درع عثماني من الفترة السابقة على إنشاء الجيش النظامي.

لم يكن للإمارة العثمانية عند قيامها جيش نظامي تعتمد عليه، وقد وقع عبء الفتوحات الأولى على عاتق المجاهدين والباحثين عن الغنائم وجماعات الدراويش، وكانوا كلهم من الفرسان، فيجتمعون في مكان محدد عن طريق المنادين، ثم يخرجون إلى الحرب، فإذا انتهت تفرّقت جموعهم وعاد كل واحد إلى عمله الأساسي. وقد اعتمد العثمانيون، منذ أول ظهورهم في التاريخ، نظامًا إقطاعيًّا كان الهدف منه تأمين مصدر ثابت لإمداد جيوشهم بالجند، يغنيهم عن إنشاء جيش نظامي دائم، ويُوفر لهم نفقاته، وكان أساس هذا النظام هو إقطاع أو منح المحاربين بعض المقاطعات الزراعية، مقابل التزامهم بأن يكونوا دومًا على استعداد للسير إلى الحرب متى يُدعون إليها، مع أعداد من الفرسان من أتباعهم تتناسب ومساحة الإقطاعة الممنوحة لكل منهم، وأن يجهزوهم بكل ما يحتاجون إليه من خيل وسلاح.

### الجيش النظامي الأول (1365–1828)

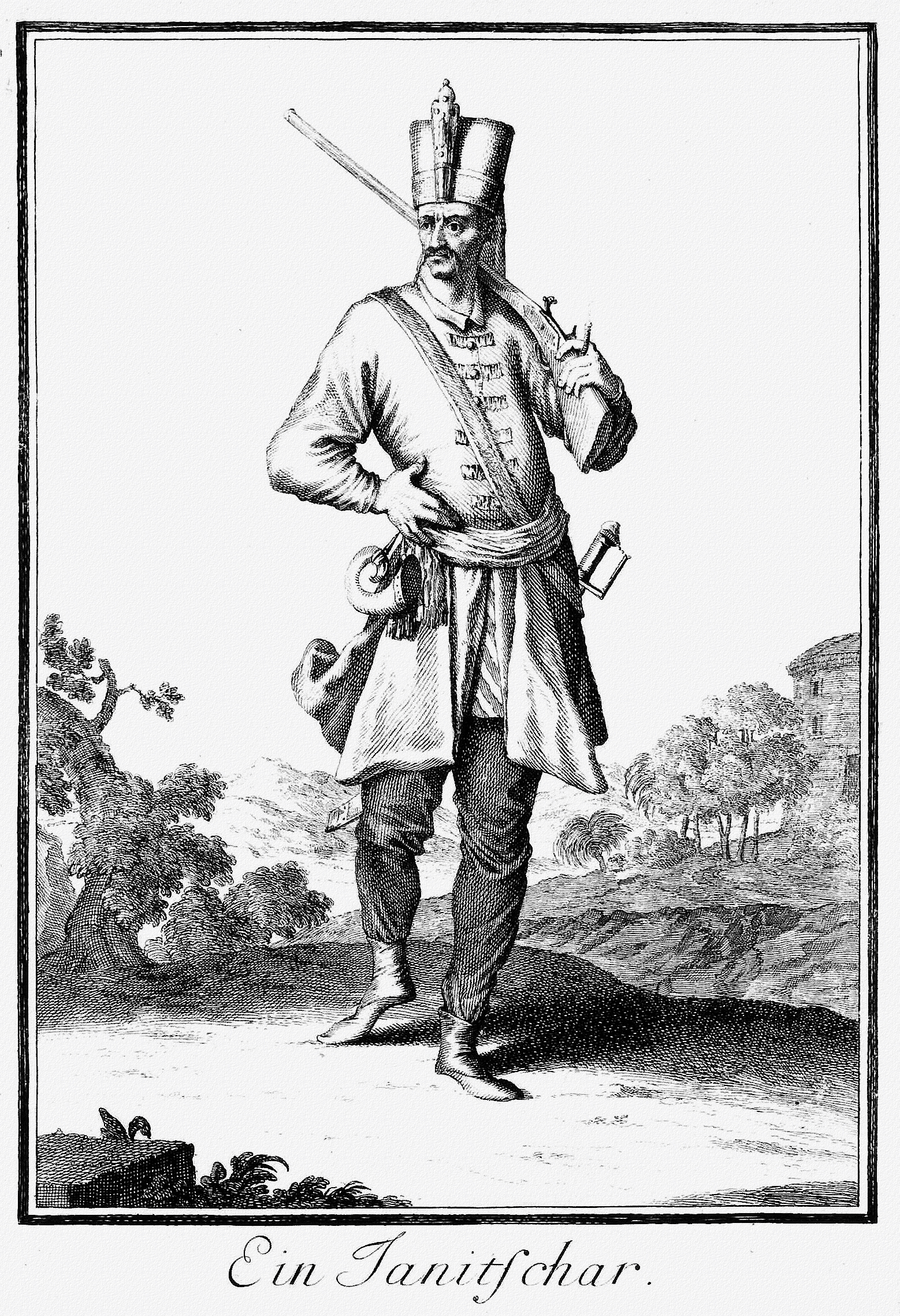
جندي من الإنكشارية.

يُعتبر السلطان أورخان الأول مؤسس الجيش العثماني الحقيقي؛ فقد أدرك من خلال معاركه حاجته إلى جيش من المشاة يستطيع فتح القلاع، واقتحام الأسوار المنيعة، ولا يعرف أفراده حرفة سوى القتال، فأنشأ أول الأمر جيشًا نظاميًّا مؤلفًا من فرق متعددة، كل فرقة منقسمة إلى وحدات تتألف من عشرة أنفار، ومائة نفر، وألف نفر، ثم اختار ألفًا من أسرى الحروب، وأغلبهم من صغار السن، بين السابعة والعاشرة، وضمّ إليهم الأولاد المسيحيين المشردين والأيتام الذين توفي آباؤهم أو أمهاتهم خلال الغزوات والمعارك، ثم صهر الجميع في بوتقة واحدة، وأنشأهم على الدين الإسلامي وعلى التعلق بشخصه والإخلاص له وللدين والوطن؛ فكان هؤلاء هم نواةَ جيش الإنكشارية (بالتركية العثمانية: يڭيچرى؛ أي الجيش الحديث).
كان الإنكشارية لا يعرفون حرفة ولا عملًا إلا القتال والحرب، وقد تألّف الجيش الإنكشاري من ثلاث فرق مختلفة؛ هي: السكمان والجماعة والفرقة، وكان رئيسه الأعلى يُعرف باسم «آغا الإنكشارية»، ثم تكاثر عدد الإنكشارية مع الزمن فبلغ في بعض الأحوال ستين ألفًا، وجميع المؤرخين متفقون على إطراء روح النظام التي تميّز بها هؤلاء الجنود في العصر الذهبي للدولة؛ فلم يكن عندهم مكان للخمر أو قمار أو غير ذلك من الآفات التي عرفتها جيوش أوروبا في تلك العهود، ولكن الفساد ما لبث أن دبّ في هذا الجيش مع الزمن؛ فاعتاد الإنكشارية أن يتمردوا ويطالبوا بالهبات السخية كلما ارتقى العرش سلطان جديد، وقد شكلوا في العهود المتأخرة عقبة كانت تحول دون الإصلاح والتجديد، فأبادهم السلطان محمود الثاني عن بكرة أبيهم، وألغى جميع أزيائهم وألقابهم، ثم أنشأ العثمانيون، إلى جانب جيش المشاة، جيشًا من الفرسان عُرف باسم «الفرسان السواري» أو سپاهی، ويُعرفهم معظم الكتّاب العرب باسم «الفرسان السيباه»، وقد لعب هؤلاء دورًا كبيرًا في تقدم الفتوح عبر أوروبا، لكنهم أصيبوا بالفساد كما الإنكشارية في أواخر عهدهم، واشتركوا معهم في نفس المصير، كما عُني العثمانيون بسلاح المدفعية عناية عظمى، وأنشؤوا فرقة خاصة في الجيش؛ هي فرقة المدفعية أو «الطوبجيّة»، وكانت المدفعية تتقدم الجيش عند الهجوم، في حين كان الإنكشارية يرافقون طليعة الجيش.

### الجيش النظامي الثاني (1826-1922)

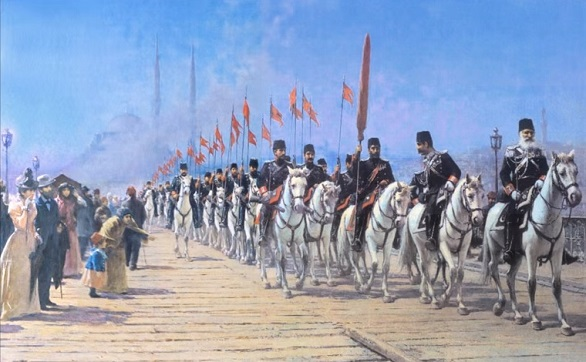
رسم للخيالة العثمانيين بعد الإصلاحات العسكرية للسلطانين محمود الثاني وعبد المجيد الأول.

بعد أن قضى السلطان محمود الثاني على الإنكشارية، أقدم على إلغاء جميع الفرق العسكرية غير المنتظمة، وأضحى الجيش كله مؤلفًا من جنود منتظمين، مسلحين بالأسلحة الحديثة، وصل تعدادهم بحلول عام 1826م إلى اثني عشر ألف جندي، وارتفع هذا العدد إلى خمسة وسبعين ألفًا، بحلول عام 1828م، وقد أطلق السلطان على الجيش الجديد اسم «العساكر المنصورة المحمدية»، واستدعى ضباطًا ومهندسين فرنسيين وألمانًا لتدريب أفراده وفق النموذج الأوروبي، كما أسس السلطان أكاديمية عسكرية في عام 1834م، وأرسل بعض خريجيها إلى العواصم الأوروبية لاستكمال دراساتهم العليا، وظل الجيش العثماني موجودًا بصفة رسمية حتى قيام الجمهورية التركية، عندما أصبحت جميع القوات العثمانية إلى جانب قوّات مصطفى كمال تُشكل القوات المسلحة التركية، وكان للجيش العُثماني الثاني نشيدًا خاصًّا كما كان حال مُعظم جيوش العالم آنذاك.

### البحريةوالأسطول

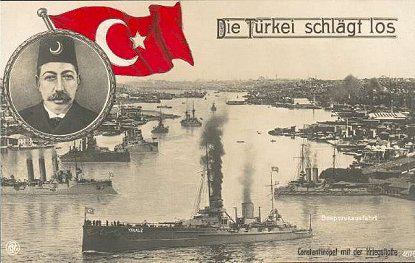
صورة للأسطول العثماني داخل مضيق القرن الذهبي على بطاقة بريدية ألمانية تعود للسنوات الأولى من الحرب العالمية الأولى. وأعلاها نص ألماني معناه «تركيا تضرب».

أنشأ العثمانيون أسطولًا بحريًّا كبيرًا ساعدهم في كثير من فتوحاتهم البرية والبحرية على السواء، ولعلّ الفضل في تعزيز الأسطول العثماني يعود إلى السلطان محمد الفاتح أولًا، ولمّا تولّى العرش السلطان سليم الأول واصل تعزيز هذا السلاح، ثم جاء سليمان القانوني فزاد عدد سفنه فبلغت ثلاثمائة. وكان الأسطول العثماني يتألّف من دوارع ثقيلة وطرّادات خفيفة، وكان مزودًا بمدفعية قوية، ولكن الدولة أهملت الأسطول، في أواخر القرن السادس عشر، فتضاءل عدد قطعه، واقتصر نشاطه على خفر السواحل تقريبًا. وفي عهد الإصلاحات والتنظيمات حاول السلطان محمود الثاني النهوض بالبحرية؛ فبنى سفينة المحمودية التي كانت لسنوات عدة أكبر سفينة حربية في العالم، وحاول السلطان عبد العزيز الأول إحياء البحرية العثمانية من جديد وزيادة قطعها؛ فبنى أسطولًا كان الأكبر في العالم، بعد أساطيل بريطانيا وفرنسا، واستحصل من بريطانيا على أوّل غواصة حربية من نوعها، وعلى الرغم من كل ذلك اعتقد السلطان أن الأسطول العثماني غير مؤهل ليواجه نظيره الروسي في معركة مباشرة، فأمر بإبقاء السفن داخل مضيق القرن الذهبي، فحُبست طيلة 30 سنة، وقد أسست جمعية الاتحاد والترقي، بعد أن استلمت الحكم في البلاد، «جمعية البحرية العثمانية» الهادفة لشراء سفن حربية جديدة، بغية تطوير الأسطول العثماني.

### سلاح الجو
تأسس سلاح الجو العثماني في شهر حزيران/ يونيو من سنة 1909م، وبهذا يُعتبر من أقدم أسلحة الجو في العالم، وقد تلقّى الطيارون العثمانيون تدريبهم في ألمانيا إجمالًا، وقاتلوا على جبهات عديدة أثناء الحرب العالمية الأولى، من جليقة غربًا إلى القوقاز شرقًا، واليمن جنوبًا، وفي عام 1912م افتُتحت أول مدرسة للطيران في الدولة العثمانية، وبدأ الجيش العثماني بتعليم وتدريب ضباطه الطيران لأول مرة، ومع إنشاء هذه المدرسة زاد الاهتمام بهذا المجال، وزاد عدد الموظفين العاملين فيه في فترة قصيرة.

### باللُّغة العربيَّة
1. ↑  بريتانيكا، إسطنبول:حينما أنشأت الجمهورية التركية في سنة 1923، انتقلت العاصمة إلى مدينة أنقرة، وسُميت القسطنطينية "إسطنبول" بشكل رسمي في سنة 1930. نسخة محفوظة 18 ديسمبر 2007 على موقع واي باك مشين.
2. ↑  "عملة ورقية عثمانية بالأبجدية العربية". مؤرشف من الأصل في 2017-03-28. اطلع عليه بتاريخ 2010-08-26.
3. ↑  بعض القواعد النحوية للغة التركية نسخة محفوظة 26 مارس 2016 على موقع واي باك مشين.
4. ↑  الموقع الرسمي للبحرية التركية: "Atlantik'te Türk Denizciliği" نسخة محفوظة 16 أبريل 2009 على موقع واي باك مشين.
5. ↑  "النص الكامل لمعاهدة لوزان (1923)". Wwi.lib.byu.edu. مؤرشف من الأصل في 2019-05-23. اطلع عليه بتاريخ 2010-08-26.
6. ↑  تاريخ الدولة العليّة العثمانية، تأليف: الأستاذ محمد فريد بك المحامي، تحقيق: الدكتور إحسان حقي، دار النفائس، الطبعة العاشرة: 1427 هـ - 2006 م، صفحة: 738 - 740 ISBN 9953-18-084-9
7. ↑  المصور في التاريخ، الجزء السادس. تأليف: شفيق جحا، منير البعلبكي، بهيج عثمان، دار العلم للملايين، صفحة 114-115
8. 1 2  كوبرولي، محمد فؤاد: قيام الدولة العثمانية: صفحة 119-122
9. ↑  أ.د. محمد سهيل طقّوش: تاريخ الأيوبيين في مصر وبلاد الشام وإقليم الجزيرة: صفحة 329-335
10. 1 2  تاريخ الدولة العليّة العثمانية، تأليف: الأستاذ محمد فريد بك المحامي، تحقيق: الدكتور إحسان حقي، دار النفائس، الطبعة العاشرة: 1427 هـ - 2006 م، صفحة: 115 ISBN 9953-18-084-9
11. 1 2  أ.د. محمد سهيل طقّوش: تاريخ العثمانيين من قيام الدولة إلى الانقلاب على الخلافة: صفحة 25 ISBN 978-9953-18-443-2
12. 1 2 3 4  أ.د. محمد سهيل طقّوش: تاريخ العثمانيين من قيام الدولة إلى الانقلاب على الخلافة: صفحة 26 ISBN 978-9953-18-443-2
13. 1 2 3 4  المصور في التاريخ، الجزء السادس. تأليف: شفيق جحا، منير البعلبكي، بهيج عثمان، دار العلم للملايين، صفحة 116
14. ↑  تاريخ الدولة العليّة العثمانية، تأليف: الأستاذ محمد فريد بك المحامي، تحقيق: الدكتور إحسان حقي، دار النفائس، الطبعة العاشرة: 1427 هـ - 2006 م، صفحة: 116 ISBN 9953-18-084-9
15. ↑  الميرالآي إسماعيل سرهنك: تاريخ الدولة العثمانية: صفحة 14
16. ↑  (بالتركية) السلطان عثمان خان الأول، الموقع الرسمي لوزارة الثقافة التركية نسخة محفوظة 5 مارس 2016 على موقع واي باك مشين.
17. ↑  Nicolle, p. 7.
18. 1 2  تاريخ الدولة العليّة العثمانية، تأليف: الأستاذ محمد فريد بك المحامي، تحقيق: الدكتور إحسان حقي، دار النفائس، الطبعة العاشرة: 1427 هـ - 2006 م، صفحة: 129 ISBN 9953-18-084-9
19. 1 2 3  قصة إسلام: السلطان الغازي مراد الأول (761- 791هـ). تاريخ التحرير: الأحد، 28 آذار/مارس 2010 نسخة محفوظة 6 مارس 2016 على موقع واي باك مشين.
20. 1 2 3 4 5  المصور في التاريخ، الجزء السادس. تأليف: شفيق جحا، منير البعلبكي، بهيج عثمان، دار العلم للملايين، صفحة 120
21. ↑  أ.د. محمد سهيل طقّوش: تاريخ العثمانيين من قيام الدولة إلى الانقلاب على الخلافة: صفحة 72 ISBN 978-9953-18-443-2
22. 1 2  تاريخ الدولة العليّة العثمانية، تأليف: الأستاذ محمد فريد بك المحامي، تحقيق: الدكتور إحسان حقي، دار النفائس، الطبعة العاشرة: 1427 هـ - 2006 م، صفحة: 147 ISBN 9953-18-084-9
23. 1 2 3 4 5 6  المصور في التاريخ، الجزء السادس. تأليف: شفيق جحا، منير البعلبكي، بهيج عثمان، دار العلم للملايين، صفحة 122-123
24. ↑  أ.د. محمد سهيل طقّوش: تاريخ العثمانيين من قيام الدولة إلى الانقلاب على الخلافة: صفحة 92 ISBN 978-9953-18-443-2
25. ↑  أ.د. محمد سهيل طقّوش: تاريخ العثمانيين من قيام الدولة إلى الانقلاب على الخلافة: صفحة 106 ISBN 978-9953-18-443-2
26. 1 2  تاريخ الدولة العليّة العثمانية، تأليف: الأستاذ محمد فريد بك المحامي، تحقيق: الدكتور إحسان حقي، دار النفائس، الطبعة العاشرة: 1427 هـ - 2006 م، صفحة: 164 ISBN 9953-18-084-9
27. 1 2 3  قصة إسلام: محمد الفاتح وفتح القسطنطينية، تاريخ التحرير: الخميس، 17 تموز/يوليو 2008 نسخة محفوظة 10 أغسطس 2016 على موقع واي باك مشين.
28. 1 2 3  أ.د. محمد سهيل طقّوش: تاريخ العثمانيين من قيام الدولة إلى الانقلاب على الخلافة: صفحة 135-137 ISBN 978-9953-18-443-2
29. ↑  حليم: صفحة 72، أوزتونا: الجزء الأول، صفحة 190
30. ↑  الجميّل، سيار: العثمانيون وتكوين العرب الحديث: صفحة 332-333
31. 1 2  قصة الإسلام: السلطان بايزيد الثاني (886- 918هـ): سيطرة سليم الأول على الحكم، تاريخ التحرير: الثلاثاء، 06 نيسان/أبريل 2010 نسخة محفوظة 19 يونيو 2016 على موقع واي باك مشين.
32. ↑  تاريخ الدولة العليّة العثمانية، تأليف: الأستاذ محمد فريد بك المحامي، تحقيق: الدكتور إحسان حقي، دار النفائس، الطبعة العاشرة: 1427 هـ - 2006 م، صفحة: 187 ISBN 9953-18-084-9
33. ↑  دائرة المعارف التركية، مقالة "سليم"، بقلم "سينساسي ألتيطاغ": الجزء الأول، صفحة 323-334
34. ↑  أ.د. محمد سهيل طقّوش: تاريخ العثمانيين من قيام الدولة إلى الانقلاب على الخلافة: صفحة 147-151 ISBN 978-9953-18-443-2
35. 1 2 3  المصور في التاريخ، الجزء السادس. تأليف: شفيق جحا، منير البعلبكي، بهيج عثمان، دار العلم للملايين، صفحة 130-131
36. ↑  السيرة الذاتية للسلطان سليم القاطع وُصل لهذا المسار في 2007-09-16 [وصلة مكسورة] نسخة محفوظة 29 سبتمبر 2007 على موقع واي باك مشين.
37. 1 2  المصور في التاريخ، الجزء السادس. تأليف: شفيق جحا، منير البعلبكي، بهيج عثمان، دار العلم للملايين، صفحة 141-142
38. 1 2  قصة الإسلام: الخليفة سليمان الأول (القانوني) (926- 974هـ)، تاريخ التحرير: الثلاثاء، 06 نيسان/أبريل 2010 نسخة محفوظة 12 ديسمبر 2016 على موقع واي باك مشين.
39. ↑  Imber, 50.
40. ↑  أ.د. محمد سهيل طقّوش: تاريخ العثمانيين من قيام الدولة إلى الانقلاب على الخلافة: صفحة 212 ISBN 978-9953-18-443-2
41. 1 2 3 4 5  المصور في التاريخ، الجزء السادس. تأليف: شفيق جحا، منير البعلبكي، بهيج عثمان، دار العلم للملايين، صفحة 146
42. 1 2 3 4  قصة الإسلام: الخليفة سليم الثاني (974- 982هـ)، تاريخ التحرير: الثلاثاء، 06 نيسان/أبريل 2010 نسخة محفوظة 6 مارس 2016 على موقع واي باك مشين.
43. 1 2 3 4 5 6 7  تاريخ الدولة العليّة العثمانية، تأليف: الأستاذ محمد فريد بك المحامي، تحقيق: الدكتور إحسان حقي، دار النفائس، الطبعة العاشرة: 1427 هـ - 2006 م، صفحة: 253-258 ISBN 9953-18-084-9
44. ↑  تاريخ الدولة العليّة العثمانية، تأليف: الأستاذ محمد فريد بك المحامي، تحقيق: الدكتور إحسان حقي، دار النفائس، الطبعة العاشرة: 1427 هـ - 2006 م، صفحة: 259 ISBN 9953-18-084-9
45. ↑  بروكلمان: صفحة 509، أوزتونا: الجزء الأول، صفحة 400
46. 1 2 3  أ.د. محمد سهيل طقّوش: تاريخ العثمانيين من قيام الدولة إلى الانقلاب على الخلافة: صفحة 243 ISBN 978-9953-18-443-2
47. ↑  قصة الإسلام: العثمانيون في النصف الأول من القرن الحادي عشر الهجري، تاريخ التحرير: الثلاثاء، 06 نيسان/أبريل 2010 نسخة محفوظة 5 مارس 2016 على موقع واي باك مشين.
48. 1 2 3  تاريخ الدولة العليّة العثمانية، تأليف: الأستاذ محمد فريد بك المحامي، تحقيق: الدكتور إحسان حقي، دار النفائس، الطبعة العاشرة: 1427 هـ - 2006 م، صفحة: 267-270 ISBN 9953-18-084-9
49. ↑  تاريخ الدولة العثمانية: الجزء الأول، الفصل السابع: الدولة العثمانية في القرن السابع عشر، اتجاه إلى الاستقرار أم انحدار؟ بقلم روبير مانتران: صفحة 343
50. 1 2  تاريخ الدولة العليّة العثمانية، تأليف: الأستاذ محمد فريد بك المحامي، تحقيق: الدكتور إحسان حقي، دار النفائس، الطبعة العاشرة: 1427 هـ - 2006 م، صفحة: 271-285
51. ↑  تاريخ الدولة العليّة العثمانية، تأليف: الأستاذ محمد فريد بك المحامي، تحقيق: الدكتور إحسان حقي، دار النفائس، الطبعة العاشرة: 1427 هـ - 2006 م، صفحة: 304 ISBN 9953-18-084-9
52. 1 2 3 4 5 6 7 8  قصة الإسلام: العثمانيون في القرن الثاني عشر الهجري، تاريخ التحرير: الثلاثاء، 06 نيسان/أبريل 2010 نسخة محفوظة 11 أبريل 2016 على موقع واي باك مشين.
53. ↑  أ.د. محمد سهيل طref>Akın Alıcı, Hayata Yön Veren Sözler, 2004قّوش: تاريخ العثمانيين من قيام الدولة إلى الانقلاب على الخلافة: صفحة 258 ISBN 978-9953-18-443-2
54. ↑  تاريخ الدولة العليّة العثمانية، تأليف: الأستاذ محمد فريد بك المحامي، تحقيق: الدكتور إحسان حقي، دار النفائس، الطبعة العاشرة: 1427 هـ - 2006 م، صفحة: 320-326 ISBN 9953-18-084-9
55. ↑  تاريخ الدولة العليّة العثمانية، تأليف: الأستاذ محمد فريد بك المحامي، تحقيق: الدكتور إحسان حقي، دار النفائس، الطبعة العاشرة: 1427 هـ - 2006 م، صفحة: 383 ISBN 9953-18-084-9
56. 1 2  المصور في التاريخ، الجزء السابع. تأليف: شفيق جحا، منير البعلبكي، بهيج عثمان، دار العلم للملايين، لبنان والأحداث المجاورة، صفحة 104-122
57. 1 2 3 4 5 6 7  قصة الإسلام: العثمانيون في النصف الأول من القرن الثالث عشر الهجري، تاريخ التحرير: الثلاثاء، 06 نيسان/أبريل 2010 نسخة محفوظة 21 ديسمبر 2014 على موقع واي باك مشين.
58. 1 2  تاريخ الدولة العليّة العثمانية، تأليف: الأستاذ محمد فريد بك المحامي، تحقيق: الدكتور إحسان حقي، دار النفائس، الطبعة العاشرة: 1427 هـ - 2006 م، صفحة: 404-409 ISBN 9953-18-084-9
59. ↑  تاريخ الدولة العليّة العثمانية، تأليف: الأستاذ محمد فريد بك المحامي، تحقيق: الدكتور إحسان حقي، دار النفائس، الطبعة العاشرة: 1427 هـ - 2006 م، صفحة: 410 ISBN 9953-18-084-9
60. 1 2  المصور في التاريخ، الجزء السابع. تأليف: شفيق جحا، منير البعلبكي، بهيج عثمان، دار العلم للملايين، محمد علي والي مصر، صفحة 155
61. 1 2 3 4  أ.د. محمد سهيل طقّوش: تاريخ العثمانيين من قيام الدولة إلى الانقلاب على الخلافة: صفحة 327-334 ISBN 978-9953-18-443-2
62. ↑  تاريخ الدولة العليّة العثمانية، تأليف: الأستاذ محمد فريد بك المحامي، تحقيق: الدكتور إحسان حقي، دار النفائس، الطبعة العاشرة: 1427 هـ - 2006 م، صفحة: 430-447 ISBN 9953-18-084-9
63. 1 2 3 4 5 6 7 8  المصور في التاريخ، الجزء السابع. تأليف: شفيق جحا، منير البعلبكي، بهيج عثمان، دار العلم للملايين، الحملة المصرية، صفحة 153-170
64. ↑  أ.د. محمد سهيل طقّوش: تاريخ العثمانيين من قيام الدولة إلى الانقلاب على الخلافة: صفحة 363 ISBN 978-9953-18-443-2
65. 1 2 3 4 5 6  قصة الإسلام: الدولة العثمانية في مرضها الأخير، تاريخ التحرير: الثلاثاء، 06 نيسان/أبريل 2010 نسخة محفوظة 6 مارس 2016 على موقع واي باك مشين.
66. ↑  الشناوي: الجزء الأول، صفحة 222-223
67. 1 2  أ.د. محمد سهيل طقّوش: تاريخ العثمانيين من قيام الدولة إلى الانقلاب على الخلافة: صفحة 378 ISBN 978-9953-18-443-2
68. ↑  المصور في التاريخ، الجزء السابع. تأليف: شفيق جحا، منير البعلبكي، بهيج عثمان، دار العلم للملايين، عهد القائممقاميتين، صفحة 187-192
69. ↑  عبد الرؤوف سنّو: العلاقات الروسية العثمانية: مجلة تاريخ العرب والعالم، العددان 77-78، آذار-نيسان 1985م، صفحة: 26
70. ↑  نوّار ونعنعي: التاريخ المعاصر، أوروبا من الثورة الفرنسية حتى الحرب العالمية الثانية، صفحة 232
71. ↑  أ.د. محمد سهيل طقّوش: تاريخ العثمانيين من قيام الدولة إلى الانقلاب على الخلافة: صفحة 396-397
72. 1 2 3 4 5 6  المصور في التاريخ، الجزء السابع. تأليف: شفيق جحا، منير البعلبكي، بهيج عثمان، دار العلم للملايين، أحداث حركة 1860، صفحة 198-200
73. ↑  تاريخ الدولة العليّة العثمانية، تأليف: الأستاذ محمد فريد بك المحامي، تحقيق: الدكتور إحسان حقي، دار النفائس، الطبعة العاشرة: 1427 هـ - 2006 م، صفحة: 529 ISBN 9953-18-084-9
74. ↑  تاريخ الدولة العليّة العثمانية، تأليف: الأستاذ محمد فريد بك المحامي، تحقيق: الدكتور إحسان حقي، دار النفائس، الطبعة العاشرة: 1427 هـ - 2006 م، صفحة: 576 ISBN 9953-18-084-9
75. 1 2  أ.د. محمد سهيل طقّوش: تاريخ العثمانيين من قيام الدولة إلى الانقلاب على الخلافة: صفحة 423-424
76. 1 2 3 4 5 6  قصة الإسلام: عهد الخليفة عبد الحميد الثاني، تاريخ التحرير: الثلاثاء، 06 نيسان/أبريل 2010[هل يوثق بهذا المصدر؟] نسخة محفوظة 26 أكتوبر 2016 على موقع واي باك مشين.
77. ↑  تاريخ الدولة العثمانية، بإشراف روبير مانتران: الجزء الثاني، الفصل الثاني عشر، فترة التنظيمات، بقلم پول دومون: صفحة 151
78. ↑  أ.د. محمد سهيل طقّوش: تاريخ العثمانيين من قيام الدولة إلى الانقلاب على الخلافة: صفحة 446-450
79. ↑  مصطفى كامل: صفحة 301-320، حرب: السلطان عبد الحميد: صفحة 106، فرانسوا جورجو: النزاع الأخير، مقال في كتاب تاريخ الدولة العثمانية، بإشراف روبير مانتران: الجزء الثاني، صفحة 217
80. ↑  حسّان حلاّق: موقف الدولة العثمانية من الحركة الصهيونية: صفحة 78-105
81. 1 2 3  تاريخ الدولة العليّة العثمانية، تأليف: الأستاذ محمد فريد بك المحامي، تحقيق: الدكتور إحسان حقي، دار النفائس، الطبعة العاشرة: 1427 هـ - 2006 م، صفحة: 715-718 ISBN 9953-18-084-9
82. ↑  المصور في التاريخ، الجزء الثامن. تأليف: شفيق جحا، منير البعلبكي، بهيج عثمان، دار العلم للملايين، الحركات التحررية العربية قُبيل الحرب. صفحة 36
83. ↑  أعظم أحداث العالم، إعداد موريس شربل، دار المناهل، صفحة 163
84. 1 2 3 4 5 6 7 8  أ.د. محمد سهيل طقّوش: تاريخ العثمانيين من قيام الدولة إلى الانقلاب على الخلافة: صفحة 543-549 ISBN 978-9953-18-443-2
85. ↑  Akcam. A Shameful Act, pp. 109–204.
86. ↑  المصور في التاريخ، الجزء الثامن. تأليف: شفيق جحا، منير البعلبكي، بهيج عثمان، دار العلم للملايين، الحرب في سنة 1916، صفحة 20-21
87. 1 2 3 4  أ.د. محمد سهيل طقّوش: تاريخ العثمانيين من قيام الدولة إلى الانقلاب على الخلافة: صفحة 550-552 ISBN 978-9953-18-443-2
88. ↑  تاريخ الدولة العليّة العثمانية، تأليف: الأستاذ محمد فريد بك المحامي، تحقيق: الدكتور إحسان حقي، دار النفائس، الطبعة العاشرة: 1427 هـ - 2006 م، صفحة: 718 ISBN 9953-18-084-9
89. ↑  إسلام أونلاين: أحمد شوقي.. أمير الشعراء، تاريخ التحرير: الأحد. يونيو. 17، 2007 نسخة محفوظة 20 فبراير 2011 على موقع واي باك مشين.
90. ↑  المصور في التاريخ، الجزء العاشر. تأليف: شفيق جحا، منير البعلبكي، بهيج عثمان، دار العلم للملايين، تفكك الإمبراطورية العثمانية وقيام الجمهورية التركية، صفحة 191
91. ↑  ابن اياس. بدائع الزهور في وقائع الدهور. القاهرة 1984 (ج4/ص384)
92. 1 2 3  المصور في التاريخ، الجزء الثامن. تأليف: شفيق جحا، منير البعلبكي، بهيج عثمان، دار العلم للملايين، صفحة 44-45
93. 1 2 3 4 5 6  مجلة حراء: مراكز النشاط الاقتصادي في الدولة العثمانية، بقلم د. ناظم إينتبه، ترجمة عن نص أورخان محمد علي نسخة محفوظة 16 مايو 2013 على موقع واي باك مشين.
94. 1 2 3  المصور في التاريخ، الجزء السابع، الصناعة تبلغ مستوى عالميّا، صفحة: 68-69
95. ↑  نوّار، عبد العزيز سليمان: الشعوب الإسلامية: صفحة 153
96. ↑  تاريخ الدولة العليّة العثمانية، تأليف: الأستاذ محمد فريد بك المحامي، تحقيق: الدكتور إحسان حقي، دار النفائس، الطبعة العاشرة: 1427 هـ - 2006 م، صفحة: 709 ISBN 9953-18-084-9
97. ↑  أوزگان، كركود. "تاريخ العثمانيين". TheOttomans.org. مؤرشف من الأصل في 2008-01-11. اطلع عليه بتاريخ 2009-02-06.
98. ↑  إسلام أونلاين: محمد الرابع.. آخر الفاتحين: محمد الرابع يباشر سلطاته (فترة آل كوبريللي) تاريخ التحرير: السبت. يناير. 1، 2000 "نسخة مؤرشفة". مؤرشف من الأصل في 2011-02-21. اطلع عليه بتاريخ 2018-03-03.{{استشهاد ويب}}:  صيانة الاستشهاد: BOT: original URL status unknown (link)
99. ↑  يلماز أوزتونا: تاريخ الدولة العثمانية – مؤسسة فيصل للتمويل – إستانبول – 1988م.
100. 1 2 3 4 5  المصور في التاريخ، الجزء السادس. تأليف: شفيق جحا، منير البعلبكي، بهيج عثمان، دار العلم للملايين، صفحة 157
101. ↑  عهد المتصرفين في لبنان، لحد خاطر، صفحة: 11-12
102. 1 2 3 4 5 6  أ.د. محمد سهيل طقّوش: تاريخ العثمانيين من قيام الدولة إلى الانقلاب على الخلافة: صفحة 493-519 ISBN 978-9953-18-443-2
103. ↑  نوري، عثمان: عبد المجيد ودور سلطنتي، حيات خصوصية وسياسة سي، الآستانة، 1909م: الجزء الأول، صفحة 35
104. ↑  عبد العزيز محمد الشناوي: الدولة العثمانية دولة إسلامية مفترى عليها – مكتبة الأنجلو المصرية – القاهرة – 1984م. الجزء الرابع، صفحة 1722
105. 1 2  تاريخ الدولة العليّة العثمانية، تأليف: الأستاذ محمد فريد بك المحامي، تحقيق: الدكتور إحسان حقي، دار النفائس، الطبعة العاشرة: 1427 هـ - 2006 م، صفحة: 590-591 ISBN 9953-18-084-9
106. ↑  عبد العزيز محمد الشناوي: الدولة العثمانية دولة إسلامية مفترى عليها – مكتبة الأنجلو المصرية – القاهرة – 1984م، الجزء الرابع، صفحة: 1764-1766
107. 1 2 3  المصور في التاريخ، الجزء السادس. تأليف: شفيق جحا، منير البعلبكي، بهيج عثمان، دار العلم للملايين، صفحة 150
108. 1 2  أ.د. محمد سهيل طقّوش: تاريخ العثمانيين من قيام الدولة إلى الانقلاب على الخلافة: صفحة 248-249 ISBN 978-9953-18-443-2
109. ↑  تاريخ جودت: أصول التشريفات في عهد الشهابيين، صفحة: 349
110. ↑  
الدولة العثمانية المجهولة، أحمد آق كوندز، وقف البحوث العثمانية، 2008، ص 629.
111. ↑  
"جامعة إسطنبول الجسر الواصل بين الماضي والحاضر". موقع ترك بريس التركي. مؤرشف من الأصل في 2017-12-01. اطلع عليه بتاريخ 2017-11-23.
112. ↑  
"التطور العلمي في الدولة العثمانية". موقع ترك بريس التركي. مؤرشف من الأصل في 2019-12-11. اطلع عليه بتاريخ 2017-11-21.
113. ↑  
"إنجازات حضارية للعثمانيين". موقع سيريا نيوز. مؤرشف من الأصل في 2017-12-01. اطلع عليه بتاريخ 2017-11-21.
114. ↑  
"ست من أشهر الكليات العثمانية في إسطنبول". موقع ترك بريس. مؤرشف من الأصل في 2019-05-10. اطلع عليه بتاريخ 2017-11-25.
115. ↑  
"جامعة إسطنبول أقدم الجامعات التركية". موقع تركيا بوست التركي. مؤرشف من الأصل في 2019-06-17. اطلع عليه بتاريخ 2017-11-23.
116. ↑  أ.د. محمد سهيل طقّوش: تاريخ العثمانيين من قيام الدولة إلى الانقلاب على الخلافة: صفحة 521 ISBN 978-9953-18-443-2
117. ↑  محمد حرب: العثمانيون في التاريخ والحضارة، دار القلم، دمشق، ط1، 1989م، صفحة 104
118. ↑  عبد العزيز محمد الشناوي: الدولة العثمانية دولة إسلامية مفترى عليها – مكتبة الأنجلو المصرية – القاهرة – 1984م، الجزء الثالث، صفحة: 1161
119. ↑  إسمع يا رضا، د. أنيس فريحة، 1957، "وتغيرت الدنيا": صفحة 198-200
120. ↑  المصور في التاريخ، الجزء السابع. تأليف: شفيق جحا، منير البعلبكي، بهيج عثمان، دار العلم للملايين، أحمد باشا الجزار، صفحة 114
121. ↑  موقع الإسلام سؤال وجواب: حكم "الخِصاء" نسخة محفوظة 8 يناير 2021 على موقع واي باك مشين. "نسخة مؤرشفة". مؤرشف من الأصل في 2011-08-10. اطلع عليه بتاريخ 2018-01-04.{{استشهاد ويب}}:  صيانة الاستشهاد: BOT: original URL status unknown (link)
122. ↑  الرق ماضيه وحاضره - تأليف عبد السلام الترمانيني - إصدارات عالم المعرفة
123. 1 2  محمد جميل بيهم: فلسفة التاريخ العثماني، بيروت، 1954م، الجزء الثاني، صفحة 58
124. ↑  مذكرات الأميرة عائشة عثمان أوغلي: تعريب صالح سعداوي صالح، دار البشير، عمّان، ط1، 1991م، صفحة 165-166
125. 1 2 3 4 5  المصور في التاريخ، الجزء السادس. تأليف: شفيق جحا، منير البعلبكي، بهيج عثمان، دار العلم للملايين، صفحة 151-152
126. ↑  دنيا الرأي: كلمات تركية الأصل دخيلة في العربية بقلم: بروفيسور حسيب شحادة، تاريخ النشر: 2010-10-19 نسخة محفوظة 19 فبراير 2018 على موقع واي باك مشين.
127. ↑  أ.د. محمد سهيل طقّوش: تاريخ العثمانيين من قيام الدولة إلى الانقلاب على الخلافة: صفحة 80-83 ISBN 978-9953-18-443-2
128. ↑  المصور في التاريخ، الجزء الثامن. تأليف: شفيق جحا، منير البعلبكي، بهيج عثمان، دار العلم للملايين، صفحة 31
129. ↑  الدرر السنيّة: اليهود والدولة العثمانية [وصلة مكسورة] نسخة محفوظة 10 مارس 2013 على موقع واي باك مشين.
130. ↑  إيلاف: اليهود والدولة العثمانية، بقلم محمد سعيد العشماوي. [وصلة مكسورة] نسخة محفوظة 18 يناير 2012 على موقع واي باك مشين.
131. 1 2 3 4 5 6  أ.د. محمد سهيل طقّوش: تاريخ العثمانيين من قيام الدولة إلى الانقلاب على الخلافة: صفحة 34-38 ISBN 978-9953-18-443-2
132. 1 2 3 4 5 6  المصور في التاريخ، الجزء السادس. تأليف: شفيق جحا، منير البعلبكي، بهيج عثمان، دار العلم للملايين، صفحة 158-159
133. ↑  مصطفى طوران: أسرار الانقلاب العثماني، ترجمة كمال خوجة، مطابع المختار الإسلامي، القاهرة، صفحة 190
134. ↑  
بداية دخول الطيران العسكري إلى الدولة العثمانية نسخة محفوظة 07 نوفمبر 2017 على موقع واي باك مشين.

### بِلُغاتٍ أجنبيَّة
1. 1 2  The Encyclopædia Britannica, Vol.7, Edited by Hugh Chisholm, (1911), 3; Constantinople, the capital of the Turkish Empire...
2. ↑  Turchin، Peter؛ Adams، Jonathan M.؛ Hall، Thomas D (ديسمبر 2006). "East-West Orientation of Historical Empires". Journal of world-systems research. ج. 12 ع. 2: 223. ISSN:1076-156X. مؤرشف من الأصل في 2019-05-20. اطلع عليه بتاريخ 2016-09-12.
3. ↑  Rein Taagepera (سبتمبر 1997). "Expansion and Contraction Patterns of Large Polities: Context for Russia". International Studies Quarterly. ج. 41 ع. 3: 498. DOI:10.1111/0020-8833.00053. ISSN:0020-8833. JSTOR:2600793.
4. ↑  Dündar, Orhan; Dündar, Erhan, 1.Dünya Savaşı, Millî Eğitim Bakanlığı Yayınları, 1999, (ردمك 975-11-1643-0)
5. ↑  Erickson، Edward J. (2003). Defeat in Detail: The Ottoman Army in the Balkans, 1912–1913. Greenwood Publishing Group. ص. 59. ISBN:978-0-275-97888-4. مؤرشف من الأصل في 2017-03-28.
6. ↑  Quataert، Donald (2005). The Ottoman Empire, 1700–1922 (ط. 2). Cambridge University Press. ص. 4. ISBN:978-0-521-83910-5. مؤرشف من الأصل في 2019-10-11.
7. ↑  From the article on the Ottoman Empire in Oxford Islamic Studies Online نسخة محفوظة 15 أبريل 2019 على موقع واي باك مشين.
8. ↑  Glasse, Cyril, New Encyclopedia of Islam, (Rowman Altamira, 2003), 229.
9. ↑  Finkel, Caroline, Osman's Dream, (New York: Basic Books, 2005), 57.
10. ↑  Hathaway، Jane (2008). The Arab Lands under Ottoman Rule, 1516–1800. Pearson Education Ltd. ص. 8. ISBN:978-0-582-41899-8. historians of the Ottoman Empire have rejected the narrative of decline in favor of one of crisis and adaptation
  - Tezcan، Baki (2010). The Second Ottoman Empire: Political and Social Transformation in the Early Modern Period. Cambridge University Press. ص. 9. ISBN:978-1-107-41144-9. Ottomanist historians have produced several works in the last decades, revising the traditional understanding of this period from various angles, some of which were not even considered as topics of historical inquiry in the mid-twentieth century. Thanks to these works, the conventional narrative of Ottoman history – that in the late sixteenth century the Ottoman Empire entered a prolonged period of decline marked by steadily increasing military decay and institutional corruption – has been discarded.
  - Woodhead، Christine (2011). "Introduction". في Christine Woodhead (المحرر). The Ottoman World. ص. 5. ISBN:978-0-415-44492-7. Ottomanist historians have largely jettisoned the notion of a post-1600 'decline'
11. ↑  Quataert، Donald (1994). "The Age of Reforms, 1812–1914". في İnalcık، Halil؛ Donald Quataert (المحررون). An Economic and Social History of the Ottoman Empire, 1300–1914. Cambridge University Press. ج. 2. ص. 762. ISBN:0-521-57456-0.
12. ↑  Bertold Spuler. Persian Historiography & Geography Pustaka Nasional Pte Ltd (ردمك 9971774887) p 69 نسخة محفوظة 22 مارس 2017 على موقع واي باك مشين.
13. ↑  History of the Ottoman Empire and modern Turkey, Volume 1, By Stanford Jay Shaw, Ezel Kural Shaw, pg. 13
14. ↑  
Southeastern Europe under Ottoman rule, 1354-1804, By Peter F. Sugar, pg.14
15. ↑  Shaw, S: History of the Ottoman empire and Modern Turkey: I pp.13-14
16. ↑  J.J.Norwich (1996) Byzantium: the Decline and Fall, Penguin, London p.320
17. ↑  Crowley, Roger. 1453: The Holy War for Constantinople and the Clash of Islam and the West. New York: Hyperion, 2005. p 31 ISBN 1-4013-0850-3.
18. ↑  Tuchman, 548
19. ↑  The Crusades and the military orders: expanding the frontiers of latin christianity; Zsolt Hunyadi page 226
20. ↑  Michal Biran, The Chaghadaids and Islam: The Conversion of Tarmashirin Khan (1331-34) , Journal of الجمعية الشرقية الأمريكية, Vol. 122, No. 4 (Oct. - Dec., 2002), 751; "Temur, a non-Chinggisid, tried to build a double legitimacy based on his role as both guardian and restorer of the Mongol Empire.".
21. ↑  Weatherford, J. McIver, Genghis Khan and the making of the modern world, (Random House Inc., 2004), 252. نسخة محفوظة 13 أبريل 2015 على موقع واي باك مشين.
22. ↑  Imber, Colin, The Ottoman Empire. London: Palgrave/Macmillan, 2002. ISBN 0 333 613872
23. ↑  Stone, Norman "Turkey in the Russian Mirror" pages 86-100 from Russia War, Peace and Diplomacy edited by Mark & Ljubica Erickson, Weidenfeld & Nicolson: London, 2004 page 94
24. ↑  Duffy, 2006, p. 196.
25. ↑  Egger، Vernon O. (2008). A History of the Muslim World Since 1260: The Making of a Global Community. برنتيس هول[الإنجليزية]. ص. 82. ISBN:0132269694. اطلع عليه بتاريخ 2009-04-13.
26. ↑  Savory، R. M. (1960). <91:TPOOTS>2.0.CO;2-B "The Principal Offices of the Ṣafawid State during the Reign of Ismā'īl I (907-30/1501-24)". Bulletin of the School of Oriental and African Studies, University of London. ج. 23 ع. 1: 91–105. DOI:10.1017/S0041977X00149006. مؤرشف من <91:TPOOTS>2.0.CO;2-B الأصل في 2020-03-12.
27. ↑  Hess، Andrew C. (يناير 1973). <55:TOCOE(>2.0.CO;2-# "The Ottoman Conquest of Egypt (1517) and the Beginning of the Sixteenth-Century World War". International Journal of Middle East Studies. ج. 4 ع. 1: 55–76. مؤرشف من <55:TOCOE(>2.0.CO;2-# الأصل في 2020-04-02.
28. ↑  "Encyclopaedia Britannica". Britannica.com. مؤرشف من الأصل في 2014-12-15. اطلع عليه بتاريخ 2010-08-26.
29. ↑  "Encyclopaedia Britannica". مؤرشف من الأصل في 2018-10-03. اطلع عليه بتاريخ 2010-08-26.
30. ↑  The Cambridge history of Islam by Peter Malcolm Holt,Ann K. S. Lambton, Bernard Lewis p.330  نسخة محفوظة 27 مايو 2016 على موقع واي باك مشين.
31. ↑  تاريخ الترك: معركة بروزة نسخة محفوظة 01 ديسمبر 2017 على موقع واي باك مشين.
32. ↑  Corsari nel Mediterraneo: Hayreddin Barbarossa [وصلة مكسورة] نسخة محفوظة 03 مارس 2016 على موقع واي باك مشين.
33. ↑  L. Kinross, The Ottoman Centuries: The Rise and Fall of the Turkish Empire, 206
34. ↑  Lewis Bernard: The emergence of Modern Turkey: p24
35. ↑  Norman Itzkowitz, Ottoman Empire and Islamic Tradition p.64–65.
36. ↑  Partly based on an entry on Sebastian in The Popular Encyclopedia, or, Conversations Lexicon (London: Blackie & Son, 1864)
37. ↑  Hammer: II p187. Venrad, Marc: Le Monde et son Histoire: V p415
38. 1 2  Kinross, 272.
39. ↑  Norman Itzkowitz, Ottoman Empire and Islamic Tradition p.67.
40. ↑  Inalcik, An Economic And Social History Of The Ottoman Empire, Vol 1 1300–1600 p.24.
41. ↑  Pouqueville, François Charles H.L.: Travels through the Morea, Albania, and several other parts of the Ottoman Empire, page 113-114, published 1806
42. ↑  E. van Donzel, Islamic Desk Reference: Compiled from the Encyclopaedia of Islam, Brill Academic Publishers, p 219
43. ↑  Akın Alıcı, Hayata Yön Veren Sözler, 2004
44. ↑  Norman Itzkowitz, Ottoman Empire and Islamic Tradition p.77–81.
45. ↑  Norman Itzkowitz, Ottoman Empire and Islamic Tradition p.80–81.
46. ↑  Norman Itzkowitz, Ottoman Empire and Islamic Tradition p.83–84.
47. ↑  Stone, Norman "Turkey in the Russian Mirror" pages 86-100 from Russia War, Peace and Diplomacy edited by Mark & Ljubica Erickson, Weidenfeld & Nicolson: London, 2004 page 97
48. ↑  Davison: Reform in the Ottoman Empire: p21
49. ↑  Sicker, Martin (2001), The Islamic world in decline: from the Treaty of Karlowitz to the disintegration of the Ottoman Empire, pp. 83-85. Greenwood Publishing Group, ISBN 0-275-96891-X
50. ↑  Sayyid-Marsot, Afaf Lutfi (2007), A history of Egypt: from the Arab conquest to the present, pp. 57-59. مطبعة جامعة كامبريدج, ISBN 0-521-70076-0
51. 1 2  Amira K. Bennison, "Muslim Universalism and Western Globalization," in Globalization in World History, ed. A.G. Hopkins, p. 89.
52. ↑  Goodwin, Jason: "Lords of the Horizons", Chapter 24: The Auspicious Event, 1998
53. ↑  Davis، Claire (1970). The Palace of Topkapi in Istanbul. New York: Charles Scribner's Sons. ص. 213–217. ASIN B000NP64Z2. مؤرشف من الأصل في 2021-05-01.
54. ↑  Davis، Claire (1970). The Palace of Topkapi in Istanbul. New York: Charles Scribner's Sons. ص. 214–217. ASIN B000NP64Z2. مؤرشف من الأصل في 2021-05-01.
55. ↑  "Liberation, Independence and Union". Njegos.org. مؤرشف من الأصل في 2018-10-03. اطلع عليه بتاريخ 2010-08-26.
56. ↑  Berend, Tibor Iván, History derailed: Central and Eastern Europe in the long nineteenth century, (دار نشر جامعة كاليفورنيا Ltd, 2003), 127.
57. ↑  Alistair Horne، (2006). A Savage War of Peace: Algeria 1954–1962 (New York Review Books Classics). 1755 Broadway, New York, NY 10019: NYRB Classics. ص. 29–30. ISBN:978-1-59017-218-6.{{استشهاد بكتاب}}:  صيانة الاستشهاد: مكان (link)
58. ↑  Laffin, John, Brassey's Dictionary of Battles, (Barnes & Noble Inc., 1995),.227
59. ↑  Grant, R.G., Battle: A Visual Journey through 5,000 years of combat, (DK Publishing Inc., 2005), 263.
60. ↑  BAŞ,Ersan:Çeşme, Navarin, Sinop Baskınları ve Sonuçları  Türk Deniz Harp Tarihinde İz Bırakan Gemiler, Olaylar ve Şahıslar Sayı: 8, Piri Reis Araştırma Merkezi Yayını, Deniz Basımevi, 2007, İstanbul, ISBN 975-409-452-7
61. ↑  Joseph، J (2000). The modern Assyrians of the Middle East: encounters with Western Christian missions, archaeologists, and colonial powers. BRILL. ص. 82. ISBN:978-9004116412. مؤرشف من الأصل في 2017-10-19.
62. ↑  Stone, Norman "Turkey in the Russian Mirror" pages 86-100 from Russia War, Peace and Diplomacy edited by Mark & Ljubica Erickson, Weidenfeld & Nicolson: London, 2004 page 95.
63. ↑  Albertini، Luigi (1952). The Origins of the War of 1914, Volume I. Oxford University Press. ص. 20.
64. ↑  de Courtois، S (2004). The forgotten genocide: eastern Christians, the last Arameans. Gorgias Press LLC. ص. 99. ISBN:978-1593330774. مؤرشف من الأصل في 17 أبريل 2016. اطلع عليه بتاريخ أكتوبر 2020. {{استشهاد بكتاب}}: تحقق من التاريخ في: |تاريخ الوصول= (مساعدة)
65. ↑  Hovannisian. "The Armenian Question", p. 217.
66. ↑  Akcam, Taner. A Shameful Act: The Armenian Genocide and the Question of Turkish Responsibility. New York: Metropolitan Books, 2006, p. 42. ISBN 0-8050-7932-7.
67. ↑  Andrieu، C؛ Sémelin، J؛ Gensburger، S (2010). Resisting Genocide: The Multiple Forms of Rescue. Columbia University Press. ص. 212–213. ISBN:9780231701723. مؤرشف من الأصل في 17 أبريل 2016. اطلع عليه بتاريخ أكتوبر 2020. {{استشهاد بكتاب}}: تحقق من التاريخ في: |تاريخ الوصول= (مساعدة)
68. ↑  Greek and Turkish refugees and deportees 1912–1924. جامعة لايدن. [وصلة مكسورة] نسخة محفوظة 16 يوليو 2007 على موقع واي باك مشين.
69. ↑  'Castles' p.22-23
70. ↑  'Castles' p. 48–49
71. ↑  The Encyclopaedia Britannica, Vol.7, Edited by Hugh Chisholm, (1911), 3; "Constantinople, the capital of the Turkish Empire..".
72. ↑  Encyclopædia Britannica. "Encyclopædia Britannica: Armenian massacres (Turkish-Armenian history)". Britannica.com. مؤرشف من الأصل في 2015-03-11. اطلع عليه بتاريخ 2010-08-26.
73. ↑  Balakian, Peter. The Burning Tigris: The Armenian Genocide and America's Response. New York: Perennial, 2003. ISBN 0-06-019840-0
74. ↑  Christopher J. Walker. "World War I and the Armenian Genocide" in The Armenian People From Ancient to Modern Times, Volume II, pp. 239–273.
75. ↑  Mustafa Kemal Pasha's speech on his arrival in Ankara in November 1919
76. ↑  League of Nations Treaty Series, vol. 28, pp. 12-113.
77. ↑  Bilefsky, Dan. "Weary of Modern Fictions, Turks Glory in Splendor of Ottoman Past," New York Times. December 5, 2009.
78. ↑  "Political Obituaries: Ertugrul Osman". The Daily Telegraph. 27 سبتمبر 2009. مؤرشف من الأصل في 2019-04-06. اطلع عليه بتاريخ 2009-10-26.
79. ↑  "'Last Ottoman' dies in Istanbul". BBC. 24 سبتمبر 2009. مؤرشف من الأصل في 2018-07-20. اطلع عليه بتاريخ 2009-09-24.
80. ↑  "Atatürk hayatımızı kurtardı (in Turkish)". Vatan. 3 أكتوبر 2009. مؤرشف من الأصل في 2013-07-07. اطلع عليه بتاريخ 2009-10-26.
81. ↑  Türk, Abdulhamid Fan Piyanist Piyano (17 Oct 2016). "Şehzade Abdülkadir Harun Osmanoğlu Kimdir?". Osmanlı Sultanı 2. Abdülhamid Bilgi Haber Müzik Marş Video Musiki Beste Sitesi (بtr-TR). Archived from the original on 2019-07-17. Retrieved 2020-02-15.{{استشهاد ويب}}:  صيانة الاستشهاد: لغة غير مدعومة (link)
82. ↑  Halil İnalcık, Studies in the economic history of the Middle East : from the rise of Islam to the present day / edited by M. A. Cook.
London University Press, Oxford U.P. 1970, p. 209 ISBN 0-19-713561-7
83. ↑  Halil İnalcık, Studies in the economic history of the Middle East : from the rise of Islam to the present day / edited by M. A. Cook.
London University Press, Oxford U.P. 1970, p. 217 ISBN 0-19-713561-7
84. ↑  Antony Black (2001), "The state of the House of Osman (devlet-ı al-ı Osman)" in The History of Islamic Political Thought: From the Prophet to the Present, p. 199
85. ↑  Halil İnalcık, Donald Quataert (1971), An Economic and Social History of the Ottoman Empire, 1300–1914, p. 120
86. ↑  Norman Itzkowitz, Ottoman Empire and Islamic Tradition p.38.
87. ↑  Antony Black, ibid, page 197
88. ↑  "طغراء سليمان القانوني". المتحف البريطاني. 14 مايو 2010. 1949,0409,0.86. مؤرشف من الأصل في 2015-11-09. اطلع عليه بتاريخ 2010-06-05.
89. ↑  İlhan Akşit. The Mystery of the Ottoman Harem. Akşit Kültür Turizm Yayınları. ISBN 975-7039-26-8
90. ↑  Hourani، Albert Habib (1991). A History of the Arab Peoples. كامبريدج (ماساتشوستس): Belknap Press of Harvard University Press. مؤرشف من الأصل في 2021-05-01.{{استشهاد بكتاب}}:  صيانة الاستشهاد: ref duplicates default (link)
91. ↑  George Walter Gawrych (2006). The Crescent and the Eagle: Ottoman Rule, Islam and the Albanians, 1874-1913. I.B.Tauris. ص. p.95. ISBN:1845112873. {{استشهاد بكتاب}}: |صفحة= يحوي نصًّا زائدًا (مساعدة)
92. ↑  Findley. Vaughn Carter: Ottoman Civil Officialdom: pp.132, 133
93. ↑  "مسيرة التعليم في تركيا". موقع ترك بريس التركي. مؤرشف من الأصل في 2019-05-23. اطلع عليه بتاريخ 2017-11-21.
94. ↑  Joel S. Migdal (2004). Boundaries and Belonging: States and Societies in the Struggle to Shape Identities and Local Practices. Cambridge University Press. ص. p.46. ISBN:0521835666. {{استشهاد بكتاب}}: |صفحة= يحوي نصًّا زائدًا (مساعدة)
95. ↑  "Supply of Slaves". Coursesa.matrix.msu.edu. مؤرشف من الأصل في 2017-05-04. اطلع عليه بتاريخ 2010-08-26.
96. ↑  Ottomans against Italians and Portuguese about (white slavery). نسخة محفوظة 13 أبريل 2015 على موقع واي باك مشين.
97. ↑  "Islam and slavery: Sexual slavery". Bbc.co.uk. مؤرشف من الأصل في 2009-05-21. اطلع عليه بتاريخ 2010-08-26.
98. ↑  Thomas M. Prymak, "Roxolana: Wife of Suleiman the Magnificent," Nashe zhyttia/Our Life, LII, 10 (New York, 1995), 15–20. A nicely illustrated popular-style article in English with a bibliography
99. ↑  Von Gabriel Piterberg, An Ottoman Tragedy: History and Historiography at Play, pp.98–103, Books.Google.de نسخة محفوظة 19 فبراير 2018 على موقع واي باك مشين.
100. ↑  Von Helen Gardner, Horst De la Croix, Richard G. Tansey, Gardner's Art Through the Ages, p. 263, ISBN 0-15-503758-7,Books.google.de نسخة محفوظة 19 فبراير 2018 على موقع واي باك مشين.
101. ↑  "Eli Shah. The Ottoman Artistic Legacy". Mfa.gov.il. مؤرشف من الأصل في 2019-05-02. اطلع عليه بتاريخ 2010-08-26.
102. ↑  Gibb, E.J.W. Ottoman Literature: The Poets and Poetry of Turkey. ISBN 0-89875-906-4
103. ↑  Tanpınar, Ahmet Hamdi. 19'uncu Asır Türk Edebiyatı Tarihi. İstanbul: Çağlayan Kitabevi, 1988
104. ↑  Ersin Alok, "Karagöz-Hacivat: The Turkish Shadow Play", Skylife - Şubat (Turkish Airlines inflight magazine), February 1996, p. 66–69.
105. ↑  Bert Fragner, "From the Caucasus to the Roof of the World: a culinary adventure", in Sami Zubaida and Richard Tapper, A Taste of Thyme: Culinary Cultures of the Middle East, London and New York, p. 52
106. ↑  Behar, Cem, ed. 1996. Osmanlı Đmparatorluğu'nun ve Türkiye'nin nüfusu, 1500-1927.
Ankara: T.C. Basbakanlık Devlet Đstatistik Enstitüsü
107. ↑  M. Kabadayı, Inventory for the Ottoman Empire / Turkish Republic 1500–2000 نسخة محفوظة 20 أغسطس 2011 على موقع واي باك مشين.
108. ↑  Persian historiography and geography, Bertold Spuler,M. Ismail Marcinkowski, page 69, 2003
109. ↑  "The Divinely-Protected, Well-Flourishing Domain: The Establishment of the Ottoman System in the Balkan Peninsula", Sean Krummerich, Loyola University New Orleans, The Student Historical Journal, volume 30 (1998–99 نسخة محفوظة 10 يونيو 2009 على موقع واي باك مشين. [وصلة مكسورة]
110. ↑  Turkish Toleration, The American Forum for Global Educationنسخة محفوظة 04 أبريل 2017 على موقع واي باك مشين.
111. ↑  Daniela Kalkandjieva, “The Restoration of the Patriarchal Dignity of the Bulgarian Orthodox Church,” Bulgarian Historical Review, Sofia, vol. 4, (1994): 101-105.
112. ↑  "Mecelle" in Oxford Islamic Studies Online نسخة محفوظة 15 أبريل 2019 على موقع واي باك مشين.
113. ↑  Norman Itzkowitz, Ottoman Empire and Islamic Tradition p.96.
114. ↑  Shaw. II p29> Lewis, Bernard: The Emergence of Modern Turkey: pp 79, 80
115. ↑  Ellesmerereportstandard.co.uk, The standard - Petition created for submarine name نسخة محفوظة 29 أغسطس 2008 على موقع واي باك مشين.

### معلومات
1. ↑  لما سقطت دولة السلاجقة العظام، تجزأت أملاكهم في الأناضول إلى عشر إمارات صغيرة، وهي: قره سي وصاروخان وآيدين وتكة والحميد والقرمان وكرميان وقسطموني ومنتشا وقونية، وفي عهد أرطغرل أضيفت إليها الإمارة العثمانية التي قُدّر لها أن تضم جميع تلك الإمارات وتوحدها في دولة واحدة بعد سنوات عديدة.
2. ↑  لفظ "خان" لفظ تركي مغولي قديم معناه "السيّد" تلقب به عدد من الحكّام العظام أمثال جنكيز خان وقوبلاي خان وغيرهم، ولا يزال هذا اللفظ هو لفظ التشريف الوحيد لكل مواطن في أفغانستان ويتمتع به بقايا من الناس في الهند وباكستان، بعد أن وصلهم أيام الحكم المغولي لشبه القارة الهندية.
3. ↑  تحالف مراد الأول مع أمير كرميان الذي زوّج ابنته للأمير بايزيد بن مراد، وكانت مدينة كوتاهية مهرًا لهما، كما تنازل له عن بعض المدن، منها إزمير، واجبر مراد الأول أمير الحميد على التنازل له عن بلاده لقاء ثمن، وضمّها إلى الأملاك العثمانية، وهاجم السلطان العثماني إمارة تكة وضمّ قسمًا من أراضيها.
4. ↑  تعتبر واقعة نقل بايزيد الأول إلى سمرقند من أكثر الأحداث جدلاً في تلك الفترة. إذ أن مؤرخي ذلك العصر قالوا بأن تيمورلنك سجن بايزيد في قفص من حديد، وقال آخرون لاحقًا أن ذلك لم يكن قفصًا وإنما عربة ذات نوافذ بقضبان حديدية. ويقول مؤرخون معاصرون أن تيمورلنك عامل بايزيد بكل إجلال واحترام، وأمر بفك أغلاله وأجلسه إلى جانبه، وأكدّ له أنه سيبقي على حياته، فأصدر تعليماته بأن تُنصب ثلاث خيام فخمة لحاشيته، لكن عندما حاول بايزيد الهرب احتجز في غرفة ذات نوافذ مسدودة بالحواجز.
5. ↑  كان الإمبراطور البيزنطي واقعيًا عندما أقنعته المحنة أن الأخوّة والتعاون الكاثوليكي - الأرثوذكسي هو أحد الوسائل الأساسية لإنقاذ العاصمة من خاتمة مروعة، وأدرك أن الأسوار والسلسلة الحديدية الغليظة التي أغلقت مدخل القرن الذهبي، وعزيمة الرجال وحملة إنقاذ من أوروبا الغربية؛ هي التي يمكنها أن تدفع العثمانيين بعيدًا عن أسوار القسطنطينية، لذلك طلب النجدة من أوروبا على وجه السرعة، لكن الرد الأوروبي جاء متفاوتًا لصالح كل دولة. وأبدى البابا نيقولا الخامس استعداده للمساعدة شرط اتحاد الكنيستين الشرقية والغربية، ووافق قسطنطين على هذا المشروع على الرغم من جذور العداوة التاريخية بين الأرثوذكس والكاثوليك، وتنص بعض المصادر أن قسطنطين توسل إلى البابا وقبّل قدميه حتى وافق، وجرت مراسم دينية في كنيسة آيا صوفيا وفق المذهب الكاثوليكي، وتولّى إدارة المراسم الكاردينال "إيزيدور" الذي أرسله البابا لتنفيذ إجراءات الاتحاد. ويبدو أن الشعب البيزنطي اشمأز من ذلك، إذ قال رئيس الوزراء البيزنطي جملته التاريخية: «"إنني أفضّل أن أشاهد في ديار البيزنط عمائم الترك على أن أشاهد القبعة اللاتينية"».
6. ↑  يؤمن المسلمون أن محمد الفاتح هو صاحب البشارة والنبؤة التي قال بها النبي محمد:لَتُفْتَحَنَّ الْقُسْطَنْطِينِيَّةُ فَلَنِعْمَ الْأَمِيرُ أَمِيرُهَا وَلَنِعْمَ الْجَيْشُ ذَلِكَ الْجَيْشُ، كما أن هناك نبؤة أخرى يؤمن بها المسلمون هي تلك التي تتحدث عن فتح "روميّة"، أي روما، إذ قال محمد عندما سُئل: "أي المدينتين تفتح أولاً: أقسطنطينية أو رومية؟"، أن "مدينة هرقل تفتح أولاً"، أي القسطنطينية. ويبدو أن محمد الفاتح طمح ليحقق النبؤة الثانية كذلك الأمر، حتى يُقال إنه أقسم بأن يربط حصانه في الكنيسة القسطنطينية، حيث تقع اليوم كاتدرائية القديس بطرس.
7. ↑  كان لهذه الحملة أسباب عديدة منها الصراع على الحدود بين الدولتين وموقف المماليك من الصفويين وإيوائهم لأمراء عثمانيين فارين من السلطنة العثمانية واستغاثة أهل الشام بالعثمانيين من ظلم المماليك حيث كتبوا رسالة باسم العلماء والفقهاء والقضاة يطلبون من سليم الأول تخليصهم من ظلم المماليك الذي طال المال والنساء والعيال، كما عطلوا تطبيق الشريعة الإسلامية في حكم البلاد، وطلبوا أن يرسل السلطان وزير ثقة ليلتقي بكبار الرجالات ليؤمن ويطمئن قلوب الشعب. ومهما يكن من أمر، فقد كانت هناك أسباب للنزاع بين سليم والمماليك أعمق من هذا بكثير. ذلك أن السلطان سليم كان يطمع على ما يظهر في توحيد جميع البلدان السنيّة تحت تاجه، وانتزاع المدينتين المقدستين، مكة والمدينة المنورة، من أيدي المماليك. وقد خشي المماليك سياسة سليم التوسعيّة هذه، فعقدوا تحالفًا مع الشاه إسماعيل الصفوي
8. ↑  في تلك الفترة كانت بلاد المجر منقسمة نتيجة بروز مرشحين لتولي عرش الإمبراطورية الرومانية المقدسة بعد وفاة الإمبراطور ماكسيمليان الأول، وهما كارلوس الأول (شارلكان) ملك إسبانيا، وفرانسوا الأول ملك فرنسا، فانحاز الأخير إلى السلطان طالبًا منه المساعدة على تنحية شارلكان، كذلك كان البابا منشغلاً بمحاربة الراهب الألماني "مارتن لوثر" مؤسس مذهب البروتستانت، وكان السكان المجريون يعيشون في بؤس شديد، حتى أن كثيرًا منهم كانوا ينتظرون قدوم العثمانيين ويعدونهم منقذين، وشاركوا لوثر في نظرته القائلة بأن: «انتصارات الأتراك إنما هي عقاب عادل لما اقترفه الرومان من فساد وظلم اجتماعي».
9. ↑  تولّى هذا الملك الحكم سنة 1697م، ولصغر سنه تألّب ضده ملك الدانمارك وملك بولندا وقيصر روسيا، فحارب الدانمارك أولًا وانتصر عليها، ثم حارب روسيا فقهرها، ثم سار إلى بولندا وانتصر عليها وعزل ملكها وأقام مكانه أحد محالفيه. وفي سنة 1709م قصد مدينة موسكو، فانتصر عليه القيصر بطرس الأكبر في واقعة پولتاڤا، واحتمى هو في الدولة العثمانية حيث حل ضيفًا عند السلطان أحمد الثالث في قصر الباب العالي طيلة 5 سنوات، وخرج بعدها من تركيا قهرًا بعد أن قاوم مقاومة شديدة.
10. ↑  الوهابيون قوم من العرب اتبعوا طريقة الشيخ محمد بن عبد الوهاب الذي التجأ إلى آل سعود في الدرعية من بلاد نجد، وقد درس المذهب الحنبلي ولاذ بعلمائه وأخذ عنهم حتى اتسعت معلوماته في فروع الشريعة وخصوصًا في تفسير القرآن، وشاع أمره في نجد والإحساء والقطيف وعمان وبعض أنحاء اليمن. ولم يزل أمرهم شائعًا ومذهبهم متزايدًا حتى قضى عليهم إبراهيم باشا بن محمد علي والي مصر، بأمر من السلطان محمود الثاني.
11. ↑  كان محمد علي باشا يطمح من كل المساعدات التي قدمها للسلطان العثماني، أن يمنحه الأخير ولاية من الولايات الكبرى، ولكن السلطان اكتفى بأن أقطع محمد علي جزيرة كريت، تقديرًا لخدماته. ولمّا اطمأن محمد علي إلى قوته، وأدرك أن الدولة العثمانية تجتاز مرحلة صعبة من الضعف والعجز، قرر أن يجتاح الشام بالقوة، فوطد علاقته بأمير لبنان بشير الثاني الشهابي، واستعان به لتحقيق مآربه، وافتعل خلافًا بينه وبين عبد الله باشا والي عكا، حيث طالبه بإعادة مبلغ من المال كان قد قدمه إليه، وإعادة الفلاحين المصريين الفارّين من دفع الضرائب ومن الخدمة في الزراعة، ولما ماطل عبد الله باشا في تلبية طلب محمد علي، اتخذ هذه المماطلة ذريعة لاحتلال بلاد الشام.
12. ↑  كانت فرنسا تؤيد محمد علي باشا وتدعمه، وكان في جيشه عدد من القادة الفرنسيين، وكانت تميل إلى إقراره على بلاد الشام وشبه الجزيرة العربية، وهي تتطلع إلى فرض نوع من الحماية على مصر بهدف التمكين لنفسها في الجزائر الخاضعة لاستعمارها. وجاهرت بريطانيا بعدائها لمصر، وأعلنت وجهة نظرها بوجوب المحافظة على كيان السلطنة العثمانية، ونظرت بقلق إلى قوة محمد علي المتنامية في مصر والشام، وهي المناطق التي تمر فيها طريق الهند، كما كانت ترتاب من مخططاته في البحر الأحمر والخليج العربي، وشاركت روسيا وبروسيا والنمسا خوف بريطانيا، واتفقت على منع محمد علي، القوي، من أن يحل محل الدولة العثمانية، الضعيفة، في الشرق العربي.
13. ↑  قاوم السلطان عبد الحميد الثاني فكرة اليهود الهادفة إلى إقامة دولة لهم في فلسطين بما أوتي له من قوة، فرفض في عام 1876م عروض "حاييم گوديلا" لشراء مساحات من الأراضي في فلسطين، لإسكان المهاجرين اليهود فيها، وقد لجأ اليهود إلى سفراء الدول الأوروبية وروسيا والولايات المتحدة في الآستانة لإقناع السلطان بالسماح لهم بالهجرة. ونتيجة لازدياد شعور السلطان بالتحرك اليهودي، أبلغ المبعوث اليهودي "أوليڤانت" أن باستطاعة اليهود العيش بسلام في أية بقعة من أراضي الدولة العثمانية إلا فلسطين، وأن الدولة تُرحب بالمضطهدين، ولكنها لا تُرحب بإقامة دولة دينية يهودية في البلد المذكور. وقد حاول بعض اليهود تحدي قرار الباب العالي بالنزول في يافا، فتصدت لهم السلطات العثمانية ومنعت دخولهم، وبخاصة الروس منهم، إلى مدينة القدس. لكن السلطان عاد وسمح لليهود بسكن القدس لمدة شهر واحد فقط أثناء حجهم إليها، تحت ضغط الدول الأوروبية، ثم عاد وجعل هذه الفترة 3 أشهر. وقد سافر ثيودور هرتزل إلى الآستانة وحاول الاجتماع بالسلطان، لكن الأخير رفض مقابلته، وحين تمكن هرتزل من الاجتماع به أخيرًا عرض عليه خمسين مليونًا من الجنيهات الذهب لخزانة الدولة، وخمسة ملايين من الجنيهات الذهب لخزانة السلطان الخاصة، بالإضافة إلى مشاريع أخرى كثيرة لدعم الدولة العثمانية اقتصاديًا، مقابل تنازلها عن فلسطين، لكن السلطان رفض رفضًا قاطعًا.
14. ↑  من أبرز القصص التي جرت في التاريخ العثماني وكانت مثالاً بارزًا على سلطة شيخ الإسلام، ما جرى في عهد السلطان سليم الأول، فقد قرر الأخير إرغام سكان القسطنطينية من غير المسلمين على اعتناق الإسلام بعد أن أثار بعضهم القلاقل في المدينة. وبلغ هذا الخبر شيخ الإسلام "زمبيلي علي مالي أفندي"، وكان من كبار علماء عصره فساءه ذلك جدًا، ذلك لأن إكراه غير المسلمين على اعتناق الإسلام يخالف تعاليم الإسلام، الذي يرفع شعار لا إكراه في الدين، فهدد السلطان سليم بإصدار فتوى بخلعه إن أصرّ على هذا الأمر، فأذعن له السلطان. كذلك عزل شيخ الإسلام كل من السلطانين عبد العزيز الأول ومراد الخامس، بحجة أن الأوّل كان مبذرًا، ولإصابة الثاني بالجنون.

## وصلات خارجية
- رايات العثمانيين على موقع وزارة الثقافة والسياحة التركية.
- قصة الخلافة العثمانية: (699هـ/1300م – 1342هـ/1924م )، موقع قصة الإسلام.
- الدولة العثمانية من قاموس أوكسفورد حول الإسلام.
- فلسطين أبّان الحكم العثماني فلسطين العثمانية.